# Cattedrale di Notre-Dame
La cattedrale di Notre-Dame (in italiano Nostra Signora; in francese: cathédrale Notre-Dame, pronuncia [nɔtʁə dam]) è il principale luogo di culto cattolico di Parigi, chiesa madre dell'arcidiocesi di Parigi.
Ubicata nella parte orientale dell'Île de la Cité, nel cuore della capitale francese, nella piazza omonima, rappresenta una delle costruzioni gotiche più celebri del mondo ed è uno dei monumenti più visitati di Parigi. In base alla Legge francese sulla separazione tra Stato e Chiesa del 1905, l'edificio è proprietà dello Stato francese, come tutte le altre cattedrali fatte costruire dal Regno di Francia e il suo utilizzo è assegnato alla Chiesa cattolica.
La cattedrale, basilica minore dal 27 febbraio 1805, è monumento storico di Francia dal 1862 e patrimonio dell'umanità dell'UNESCO dal 1991. Il 15 aprile 2019 è stata gravemente danneggiata da un imponente incendio che ha portato alla distruzione della copertura e della guglia e al collasso di alcune volte sottostanti. Durante i lavori di ripristino, benché chiusa, la basilica è rimasta la sede della cattedra dell'arcivescovo di Parigi, senza l'istituzione di una procattedrale. I lavori di ricostruzione sono ufficialmente terminati nel 2024 e il 7 dicembre la cattedrale è stata riaperta.

## Storia

### Le origini

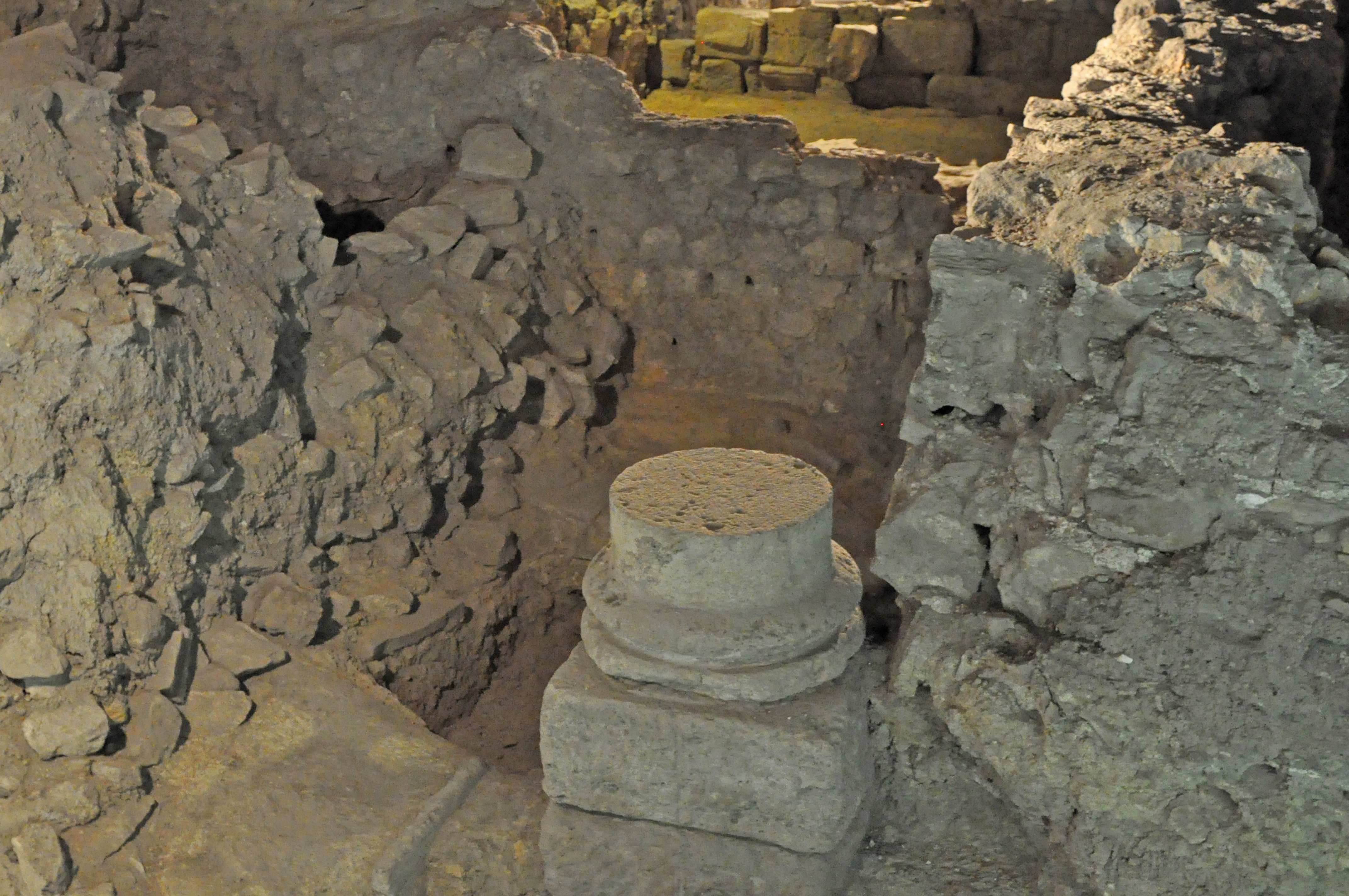
Base di una colonna del III secolo sotto il sagrato della cattedrale

Nell'area in cui oggi sorge la cattedrale, si trovava un tempio pagano dedicato a Giove, frutto della ricostruzione di Lutezia da parte di Gaio Giulio Cesare dopo la resa di Vercingetorige del 52 a.C. Una più antica cattedrale, dedicata inizialmente a santo Stefano precedette l'attuale edificio. Si trattava di una basilica a cinque navate separate da colonne marmoree e sorgeva più a ovest rispetto alla cattedrale odierna; annesso vi era un battistero dedicato a san Giovanni Battista, con il nome di Saint-Jean-le-Rond, definitivamente demolito nel Settecento. La cattedrale di Santo Stefano venne affiancata (chiesa doppia) e quindi sostituita da un'altra dedicata alla Vergine Maria.

### La costruzione

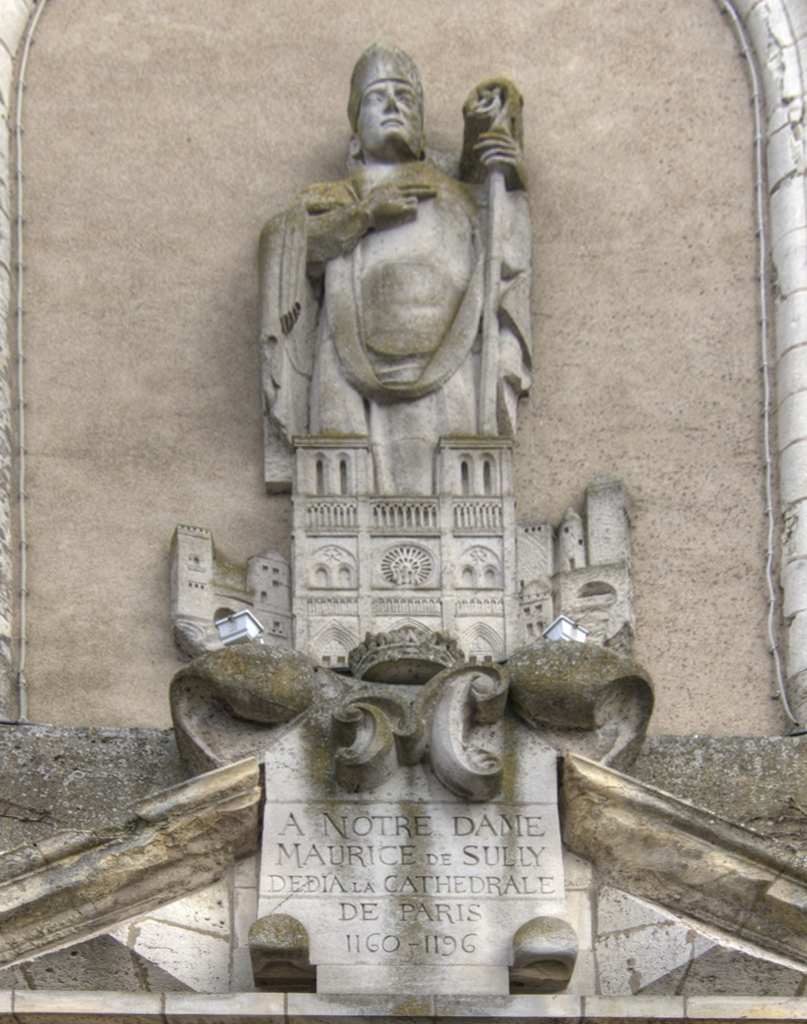
Maurice de Sully

Il 12 ottobre 1160 il teologo Maurice de Sully divenne vescovo di Parigi. Egli promosse subito la costruzione di una nuova e più ampia cattedrale, risultando quella di Santo Stefano in rovina e la chiesa di Nostra Signora insufficiente per la popolazione in crescita: la città, infatti, oltre a essere diventata con Filippo I capitale del regno di Francia, era anche un importante centro economico e culturale. Vennero demolite le due chiese di Santo Stefano e di Nostra Signora e la prima pietra venne posata alla presenza di papa Alessandro III, che soggiornò a Parigi dal 24 marzo al 25 aprile 1163, sotto il regno di Luigi VII il Giovane.
Il nuovo edificio sarebbe sorto in stile gotico, che si era già affermato in Francia con la costruzione della basilica di Saint-Denis (1136-XIII secolo) e delle cattedrali di Sens (1135-1534), di Noyon (1145-1235) e di Laon (1155-1235). La chiesa avrebbe avuto una pianta simile a quella della cattedrale di Santo Stefano, con cinque navate senza cappelle laterali con l'eccezione di tre cappelle radiali. Il progetto non si limitava solo alla nuova chiesa, ma si estendeva anche sull'area circostante: infatti, prevedeva l'apertura di una grande piazza di fronte alla cattedrale raggiungibile da una nuova strada più larga per agevolare l'accesso dei fedeli, nonché la ricostruzione del palazzo vescovile.
La costruzione della cattedrale fu condotta in due fasi: entro il 1250 venne completato l'edificio, mentre fino alla metà del XIV secolo si ebbe una serie di interventi alla struttura sia interna, sia esterna, fino a raggiungere l'aspetto desiderato. L'edificazione dell'edificio venne finanziata sia dalla Chiesa, sia dalla corona di Francia e lavorarono al cantiere molti cittadini prestando la loro opera come fabbri, muratori e carpentieri.

#### 1163-1250
La costruzione della nuova cattedrale cominciò sotto la supervisione del vescovo Maurice de Sully a partire dal coro.
La struttura, a cinque navate con doppio deambulatorio intorno all'abside, venne portata a termine nel 1182; il 19 maggio dello stesso anno, Henri de Château-Marçay, legato pontificio di papa Lucio III, consacrò l'altare maggiore, e nel 1185, nel corso della prima celebrazione all'interno della cattedrale, il patriarca di Gerusalemme Eraclio di Cesarea convocò la terza crociata.
Conclusi i lavori del coro, questo venne isolato con l'erezione di una parete provvisoria tale da comprendere sia l'area centrale, sia il deambulatorio, e iniziarono quelli per la costruzione del transetto e delle navate con i relativi matronei. Si fermarono nel 1190 dopo la costruzione delle tre campate più vicine alla crociera. In seguito, il cantiere si spostò nell'area della facciata, edificata a partire dal 1208 dopo lo scavo delle sue fondamenta e completata nel 1218. A partire dallo stesso anno si procedette al completamento delle navate. Queste avevano uno schema differente da quello odierno: il matroneo era illuminato da finestre poste in modo tale da essere più in alto rispetto alla chiave di volta, e di conseguenza la volta a crociera era asimmetrica; inoltre il cleristorio del transetto e della navata centrale presentava un doppio ordine di finestre sia nel piedicroce sia nel capocroce, con rosoni circolari in basso, che davano su un locale posto sopra il matroneo, e monofore in alto, che davano sull'esterno. Poiché in seguito a ciò l'interno della navata era buio, tra il 1225 e il 1250, contemporaneamente al completamento della facciata, al posto delle doppie finestre del cleristorio vennero aperte alte bifore; inoltre fu ridotta l'altezza delle finestre del matroneo, così da avere volte a crociera con le vele simmetriche. Negli stessi anni, tra i contrafforti, lungo le navate esterne, vennero aperte delle cappelle laterali e il transetto venne allungato.
Nel 1220 la costruzione della facciata era arrivata alla galleria dei Re. In seguito al completamento della parte superiore, iniziò l'edificazione della torre sud, terminata nel 1240 e poi della torre nord, portata a compimento nel 1250. Il progetto originale prevedeva per ciascuna torre un alto coronamento a cuspide, poi mai realizzato.

#### Dal 1250 alla metà del XIV secolo

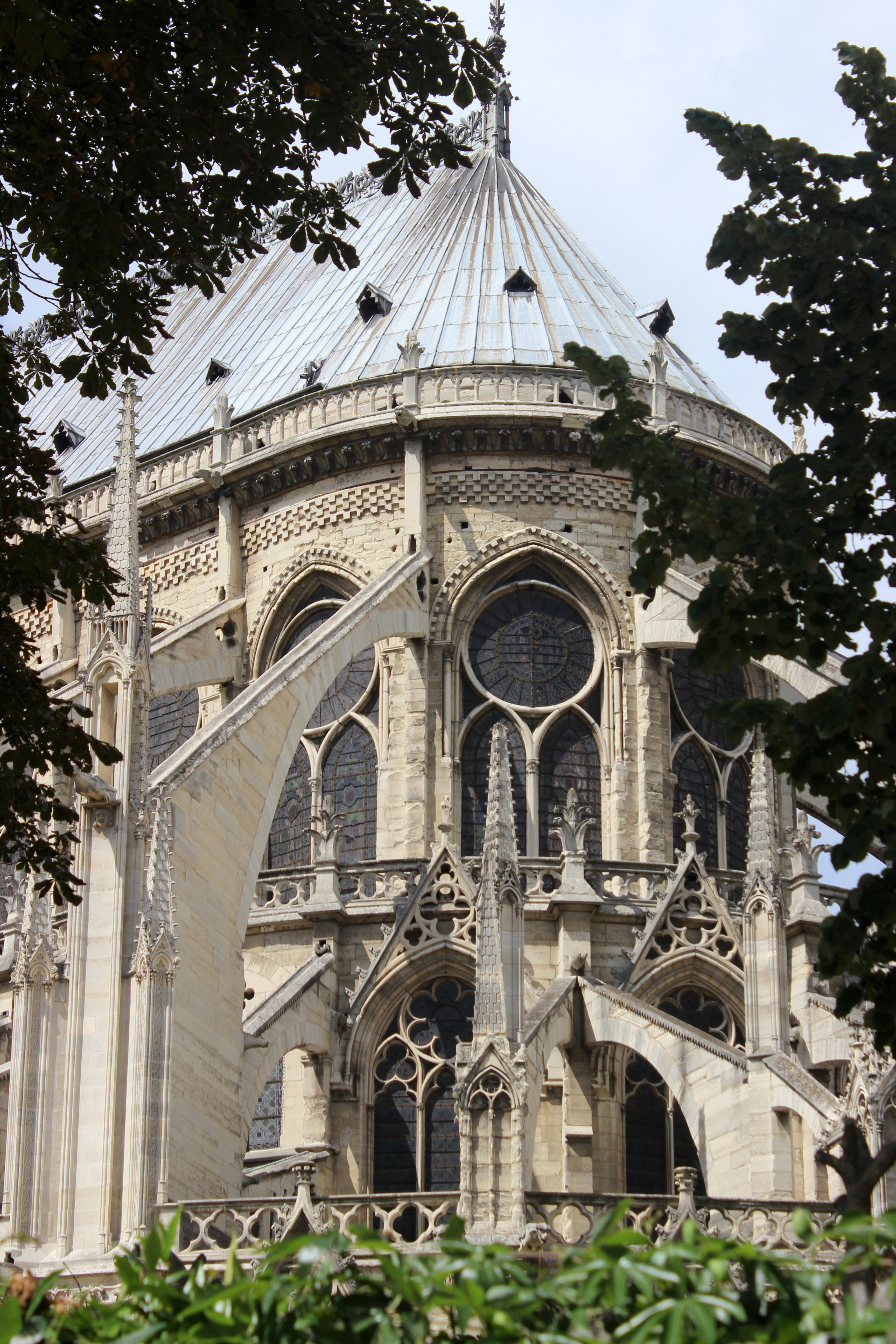
Gli archi rampanti del coro

Dopo il 1250, la cattedrale, ormai terminata, fu oggetto di una serie di importanti restauri e modifiche fino a farle acquisire, alla metà del XIV secolo, la struttura odierna.
I primi lavori furono intrapresi per volere di Renaud Mignon de Corbeil, vescovo di Parigi dal 1250 e il 1268: le due facciate del transetto, i cui portali erano in stile romanico, vennero ricostruite in stile gotico su progetto di Jean de Chelles, quella nord a partire dal 1250 circa e quella sud a partire dal 1258; quest'ultima venne completata da Pierre de Montereau che subentrò a de Chelles alla sua morte, nel 1265. Dagli stessi architetti fu curata la realizzazione del portale di Santo Stefano e del portale del chiostro.
Dopo la morte di de Montereau, nel 1267, divenne architetto della cattedrale Pierre de Chellese, nipote di Jean, che portò avanti la costruzione dei contrafforti e degli archi rampanti del coro; il lavoro venne completato da Jean Ravy, architetto della cattedrale dal 1318 al 1344, che si occupò anche delle transenne del presbiterio. Lo jubé venne realizzato da Raymond du Temple, successore di Jean le Bouteiller, nipote di Ravy.

### Vicende successive alla costruzione

#### Dal XV al XVIII secolo

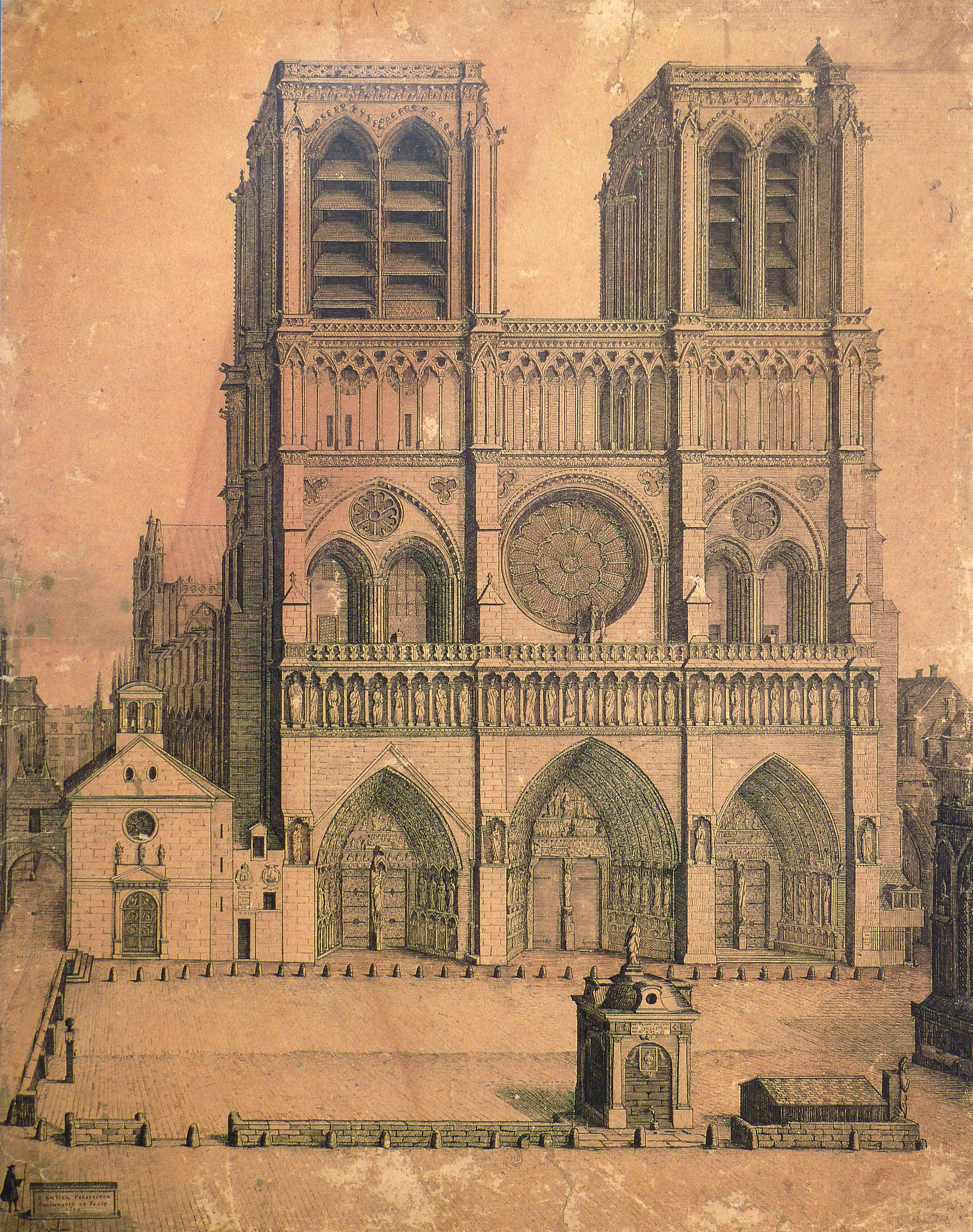
La facciata nel 1699

A partire dal Rinascimento, la cattedrale fu oggetto di una serie di restauri di entità minore, secondo i gusti delle varie epoche: questi interventi, nei secoli XV e XVI si limitarono all'aggiunta di decorazioni prima rinascimentali, poi barocche, di altari laterali e di monumenti funebri.
Il primo grande restauro lo si ebbe alla fine del XVII secolo, per volere del re di Francia Luigi XIV, che così avrebbe adempiuto a un voto fatto da suo padre Luigi XIII che, nel 1638, in seguito alla nascita, dopo ventitré anni di matrimonio, del primo figlio ed erede Luigi Deodato, dedicò il regno di Francia alla Madonna e si impegnò a costruire un nuovo altare per la cattedrale di Parigi. Il progetto fu affidato a Robert de Cotte: venne demolito lo jubé e sostituito da una cancellata in ferro battuto con decorazioni in oro; le tombe a pavimento del coro vennero rimosse e l'antico altare maggiore demolito, sostituito da uno nuovo in stile barocco, opera di Nicolas Coustou con statue di Guillaume Coustou e Antoine Coysevox; le colonne intorno a esse furono dotate di un rivestimento marmoreo.
Nuovi interventi vi furono nella seconda metà del XVIII secolo. Nel 1756, su richiesta del capitolo dei canonici della cattedrale, le vetrate policrome del cleristorio furono sostituite con vetri bianchi dai fratelli Le Vieil per far entrare più luce all'interno della chiesa; a questo scopo, le pareti furono ricoperte con intonaco chiaro. Successivamente l'architetto Jacques-Germain Soufflot alterò il portale centrale eliminando la colonna centrale e parte dell'apparato decorativo della lunetta, per favorire il passaggio delle processioni.

#### La Rivoluzione francese

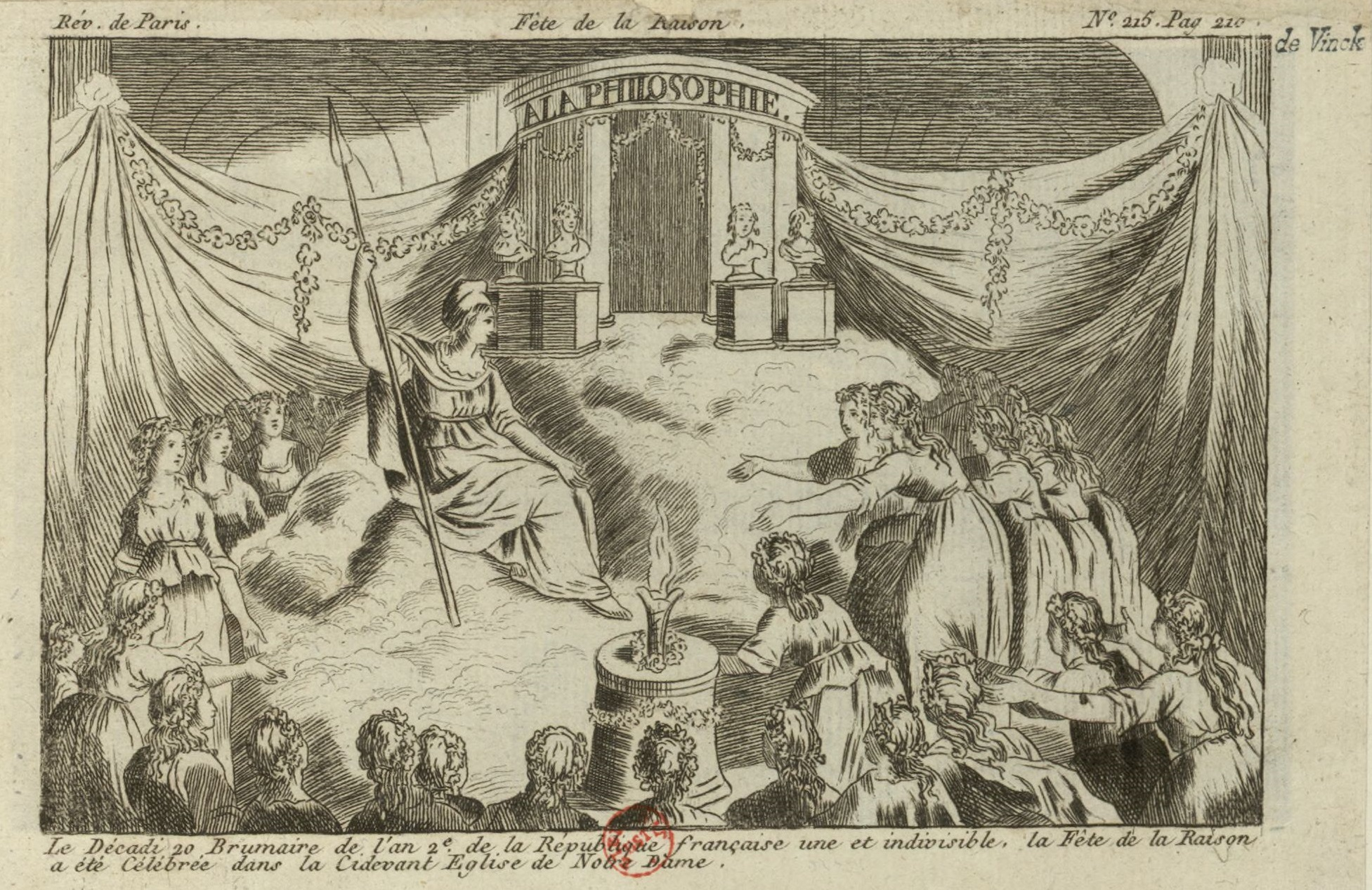
La festa della Ragione all'interno della cattedrale nel 1793

Durante la Rivoluzione francese (1789-1799), come prassi la chiesa venne devastata: dopo che tutti gli oggetti in metalli preziosi vennero inviati alla zecca per essere fusi, nell'ottobre del 1793, per ordine della Comune di Parigi, tutte le statue della facciata, sia quelle della galleria dei Re, sia quelle dei portali, vennero distrutte e così anche la guglia. Nel dicembre dello stesso anno, il filosofo Claude-Henri de Saint-Simon, fondatore del movimento politico-religioso detto Sansimonismo, era in procinto di acquistare la cattedrale per poi distruggerla.
Nel 1794 tutte le campane (8 nella torre nord e 2 nella torre sud) vengono requisite, si salva solo la campana maggiore "Emanuel" del peso di 13.200 kg.)
Il 10 novembre 1793, con una celebrazione della libertà organizzata da Pierre-Gaspard Chaumette, la chiesa divenne tempio della Ragione; in seguito, dal 1798, ospitò anche gli uffici del clero costituzionale.
In seguito al Concordato del 1801, firmato il 15 luglio da Napoleone Bonaparte e papa Pio VII, la cattedrale tornò alla Chiesa cattolica e, dopo un sommario restauro, la prima messa fu celebrata il 18 aprile 1802 alla presenza di Napoleone e del legato pontificio Giovanni Battista Caprara Montecuccoli.
Il 2 dicembre 1804 venne solennemente celebrata nella cattedrale l'incoronazione di Napoleone come imperatore dei Francesi al termine di una messa votiva della Vergine celebrata da papa Pio VII. In tale occasione, davanti alla facciata, per coprirne lo stato di forte degrado, venne installato un protiro posticcio a pianta quadrata in stile neogotico posto in corrispondenza del portale maggiore e affiancato da due portici con archi ogivali.

#### I restauri ottocenteschi
Dopo i danni inflitti alla cattedrale durante la Rivoluzione francese e le sommosse anti-legittimiste del 29 luglio 1830 e del 14 febbraio 1831, era necessario un importante intervento di restauro: sebbene fosse stata riaperta al culto, la chiesa versava in pessime condizioni, tanto che, sotto il Primo Impero, le bandiere della battaglia di Austerlitz furono appese alle pareti per nasconderne il degrado. Alcuni interventi locali erano stati effettuati nel 1817 con il restauro del telaio del tetto e degli archi rampanti del coro; negli stessi anni venne incrementato l'arredo interno della cattedrale. Un importante ruolo nella campagna di sensibilizzazione per il restauro della cattedrale lo ebbe lo scrittore Victor Hugo con il suo romanzo Notre-Dame de Paris, pubblicato nel 1831; l'opinione pubblica si schierò a favore dell'impresa, come era nelle intenzioni di Hugo, e vi fu un grande interesse nei confronti dell'edificio.
In seguito all'approvazione del ministro degli Affari religiosi, al quale, il 31 maggio 1842 era stata presentata una petizione firmata da vari personaggi illustri, tra i quali Victor Hugo, Alfred de Vigny e Jean-Auguste-Dominique Ingres, vennero scelti gli architetti Jean-Baptiste-Antoine Lassus e Eugène Viollet-le-Duc, che si erano distinti nel restauro della Sainte-Chapelle, quest'ultimo già facente parte della Commissione per la salvaguardia delle opere d'arte, costituita sotto la direzione di Prosper Mérimée in seguito alla pubblicazione del libro di Hugo. I due architetti incaricati, nel 1845, presentarono all'Assemblea Nazionale un preventivo di 388.850 franchi che dovettero abbassare a 265.000 franchi per ottenere il finanziamento; l'inadeguatezza dei fondi, che dovevano servire non solo al restauro della cattedrale, ma anche alla costruzione di una nuova sacrestia, fece sì che nel 1850 i lavori dovettero essere sospesi per poi riprendere. Nel 1857, alla morte di Lassus, Viollet-le-Duc divenne il direttore unico dei lavori.
Il restauro ebbe come scopo quello di ricondurre la cattedrale alle originarie caratteristiche medioevali, creando un'unità di stili e integrando, tuttavia, elementi architettonici e artistici di epoche successive a quella medievale. Vennero quindi eliminati l'intonaco delle pareti e il rivestimento marmoreo degli archi nell'area dell'abside; le finestre dei matronei e delle cappelle laterali vennero sostituite da vetrate policrome e quelle danneggiate restaurate. Vi fu la realizzazione degli affreschi delle cappelle laterali e la riedificazione della cantoria dell'organo maggiore, costruito tra il 1862 e il 1867 da Aristide Cavaillé-Coll.
Esternamente, i contrafforti e gli archi rampanti vennero restaurati e rinforzati e, quelli che non li avevano più, completati con pinnacoli. Venne inoltre ricostruita nel 1858-1859 la flèche sulla crociera su progetto di Viollet-le-Duc. La facciata, in avanzato stato di degrado, fu oggetto di un importante restauro, che comportò il ripristino dei bassorilievi dei portali e la ricostruzione delle varie statue, tra le quali quelle della galleria dei Re, affidata a un gruppo di scultori guidati da Adolphe-Victor Geoffroy-Dechaume; gli stessi realizzarono anche il resto dell'apparato decorativo statuario esterno. Le bifore alla base delle due torri vennero aperte nuovamente e realizzata una bassa copertura a spioventi per i due campanili; Viollet-le-Duc aveva ideato per le due torri due alte cuspidi di coronamento, che non vennero mai realizzate.

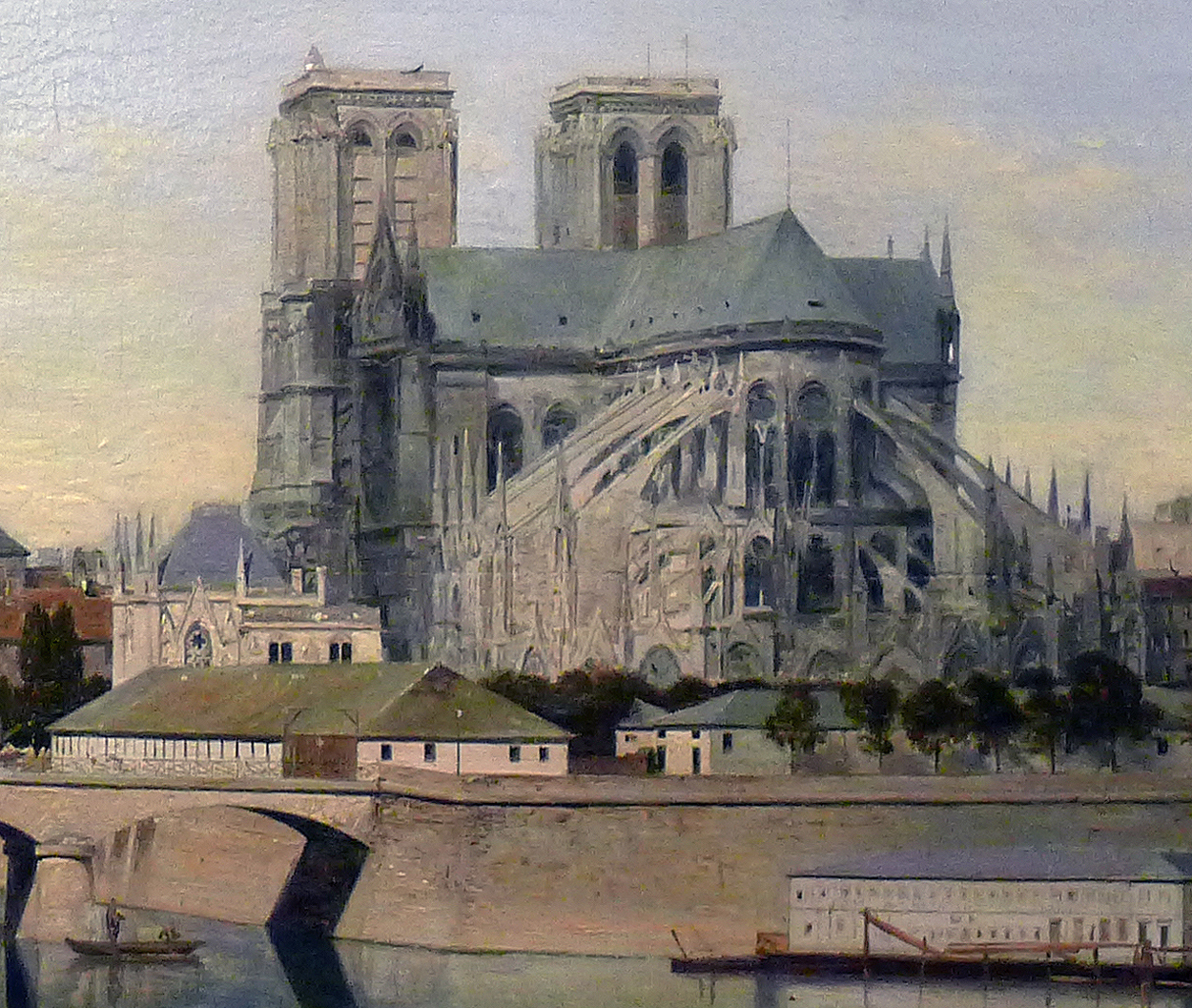
Émile Harrouart, La riviera di Montebello e l'abside di Notre-Dame, 1860 circa: si notino la sacrestia ultimata e la flèche ancora da costruire

Terminati i lavori, la cattedrale venne solennemente dedicata il 31 maggio 1864 da Georges Darboy, arcivescovo di Parigi.
Il restauro di Viollet-le-Duc non fu esente da polemiche, criticato sia perché, secondo i romantici, le aggiunte successive alla costruzione della cattedrale andavano mantenute, sia perché l'architetto aveva fatto delle aggiunte alla struttura ritenute arbitrarie. In particolare, vi furono critiche alla realizzazione delle chimere della facciata, volute dall'architetto ma non presenti in origine, e allo spostamento di cinque gradi della parte centrale dell'intelaiatura del rosone del transetto sud per farle assumere un orientamento cruciforme.
Tra il 1860 e il 1870, nell'ambito della riqualificazione urbanistica della città, su progetto di Georges Eugène Haussmann, venne aperta una grande piazza di fronte al sagrato della cattedrale demolendo vari antichi edifici, tra le quali alcune case con intelaiatura a traliccio del XV secolo e l'antico Hôtel-Dieu.

#### Dal XIX al XXI secolo

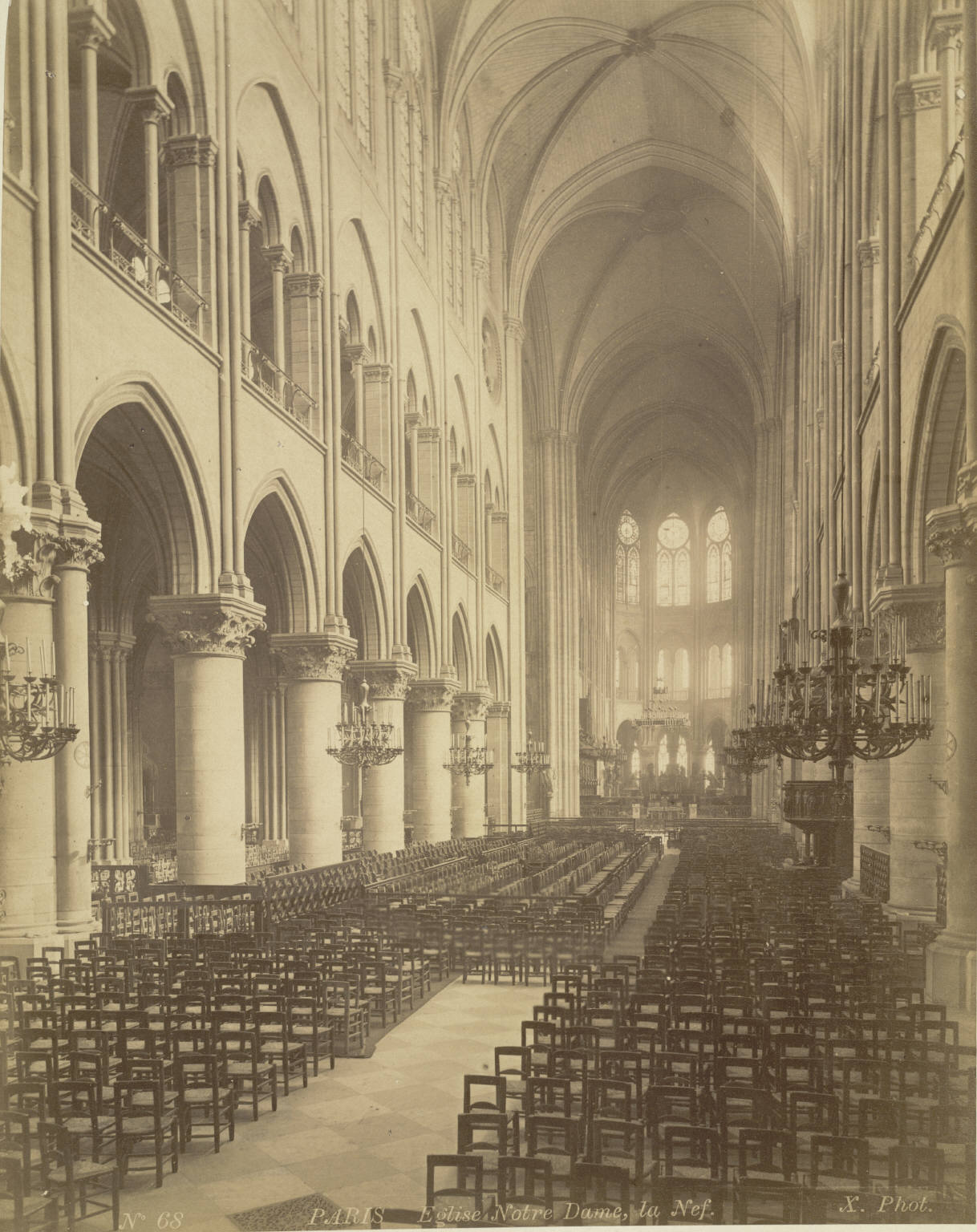
L'interno della cattedrale in una fotografia dell'ultimo quarto del XIX secolo

Durante la Comune di Parigi del 1871, nella cattedrale, da poco restaurata e riaperta al culto, vennero incendiate alcune panche e sedie, senza gravi danni; l'edificio venne risparmiato durante le due guerre mondiali.
Nel 1935, il cardinale Jean Verdier, arcivescovo di Parigi, incaricò dodici artisti contemporanei della realizzazione di ventiquattro vetrate, dodici per il cleristorio della navata centrale e altrettante per il matroneo. Realizzate in stile moderno, raffiguravano (quelle della navata) ventiquattro santi legati alla città e vennero installate nel 1938. Furono poi rimosse in seguito a una serie di aspre critiche, dovute anche alle differenze stilistiche tra i vari autori. Nel 1952 il solo Jacques Le Chevallier ricevette l'incarico, dall'amministrazione dei monumenti storici, di realizzare un progetto per delle nuove vetrate basate sul disegno di quelle degli anni trenta. Le nuove finestre vennero realizzate tra il 1952 e il 1967 nella vetreria dell'artista, presso Fontenay-aux-Roses e installate tra il 1963 e il 1967. L'inaugurazione avvenne il 26 aprile 1966.
Negli anni novanta la cattedrale fu oggetto di restauri sia interni, con l'ampliamento dell'organo maggiore, sia esterni, con una radicale pulizia della facciata principale, terminata in occasione del giubileo del 2000.
Nel 2004, per volere del cardinale Jean-Marie Lustiger, arcivescovo di Parigi, venne realizzato il nuovo presbiterio e, a partire dallo stesso anno, l'emittente televisiva francese KTO trasmette in diretta dalla cattedrale i vespri nei giorni feriali e la messa la domenica sera e nelle feste più importanti; tuttavia la prima trasmissione di una messa dalla cattedrale risale alla notte di Natale dell'anno 1948.

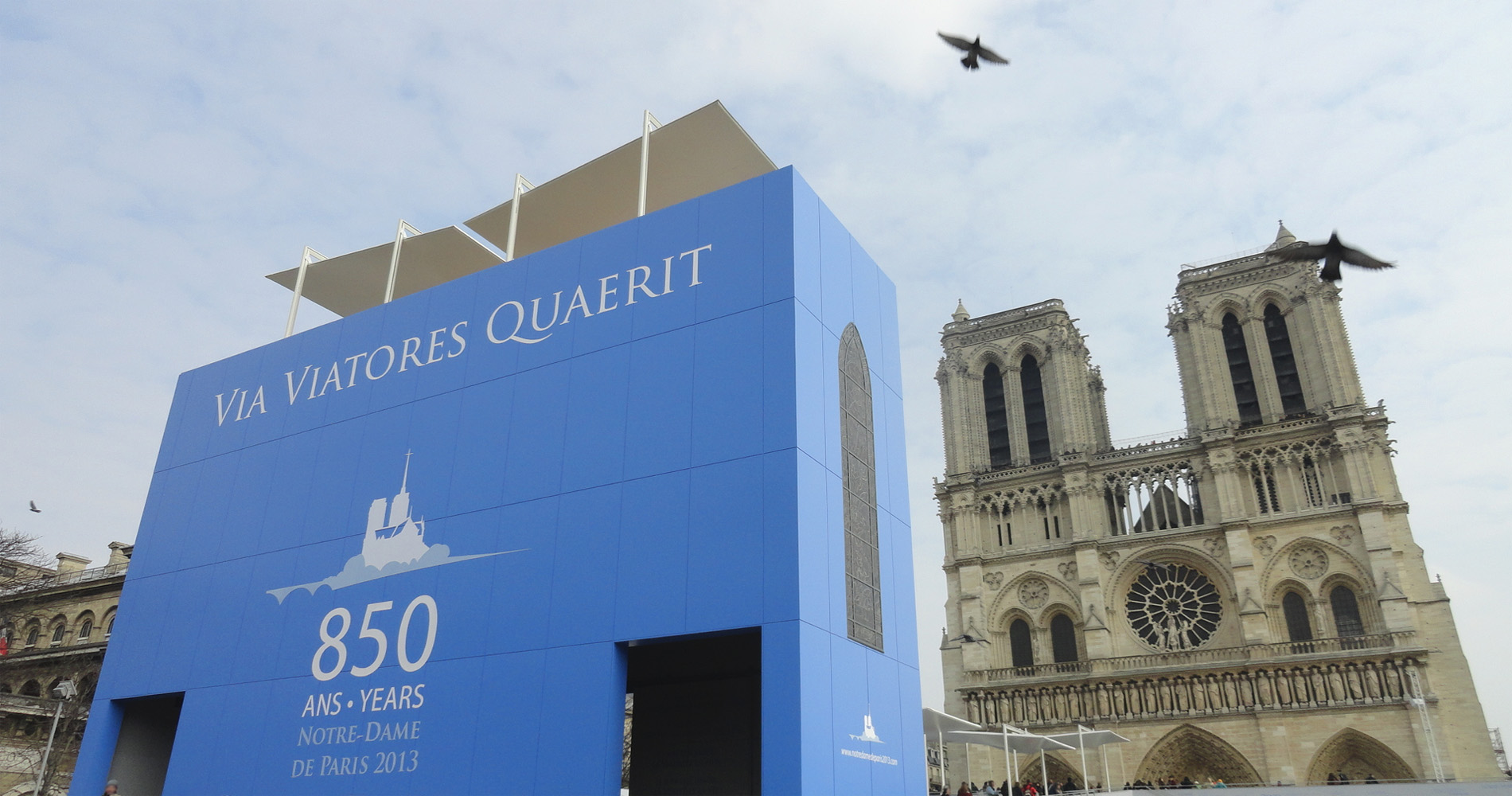
Il Cammino del Giubileo e la cattedrale

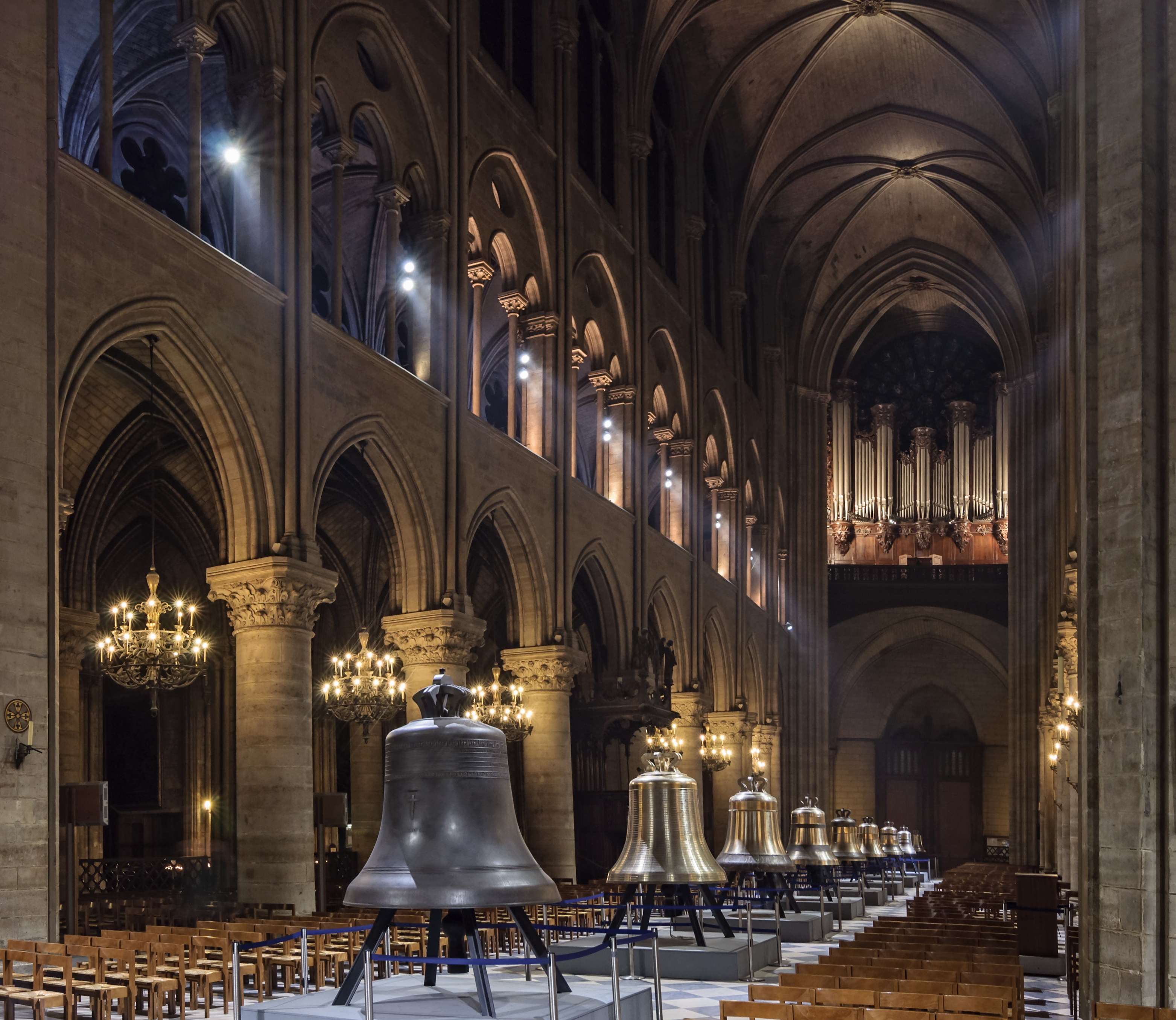
Le campane all'interno della cattedrale per la benedizione

In occasione dell'850º anniversario della fondazione della cattedrale è stata fatta una serie di migliorie all'edificio, con la realizzazione di un nuovo allestimento per il museo del Tesoro, il restauro dell'organo e l'installazione di un nuovo apparato di illuminazione interna; quest'ultimo è stato progettato da Armand Zadikian ed è costituito da oltre 400 lampade a LED. Inoltre, la chiesa è stata dotata di un nuovo concerto di nove campane, benedetto dall'arcivescovo di Parigi, cardinale André Armand Vingt-Trois, il 2 febbraio 2013. I festeggiamenti sono stati solennemente aperti il 12 dicembre 2012 con la celebrazione di una messa solenne presieduta dal cardinale Vingt-Trois. In occasione di questo anniversario è stato temporaneamente installato, nella piazza antistante la cattedrale, il Cammino del Giubileo (in francese: Chemin du Jubilé), comprendente tre vetrate del 1937 di Jacques Le Chevallier raffiguranti Santa Genoveffa, San Marcello e lo Spirito Santo, e culminante con una gradinata con vista sulla facciata della cattedrale, utilizzata anche per spettacoli.
Papa Giovanni Paolo II ha visitato la cattedrale e vi ha celebrato la messa il 30 maggio 1980 (sul sagrato) e il 22 agosto 1997 (all'interno della chiesa) in occasione della beatificazione di Frédéric Ozanam; papa Benedetto XVI, il 12 settembre 2008, ha presieduto nella cattedrale la celebrazione dei vespri.

#### L'incendio

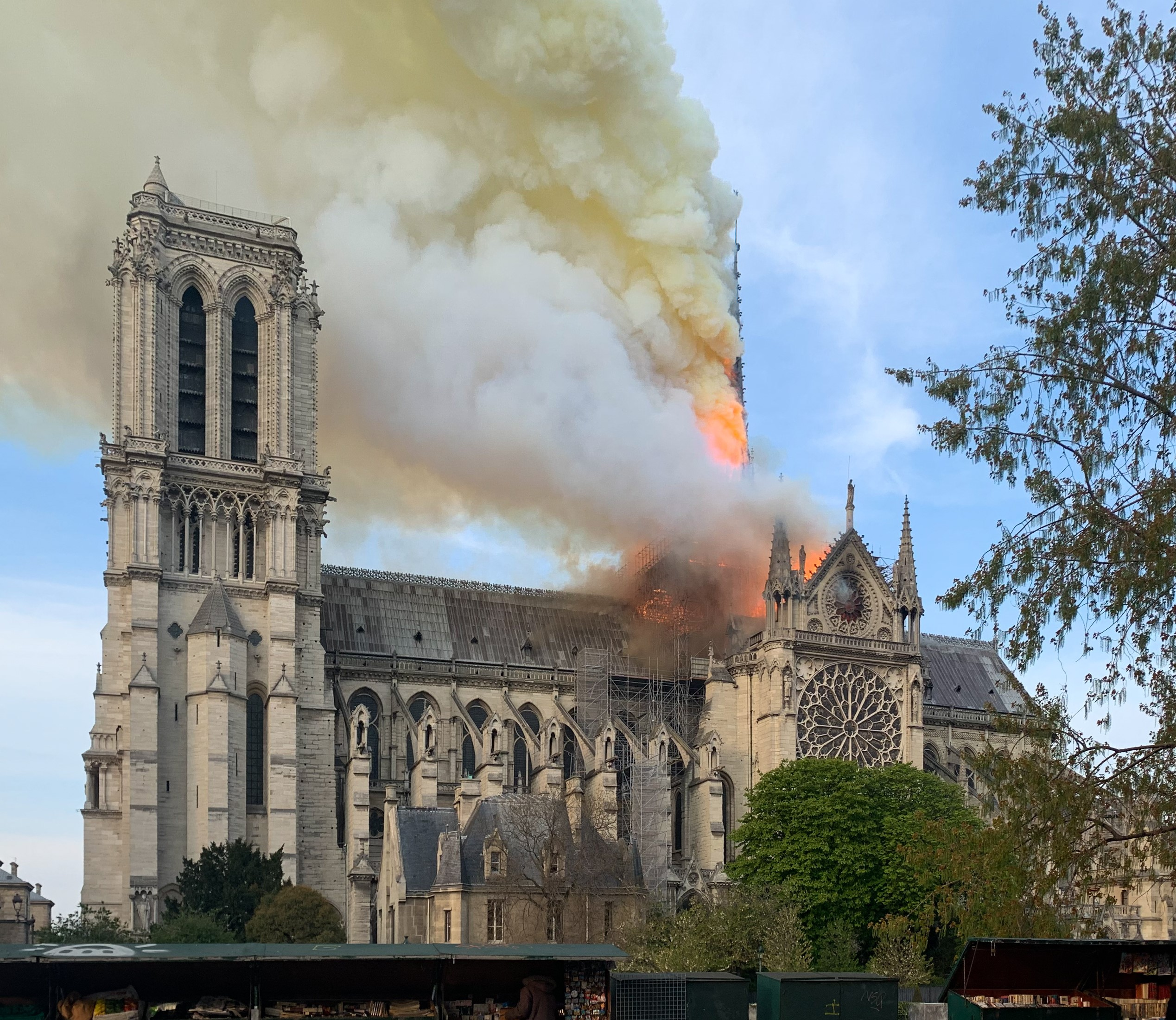
La cattedrale durante l'incendio. Si notino i fumi gialli dovuti alla presenza di piombo.

Il 15 aprile 2019, durante dei lavori di restauro della guglia, la cattedrale è stata colpita da un grave incendio che ha provocato la totale distruzione del tetto e il crollo di alcune volte sottostanti. Il lavoro incessante dei vigili del fuoco è riuscito a mettere in salvo la struttura portante e gran parte delle opere d'arte, tra cui quelle presenti nel tesoro della cattedrale. Il giorno successivo, il presidente della Repubblica francese Emmanuel Macron, durante il suo discorso alla nazione riguardo all'incendio, ha annunciato la ricostruzione della cattedrale in un arco di tempo di cinque anni. In poco meno di una settimana le donazioni per la ricostruzione del tetto sono ammontate a 1 miliardo di euro.
Il 15 giugno, in occasione della solennità della dedicazione della cattedrale, una celebrazione eucaristica è stata presieduta dall'arcivescovo Michel Aupetit all'interno dell'edificio; essa ha avuto luogo nella cappella assiale e ha visto la partecipazione di un gruppo ristretto di persone.
In seguito alla chiusura della cattedrale le principali celebrazioni che avevano luogo al suo interno sono state spostate nella chiesa di Saint-Sulpice, nel VI arrondissement, la più grande della città dopo Notre-Dame. A partire dal 1º settembre 2019 hanno ripreso anche quelle quotidiane del capitolo presso la chiesa di Saint-Germain-l'Auxerrois, nel I arrondissement.

#### La riapertura
Il 7 dicembre 2024, a 2.059 giorni dall'incendio, l'arcivescovo di Parigi Laurent Ulrich ha riaperto ufficialmente le porte della cattedrale restaurata alla presenza del Presidente della Repubblica Emmanuel Macron e di numerosi capi di Stato e di governo mondiali, tra i quali anche il Presidente statunitense eletto Donald Trump, alla sua prima visita all'estero dalla vittoria alle elezioni.
Il giorno 8 dicembre 2024, in occasione della festività dell'Immacolata Concezione, lo stesso arcivescovo di Parigi ha celebrato la prima messa inaugurale nel corso della quale è stato consacrato l'altare maggiore.

### L'importanza della cattedrale
La cattedrale, fin dalla sua fondazione, fu luogo di importanti eventi di rilevanza nazionale; proprio per questo venne scelta nel 1239 da re Luigi IX il Santo, in attesa del completamento della Sainte-Chapelle, come collocazione (al tempo provvisoria e poi diventata definitiva dopo il Concordato del 1801) della reliquia della Corona di spine.

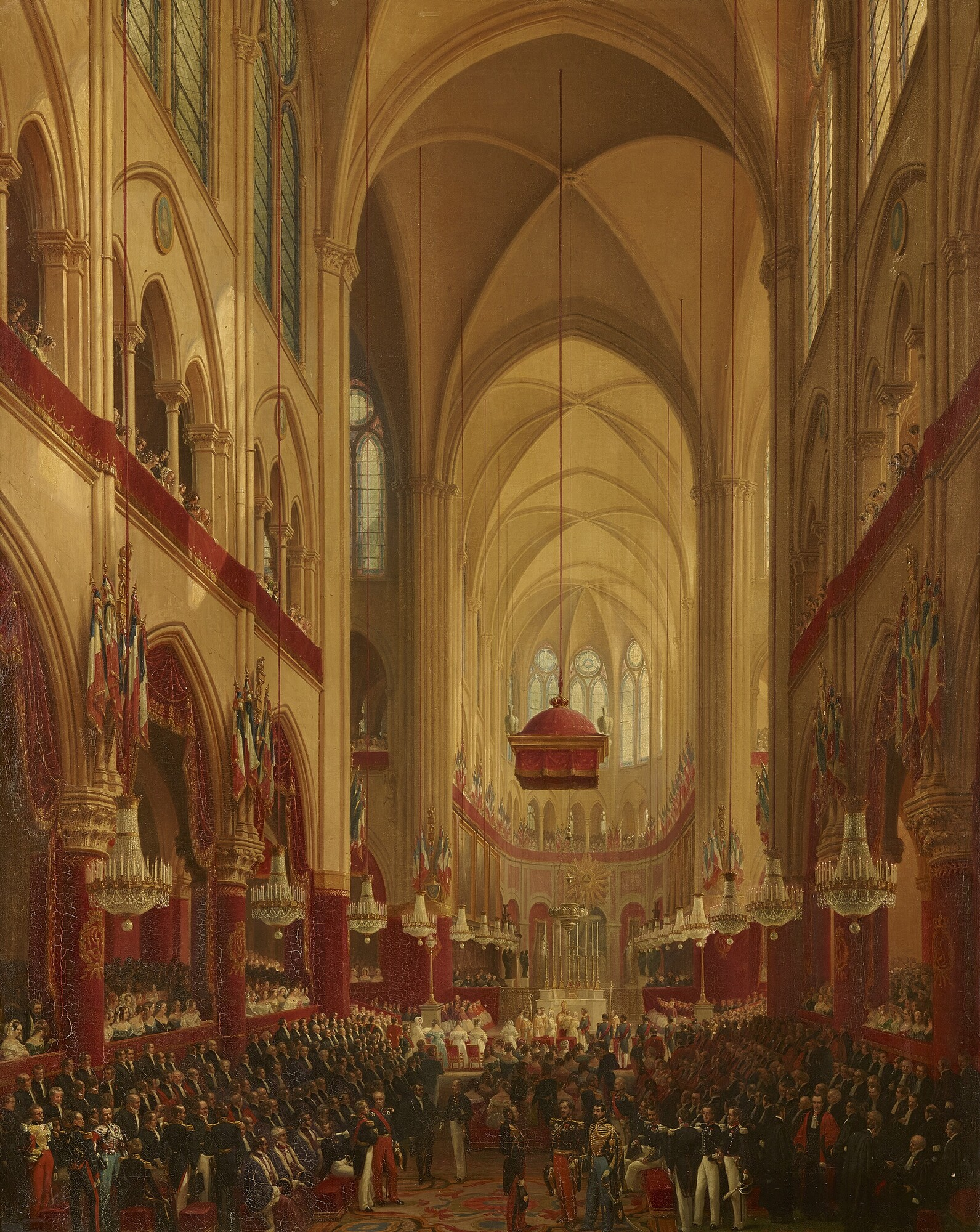
Il battesimo del Conte di Parigi in un dipinto di Hippolyte Sebron

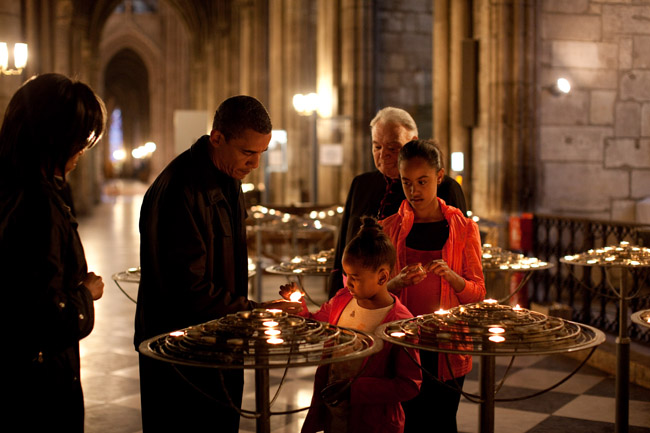
L'allora presidente degli Stati Uniti d'America Barack Obama in visita alla cattedrale il 6 giugno 2009 con la sua famiglia

All'interno della cattedrale sono state celebrate molte cerimonie religiose legate ai re di Francia: tra queste il matrimonio tra Maria Stuarda, regina di Scozia e Francesco di Valois, delfino di Francia (24 aprile 1558); quello per procura tra Elisabetta di Valois e Filippo II di Spagna (22 giugno 1559); le cosiddette nozze di sangue tra Enrico III di Navarra, poi Enrico IV di Francia, e Margherita di Valois, così chiamate perché vennero celebrate il 18 agosto 1572, sei giorni prima della Notte di San Bartolomeo; il matrimonio tra l'imperatore Napoleone III e Eugenia de Montijo (30 gennaio 1853). Nel XIX secolo, in Notre-Dame furono celebrati i battesimi del re di Roma Napoleone II (1811), del Conte di Parigi (1841) e del principe imperiale Napoleone Eugenio Luigi Bonaparte (1856).
Nella cattedrale si svolsero alcune celebrazioni (come quella di apertura del 17 giugno) del concilio nazionale del 1811 (cui parteciparono 6 cardinali e 98 tra arcivescovi e vescovi francesi e del Regno d'Italia) voluto da Napoleone Bonaparte per trasferire l'istituzione canonica dei vescovi dal papa ai metropoliti, provvedimento cui l'assise conciliare si oppose chiedendo l'approvazione pontificia delle nomine; le riunioni si svolsero nell'annesso palazzo arcivescovile.
L'edificio è stato anche il luogo di eventi politici, come la prima convocazione degli Stati Generali, il 10 aprile 1302 da parte di Filippo il Bello, e il canto del Te Deum per varie imprese militari: nel 1447 per la riconquista di Parigi da parte di Carlo VII, il 22 maggio 1594 da Enrico IV per lo stesso motivo, il 9 maggio 1945 per la vittoria della Francia durante la seconda guerra mondiale, preceduto, il 26 agosto 1944, dal canto del Magnificat per la Liberazione di Parigi; durante quest'ultima celebrazione vi fu nella piazza antistante una sparatoria, che causò lievi danni all'esterno della struttura, tra alcuni cecchini (secondo Charles De Gaulle appartenenti ai rivoluzionari di matrice comunista) che si erano nascosti nella torre nord della cattedrale e che avevano aperto il fuoco, e la 2ª Divisione corazzata. La chiesa è stata inoltre luogo dell'incoronazione illegittima di Enrico VI d'Inghilterra a re di Francia (16 dicembre 1431), del processo di riabilitazione di Giovanna d'Arco (1456) e dell'abiura del Maresciallo di Francia Henri de La Tour d'Auvergne-Bouillon (1668). Inoltre è stata il luogo d'incoronazione di Napoleone a Imperatore dei Francesi, avvenuta il 2 dicembre 1804 in presenza di papa Pio VII.
All'interno della cattedrale sono stati celebrati vari funerali di Stato e cerimonie commemorative, come quella per Charles de Gaulle (12 novembre 1970), quella ecumenica per le vittime del volo Air France 447 (3 novembre 2009). e quella per le vittime degli attentati del 13 novembre 2015 a Parigi (15 novembre 2015)..
La cattedrale è stata anche luogo di atti clamorosi come suicidi, ad esempio quello del saggista e scrittore Dominique Venner, che si è ucciso il 21 maggio 2013 con un colpo di pistola alla tempia nei pressi dell'altare maggiore; similmente, l'11 febbraio 1931 una giovane intellettuale messicana Antonieta Rivas Mercado si era uccisa sparandosi al cuore all'interno della chiesa.
Dopo il Concilio Vaticano II, nella cattedrale è stata celebrata più volte la messa anteriore alla riforma liturgica del rito romano del 1970: la prima occasione in cui ciò accadde fu domenica 3 luglio 1988, quando celebrò personalmente l'arcivescovo di Parigi cardinale Jean-Marie Lustiger all'altare mobile posto sotto la crociera. Dopo la pubblicazione del motu proprio di Benedetto XVI Summorum Pontificum (7 luglio 2007), la messa secondo tale rito è stata celebrata solennemente in varie occasioni, in particolare all'inizio del pellegrinaggio verso la cattedrale di Chartres, organizzato ogni anno dall'associazione cattolica Notre-Dame de Chrétienté nel fine settimana di Pentecoste.

## Descrizione

### Ubicazione

Mappa dell'Île de la Cité.

La cattedrale è situata nella parte orientale dell'Île de la Cité, che si trova sulla Senna, nel centro della città di Parigi; l'edificio è collocato nell'area orientale dell'isola, all'interno del territorio del IV arrondissement.
La cattedrale è posta fra due piazze: Parvis Notre-Dame - place Jean-Paul-II e Place Jean-XXIII. La prima, situata davanti alla facciata, era originariamente chiamata soltanto parvis Notre-Dame (in italiano: corte di Notre-Dame) ed è stata intitolata, non senza polemiche, a papa Giovanni Paolo II il 3 settembre 2006. La piazza è caratterizzata dalla pavimentazione e dalle aiole disposte asimmetricamente, che ricalcano la posizione delle antiche case quattrocentesche prima della loro demolizione nella seconda metà del XIX secolo. Nella piazza si trova il point zéro des routes de France (in italiano: punto zero delle strade di Francia), dal quale vengono calcolate le distanze chilometriche da e per Parigi. Alle spalle della cattedrale, sorge un'ampia piazza dedicata a papa Giovanni XXIII, risalente, nel suo assetto attuale, al 1844; al centro dell'area vi è la neogotica fontana della Vergine, realizzata nel 1845 da Alphonse Vigoureux.

### Architettura
La cattedrale di Parigi, costruita tra il 1163 e il 1250, è stata una delle prime grandi chiese gotiche, venuta immediatamente dopo la ricostruzione del coro della basilica di Saint-Denis da parte dell'abate Sugerio, considerato il "padre" del gotico. Notre-Dame, a sua volta, divenne esempio per moltissime costruzioni gotiche successive.
La cattedrale ha pianta a croce latina con transetto poco sporgente, profondo coro terminante con un'abside semicircolare e cinque navate; le quattro navate laterali si congiungono intorno all'abside formando un doppio deambulatorio.

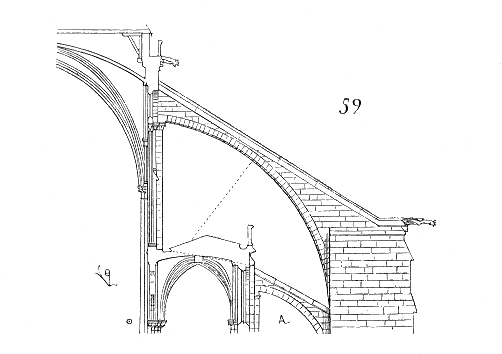
Archi rampanti

La cattedrale parigina si presenta in uno stile non ancora del tutto maturo, ancora con elementi di derivazione romanica, tra cui soprattutto le colonne cilindriche: la sua navata, infatti, non risulta slanciata e luminosa come quella delle cattedrali del gotico maturo, in cui i pilastri polistili permettono la presenza di volte più alte e di grandi vetrate; con l'aggiunta delle cappelle, non presenti nel progetto originario, venne meno l'illuminazione delle navate laterali e quindi si dovettero sostituire le monofore della navata centrale con più grandi bifore. Notre-Dame presenta anche alcune differenze rispetto alla basilica di Saint-Denis, come nell'area del deambulatorio, doppio per entrambe le chiese, dove nella prima le cappelle radiali sono ben definite, mentre nella seconda sono leggermente sporgenti e integrate nelle campate, condividendo con queste la volta a crociera; inoltre vi è la presenza di un matroneo ben definito, differente da quello della cattedrale di Sens (delle bifore che danno su un locale sottotetto) e con finestre più articolate rispetto a quelle del matroneo della cattedrale di Noyon (bifore nella navata e nel coro, monofore nell'abside).
Un elemento architettonico peculiare della cattedrale di Parigi sono gli archi rampanti, secondo alcuni autori qui sperimentati per la prima volta; secondo altri, invece, sarebbero stati utilizzati per la prima volta nella chiesa abbaziale di Saint-Germain-des-Prés, poco distante da Notre-Dame, il cui coro venne consacrato nel 1163 da papa Alessandro III.
La struttura della cattedrale è interamente in calcare luteziano, pietra tipica dell'area di Parigi, con malta di calce come legante.

### Misure e dimensioni
| Parametro               | Misura |
| ----------------------- | ------ |
| Lunghezza totale        | 128 m  |
| Lunghezza della navata  | 60 m   |
| Lunghezza del coro      | 36 m   |
| Lunghezza del transetto | 48 m   |

| Parametro                       | Misura |
| ------------------------------- | ------ |
| Larghezza totale                | 40 m   |
| Larghezza della navata centrale | 12 m   |
| Larghezza delle navate laterali | 6 m    |
| Larghezza del transetto         | 14 m   |

| Parametro            | Misura |
| -------------------- | ------ |
| Altezza della volta  | 33 m   |
| Altezza del tetto    | 43 m   |
| Altezza delle torri  | 69 m   |
| Altezza della flèche | 96 m   |

### Esterno

#### Facciata occidentale

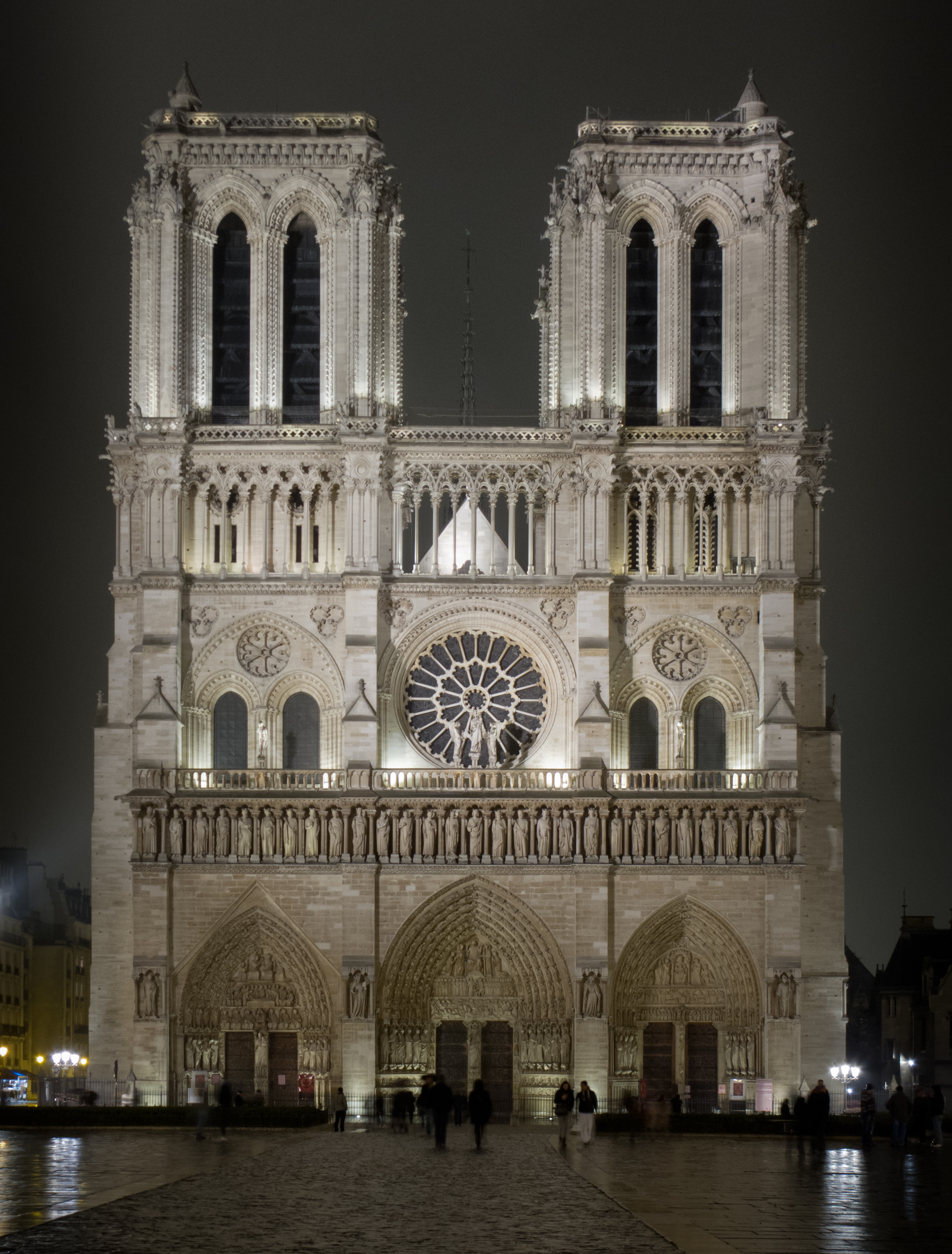
La facciata di notte

La facciata principale della cattedrale è rivolta a ovest e venne costruita a partire dall'episcopato di Eudes de Sully, successore di Maurice de Sully ma con lui non imparentato: iniziata nel 1208, venne completata nel 1250 con la costruzione della torre sud. È leggermente inclinata verso sinistra, a causa del cedimento delle fondamenta.
Il prospetto della cattedrale misura 43,5 metri di larghezza e 45 di altezza (escluse le torri) ed è suddiviso in quattro ordini orizzontali da cornicioni. In basso, si aprono i tre portali, che da sinistra sono il portale della Vergine (l'unico dei tre sormontato da una ghimberga), il portale del Giudizio universale e il portale di Sant'Anna. Essi sono ogivali e strombati e le porte sono divise in due fornici da un trumeau. I portali sono alternati a contrafforti quadrangolari, ciascuno dei quali decorato da una nicchia all'interno della quale vi è una scultura, risalente ai restauri ottocenteschi; le statue nelle nicchie raffigurano, da sinistra, Santo Stefano, l'Allegoria della Chiesa (con in mano la croce e il calice), l'Allegoria della Sinagoga (con gli occhi bendati da un serpente) e San Dionigi. Al di sopra dei portali, si apre la galleria dei Re, costituita da 28 statue dei re di Giudea ed Israele separate da colonnine. Più in alto, vi sono tre finestre, al centro un rosone e ai lati due bifore, precedute da una balconata con balaustra. L'ultimo livello della facciata è costituito da una serie di slanciate bifore sorrette da colonne con capitelli scolpiti, sormontata da una balconata detta galleria delle Chimere, posta a 46 metri di altezza e così chiamata per le statue raffiguranti delle chimere volute da Eugène Viollet-le-Duc; tra queste, ve n'è una raffigurante Strige che, nelle leggende dell'antica Roma, era un uccello notturno di cattivo auspicio che si nutriva di sangue e carne umana.
Alla facciata della cattedrale di Parigi è ispirata quella della cattedrale dell'Assunzione di Covington, nel Kentucky (USA), costruita su progetto di Leon Coquard tra il 1908 e il 1910 e rimasta incompleta delle torri.

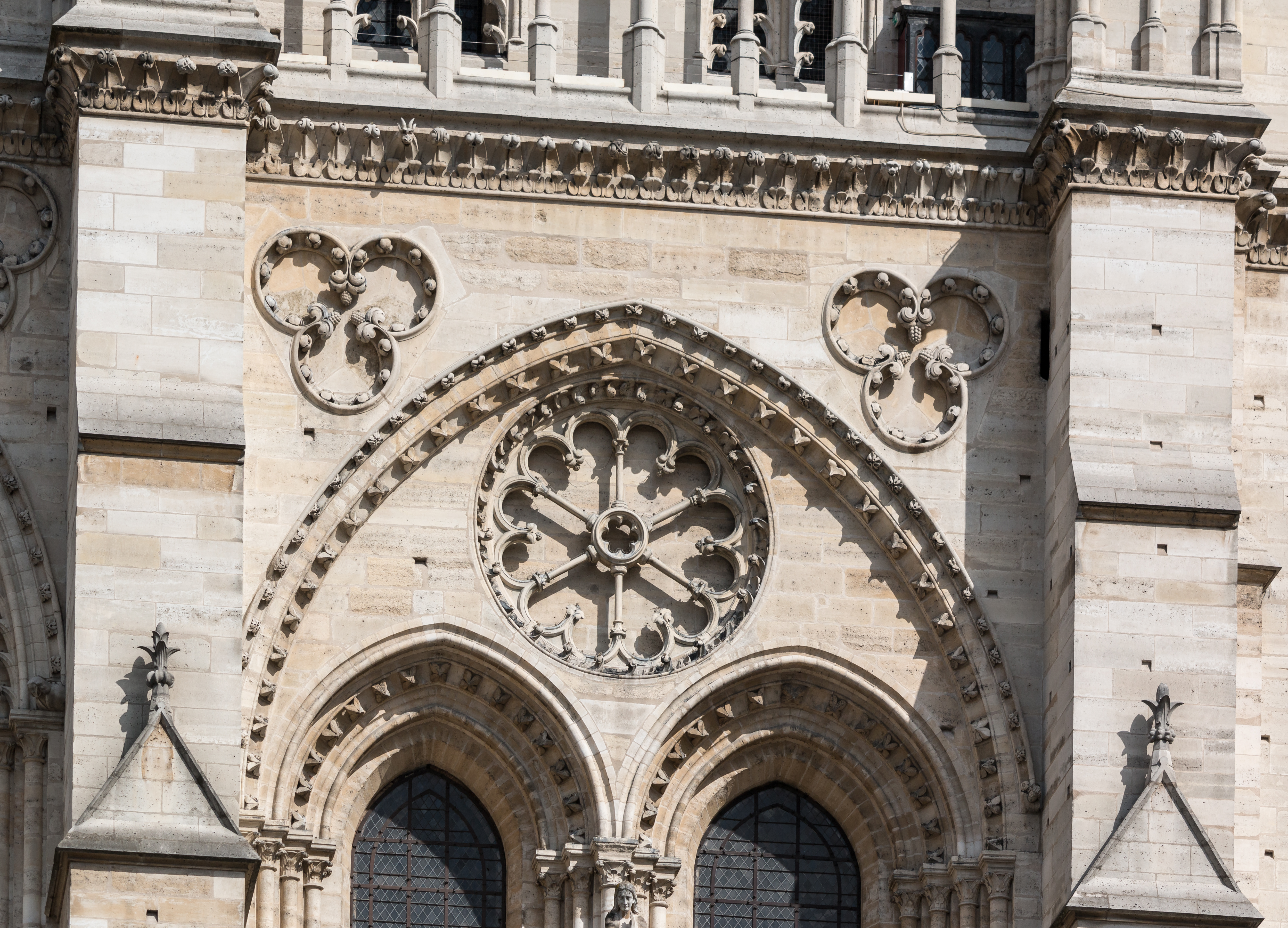
Particolare di una bifora
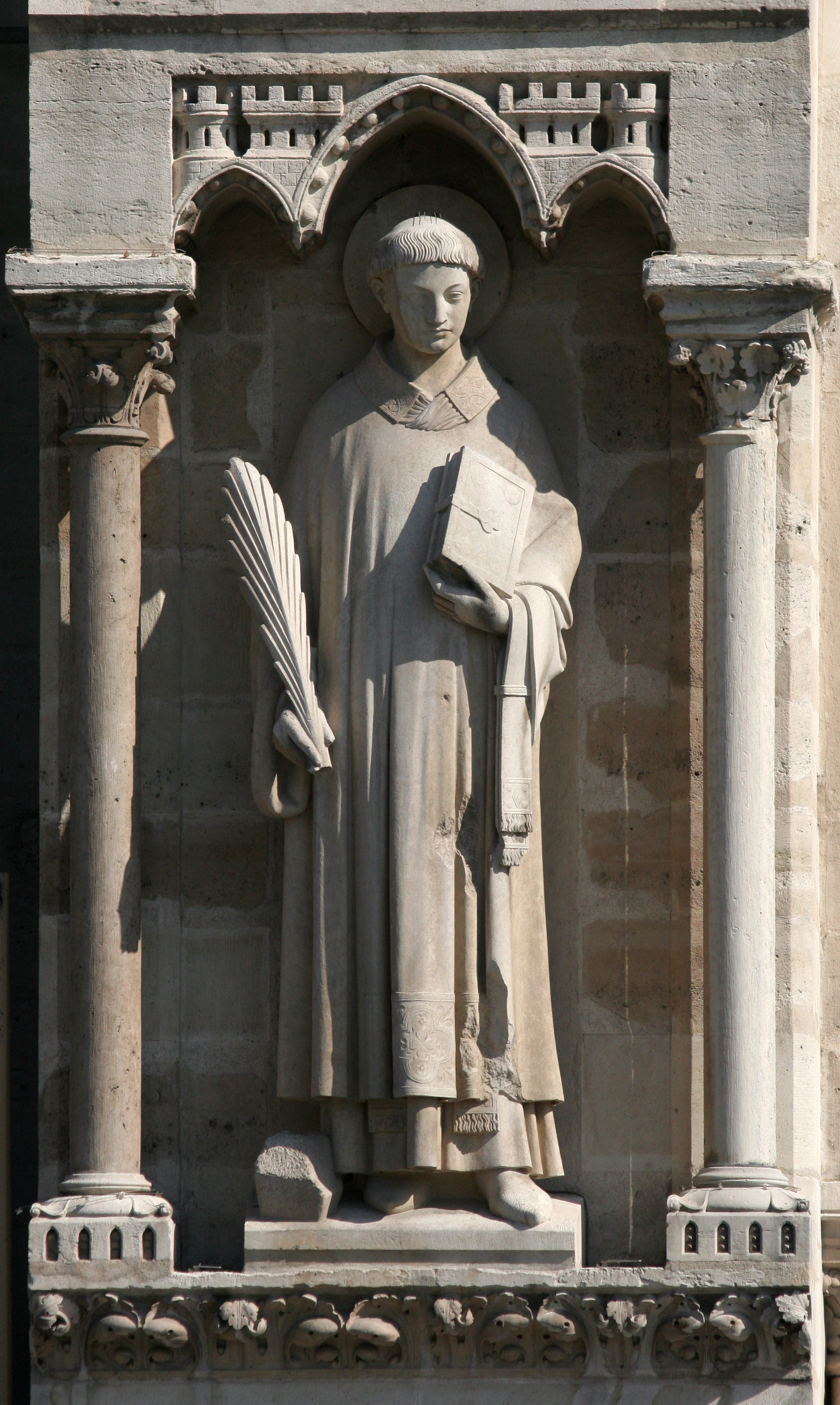
Santo Stefano
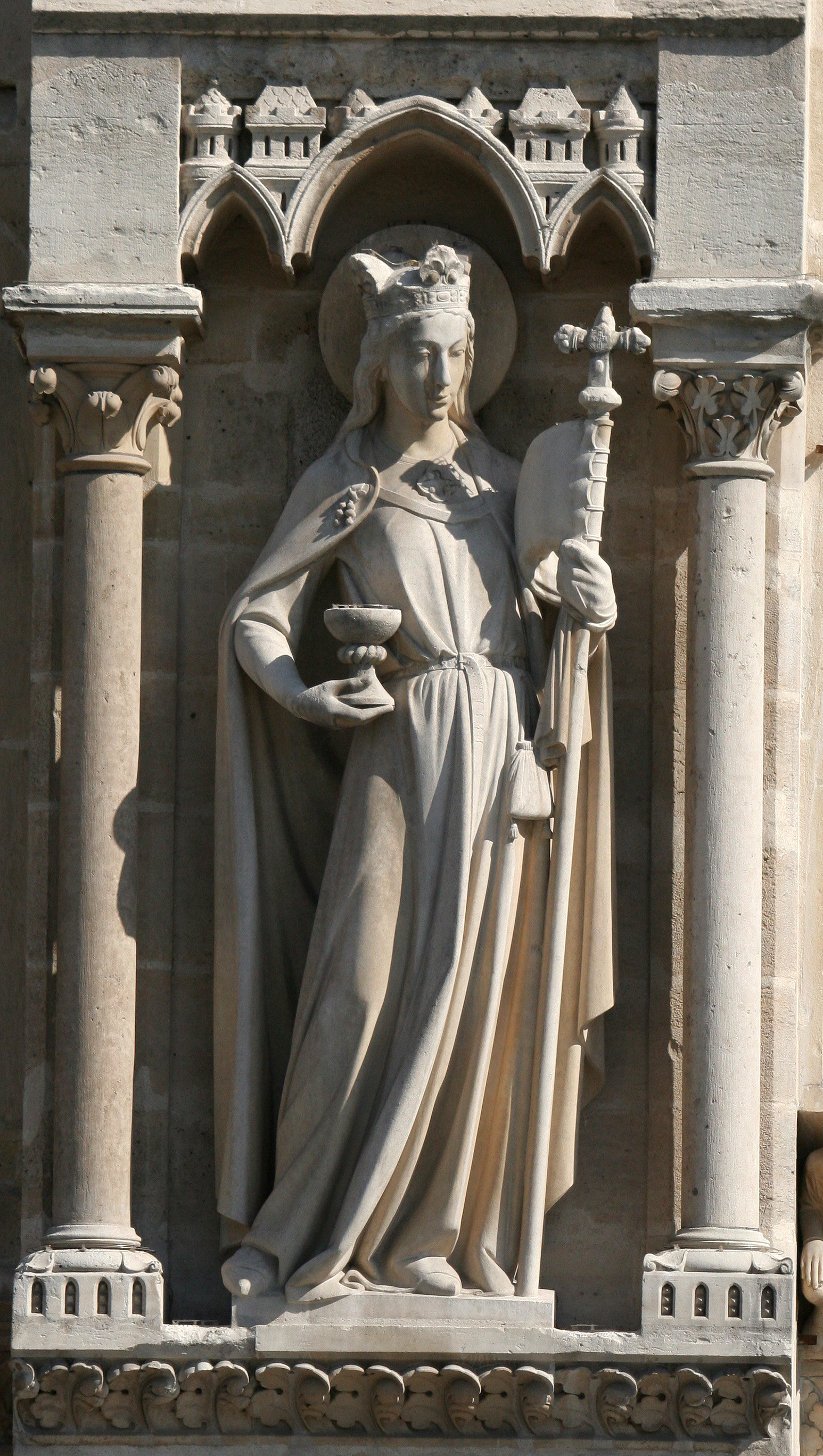
Allegoria della Chiesa
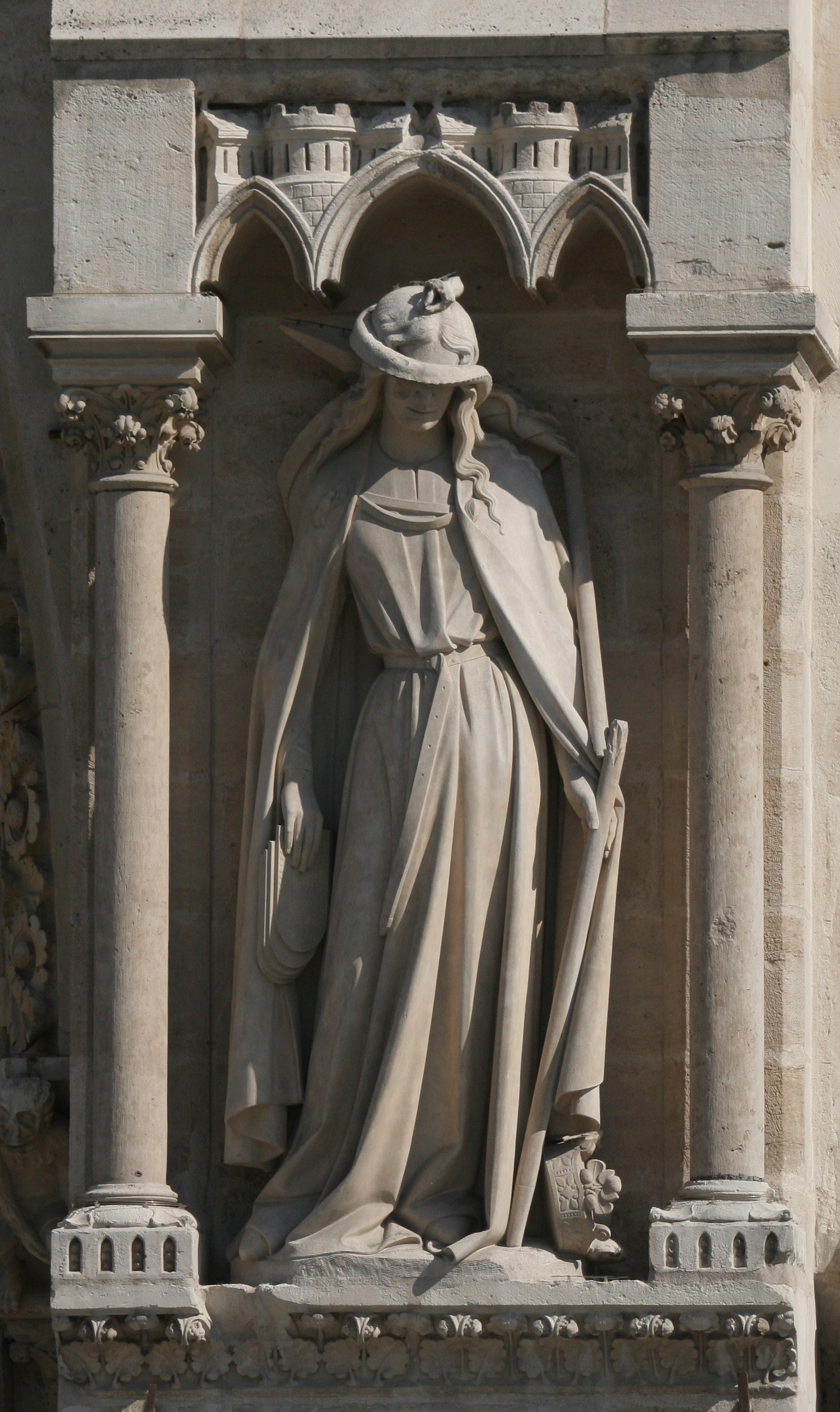
Allegoria della Sinagoga
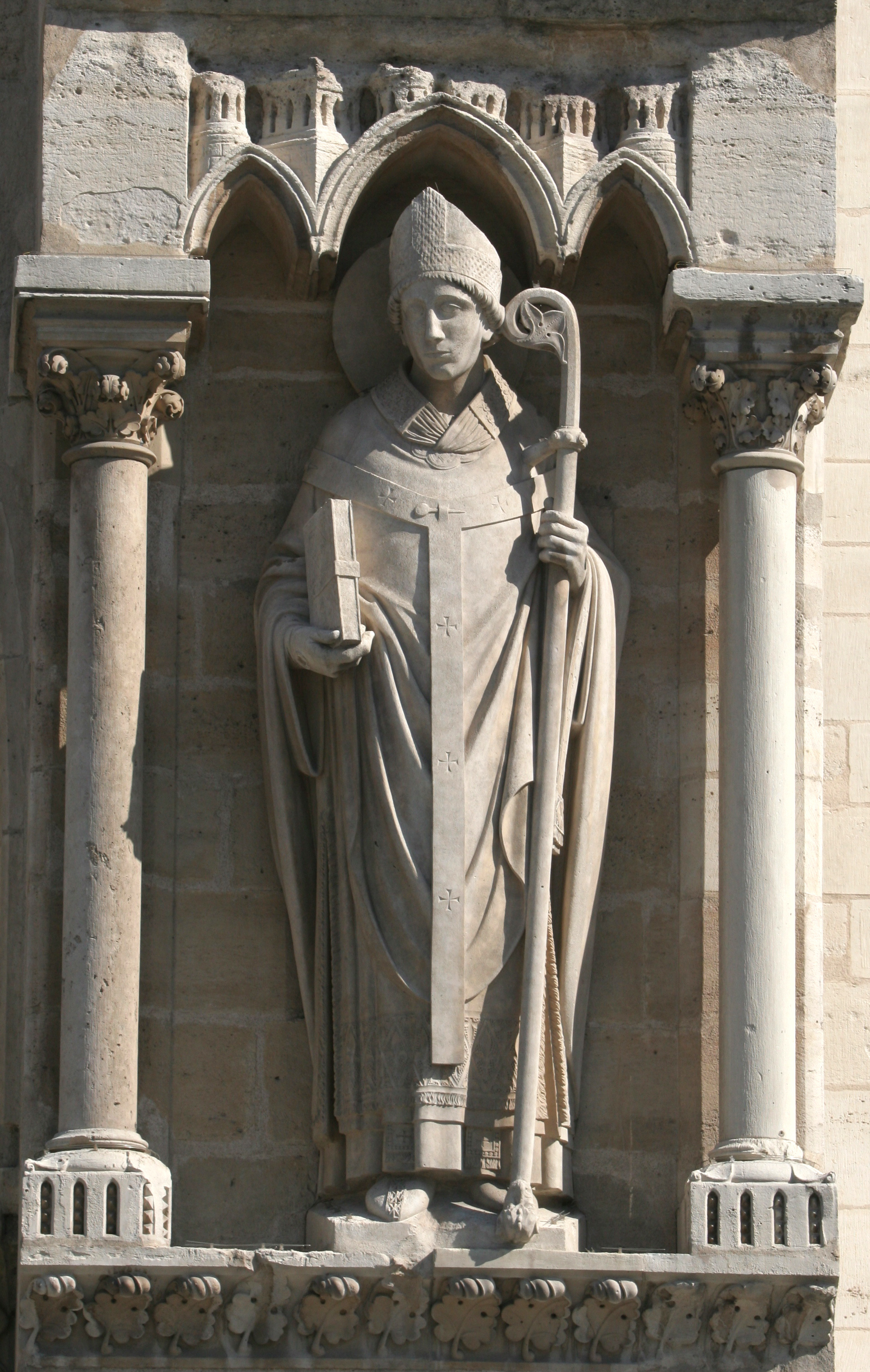
San Dionigi
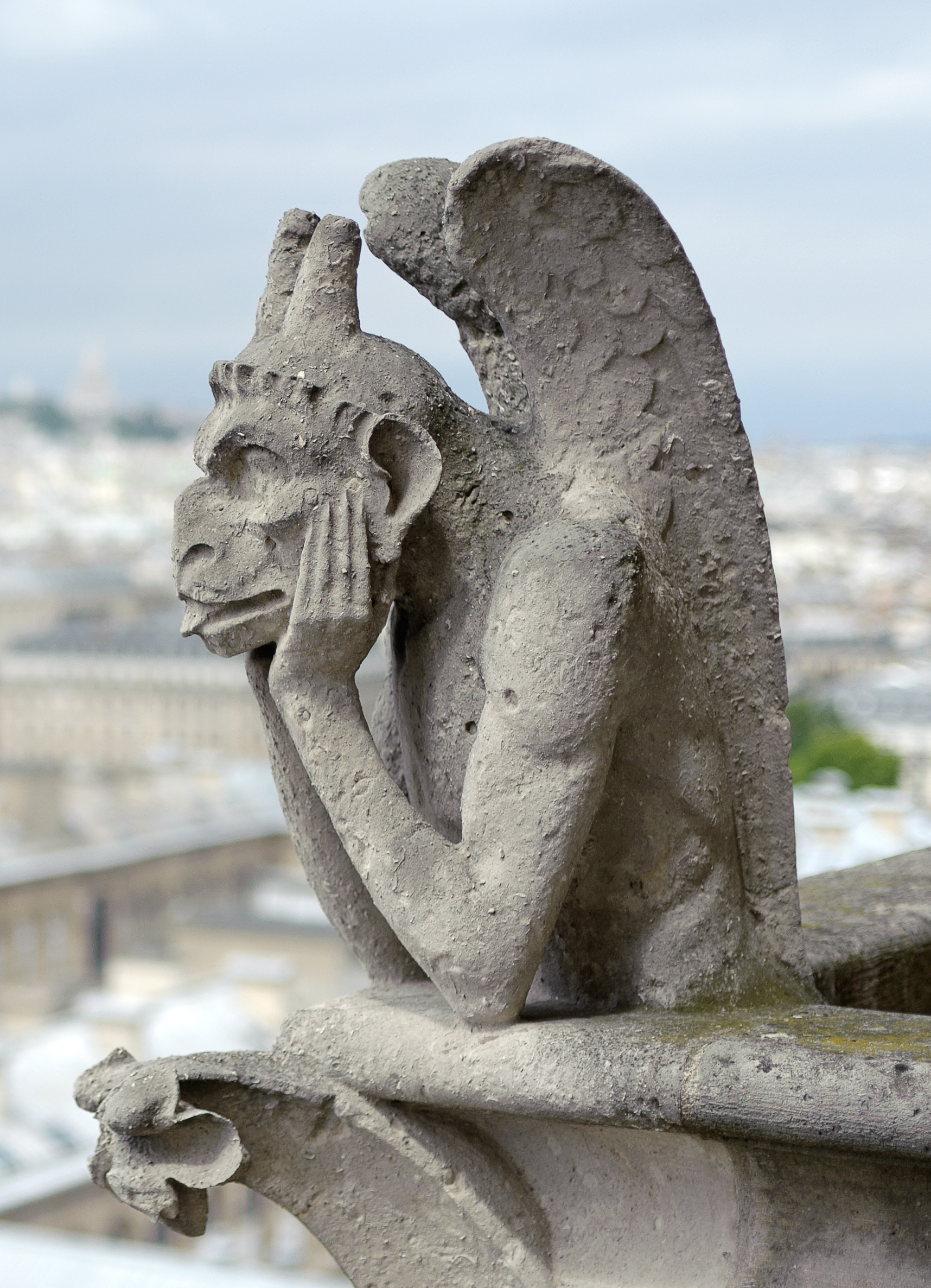
Strige

##### Portale del Giudizio universale

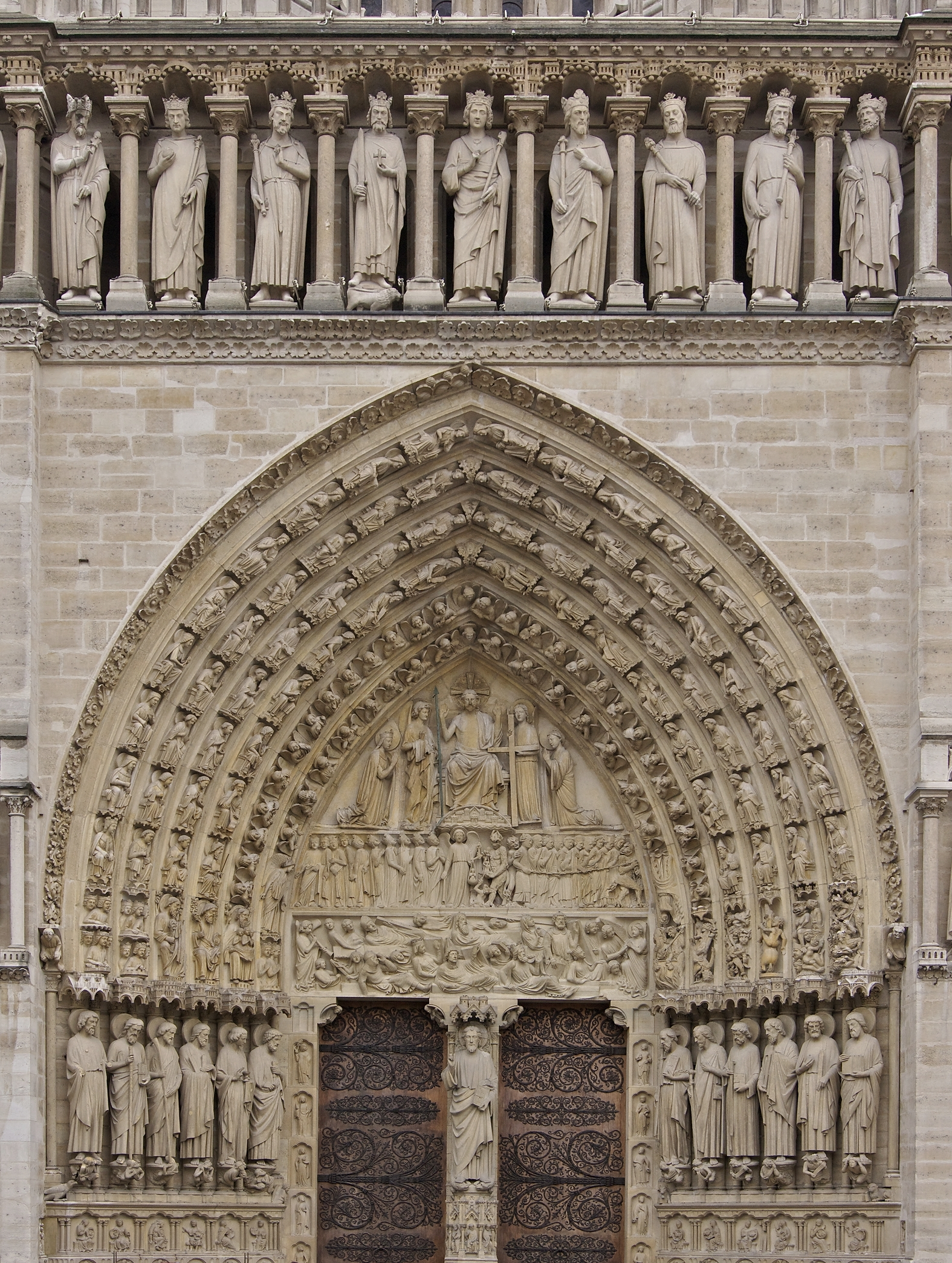
Il portale del Giudizio universale

Il portale del Giudizio universale è il portale centrale della facciata occidentale. È il più recente dei tre portali della facciata e venne realizzato tra il 1210 e il 1240; nel 1771-1772, su progetto di Jacques-Germain Soufflot venne alterato con la creazione di un unico fornice e ricondotto alle caratteristiche originarie durante il restauro ottocentesco diretto da Viollet-le-Duc.
A ridosso del trumeau vi è la statua detta Le Beau-Dieu (in italiano: il Dio bello), opera di Adolphe-Victor Geoffroy-Dechaume che la realizzò su disegno di Viollet-le-Duc. Essa raffigura Cristo in posizione eretta, con la mano destra in atto di benedizione e la sinistra che tiene il libro dei Vangeli, e poggia su un piedistallo raffigurante le Arti liberali.
Nella parte inferiore della strombatura vi sono dodici statue, sei per lato, raffiguranti i Dodici Apostoli, rifacimento ottocentesco di quelle originarie, distrutte durante la Rivoluzione francese. Al di sotto di esse si trovano ventiquattro bassorilievi disposti su due ordini sovrapposti e raffiguranti dodici virtù (ordine superiore, rappresentate come figure femminili) a ciascuna delle quali è correlato il rispettivo vizio (ordine inferiore, rappresentate attraverso concrete scene di peccato). L'archivolto è decorato con le Schiere celesti, con l'eccezione della fascia inferiore di destra, ove vi è una raffigurazione dell'Inferno, alternato a due dei cavalieri dell'Apocalisse.
La decorazione della lunetta, ordinata su tre fasce decorative sovrapposte, tratta il tema del giudizio finale in riferimento ai capitoli 24 e 25 del Vangelo secondo Matteo. Nell'architrave è raffigurata la risurrezione dei morti che, svegliati da due angeli che suonano la tromba, escono dalle rispettive tombe. Nella fascia decorativa superiore vi sono, al centro, l'arcangelo Michele e Satana che, con una bilancia, pesano le anime, tra i beati (a sinistra) e i dannati (a destra). In alto, al centro, assiso in trono, si trova Cristo giudice, vestito con una tunica che lascia vedere le stigmate, i cui piedi poggiano sulla Gerusalemme celeste; ai suoi lati stanno, in piedi, due angeli che portano i segni della sua Passione: la Croce (angelo di destra) e i chiodi e la Lancia di Longino (angelo di sinistra). Alle due estremità sono raffigurati la Madonna e Giovanni Evangelista inginocchiati. Gran parte delle sculture dei due ordini inferiori sono state distrutte nel 1771 da Soufflot e ricostruite nel secolo successivo in base ai disegni di quelle originarie. Alcuni frammenti del primitivo apparato decorativo a rilievo sono attualmente esposti presso il Museo di Cluny.

##### Portale della Vergine

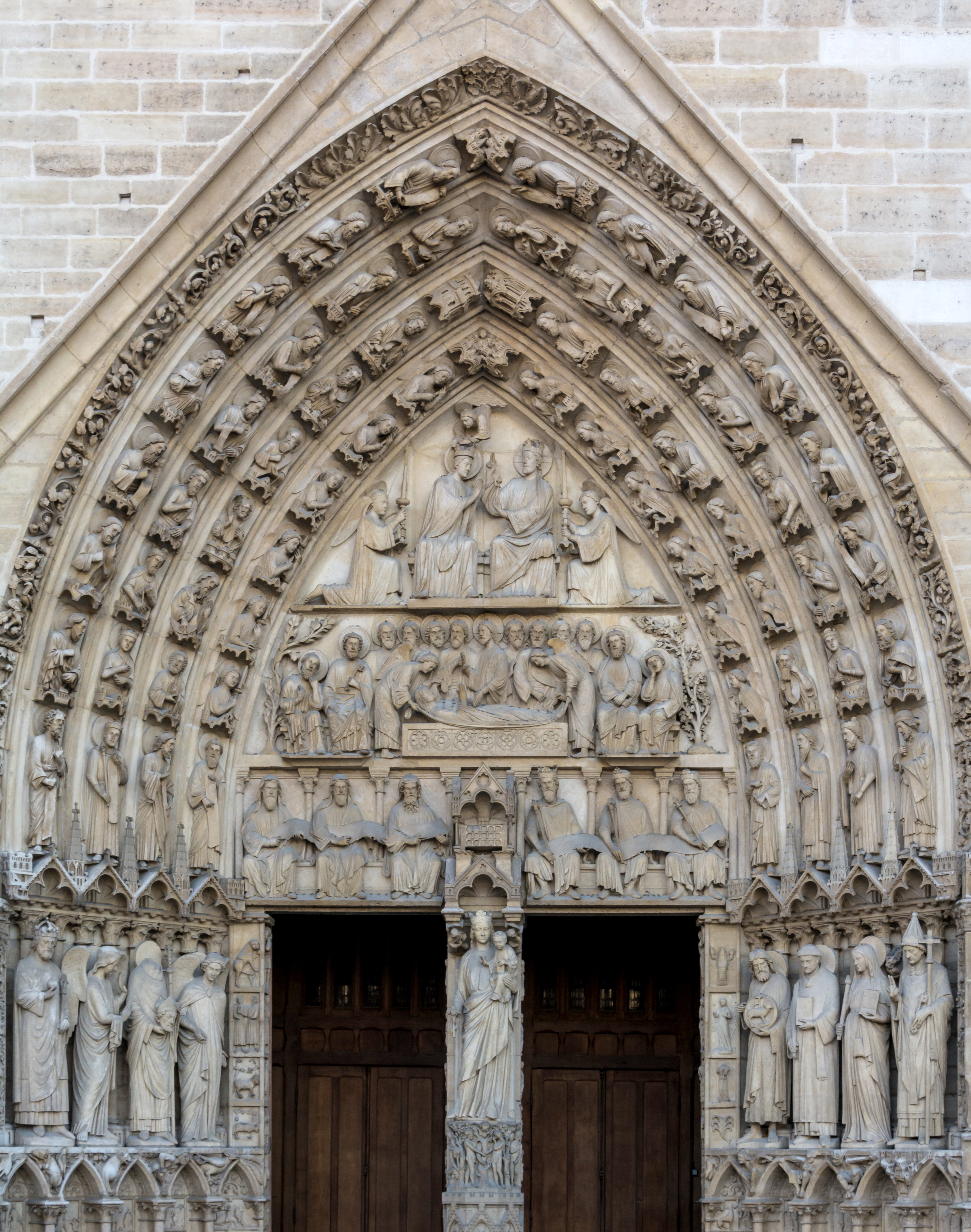
Il portale della Vergine

Il portale della Vergine è il portale di sinistra della facciata. Venne realizzato tra il 1210 e il 1220 e, danneggiato durante la Rivoluzione francese, è stato ripristinato nel corso dei restauri ottocenteschi.
La decorazione a rilievo della lunetta è disposta su tre ordini sovrapposti. Nell'architrave vi è, al centro, la raffigurazione dell'Arca dell'Alleanza posta sotto un baldacchino gotico sorretto da colonnine; ai lati, trovano posto a sedere a sinistra tre profeti e a destra tre re di Giuda, con in mano le prefigurazioni della venuta di Cristo. Nella fascia superiore è raffigurata la scena della dormizione di Maria, ovvero la teoria sostenuta da una parte dei teologi, che Maria non sarebbe veramente morta, ma sarebbe soltanto caduta in un sonno profondo prima di essere assunta in cielo. Al centro della scena, vi è il corpo di Maria che viene sollevato dal sepolcro da due angeli per essere portato in Paradiso; intorno e alle spalle di esso si trovano gli apostoli tra i quali all'estrema sinistra Paolo, sotto un fico, e Pietro e, all'estrema destra, sotto un olivo, Giovanni. Al centro, Gesù che indica il ventre della madre, dal quale venne generato. Nella parte superiore della lunetta, è raffigurata l'Incoronazione di Maria: la Madonna siede in trono di fianco a Cristo e viene da lui benedetta e le consegna lo scettro, mentre un angelo pone sulla sua testa una corona. Ai lati, due angeli cerofori inginocchiati.

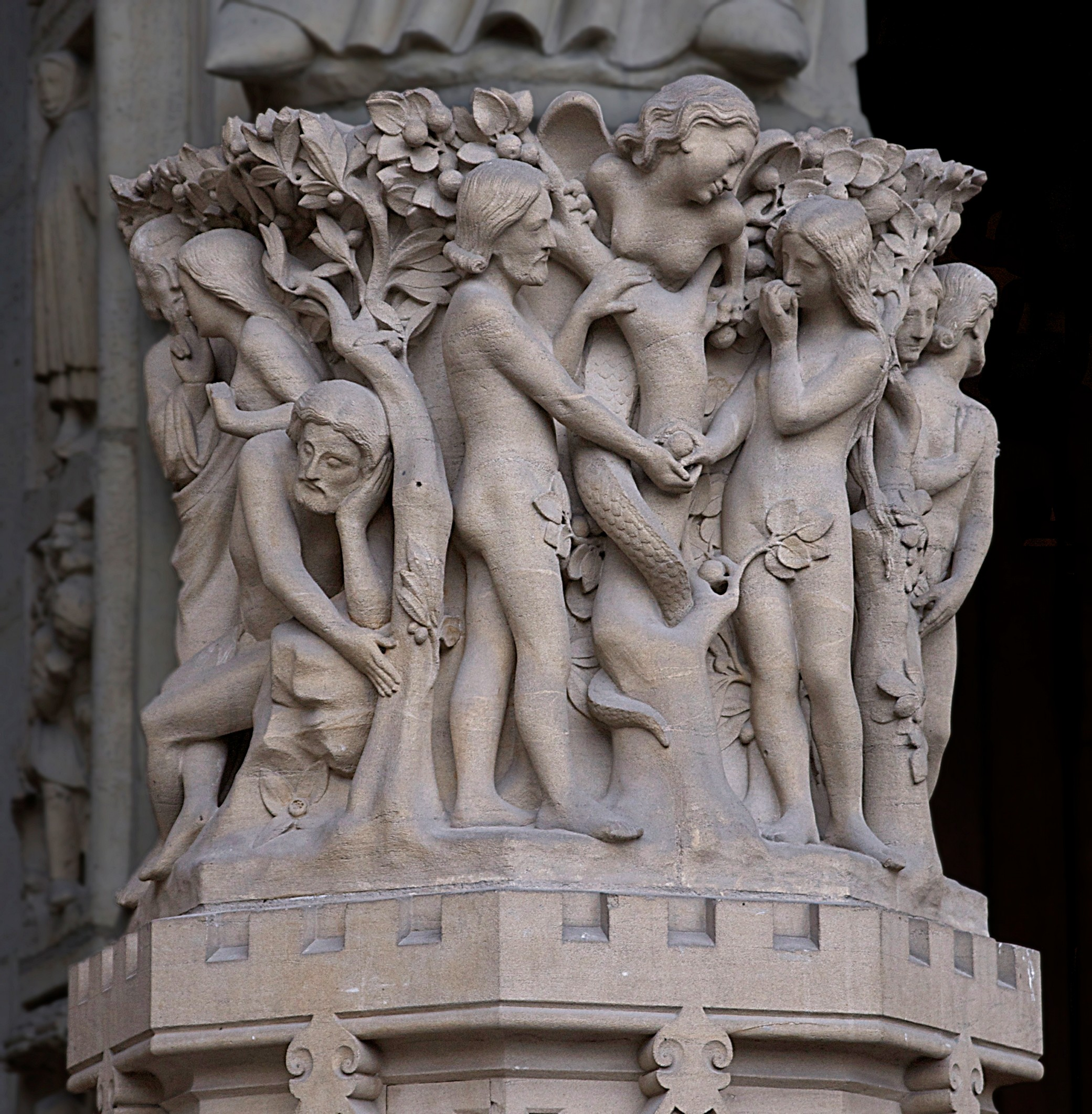
La tentazione di Adamo ed Eva

Nella parte inferiore della strombatura si trovano otto statue, ciascuna delle quali è sormontata da un baldacchino con arco trilobato e alta guglia. Quelle di sinistra raffigurano, dall'esterno, l'imperatore Costantino e San Dionigi, affiancato da due angeli e con la testa in mano, simbolo del suo martirio; a destra, dall'esterno, sono raffigurati San Silvestro papa, Santa Genoveffa, Santo Stefano e San Giovanni Battista. Intorno alla porta e sotto le statue sono raffigurati il ciclo della vita dell'uomo con i segni zodiacali, i mesi dell'anno e le stagioni. L'archivolto è decorato con figure di santi ricostruite durante il restauro del XIX secolo.
Il trumeau è decorato con una statua raffigurante la Madonna col Bambino, strettamente collegata alla soprastante Arca dell'Alleanza in quanto Maria è, come l'arca, il frutto di una promessa fatta da Dio al suo popolo e alle sculture sottostanti, in quanto nuova Eva. La statua poggia su piedistallo poligonale con episodi di Adamo ed Eva nel Giardino dell'Eden: a sinistra la creazione di Eva da una costola di Adamo (Gen 2,20-22), al centro la tentazione di Adamo ed Eva (Gen 3,1-7) e a destra la cacciata di Adamo ed Eva (Gen 3,22-24); nella scena della tentazione, al posto del serpente nel ruolo di tentatrice si trova Lilith, personaggio non presente nel racconto biblico ma in alcuni miti mesopotamici e babilonesi; secondo gli antichi ebrei Lilith sarebbe stata la prima moglie di Adamo, poi ripudiata per aver rifiutato di essere sottomessa al marito, e in seguito a ciò sarebbe diventata un demone notturno.

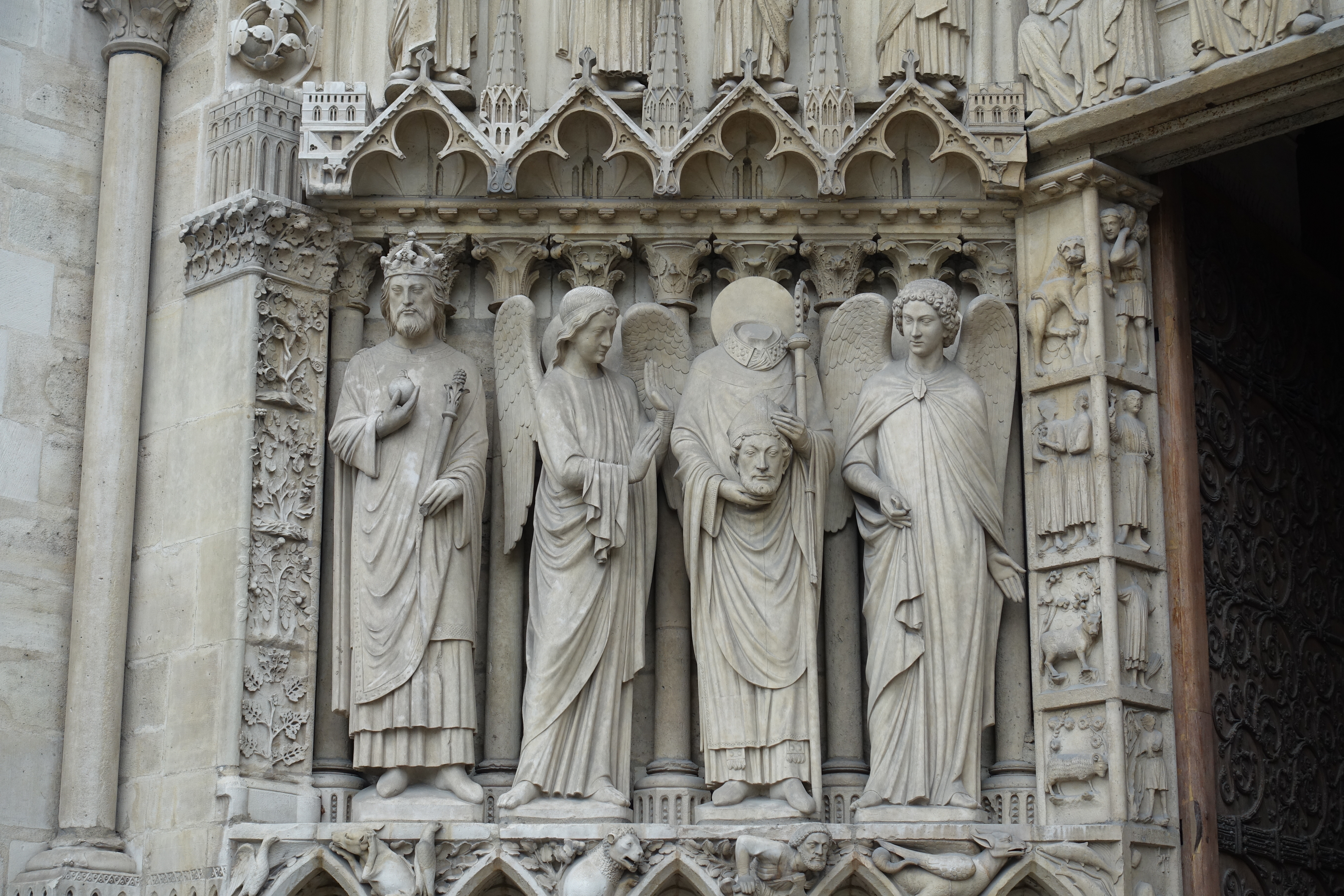
Santi di sinistra
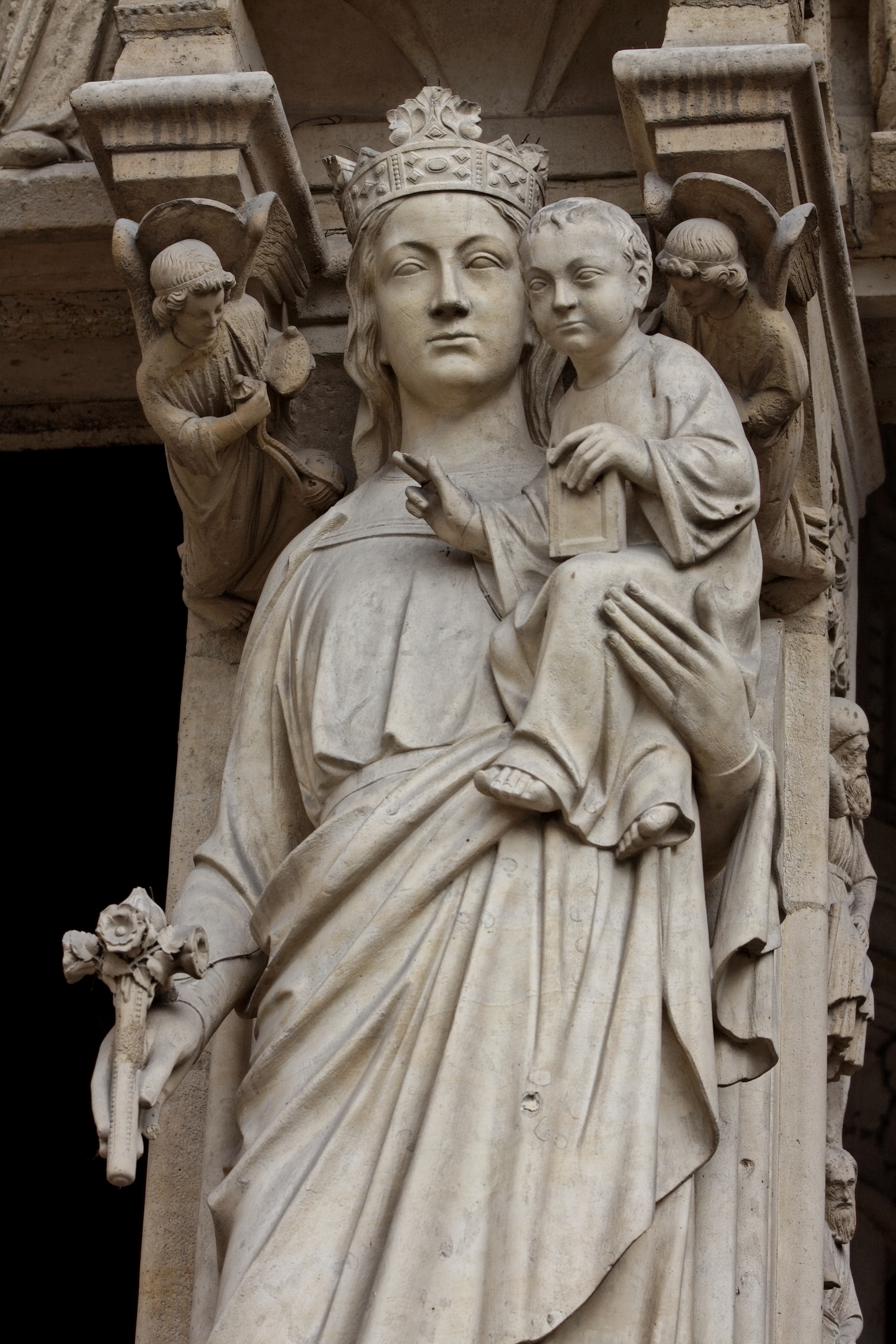
Madonna col Bambino
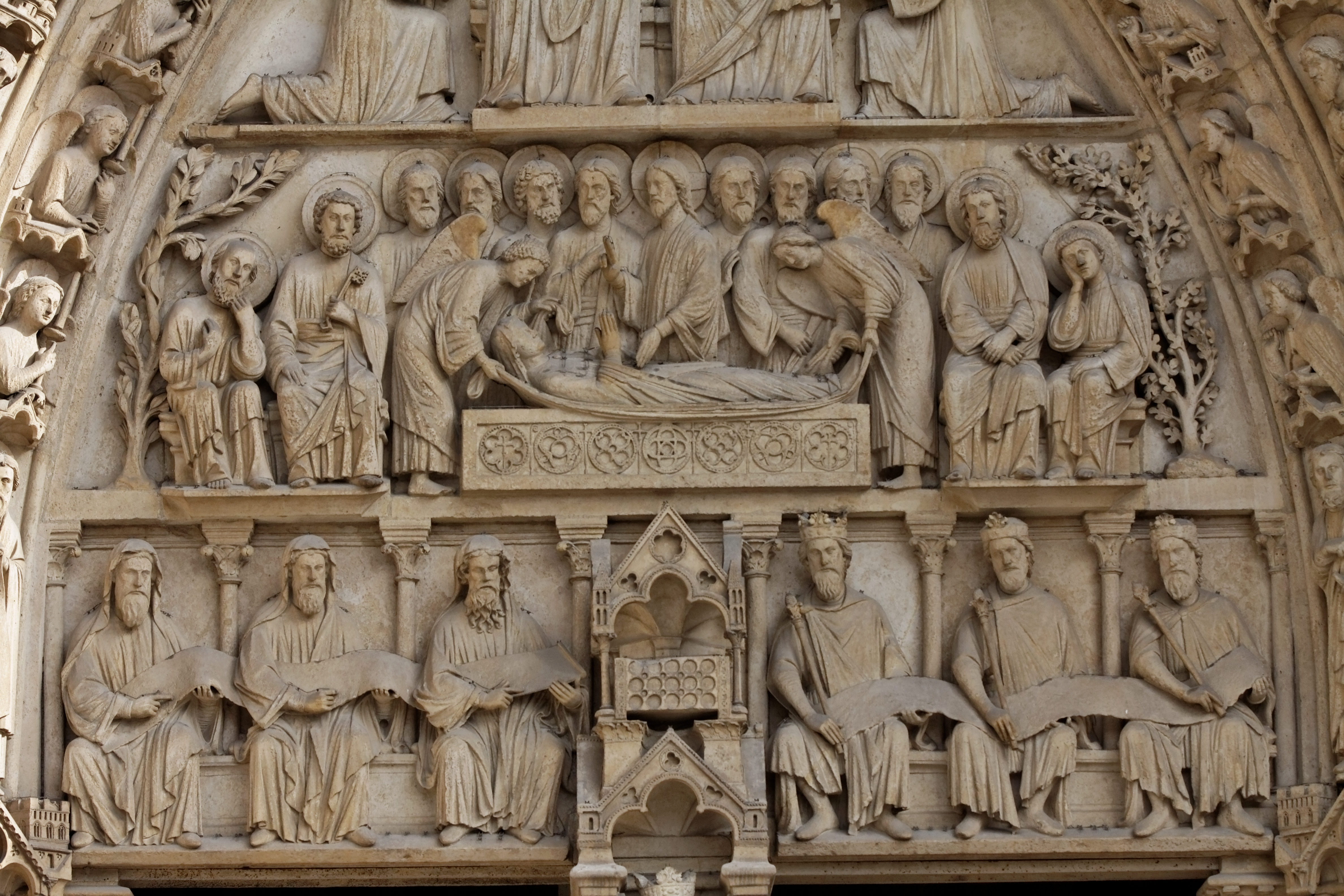
Re e profeti e Dormizione di Maria
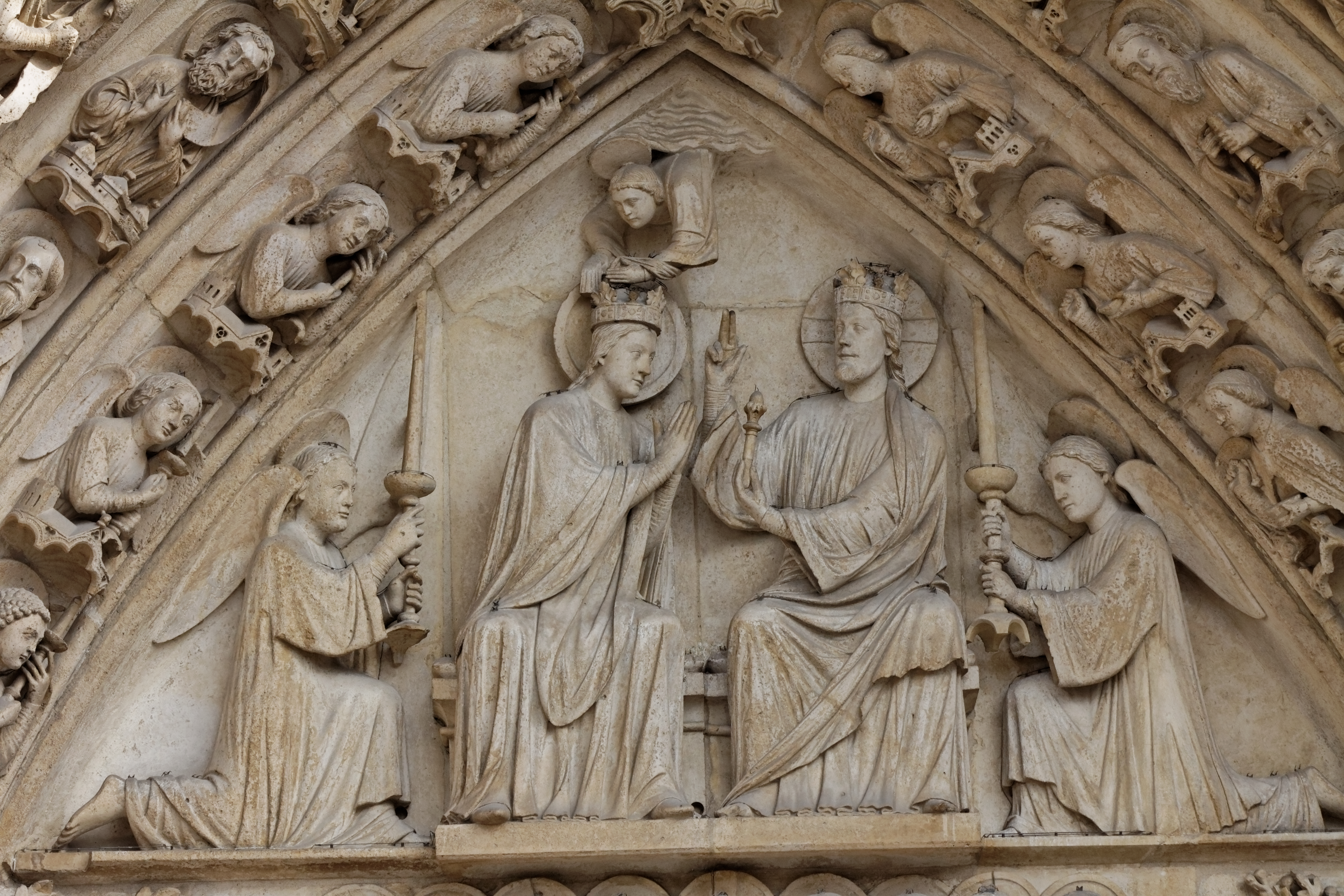
Incoronazione di Maria
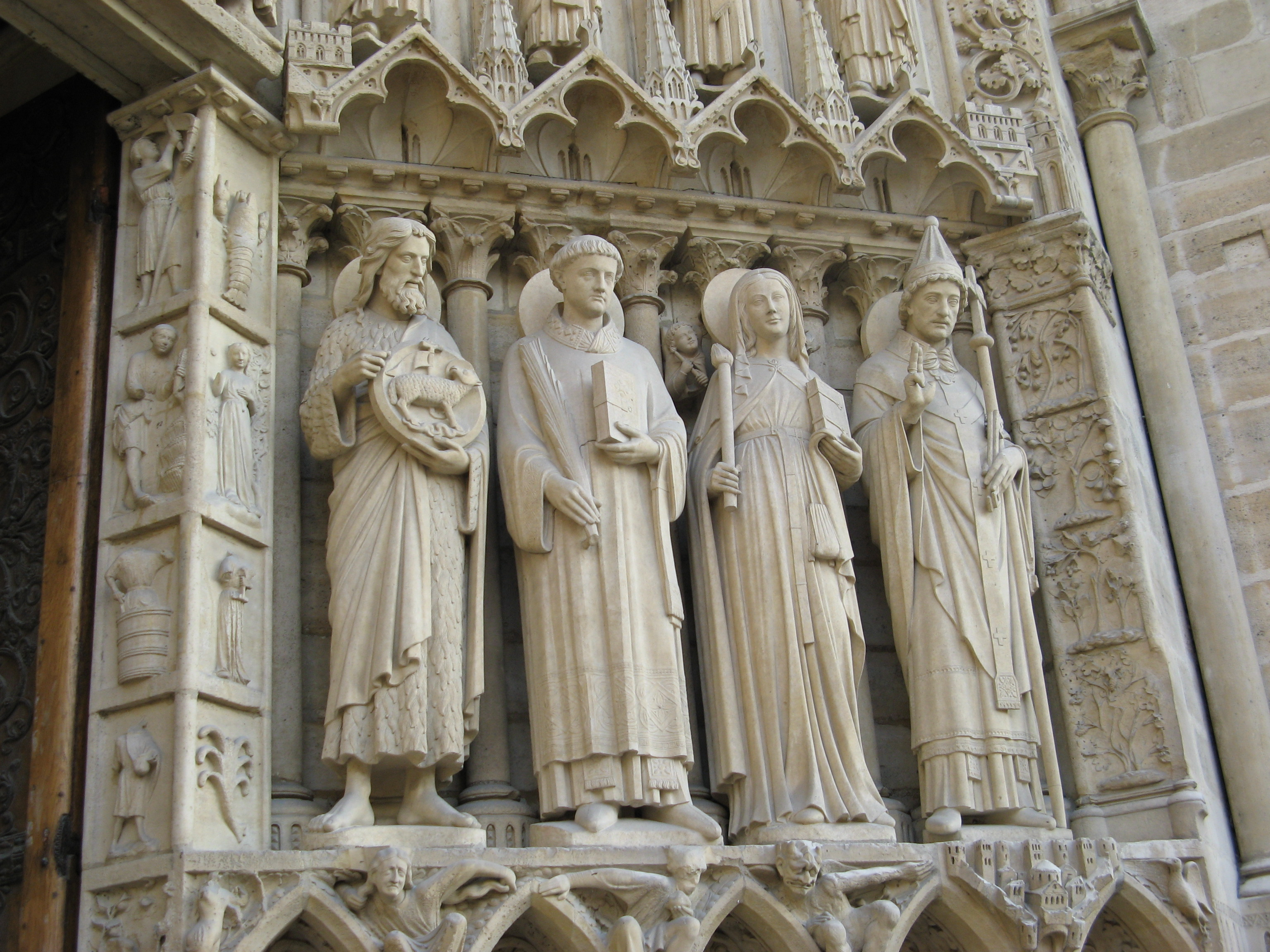
Santi di destra

##### Portale di Sant'Anna

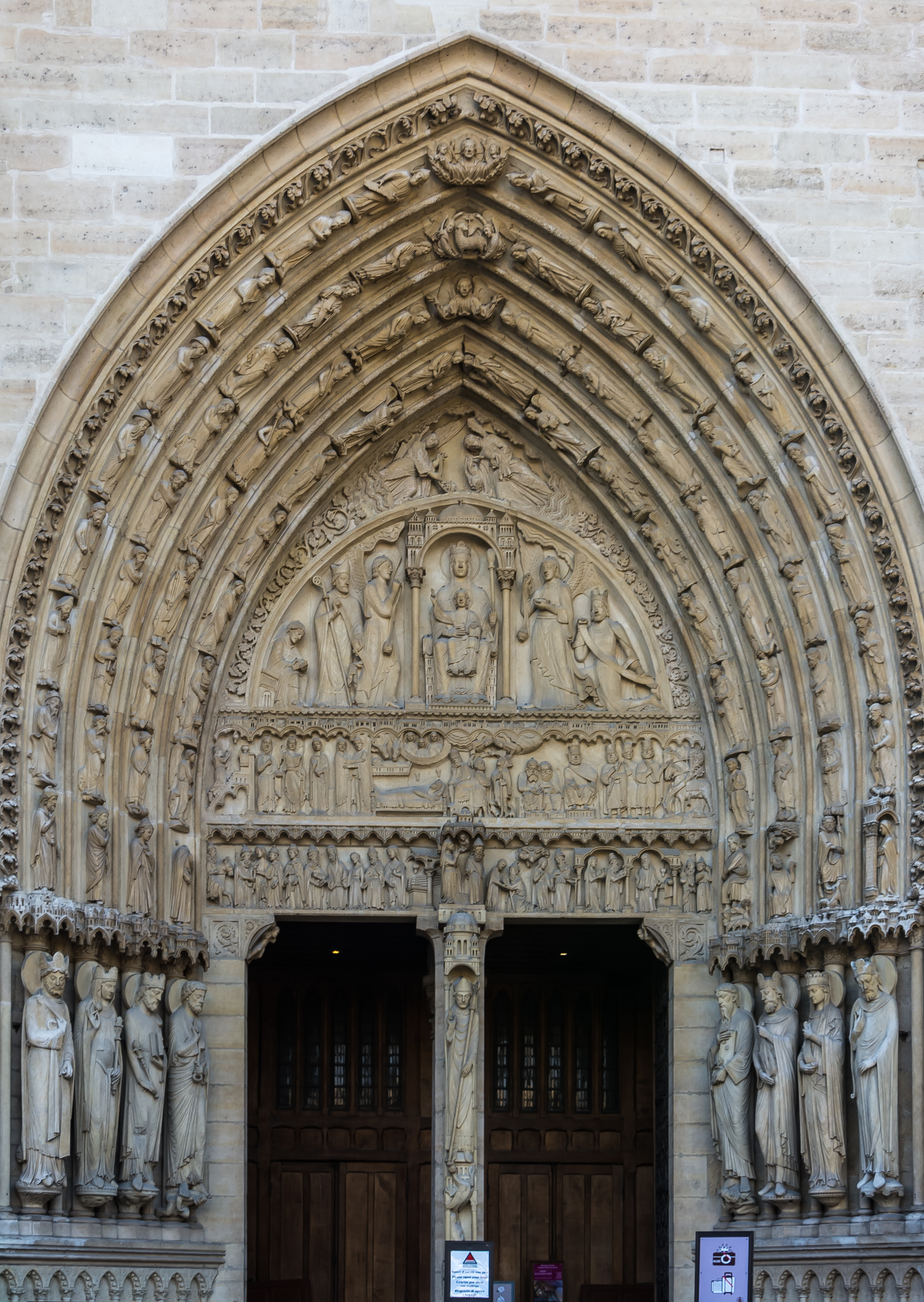
Il portale di Sant'Anna

Il portale di Sant'Anna è il portale di destra della facciata occidentale. È il più antico dei tre ingressi e l'apparato scultoreo venne realizzato tra il 1140 e il 1150 per uno spazio più piccolo e in seguito completato. Anche questo portale subì danneggiamenti durante la Rivoluzione francese e venne restaurato nel XIX secolo.
L'apparato decorativo scultoreo della lunetta tratta di Maria e dei suoi genitori Anna e Gioacchino ed è articolato su tre piani sovrapposti. Nell'ordine inferiore, scolpito nel XIII secolo per raccordare la decorazione già esistente al nuovo portale, sono raffigurate Scene del matrimonio di Gioacchino ed Anna; in quello mediano, invece, del XII secolo, da sinistra l'Annunciazione a Maria, la Visitazione ad Elisabetta, la Natività di Gesù, l'Annuncio ai Pastori, Erode e i Magi. Nella parte superiore, all'interno di una lunetta di dimensioni minori rispetto a quelle della lunetta del portale, è raffigurata al centro, sotto un baldacchino, la Madonna in trono col Bambino, con ai lati due angeli turiferari e, alle estremità della composizione, il vescovo Maurice de Sully con il decano del capitolo Barbedour e, sul lato opposto, inginocchiato, Luigi VII; secondo un'altra interpretazione, potrebbero essere il vescovo San Germano e il re Childeberto I. Intorno alla lunetta del XII secolo vi è un rilievo del secolo successivo con ai lati elementi vegetali e al centro due angeli.
Alla base della strombatura trovano luogo otto statue ottocentesche disposte in due gruppi di quattro ciascuna: quelle di sinistra, dall'esterno, raffigurano il profeta Elia, la vedova di Sarepta (Lc 4,25), Salomone e Pietro apostolo; quelle di destra, dall'esterno, il profeta Isaia, una Sibilla, (oppure un re e Betsabea), il re Davide e Paolo apostolo.
Il trumeau presenta una statua raffigurante San Marcello che schiaccia il drago; le due porte dispongono di finiture in ferro battuto risalenti al XIII secolo.

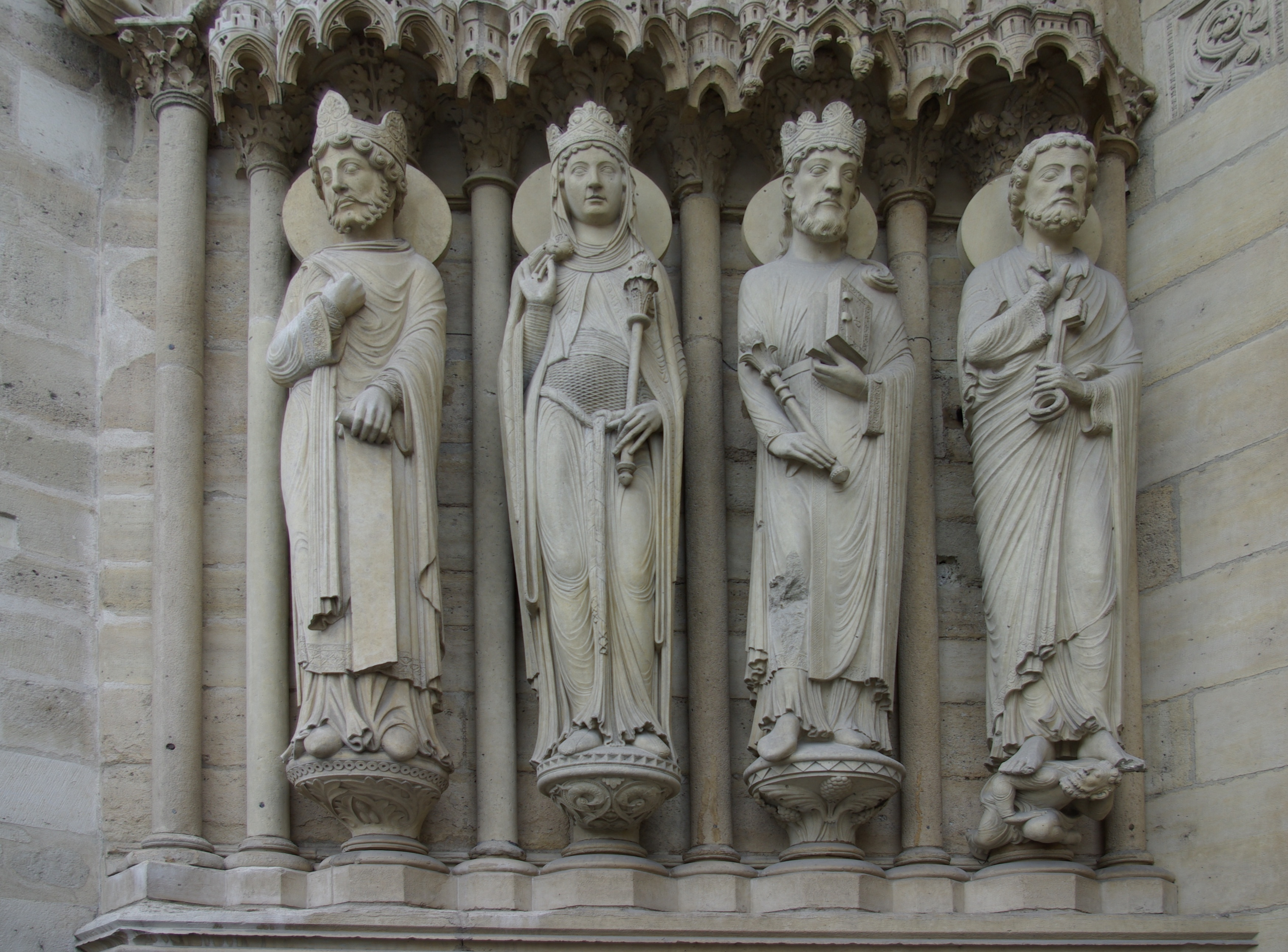
Santi di sinistra
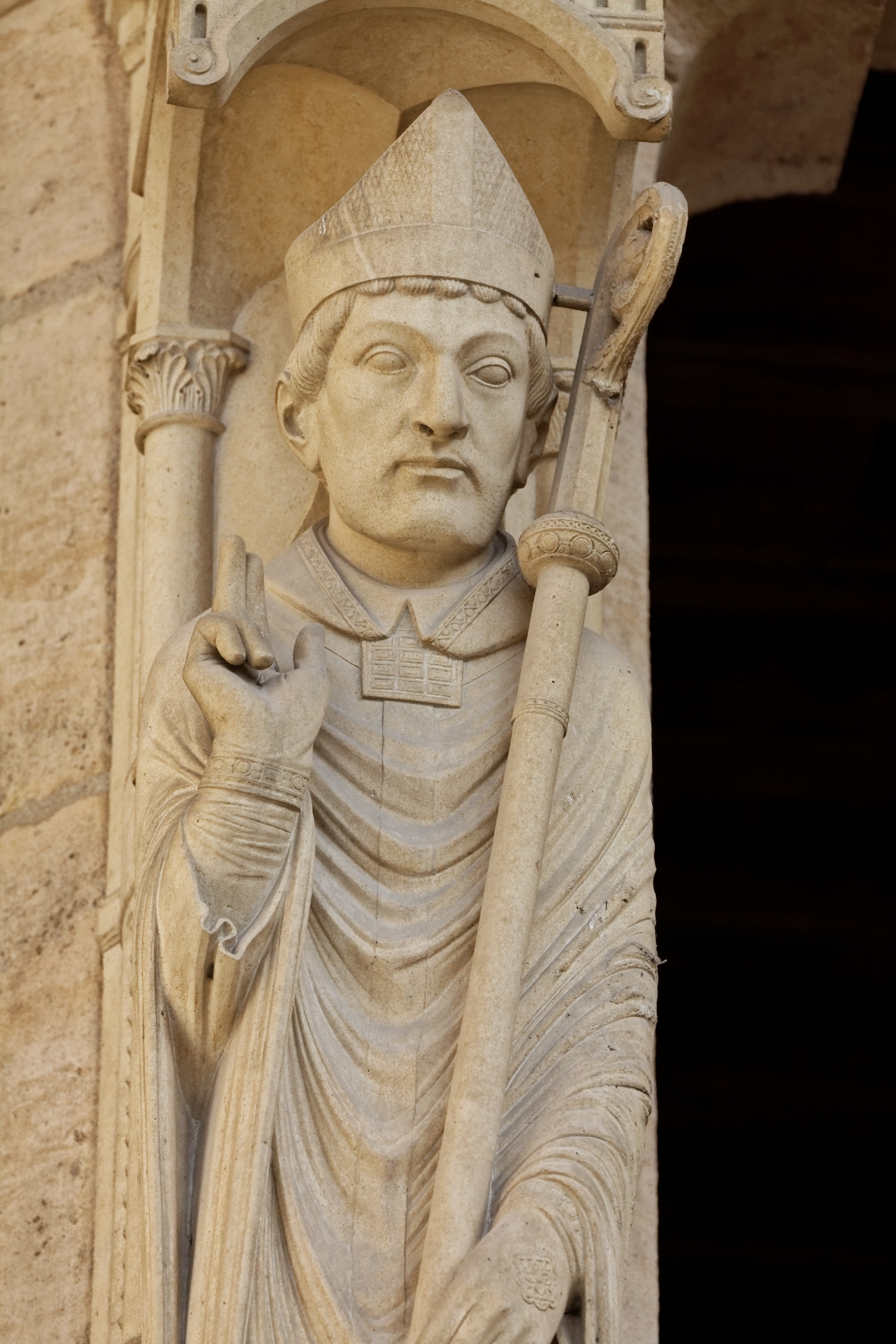
San Marcello (particolare)
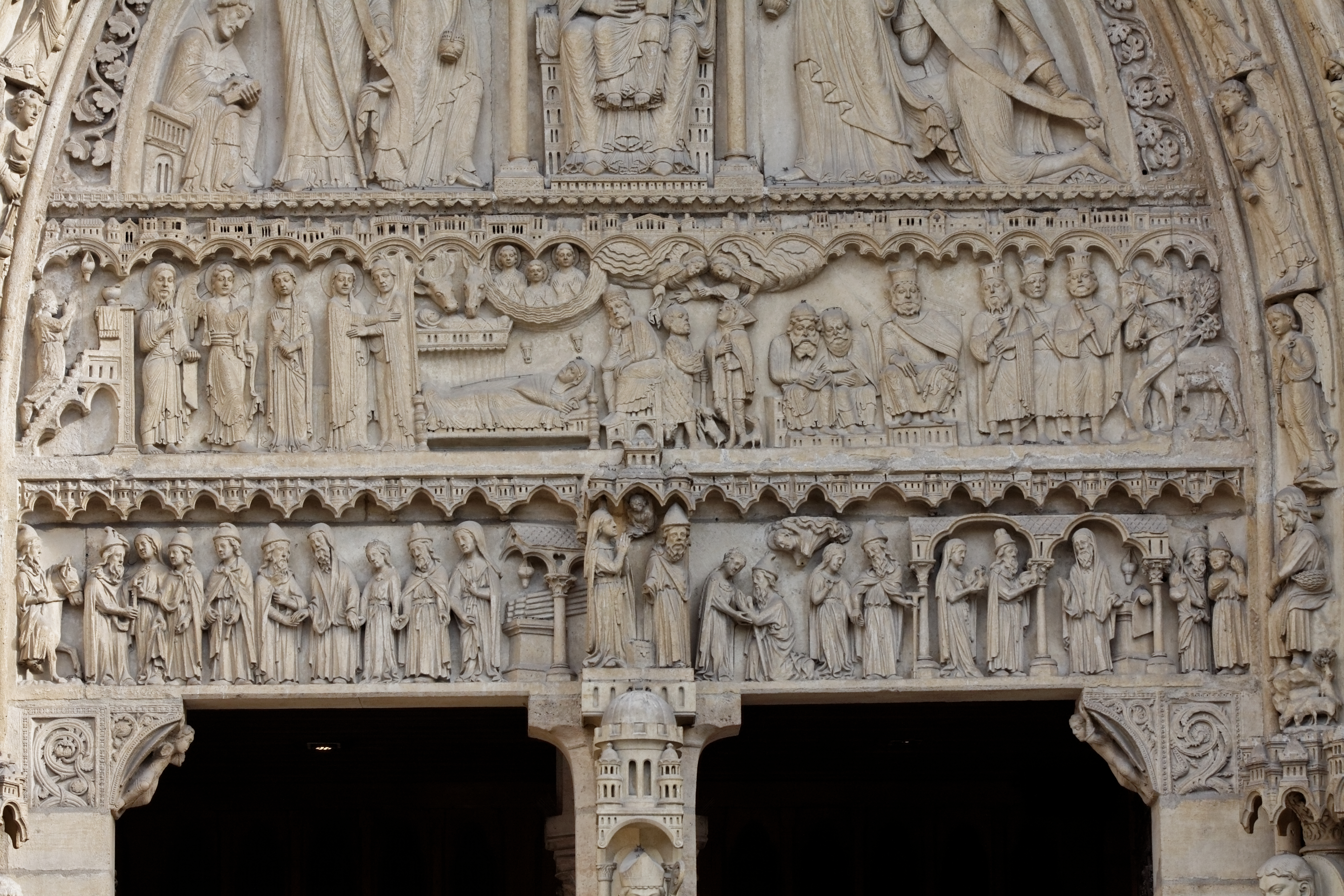
Ordini inferiori della lunetta
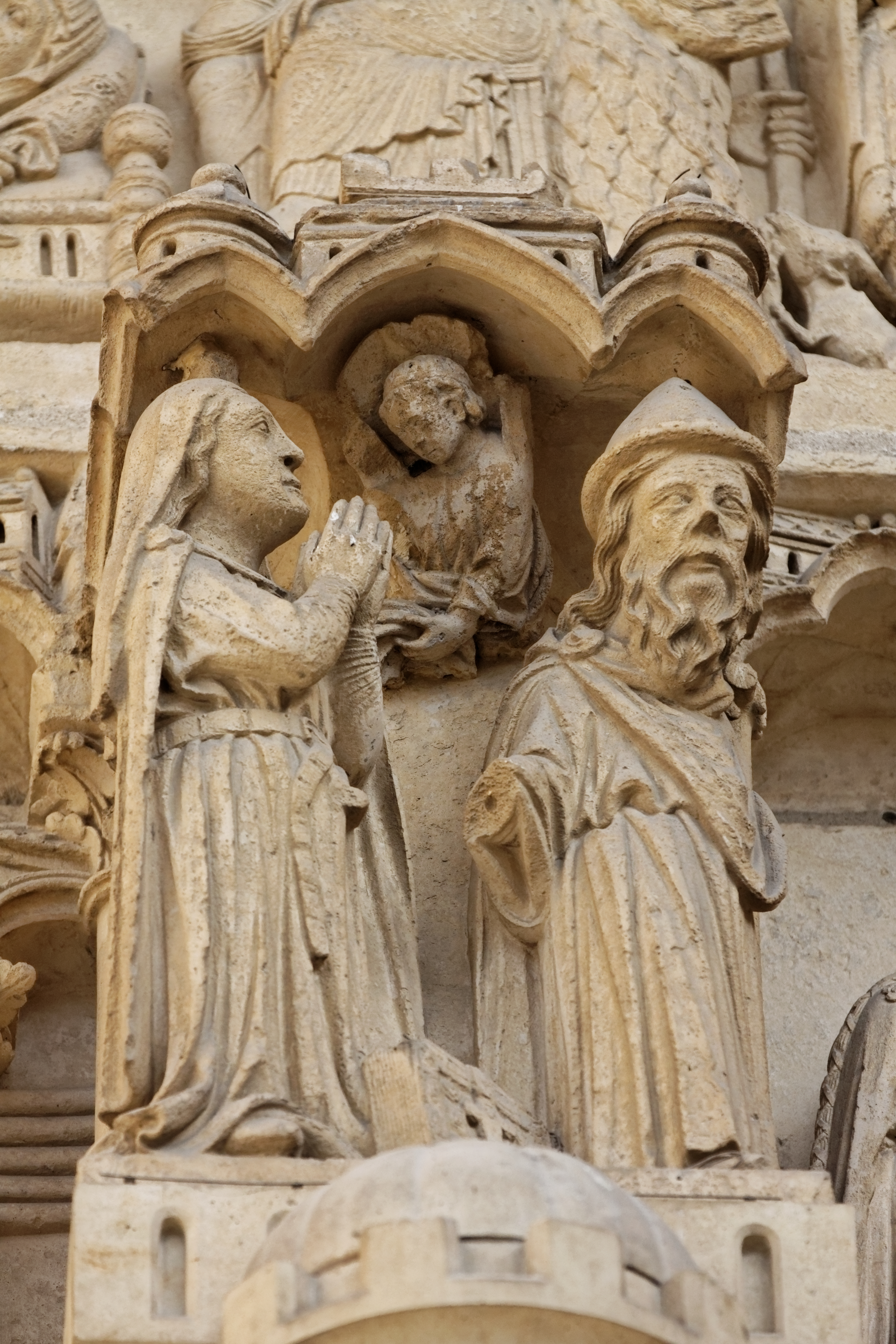
Matrimonio di Gioacchino ed Anna
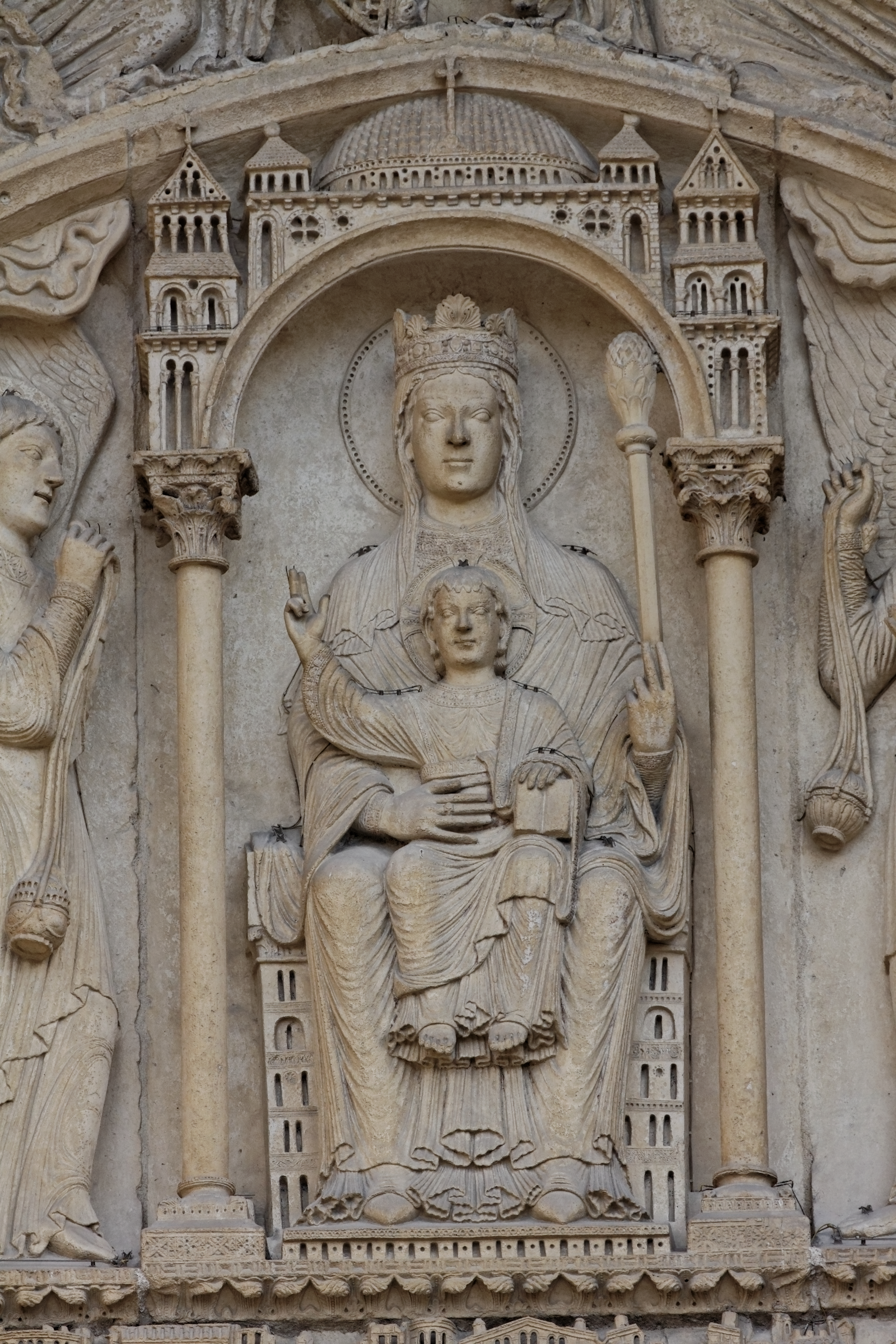
Madonna in trono col Bambino
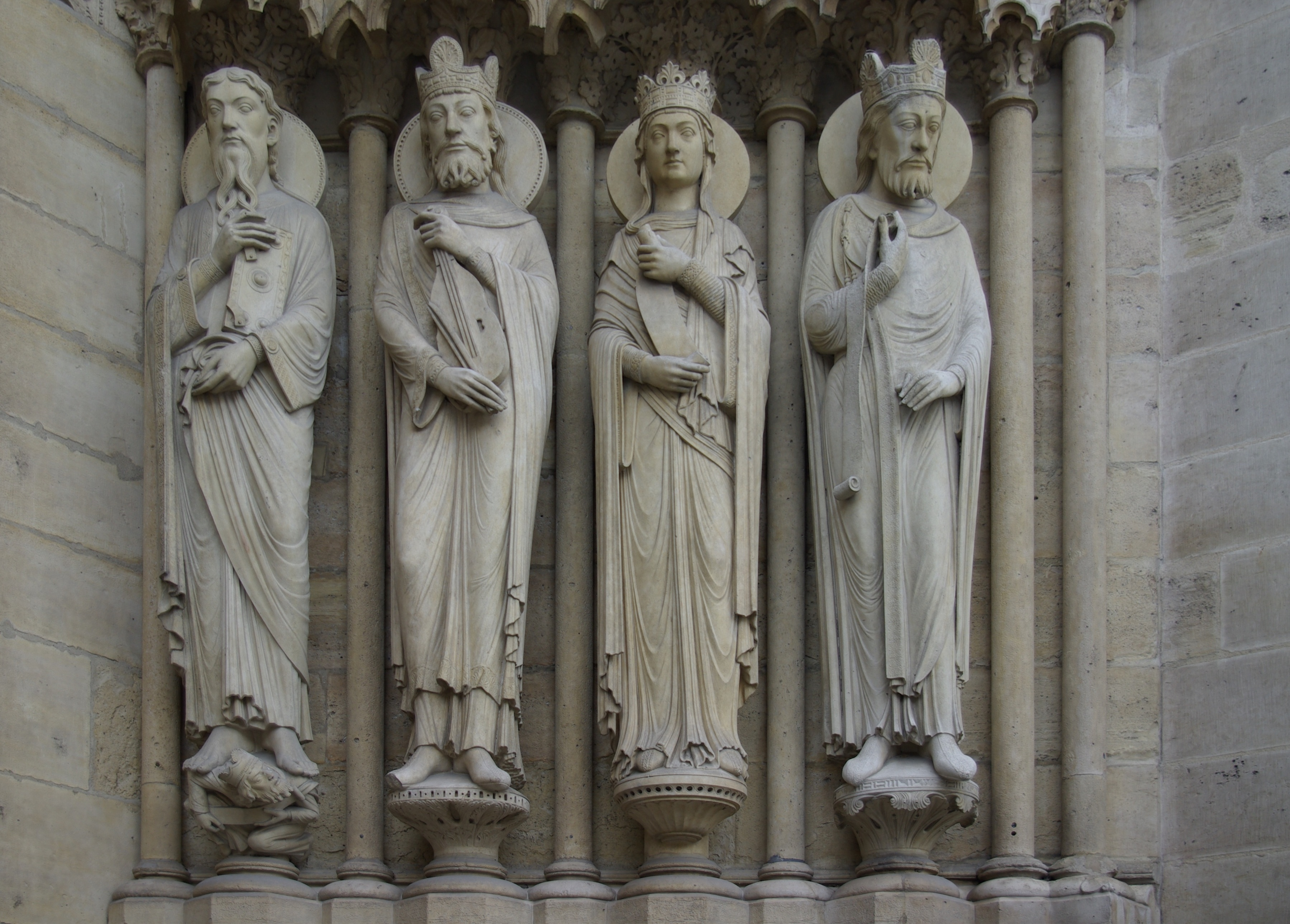
Santi di destra

##### Cerniere delle porte

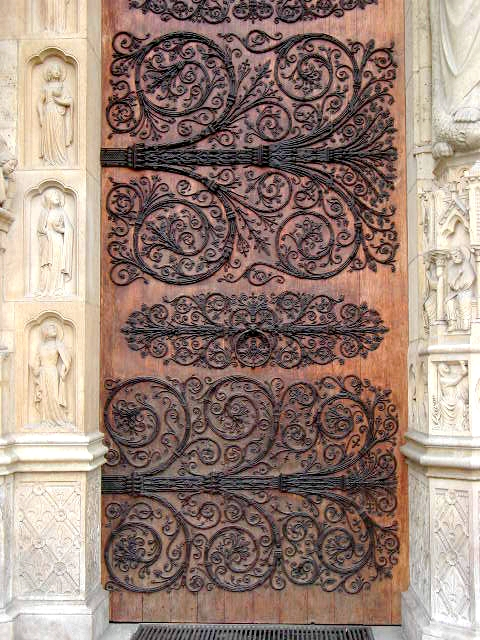
Particolare delle bandelle del portale centrale

Le porte lignee della facciata occidentale sono caratterizzate dalle cerniere in ferro battuto, riccamente decorate; queste vennero realizzate non come una scultura unitaria, ma come l'unione di pezzi più piccoli saldati fra di loro anche attraverso passanti e uniti al legno della porta attraverso dei chiodi; il loro spessore è di 2 centimetri, mentre la loro larghezza è compresa tra il 16 e i 18 centimetri.
Secondo una leggenda, le cerniere sarebbero opera di un unico fabbro, Biscornet, il quale, dopo molti giorni di lavoro, insoddisfatto del risultato, avrebbe invocato il demonio in un momento di collera esso lo avrebbe aiutato, tanto che le porte, terminate nell'arco di una notte, non poterono esser aperte se non dopo esser state benedette con l'acqua santa. Un'altra leggenda vuole che le cerniere siano state forgiate dal demonio stesso nella fucina infernale.
In realtà, il manufatto attualmente in loco non è più quello originario medievale, risalente al XIII secolo ma, per quanto riguarda le porte laterali, rimaneggiato nel corso del XVIII secolo; le cerniere del portale del Giudizio sono invece integralmente opera del fabbro Pierre François Marie Boulanger che le realizzò tra il 1859 e il 1867; infatti, con l'eliminazione del trumeau su progetto di Jacques-Germain Soufflot, fu necessaria la costruzione e l'installazione di una porta adatta alle nuove dimensioni del portale, con cerniere costruite ex novo raffiguranti la Madonna e Gesù.

##### Galleria dei Re
La galleria dei Re è posta al di sopra dei portali e consiste in un loggiato formato da ventotto archi trilobati poggianti su colonnine; all'interno di ciascuno di essi si trova una statua, alta 3,5 metri, raffigurante uno dei re di Giuda; sebbene questi siano stati venti, probabilmente il loro numero venne arbitrariamente accresciuto fino a farlo coincidere con quello dei re di Francia fino a Filippo il Bello. L'unico re identificabile è Davide, il quattordicesimo da sinistra, che poggia i piedi sopra un leone. Gli archi sono disposti asimmetricamente nei tre campi dettati dai quattro contrafforti della facciata: al centro e a sinistra sono in gruppi di otto, mentre a destra sono sette.
Le statue attualmente visibili risalgono al restauro ottocentesco e furono realizzate su disegno di Eugène Viollet-le-Duc dopo che quelle originarie erano andate distrutte nel 1793 durante la Rivoluzione francese in quanto ritenute raffigurazioni dei re di Francia; i resti di quest'ultime furono fortuitamente rinveuti nel 1977 durante i lavori di restauro nei sotterranei della sede della Banque Française du Commerce Extérieur in rue de la Chausséè-d'Antin, nel IX arrondissement, e attualmente sono esposti presso il Museo di Cluny.
Al di sopra della galleria dei Re vi è una balaustra con archetti ogivali poggianti su colonnine dai capitelli scolpiti. Alle sue spalle trovano luogo alcune sculture: in corrispondenza del rosone, vi è un gruppo scultoreo ottocentesco composto da una Madonna col Bambino fra due Angeli cerofori; in corrispondenza di ciascuna delle due grandi bifore laterali, Adamo (a sinistra) ed Eva (a destra).

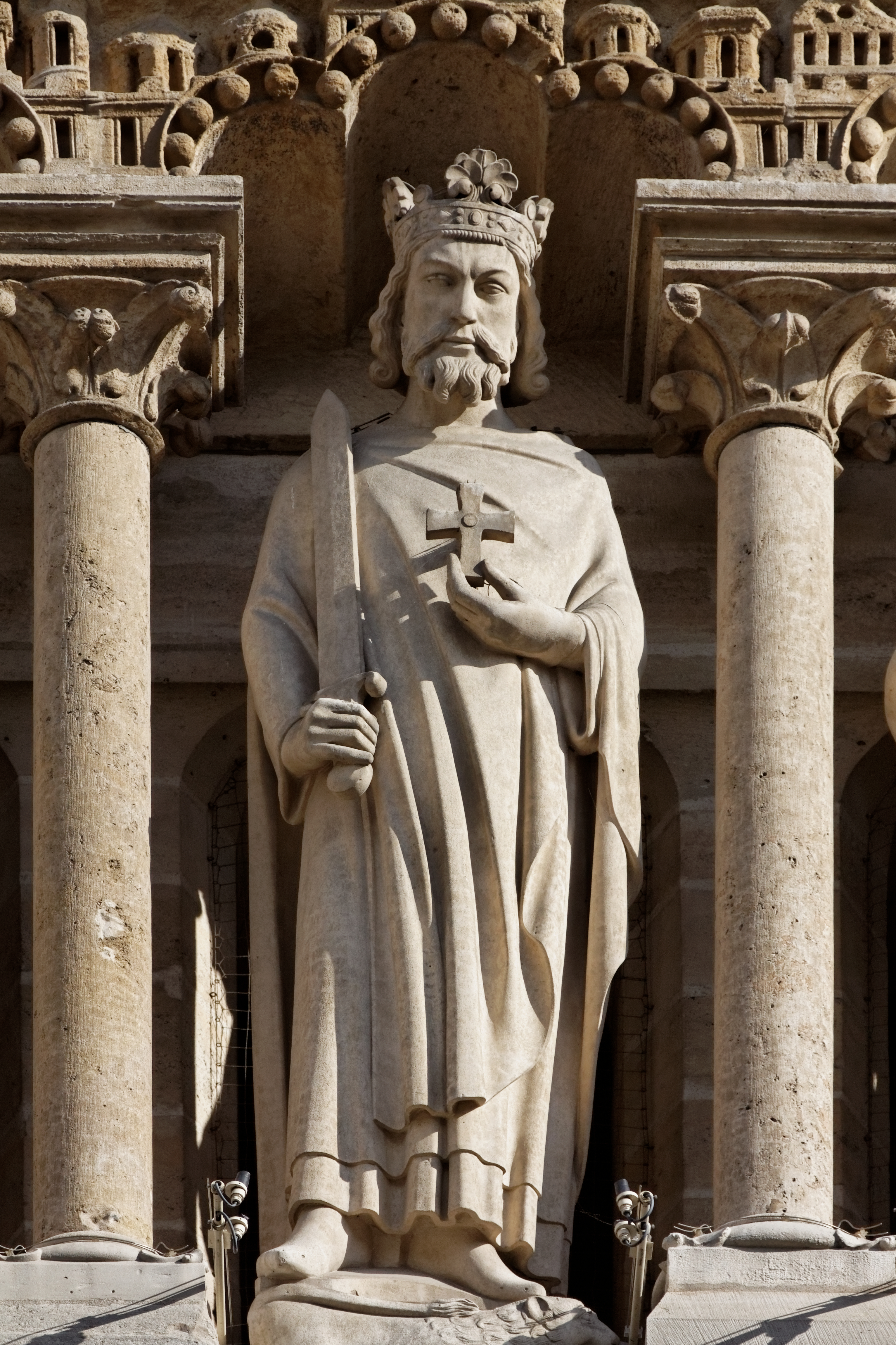
Re Davide
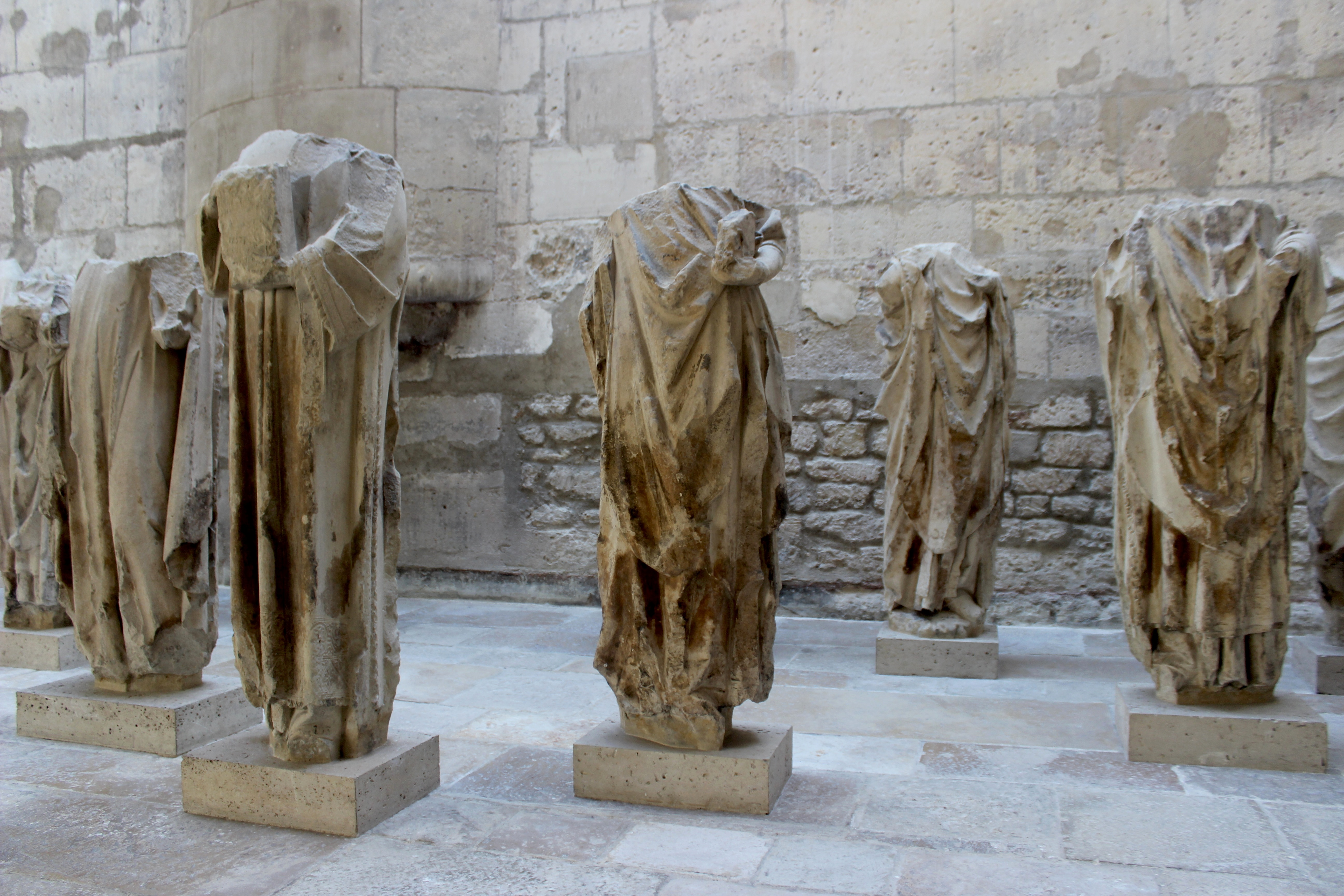
Frammenti originali presso il Museo di Cluny
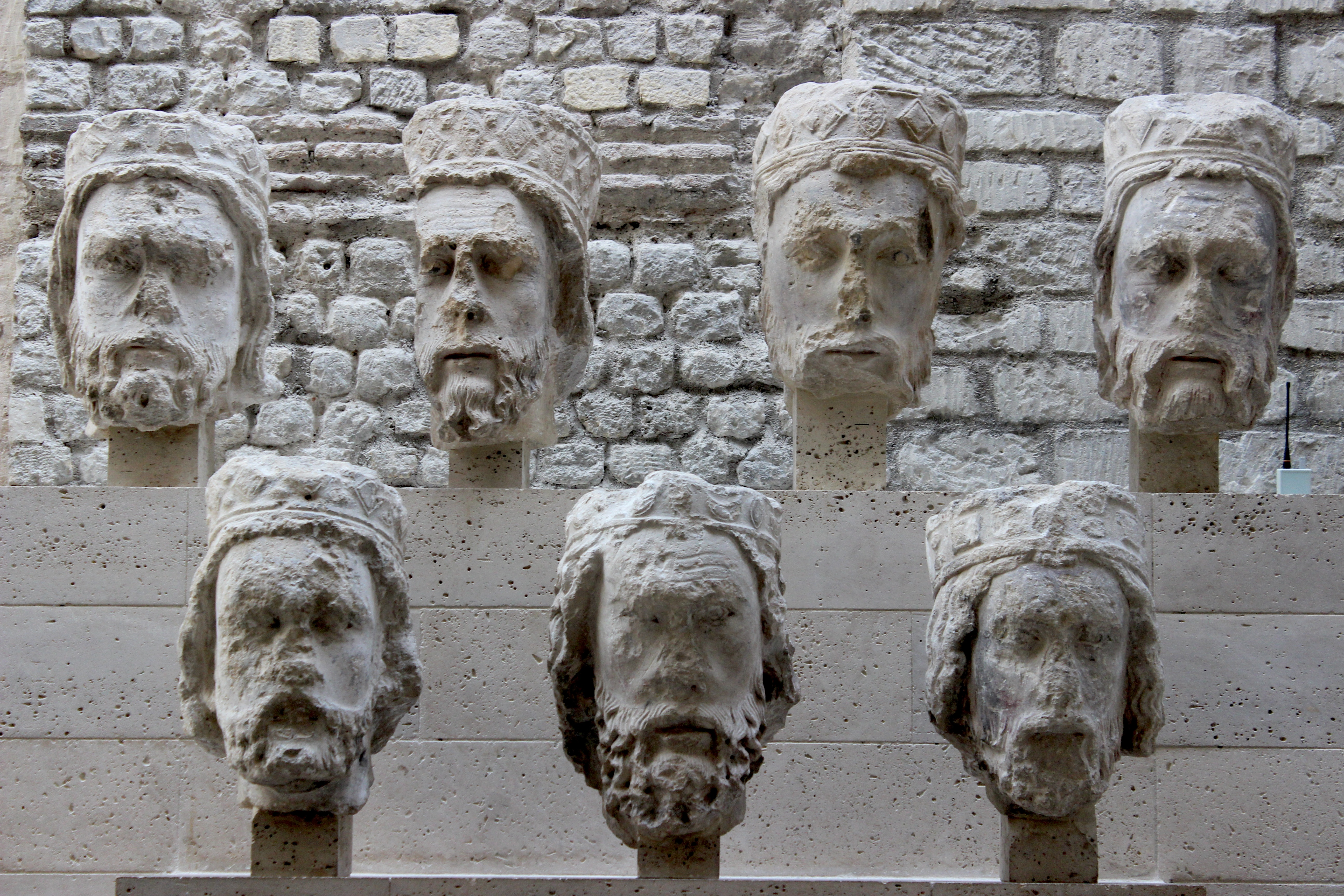
Teste di re originali presso il Museo di Cluny
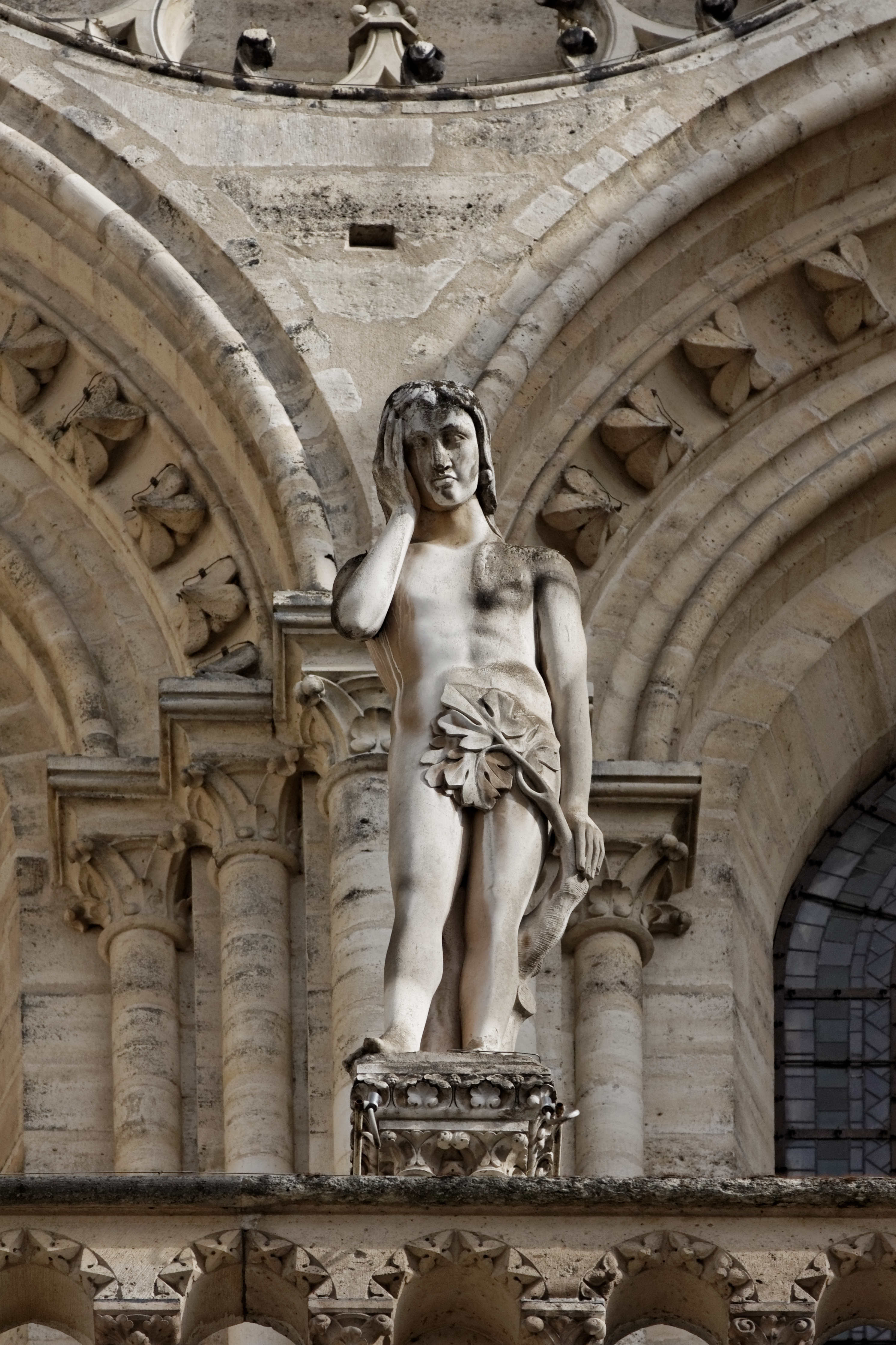
Adamo
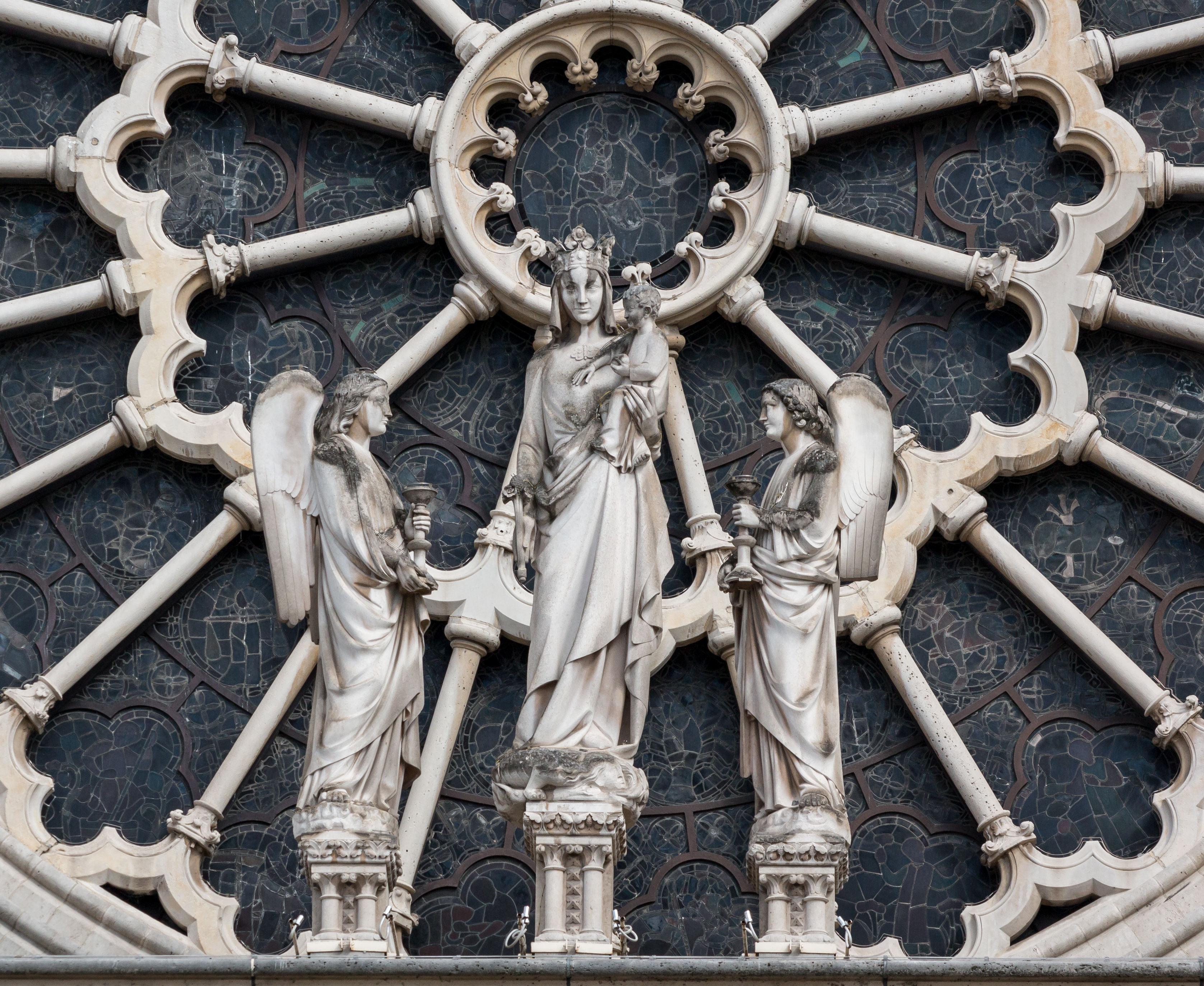
Madonna col Bambino e Angeli cerofori
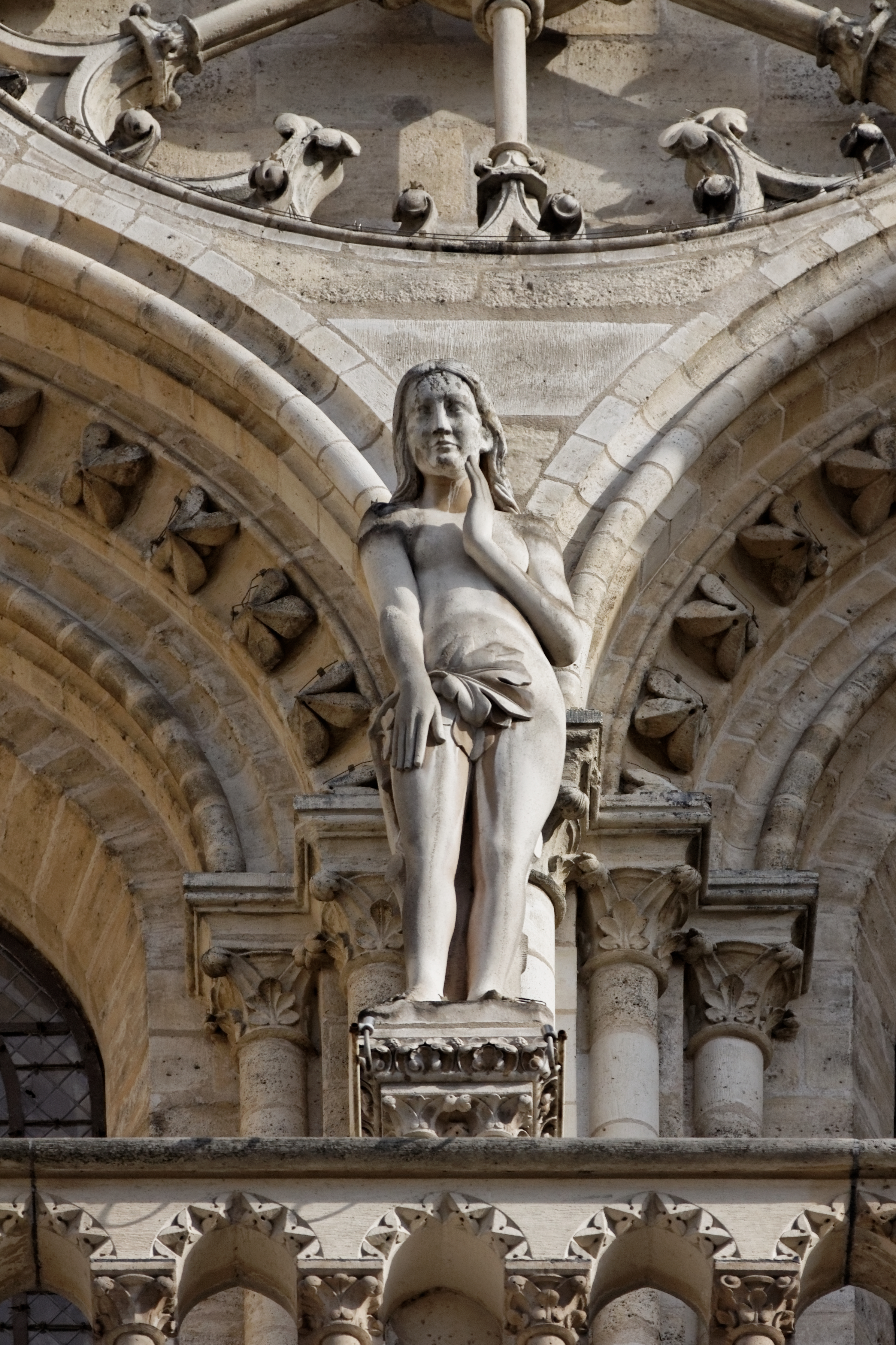
Eva

##### Rosone
Al di sopra della galleria dei Re, in asse con il portale del Giudizio universale, si apre il rosone, che dà luce alla navata centrale della cattedrale ed è il punto focale di tutta la facciata; il suo diametro è di 9,7 metri. La vetrata venne realizzata intorno al 1220, e fu oggetto di restauro nel XVI secolo; venne in gran parte rifatta nel corso dei restauri di Viollet-le-Duc.
L'iconografia è incentrata sulla celebrazione del mistero dell'Incarnazione, della quale è simbolo la creazione stessa. La composizione è dominata dai numeri 3 e 12, ripresi dallo Speculum Maius di Vincenzo di Beauvais, opera in cui essi rappresentano rispettivamente il mondo di Dio e l'Incarnazione. L'iconografia si sviluppa su tre cerchi concentrici con, nel mezzo, la Madonna in trono col Bambino. Nel cerchio interno, sono raffigurati dodici profeti; in quello mediano, entro ventiquattro tondi, vi sono i vizi e i segni zodiacali; in quello esterno, entro altrettanti campi a forma di croce greca con angoli smussati, si trovano le virtù e i mesi dell'anno.

##### Torri

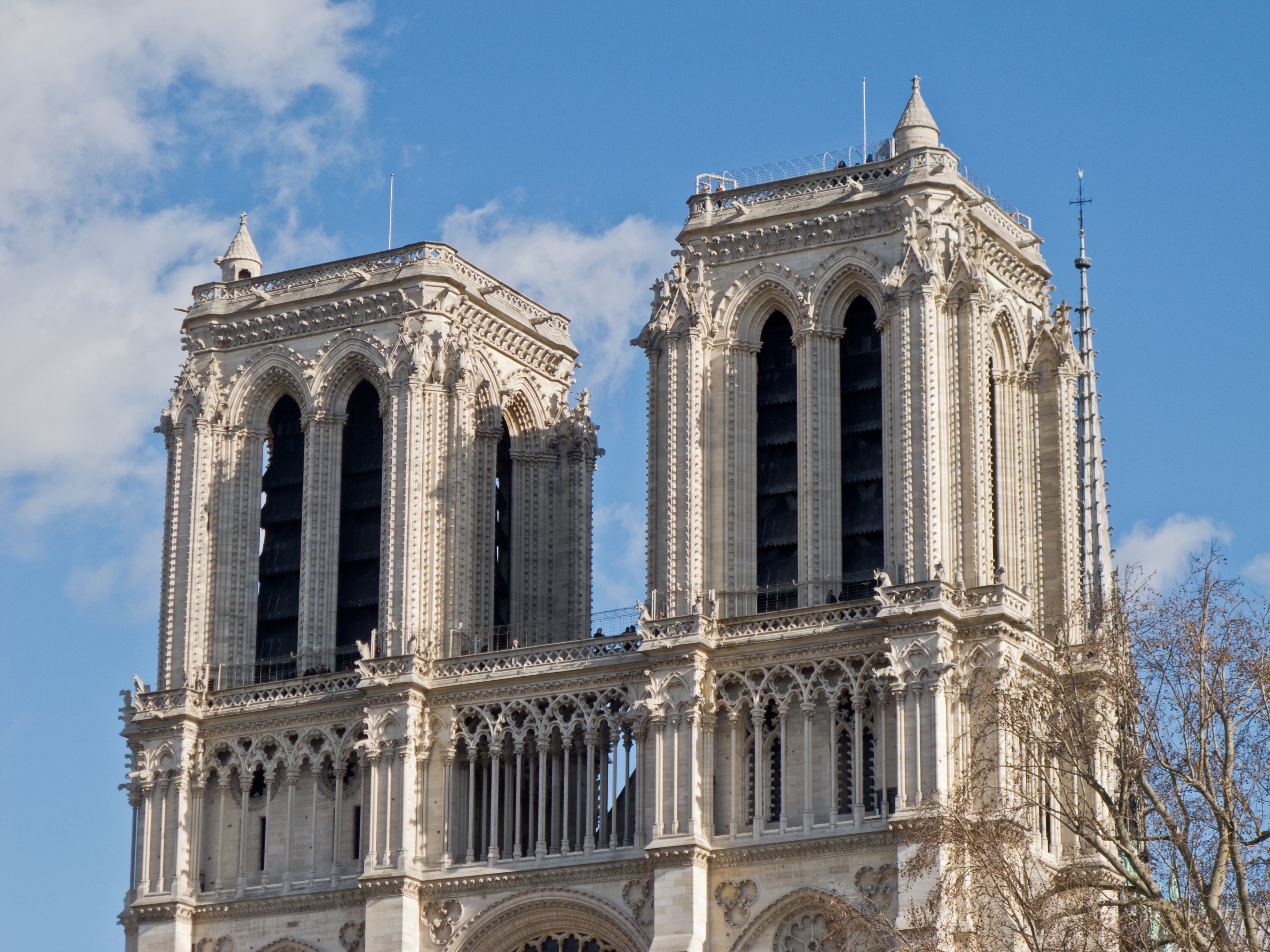
Le torri

Al di sopra della galleria delle chimere, si elevano le due torri campanarie a pianta quadrangolare, leggermente asimmetriche, con quella di destra (torre sud, terminata nel 1250) leggermente più stretta rispetto a quella di sinistra (torre nord, terminata nel 1240).
All'altezza del cleristorio della navata centrale della chiesa, all'interno di ciascuna delle due torri, vi è una sala coperta con volta a crociera con otto vele e illuminata dalla rispettiva bifora di facciata posta al fianco del rosone.
Esternamente sono caratterizzate dalle celle campanarie che danno sull'esterno con due monofore ogivali per ogni facciata. Il coronamento, che si trova a 69 metri di altezza dal suolo e che si raggiunge tramite 378 gradini, è piano, con un basso tetto a ottuplo spiovente di dimensioni minori e balaustra scolpita decorata con gargolle.
Secondo vari architetti e studiosi, tra i quali Eugène Viollet-le-Duc, nel progetto originario era previsto un coronamento a cuspide, come nelle altre cattedrali gotiche francesi. Lo stesso Viollet-le-Duc aveva presentato un progetto per realizzare tale copertura ispirata alla cuspide della torre di destra della cattedrale di Chartres, che però non venne eseguito.

#### Fiancate

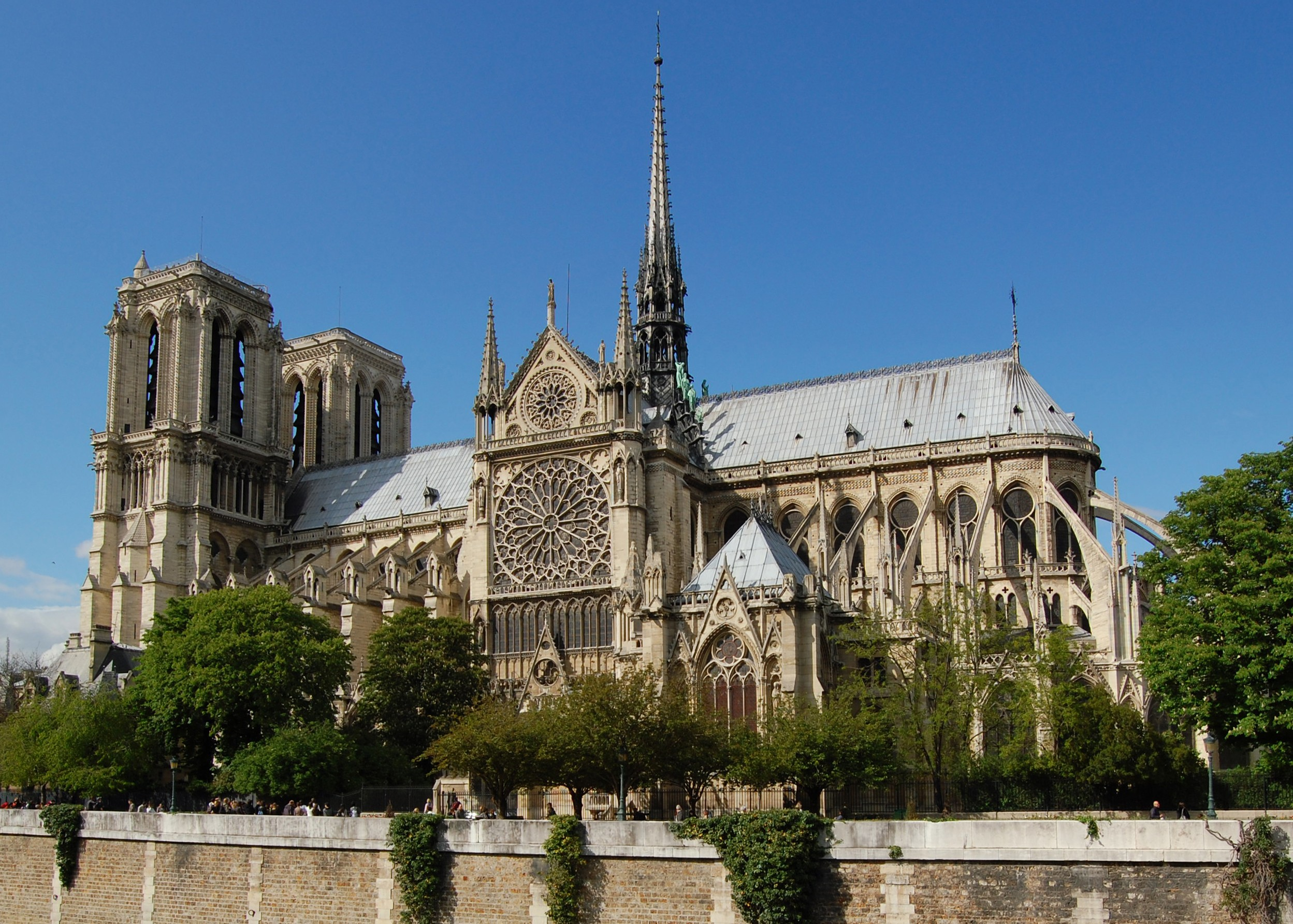
Fianco destro

Le fiancate della cattedrale rispecchiano la struttura interna della chiesa, a cinque navate con matroneo e cappelle laterali, con tre livelli distinti: il più alto corrisponde al cleristorio della navata centrale; quello intermedio corrisponde al matroneo con finestre a lunetta ogivale; quello inferiore corrisponde alle cappelle, con quadrifore fornite di ghimberga.
Le cappelle sono ricavate nello spazio tra i contrafforti. Questi sono a pianta rettangolare e sono sormontati da pinnacoli aggiunti nel XIV secolo e restaurati e in parte ricostruiti da Eugène Viollet-le-Duc. I contrafforti vennero costruiti insieme agli archi rampanti a partire dal 1220 per assolvere a un doppio scopo: il primo di carattere statico, il secondo di carattere pratico. Poiché erano state aperte nel cleristorio della navata centrale grandi bifore al posto del doppio ordine di rosoni e monofore, i contrafforti e gli archi rampanti avevano il compito di rafforzare la struttura scaricando al suolo le spinte dell'edificio. Dal punto di vista pratico, gli archi vennero concepiti e utilizzati anche come scolo delle acque meteoriche e perciò dotati di una gargolla, un doccione avente le sembianze di un mostro. Gli archi rampanti sono doppi: quello superiore corrisponde alla navata centrale, quello inferiore al matroneo.

#### Transetto

##### Facciata nord

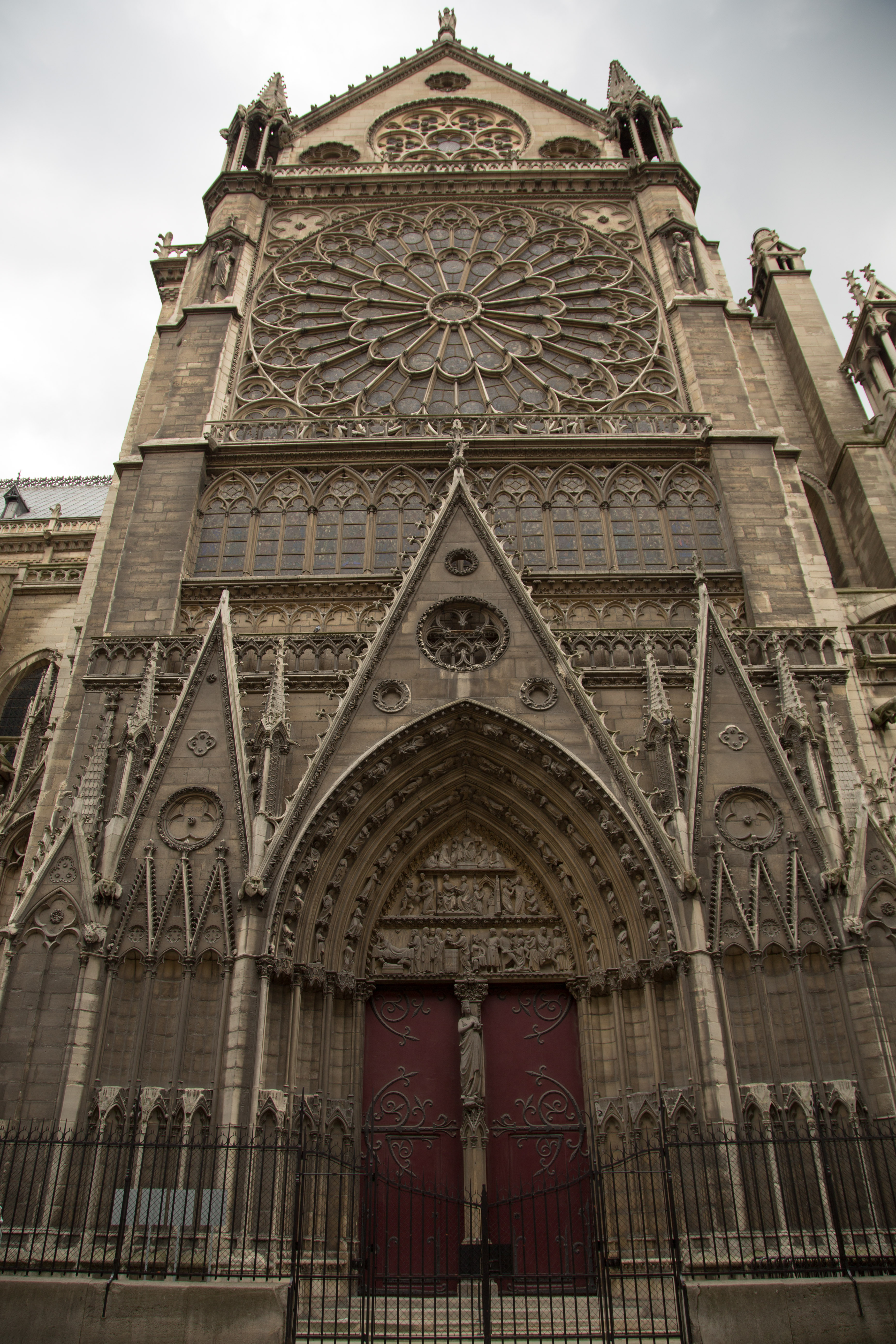
La facciata del transetto nord

La facciata del transetto rivolta verso settentrione venne costruita in stile gotico a partire dal 1250 su progetto di Jean de Chelles in sostituzione di quella precedente, in stile romanico.
Il prospetto dà su Rue du Cloître Notre-Dame ed è suddiviso orizzontalmente in più ordini. In basso si apre il portale del chiostro, posto fra due apparati decorativi con tre nicchie ciascuno, i resti delle cui statue, raffiguranti i Re Magi (a sinistra) e le Virtù teologali (a destra) si trovano al Museo di Cluny. Il portale è strombato ed è sormontato da una ghimberga decorata con, al centro, un oculo. Il trumeau è decorato con una statua del XIII secolo raffigurante la Madonna, risparmiata durante la Rivoluzione francese, sebbene sia stato distrutto il Bambino Gesù che teneva in braccio. L'iconografia della lunetta è incentrata sulla figura di Maria e si sviluppa su tre piani sovrapposti. In basso, da sinistra, vi sono la Natività di Gesù, la Presentazione di Gesù al Tempio, Re Erode, la Strage degli Innocenti e la Fuga in Egitto; nella fascia mediana, è riportata la leggenda di Teofilo di Andana, trattata anche nel dramma liturgico di Rutebeuf Il miracolo di Teofilo, secondo la quale Teofilo, dopo aver venduto la propria anima al demonio per diventare vescovo, attraverso l'invocazione della Madonna avrebbe ottenuto il perdono.
Al di sopra del portale, vi è una serie di nove bifore poggianti su colonnine e sormontate da un rosone il cui diametro è di 13,10 metri. L'iconografia di quest'ultimo è incentrata sulla glorificazione di Maria e si sviluppa su tre circonferenze concentriche entro tondi. Al centro è raffigurata la Madonna in trono con il Bambino, nella circonferenza interna i profeti, nella circonferenza mediana e in quella esterna personaggi dell'Antico Testamento, tra i quali giudici e re.
La facciata termina con una slanciata cuspide decorata con un rosone circolare (che dà luce al sottotetto) affiancato da tre più piccoli a forma di croce; ai suoi lati svettano due guglie la cui base, ottagonale, è formata da archi ogivali poggianti su colonnine.

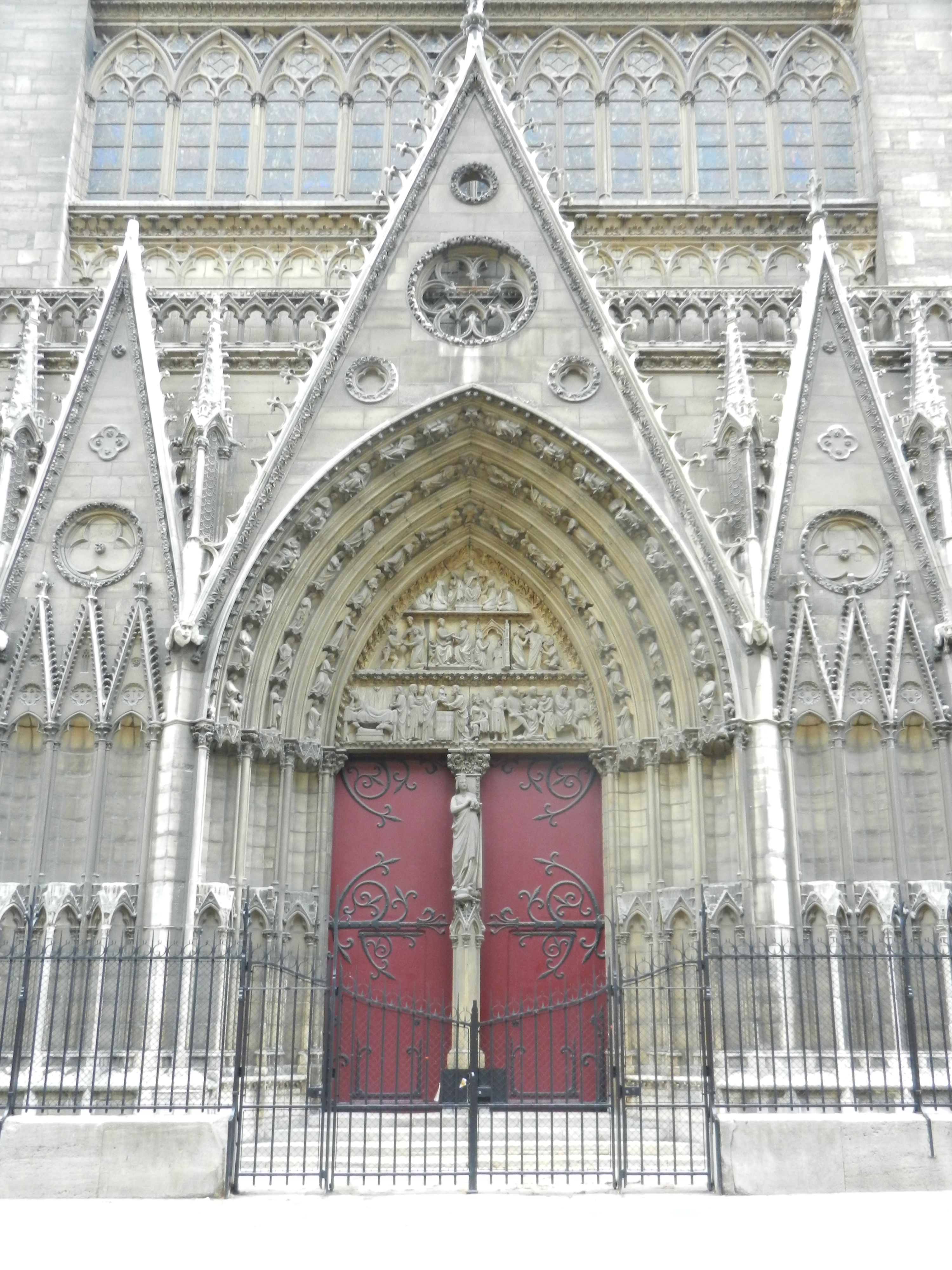
Il portale
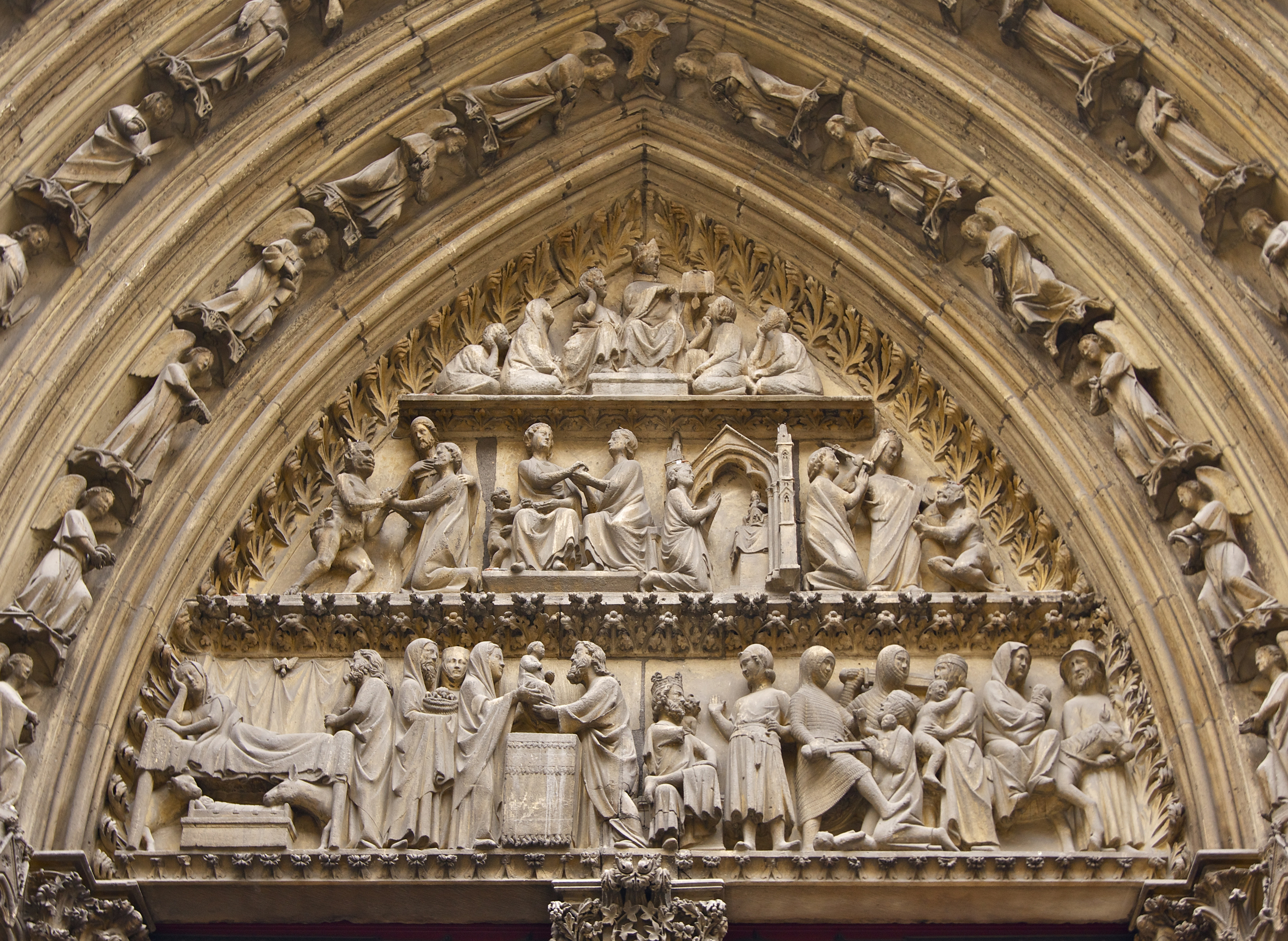
La lunetta del portale
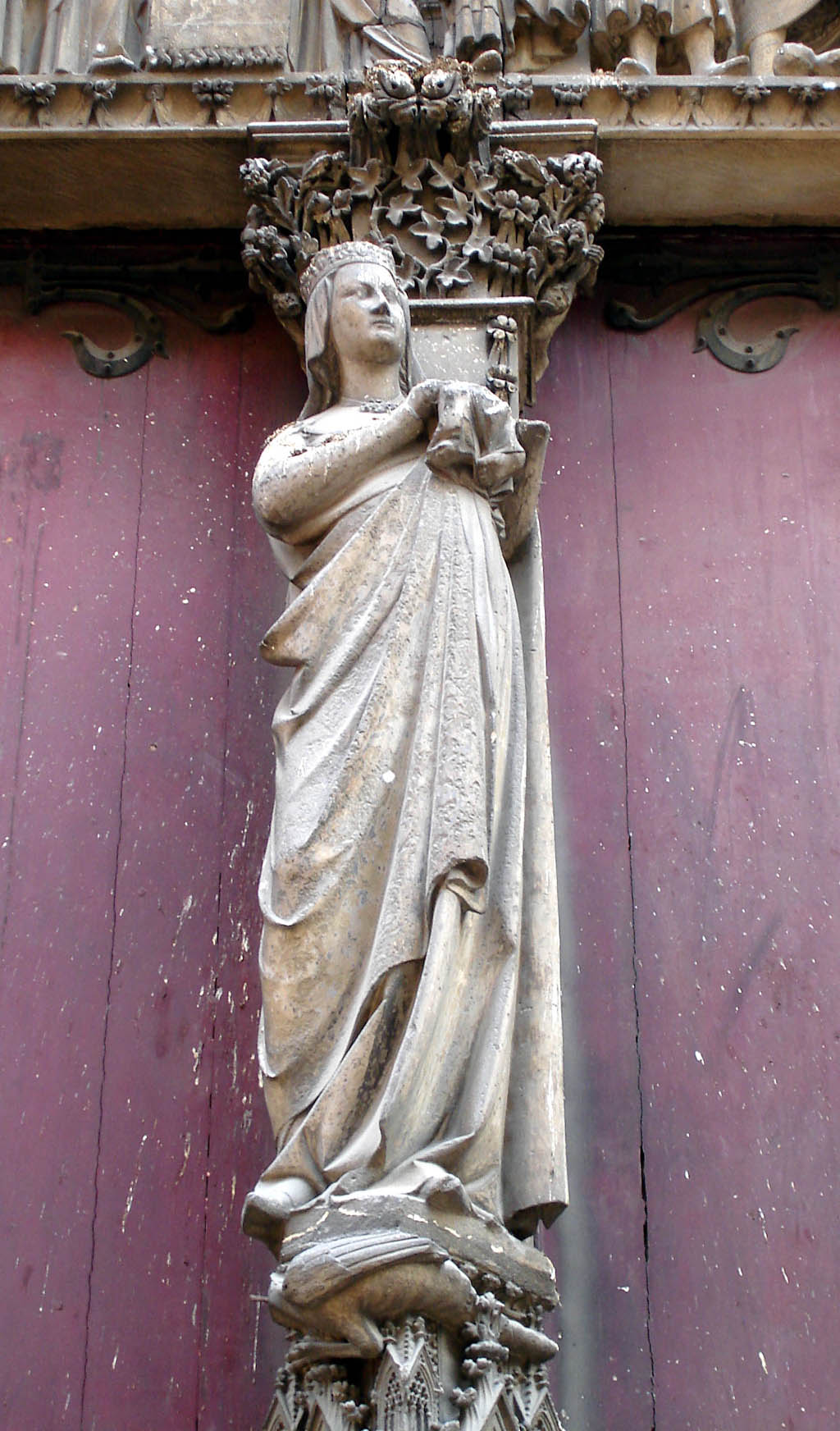
Madonna
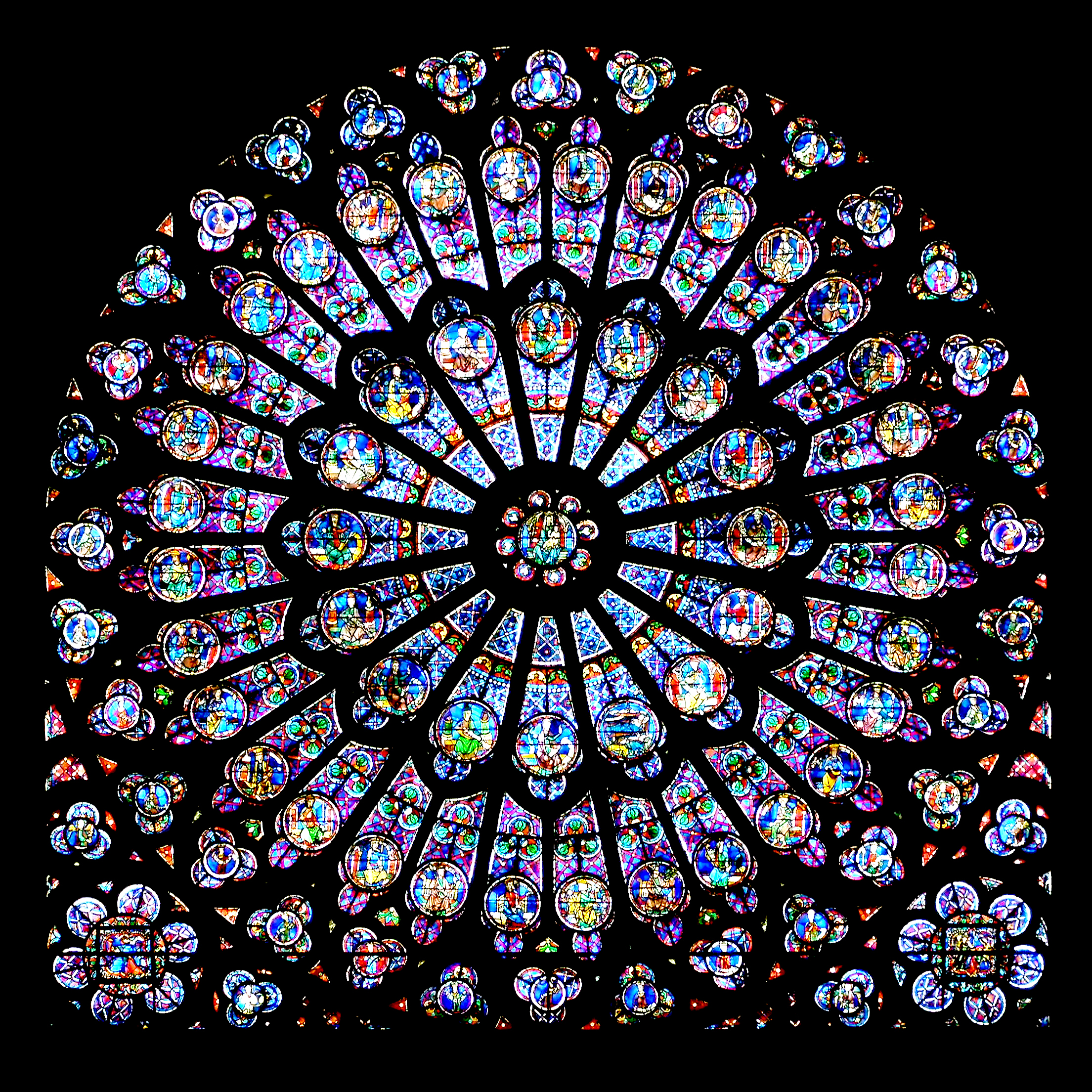
Il rosone dall'interno

##### Facciata sud

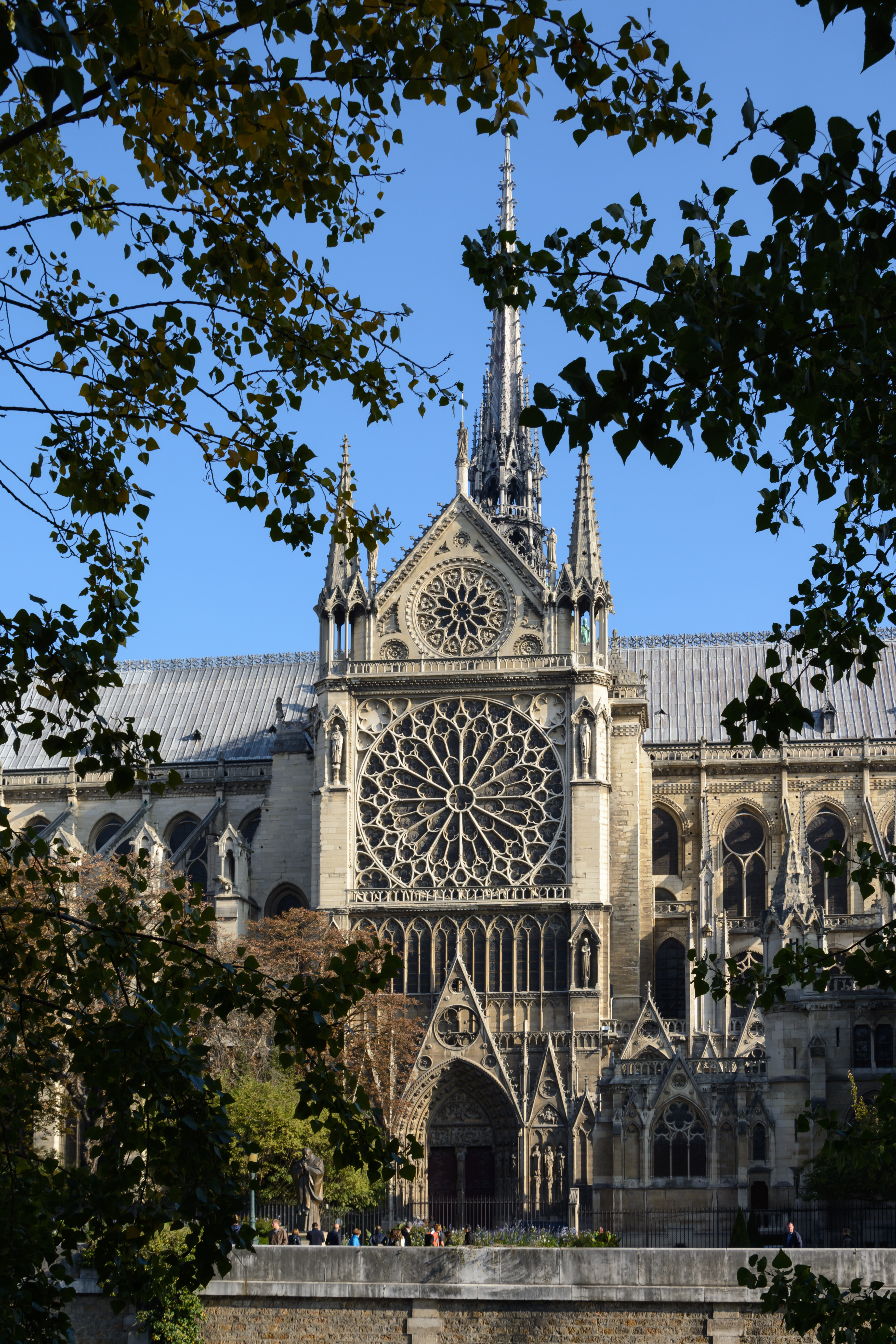
La facciata del transetto meridionale

La facciata del transetto rivolta verso sud e la Senna venne iniziata, come reca un'iscrizione posta sopra la soglia della porta, il 12 febbraio 1258 su progetto di Jean de Chelles e, dopo la sua morte (1265), portata a compimento da Pierre de Montereau; è stata interessata dai restauri condotti da Viollet-le-Duc che ruotò di cinque gradi la parte centrale dell'intelaiatura del rosone per farle assumere un aspetto cruciforme.
Il prospetto, suddiviso orizzontalmente in più ordini, presenta al centro della parte inferiore il portale di Santo Stefano, terminato nel 1270 con il compito di collegare la cattedrale al palazzo vescovile Il portale è strombato ed è sormontato da una ghimberga al centro della quale si apre un oculo. Il trumeau è decorato da una statua raffigurante Santo Stefano, scolpita nel XIX secolo da Adolphe-Victor Geoffroy-Dechaume in sostituzione di quella medievale, danneggiata durante la Rivoluzione francese e attualmente al Museo di Cluny. La lunetta raffigura gli avvenimenti inerenti al martirio del santo, narrati nei capitoli sesto e settimo degli Atti degli Apostoli. La decorazione a bassorilievo si sviluppa su tre fasce sovrapposte: in quella inferiore a sinistra vi è la Predicazione di Santo Stefano, a destra la Condanna alla lapidazione; in quella mediana vi sono a sinistra il Martirio e a destra la Sepoltura; in alto, Gesù fra due angeli. L'intradosso della strombatura è decorato con sculture di Martiri (fra questi, caso raro nell'arte medioevale, sono riconoscibili, a partire da destra, San Lorenzo, San Maurizio, San Dionigi, Sant'Eustachio, San Clemente e San Giorgio) e Angeli, mentre le statue alla base e ai lati del portale raffigurano, a gruppi di tre, gli Apostoli; sono presenti anche bassorilievi con scene dalla vita quotidiana di studenti e professori dell'Università di Parigi, fondata intorno al 1170.

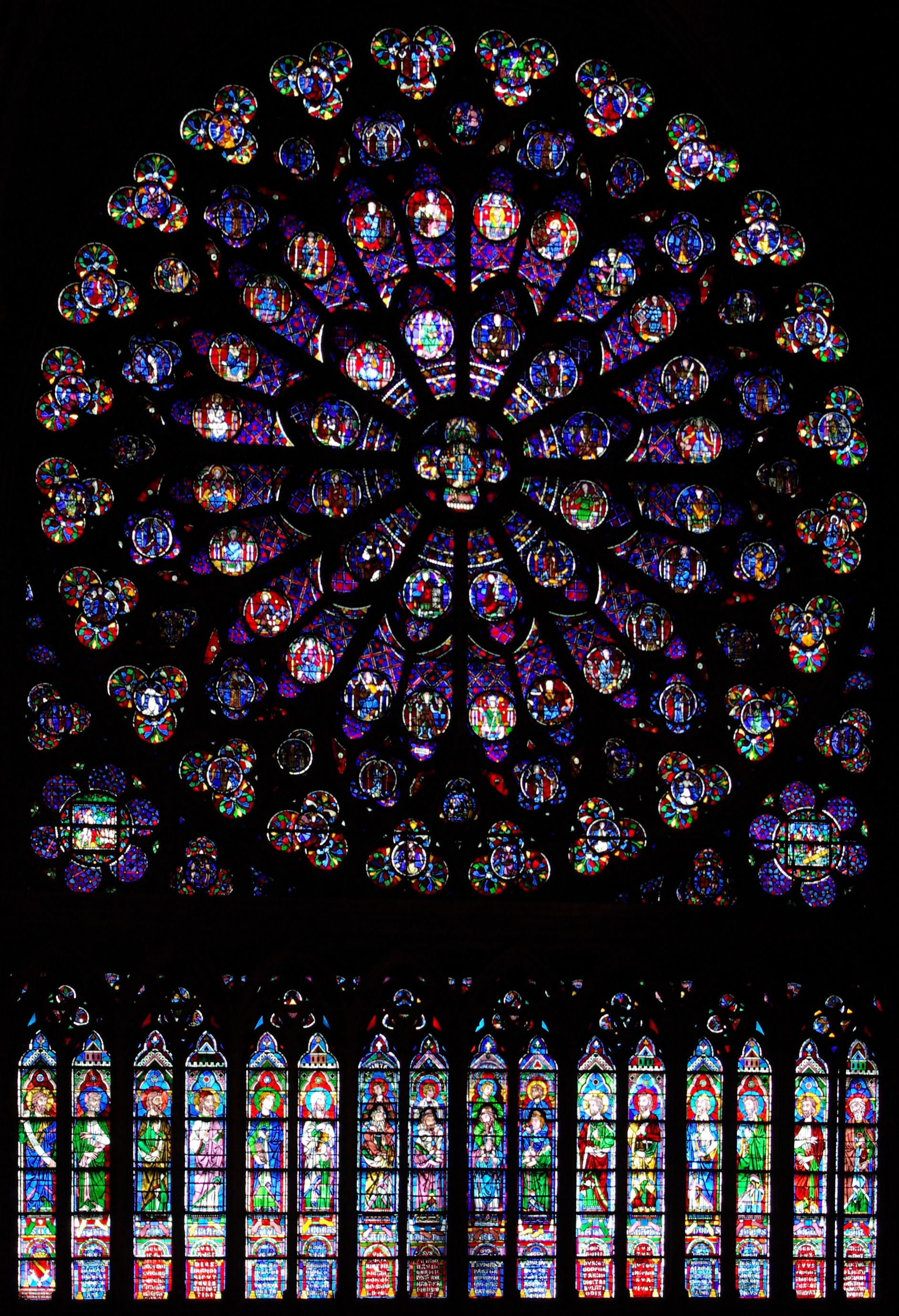
Il rosone visto dall'interno

Al di sopra del loggiato di otto bifore soprastante il portale, vi è il rosone, di 12,90 metri di diametro, ricostruito nel XIX secolo da Eugène Viollet-le-Duc al posto di quello precedente, danneggiato durante la Rivoluzione francese, e caratterizzato da un'ossatura marmorea più spessa in confronto a quella degli altri rosoni della cattedrale per resistere meglio alle intemperie. La vetrata, in parte con elementi originari del XIII secolo, è opera di Alfred Gérente che si ispirò a quella medioevale, con un'iconografia basata sui testimoni di Cristo. Al centro, vi è il Cristo dell'Apocalisse assiso in trono fra i simboli degli Evangelisti e con in bocca una spada, simbolo di separazione della sua Parola dalla menzogna; nei due cerchi interni vi sono figure di santi, martiri e apostoli, in quello successivo anche scene tratte dai Vangeli, mentre l'ultimo è prevalentemente costituito da angeli che portano doni; in basso, a sinistra la Discesa agli inferi e a destra la Resurrezione di Cristo. Le bifore sottostanti il rosone sono decorate con vetrate raffiguranti sedici profeti; al centro vi sono Isaia, Geremia, Ezechiele e Daniele, i quali portano rispettivamente sulle spalle gli evangelisti Marco, Matteo, Luca e Giovanni.
La facciata termina in alto con uno slanciato timpano triangolare, realizzato nel 1257 e caratterizzato dalla presenza di un rosone circolare che ne alleggerisce il peso dando allo stesso tempo luce all'ambiente sottotetto soprastante le volte del transetto. La composizione è decorata da due guglie ottagonali con alla base monofore ogivali e da tre sculture che richiamano quelle del portale: al centro Cristo appare in sogno a San Martino, con quest'ultimo situato in basso a destra e che, secondo la leggenda, indossa solo metà mantello; in basso a sinistra vi è Santo Stefano.

#### Coro e abside

##### Porta rossa

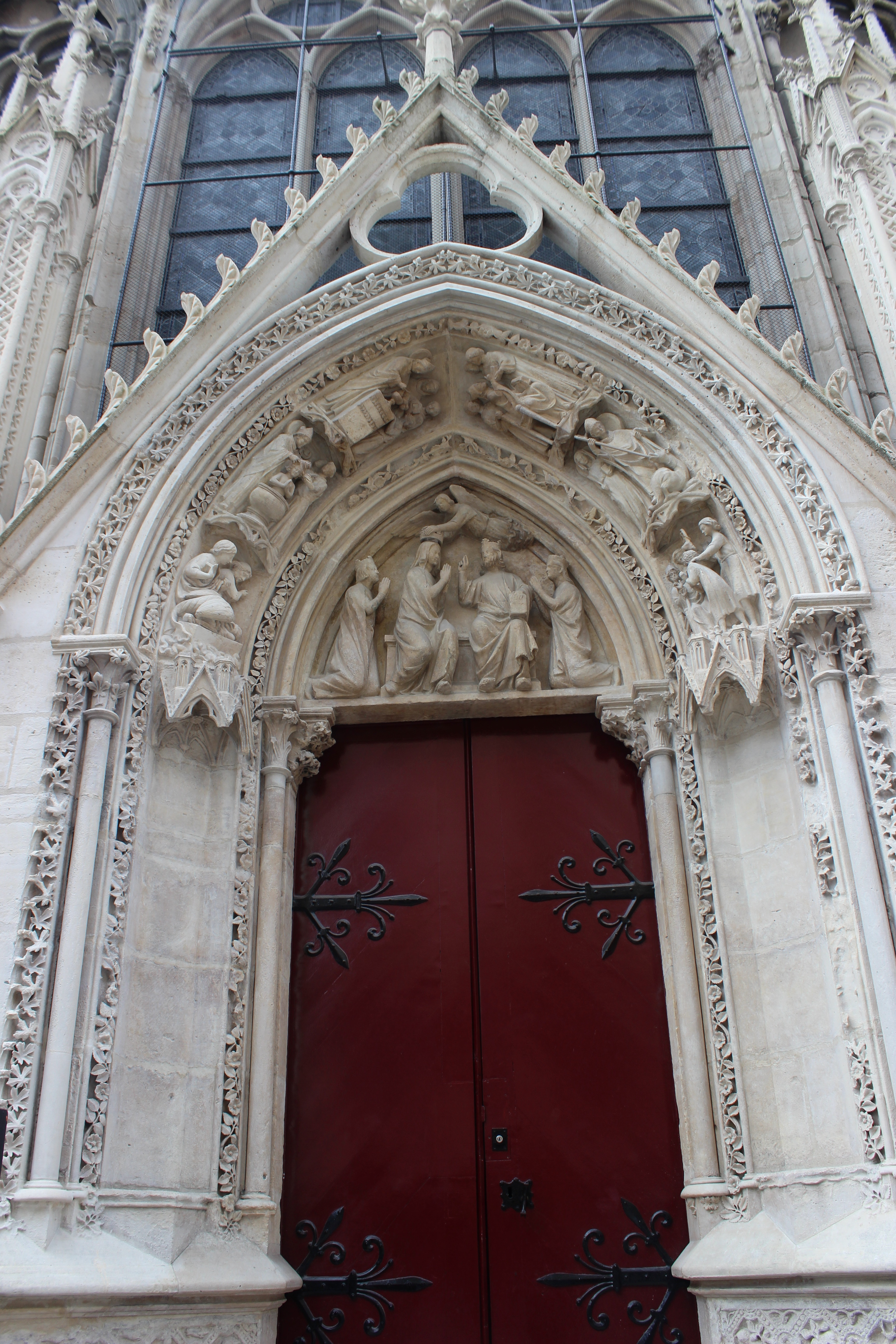
La porta rossa

In corrispondenza della terza campata del deambulatorio, si apre sul fianco sinistro del coro un portale detto porta rossa (in francese: porte rouge) per il particolare colore dei suoi battenti. Venne costruita da Pierre de Montereau negli anni 1260 grazie a una donazione del re Luigi IX, con la funzione di ingresso alla cattedrale riservato ai canonici per gli uffici notturni, che grazie a essa potevano accedere alla chiesa direttamente dal chiostro. Nel XIX secolo, la porta venne smantellata per poi essere rimontata in loco con alcune integrazioni in gesso ove fossero andati perduti elementi originari come cornici e decorazioni a fogliame; a partire dal 2010, è stata oggetto di importante restauro conservativo, terminato nel primo semestre del 2012.
La porta è priva di trumeau ed è sormontata da una ghimberga affiancata da due guglie; gli archi ogivali dell'intradosso sono sottolineati dalla presenza di decorazioni vegetali. Ai lati dell'apertura, incorniciate da due colonnine e ciascuna sormontata da un baldacchino, vi sono due nicchie, attualmente vuote: esse originariamente erano occupate da due sculture, distrutte durante la Rivoluzione francese, il cui soggetto non è noto. Alla loro base, vi sono due alti bassorilievi che presentano una fitta decorazione a intreccio di losanghe all'interno della quale sono incorniciati centauri e animali mitologici, che riprende gli antichi tessuti orientali. La lunetta è ornata da un altorilievo con l'Incoronazione della Vergine, nella quale spiccano le figure della Madonna e di Gesù al centro e, ai lati, di Luigi IX (a sinistra) e di sua moglie Margherita di Provenza (a destra); in alto, un angelo. L'intradosso è decorato da sei bassorilievi raffiguranti scene della vita di san San Marcello: da sinistra: la Nascita di San Marcello; San Marcello battezzato dal vescovo Prudenzio; San Marcello che assiste alla Messa; Ammissione agli ordini sacri e lettorato di San Marcello; San Marcello che uccide il drago; San Marcello circondato dai chierici.

##### Bassorilievi del fianco sinistro
Sul fianco sinistro del coro, oltre la porta rossa, si trovano sette bassorilievi scolpiti intorno al 1320, dopo la fine della costruzione delle cappelle radiali, secondo alcune ipotesi collocati nella loro posizione attuale dopo la demolizione del muro di recinzione del coro ligneo all'interno della cattedrale, ove le sculture si sarebbero trovate in origine. Integrate nel XIX secolo dopo i danni causati dalla Rivoluzione francese, esse seguono tutte uno stesso schema, con la scena raffigurata all'interno di un quadrilobo decorato con motivi vegetali e affiancato da due piccole semi-guglie. L'iconografia è incentrata sulla gloria di Maria trattata raffigurando la sua morte e gli avvenimenti a essa successivi.
La prima scena raffigura la Morte della Vergine: il corpo di Maria è disteso sopra un letto coperto con un sudario ed è circondato dagli apostoli, in piedi, con espressioni di dolore; sopra di loro, vi sono due angeli che si lamentano. Segue il Funerale della Vergine, la cui bara è portata a spalla dagli apostoli; al centro, è raffigurato l'episodio, narrato nella Legenda Aurea, del sommo sacerdote Ieconia: egli, per bruciare il corpo della Madonna, si aggrappa al feretro e l'arcangelo Michele gli taglia le mani, che rimangono attaccate alla bara; la sua guarigione, non rappresentata nel rilievo, avverrà per intercessione di San Pietro. La terza scena tratta dell'Assunzione di Maria, la quale è portata in cielo da otto angeli all'interno di una mandorla fatta di nuvole. Quella successiva è, a causa del suo stato di conservazione, di interpretazione incerta: potrebbe raffigurare, infatti, o la Glorificazione del Cristo Risorto, oppure la Glorificazione di Maria col Bambino. Segue l'Incoronazione della Vergine: Gesù, seduto vicino alla madre, pone sul suo capo una corona, andata perduta, mentre sopra di loro ci sono due angeli musicisti che suonano un organo portativo (sopra la Madonna) e probabilmente una viola. Gli ultimi due bassorilievi raffigurano rispettivamente l'Intercessione della Vergine e il Miracolo di Teofilo. Nel primo, al centro si vede Gesù giudice in trono coronato di spine e affiancato da due angeli, mentre ai suoi piedi, inginocchiati, vi sono la Madonna e un personaggio identificabile in San Giovanni evangelista; nel secondo, invece, a destra si vede Teofilo in potere del diavolo, a sinistra lo stesso inginocchiato davanti a Maria.

##### Abside

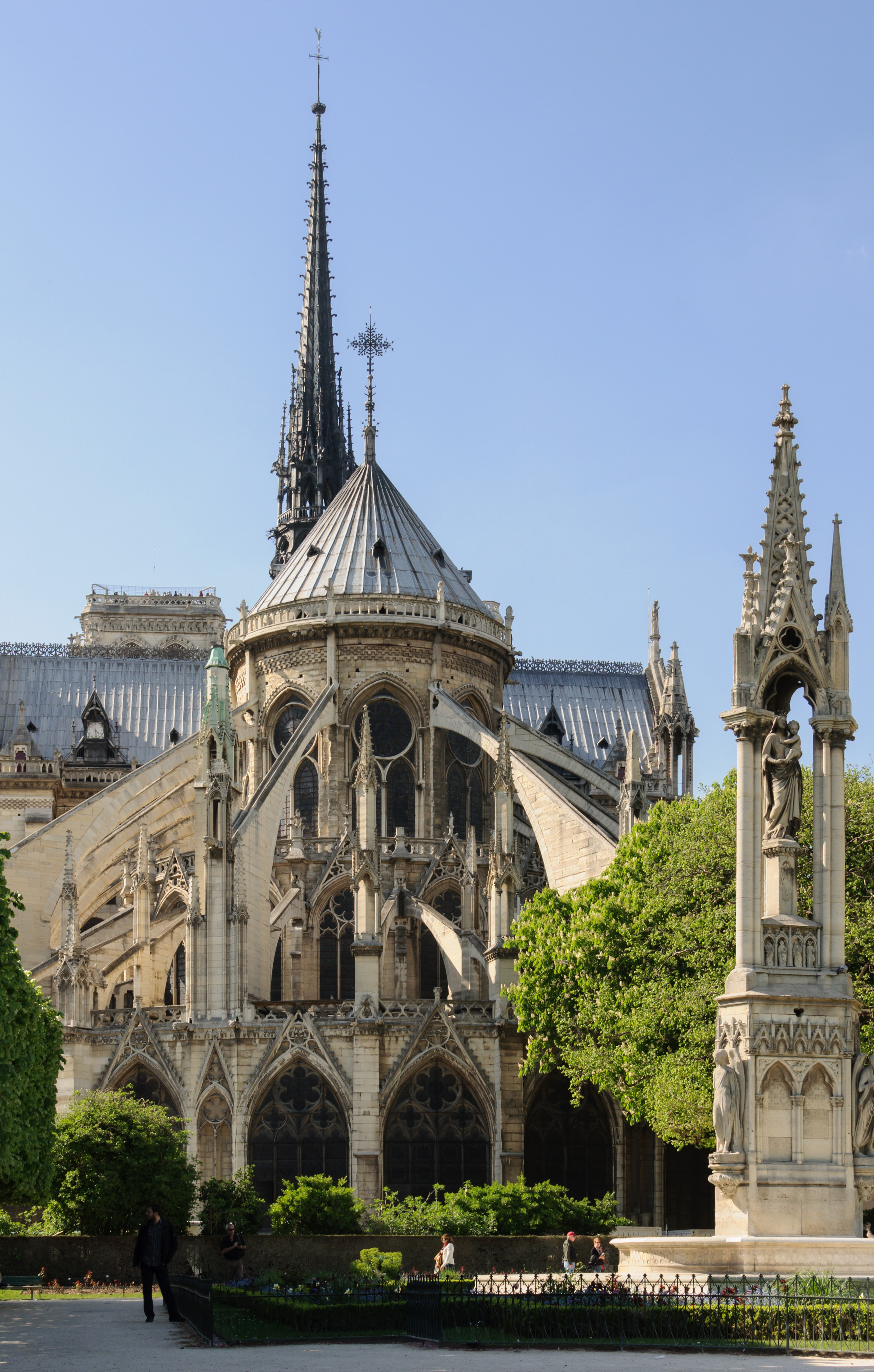
Esterno dell'abside

L'abside, costruita tra il 1163 e il 1180, è la parte più antica della cattedrale ed è stata rimaneggiata nel XIII secolo con la costruzione delle cappelle radiali, dei contrafforti e degli archi rampanti.
L'abside si articola su tre livelli che seguono la struttura interna della chiesa: quello inferiore corrisponde alle cappelle radiali e alla navata esterna del deambulatorio ed è caratterizzato da quadrifore, ciascuna sormontata da una ghimberga; quello mediano, costituito dal matroneo presenta delle trifore, anch'esse con ghimberga; l'ultimo corrisponde al cleristorio dell'abside, formato da alte bifore leggermente strombate.
Gli archi rampanti, in totale quattordici, sono frutto di un rifacimento trecentesco di quelli del XIII secolo e hanno un raggio di 15 metri. La loro particolarità è quella di essere doppi, con un unico contrafforte sormontato da un pinnacolo che serve due archi: l'arco superiore, più ampio rispetto a quello inferiore, collega il contrafforte alla navata centrale, quello inferiore al matroneo; in corrispondenza della cappella centrale, vi sono due piccoli archi disposti ad angolo acuto.
Non si ha la certezza se gli archi rampanti dell'abside e del transetto siano stati costruiti contemporaneamente o successivamente rispetto alla chiesa; tuttavia, secondo l'ipotesi più accreditata, essi furono costruiti soltanto in un secondo momento, a partire dal 1230, essendo la struttura in grado di sorreggersi autonomamente.

#### Copertura

##### Tetto

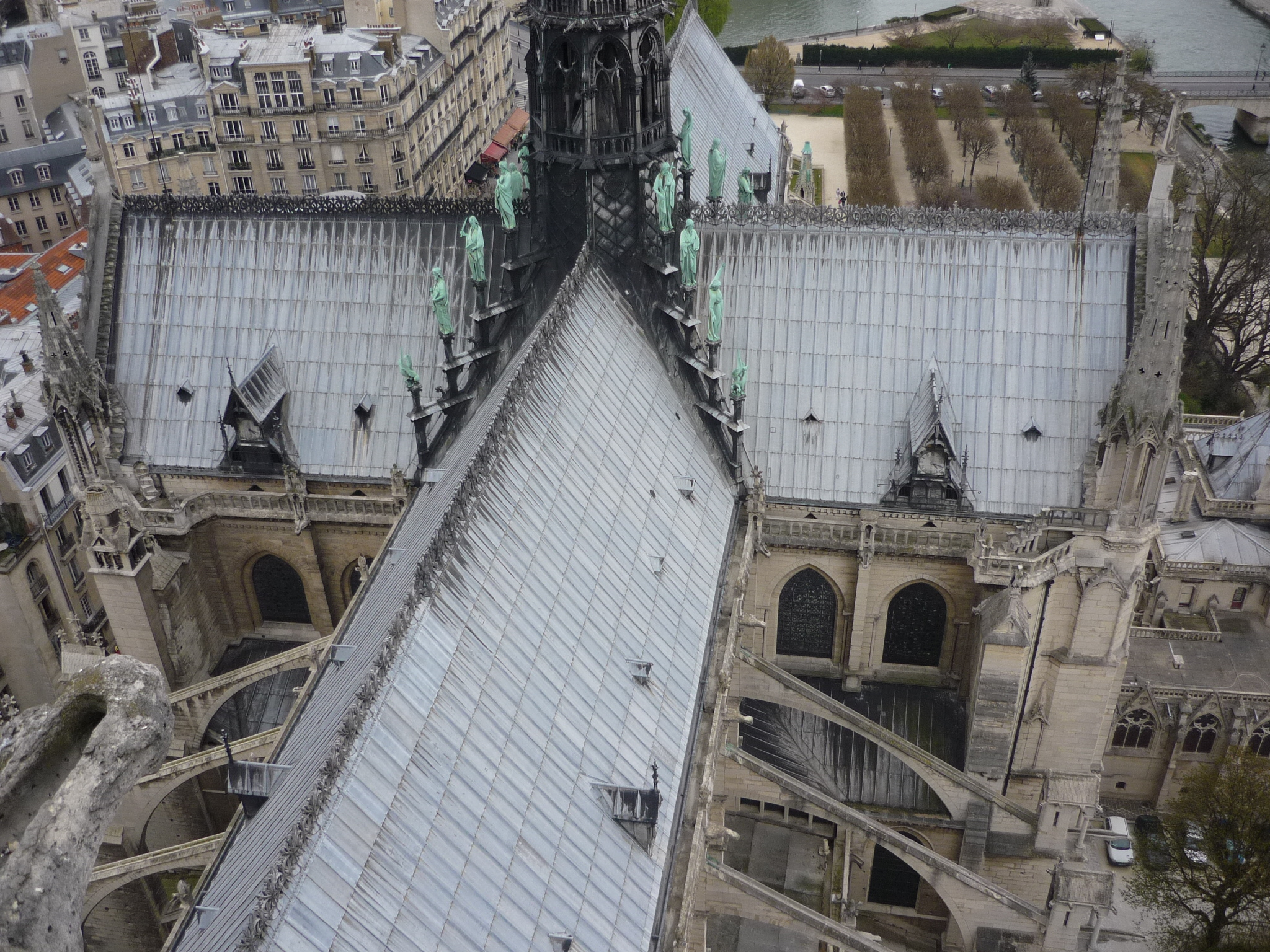
Il tetto della navata centrale e del transetto

Sino all'incendio del 15 aprile 2019 che lo ha distrutto integralmente, il tetto della cattedrale era ancora quello originario, sostituzione della copertura provvisoria dei tempi del vescovo Maurice de Sully (il quale alla sua morte lasciò per la sua costruzione 50.000 livre tournois) terminata nel 1326 con l'installazione delle tegole, costituite da lastre di piombo con uno spessore di 5 millimetri; il suo peso totale era di 210.000 chilogrammi.
Per la realizzazione del telaio di sostegno della copertura, in legno di quercia, è stato stimato l'impiego di circa 1.300 querce, corrispondenti a 21 ettari di foresta. Esso, insieme a quello della chiesa di Saint-Pierre-de-Montmartre (1147), era uno dei più antichi della città, essendo stato ricostruito a partire dal 1220 con il materiale (risalente all'VIII o al IX secolo) di uno più antico. Dei telai originari, realizzati tra il 1220 e il 1240, erano rimasti quelli nell'area della navata e del coro, mentre quelli del transetto e di sostegno alla flèche erano frutto della ricostruzione ottocentesca, sotto la direzione di Eugène Viollet-le-Duc. L'inclinazione dei due spioventi era di 55º e, lungo la linea di colmo si trovava un fregio metallico riccamente decorato.

##### Flèche

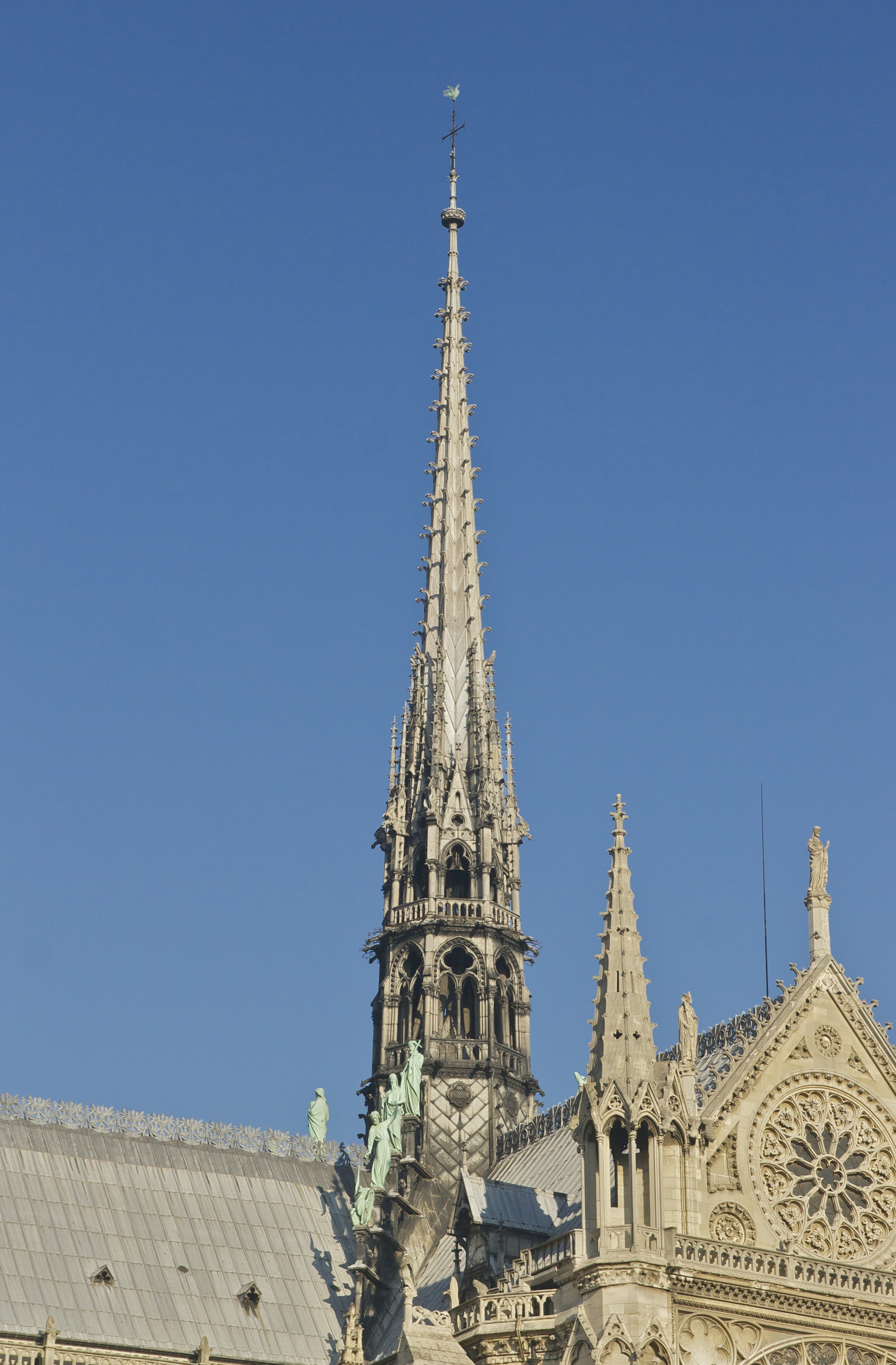
La flèche ottocentesca

Sulla crociera, in corrispondenza dell'incontro tra il tetto del transetto, quello del coro e quello della navata centrale, si elevava la flèche. La struttura originaria, costruita nel 1250 circa con la funzione di terzo campanile, era stata demolita nel 1792. Successivamente ne fu costruita un'altra nel 1858-1859 dal carpentiere Bellu e dagli Ateliers Durand su disegno di Eugène Viollet-le-Duc, che si era ispirato alla cattedrale di Orléans; è andata completamente distrutta nel corso dell'incendio del 15 aprile 2019.
La flèche ottocentesca aveva un'altezza di 45 metri e pesava 750 tonnellate. La struttura portante in legno era appoggiata direttamente sui quattro pilastri della crociera. La sua base era costituita da un doppio ordine di finestre, bifore in quello inferiore e monofore in quello superiore. La copertura degli spioventi e l'intero rivestimento esterno della guglia erano in piombo. Sulla sua sommità, a 96 metri di altezza da terra, si trovava una statua in rame raffigurante un gallo (danneggiata ma non distrutta dall'incendio), contenente una spina tratta dalla Corona di spine e due reliquie di san Dionigi, di santa Genoveffa ivi collocate nel 1935 su iniziativa dell'arcivescovo di Parigi cardinale Jean Verdier.
La flèche era affiancata da quattro gruppi di statue in rame sbalzato realizzate da Adolphe-Victor Geoffroy-Dechaume e raffiguranti i dodici apostoli (le tre statue interne di ciascun gruppo, alte ciascuna quasi 3 metri) e i simboli dei quattro evangelisti (la statua più esterna di ogni gruppo); a differenza di tutte le altre, che erano rivolte verso la città, la statua di San Tommaso, il cui volto riproduce le fattezze di Eugène Viollet-le-Duc, era girata verso la guglia. Le sculture sono sopravvissute all'incendio del 15 aprile 2019 in quanto erano state rimosse quattro giorni prima per il restauro.

### Interno

#### Piedicroce
Il piedicroce è diviso in cinque navate.

##### Navate

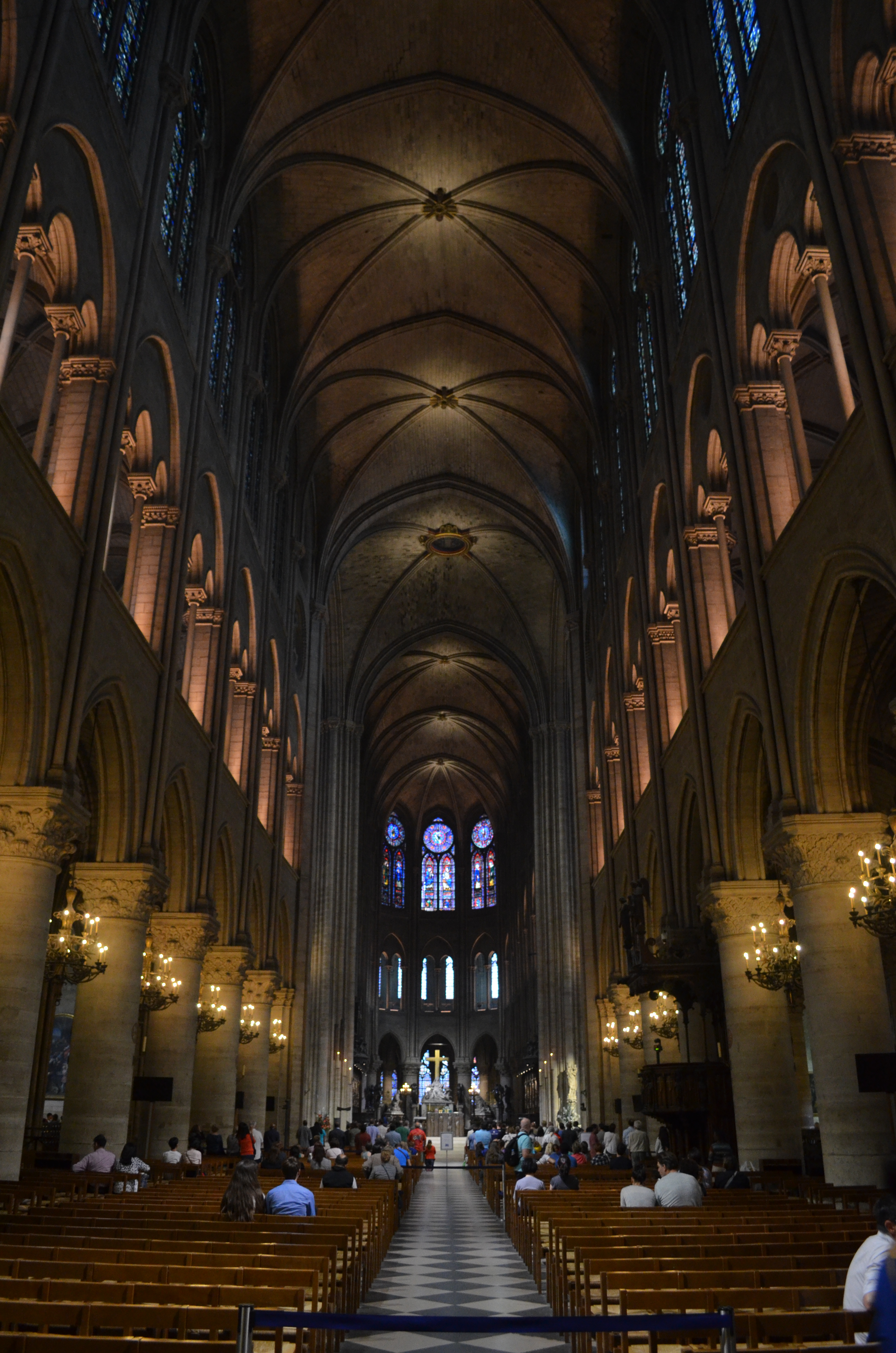
Interno nel luglio 2016

La navata maggiore, alta 32 metri e larga 12, si articola in cinque campate, ciascuna delle quali è coperta da una volta a crociera a sei vele; le navate laterali, invece, sono coperte con volta a crociera a quattro vele e hanno ciascuna otto campate; sotto ognuna delle due torri della facciata occidentale si trova un'unica campata quadrata con volta a crociera a otto vele, comune alla coppia di navate laterali corrispondenti. Nella prima campata della navata esterna di destra, addossato alla parete, si trova il cosiddetto Crocifisso di Napoleone III; la scultura, commissionata da Napoleone III di Francia, è in bronzo e poggia su una colonna marmorea. Sul lato opposto, nella prima campata della navata esterna di sinistra, vi è una statua marmorea raffigurante la Madonna col Bambino, di scultore anonimo, sostenuta anch'essa da una colonna. La prima campata della navata centrale è occupata dalla cantoria in pietra che sorregge l'organo maggiore, con parapetto ligneo scolpito, ricostruita su progetto di Viollet-le-Duc. Sotto la settima arcata di destra della navata centrale, si trova il pulpito ligneo neogotico, anch'esso realizzato su progetto di Viollet-le-Duc. A ridosso del pilastro di destra della crociera, nella navata centrale, si trovava la statua equestre di Filippo il Bello, poggiante su una piattaforma sorretta da due colonne; la scultura, distrutta durante la Rivoluzione francese, era stata offerta dal re come ex voto dopo la vittoria ottenuta presso Mons-en-Pévèle nel 1304 contro le truppe della Contea delle Fiandre.
Sotto l'arcata che divide la navata laterale interna di destra dal transetto, a ridosso del pilastro di sinistra, vi è il Memoriale dei soldati dell'Impero britannico morti durante la prima guerra mondiale, una lapide ornata con lo stemma reale del Regno Unito che commemora il milione di soldati britannici morti in Francia e per la maggior parte ivi sepolti. L'inaugurazione si tenne il 7 luglio 1924 alla presenza dell'allora principe di Galles il futuro Edoardo VIII del Regno Unito. Lapidi similari si trovano in diverse altre cattedrale francesi (la prima venne apposta nel 1922 dalla Commonwealth War Graves Commission nella cattedrale di Amiens) e nel 1926 ne venne collocata una all'interno dell'abbazia di Westminster, a Londra.

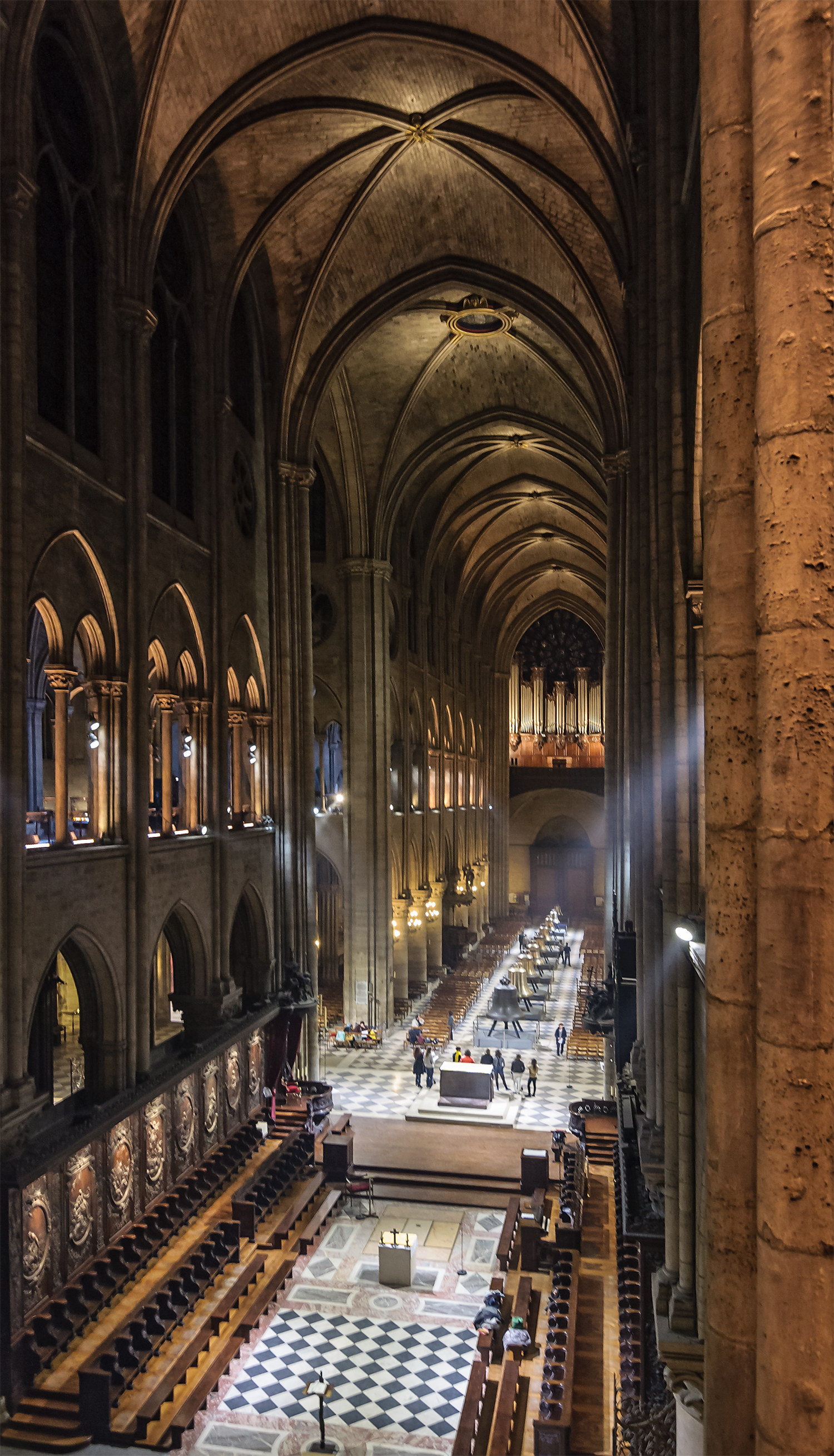
Interno dall'abside verso la controfacciata durante l'esposizione delle nuove campane (febbraio 2013)

Le navate sono divise da pilastri di forme differenti. I cinque pilastri più vicini al transetto, risalenti alla fine del XII secolo, sono quelli più antichi e riprendono la forma cilindrica di quelli dell'abside e del coro; la parte superiore è costituita da un capitello scolpito con foglie d'acanto. I quattro pilastri più vicini alla facciata, invece, vennero costruiti intorno al 1220 e, mentre i primi tre sono polistili, il quarto riprende la forma dei pilastri antichi con l'aggiunta di una colonnina dalla parte della navata centrale; anche gli otto pilastri del XIII secolo terminano in alto con capitelli con foglie d'acanto. I lampadari risalgono al XIX secolo e sono in bronzo dorato.
Al di sopra delle navate laterali interne, vi è il matroneo, coperto da volta a crociera con quattro vele, che affianca il transetto e continua intorno all'abside e il coro. Le due gallerie, nell'area relativa al piedicroce, si aprono sulla navata centrale con trifore ogivali (nella prima campata con una bifora per lato). Soltanto le finestre del matroneo di destra dispongono di un'ulteriore apertura circolare, nel caso delle trifore sopra il fornice centrale, nel caso delle bifore in asse con la colonnina. Il matroneo è illuminato dall'esterno attraverso delle finestre a forma di lunetta ogivale all'interno della quale si articolano più rosette circolari (solo nella prima campata si trova una monofora); le vetrate che le chiudevano vennero realizzate negli anni 1960 da Jacques Le Chevallier contemporaneamente a quelle della navata centrale.
Il cleristorio della navata centrale è costituito da due finestre per parete per ciascuna campata (con l'eccezione della prima, priva di aperture all'infuori di due piccoli oculi a forma di quadrilobo); esse sono di tre tipologie: monofore, bifore e rosoni. Le monofore appartengono al cleristorio originale del XII secolo e sono poste all'inizio e alla fine della navata; nei pressi del transetto, sotto di esse vi sono dei rosoni che non danno sull'esterno, ma su un ambiente sottotetto; la ricostruzione del cleristorio originario è frutto dei restauri ottocenteschi. le bifore, in totale sei per lato, vennero aperte tra il 1225 e il 1250 per favorire una migliore illuminazione dell'interno della navata.
Le vetrate, rimosse dopo l'incendio dell'aprile 2019, vennero realizzate in stile astratto da Jacques Le Chevallier tra il 1952 e il 1967 e installate tra il 1963 e il 1967, contemporaneamente a quelle del matroneo, e sono tutte l'una diversa dall'altra. Esse sostituivano quelle settecentesche, trasparenti con bordo blu decorato con gigli e monogrammi mariani, installate in luogo di quelle del XIII secolo, policrome, che raffiguravano personaggi stanti.
Le vetrate attuali, realizzate a partire dal 1964 e occupanti complessivamente una superficie di oltre 400 metri quadri, furono ideate in progressione, dalla controfacciata, dove predomina il colore blu, al transetto, dove vi è prevalenza del colore rosso, avendo come tema la Gerusalemme celeste in relazione al XX secolo. L'artista volle tradurre in un linguaggio moderno quello delle antiche vetrate medioevali, anche per ovviare all'aspra polemica che era stata suscitata dalla volontà di installare opere di arte contemporanea all'interno di un monumento storico.

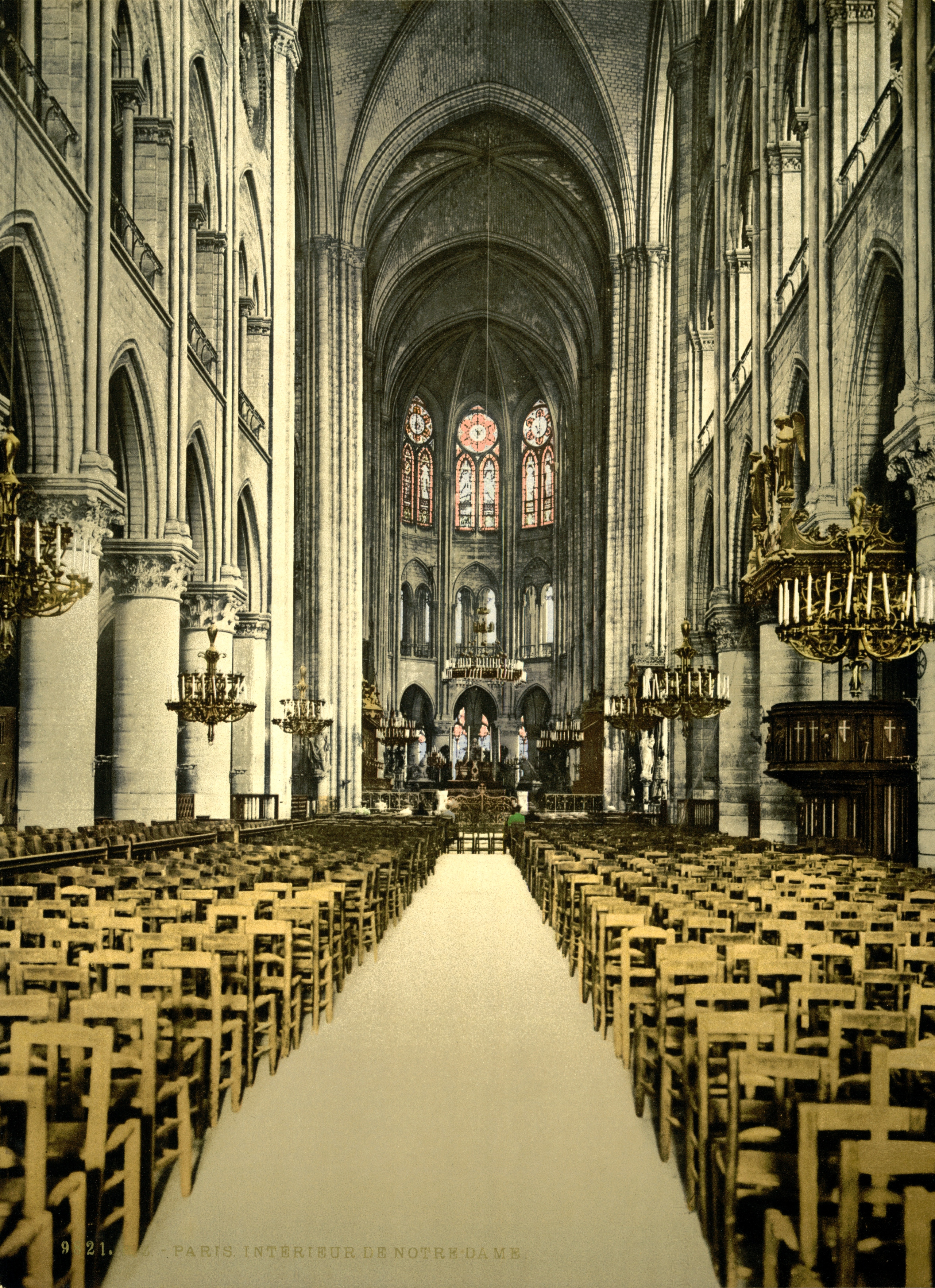
Interno in una fotografia degli anni 1890
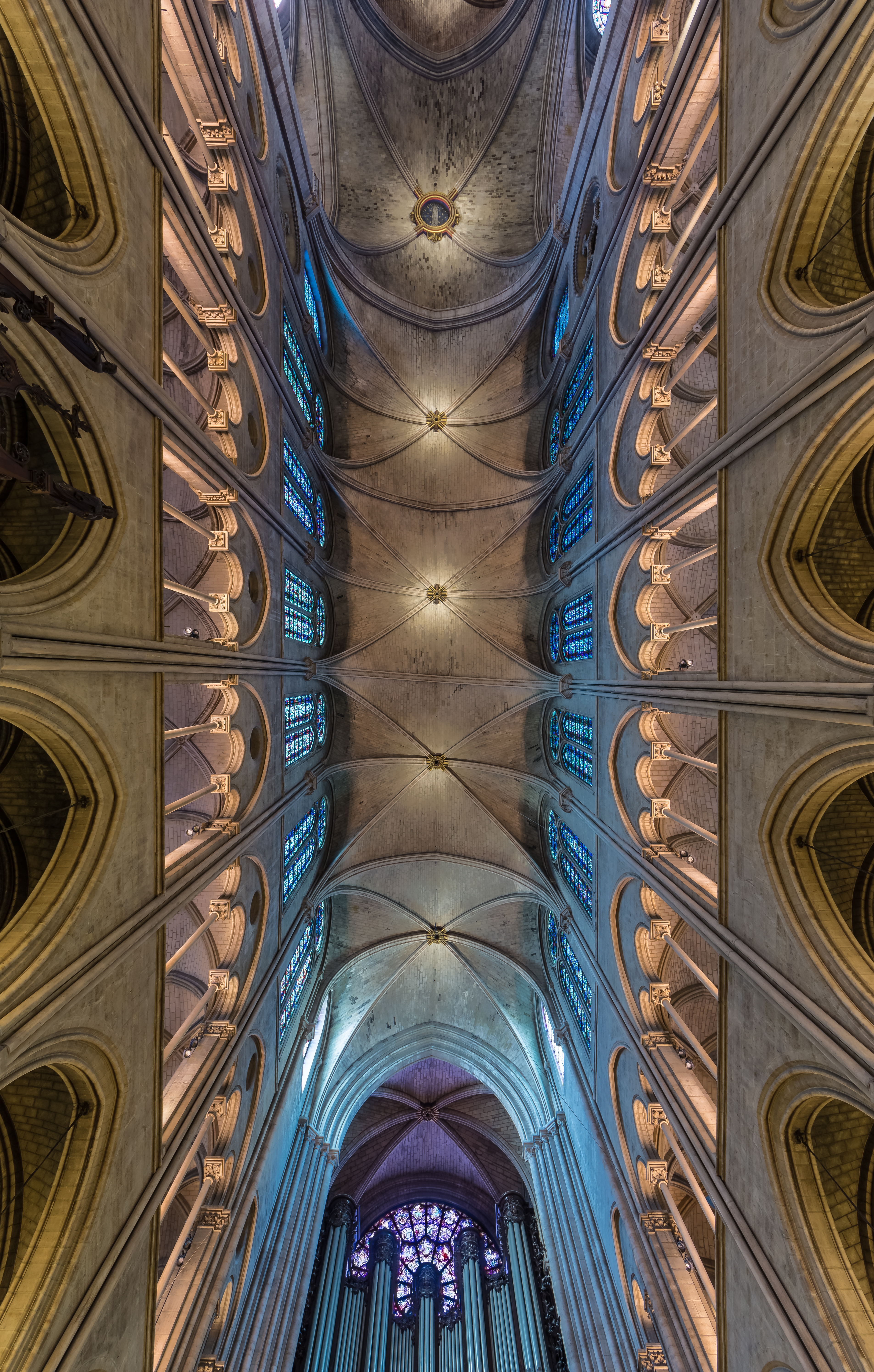
La volta della navata centrale
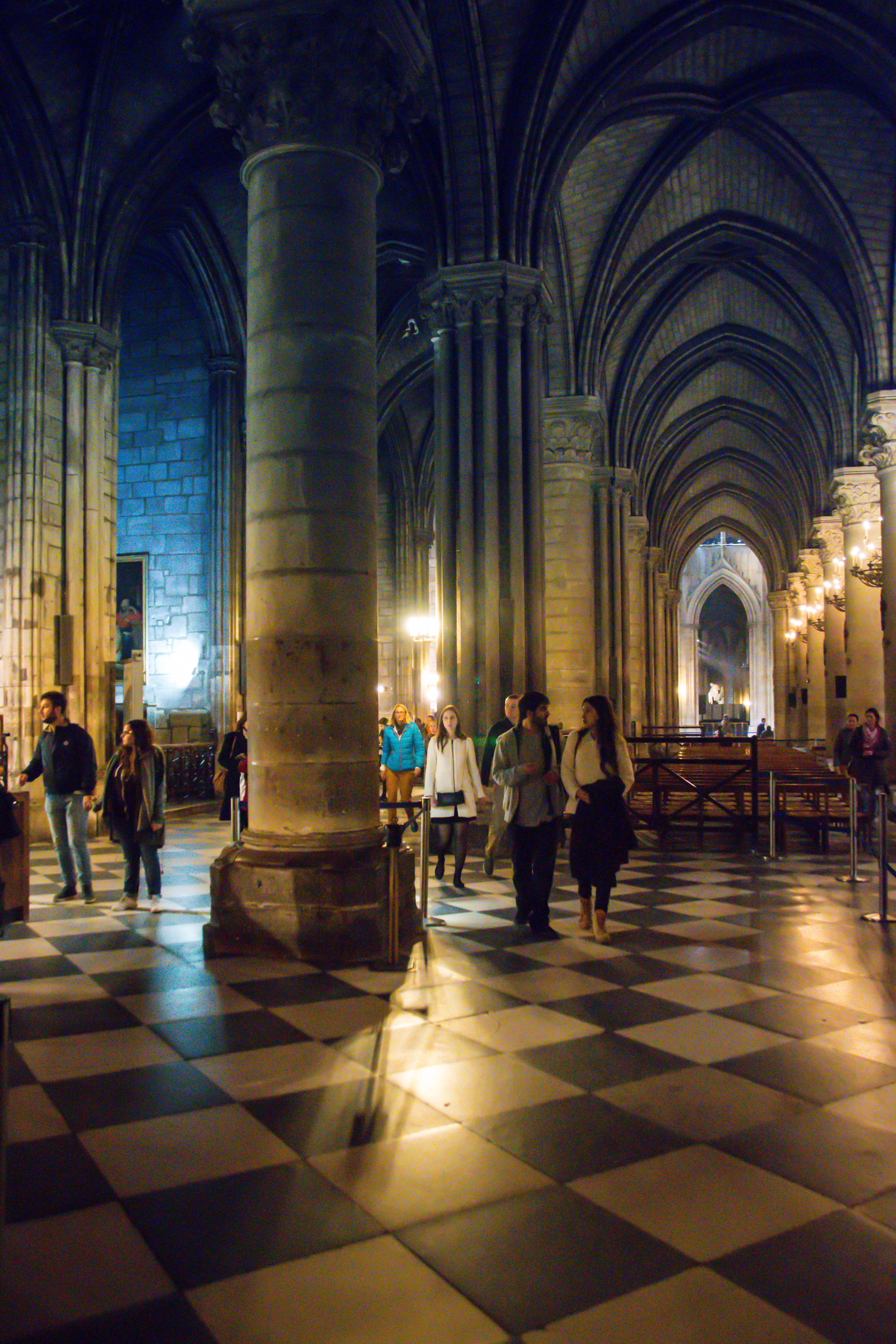
Navate laterali nord
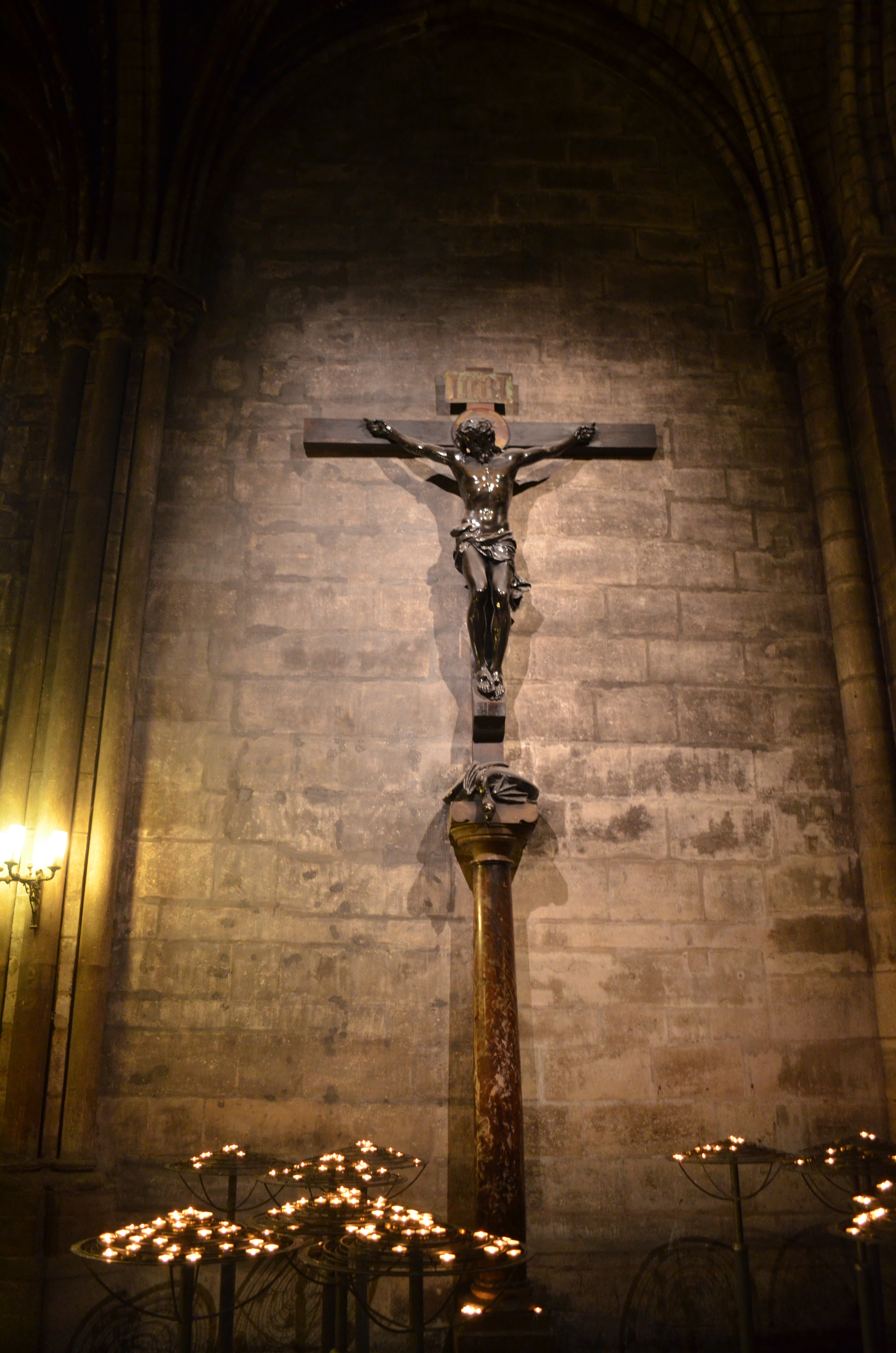
Crocifisso di Napoleone III
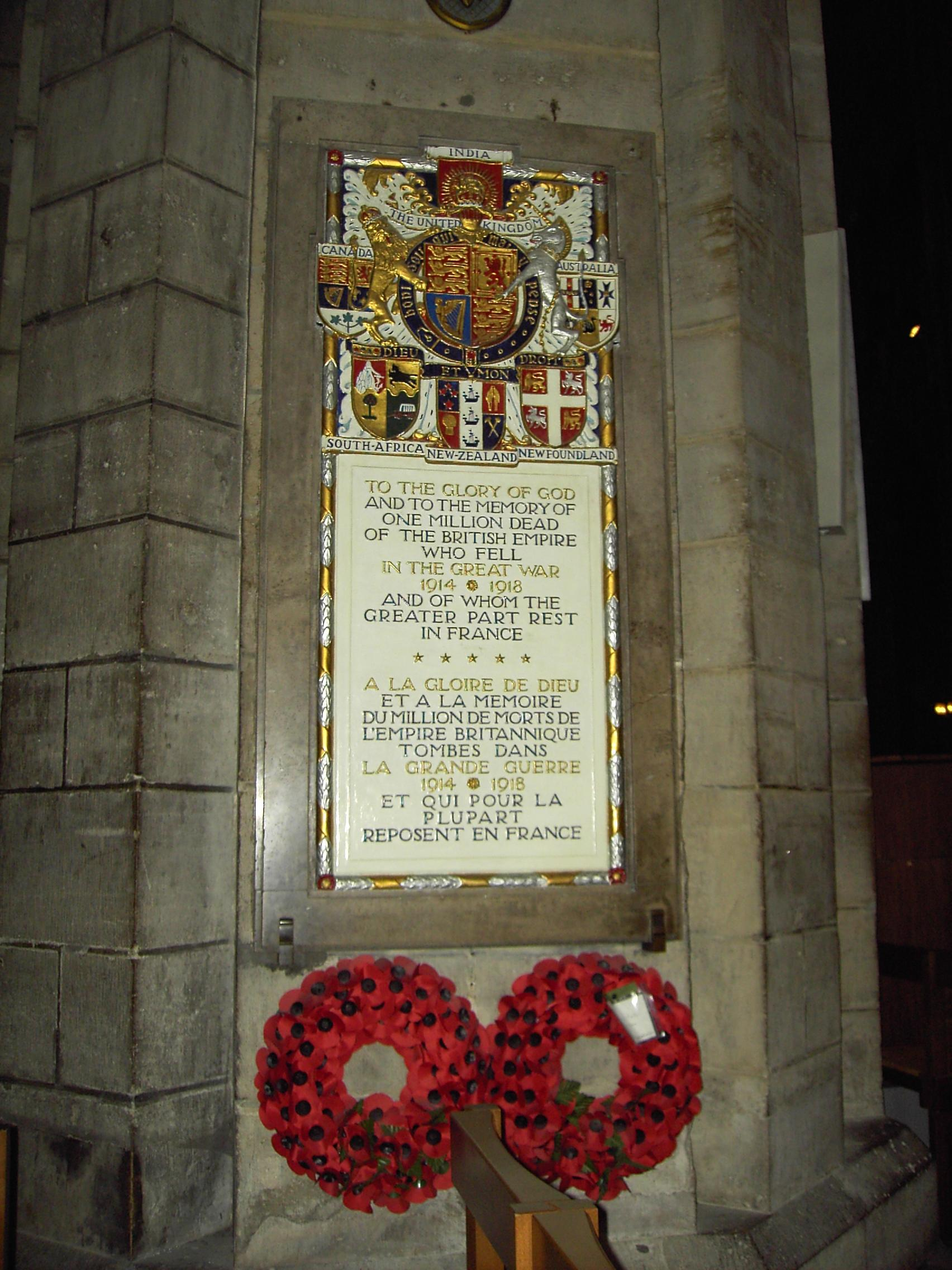
Memoriale dei soldati dell'Impero britannico
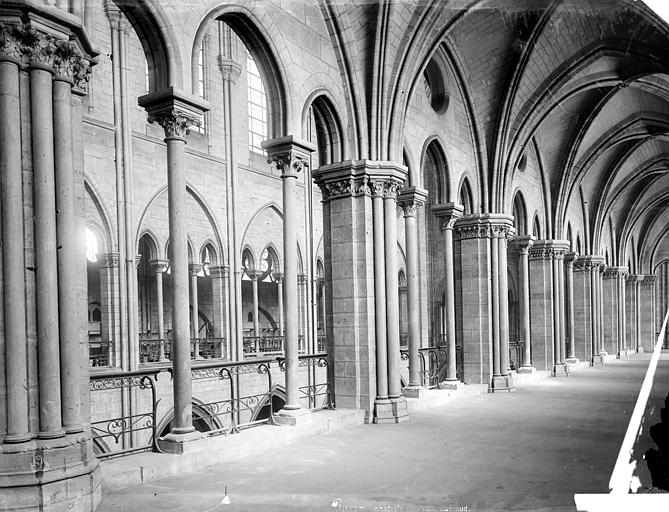
Interno del matroneo sud (1892)
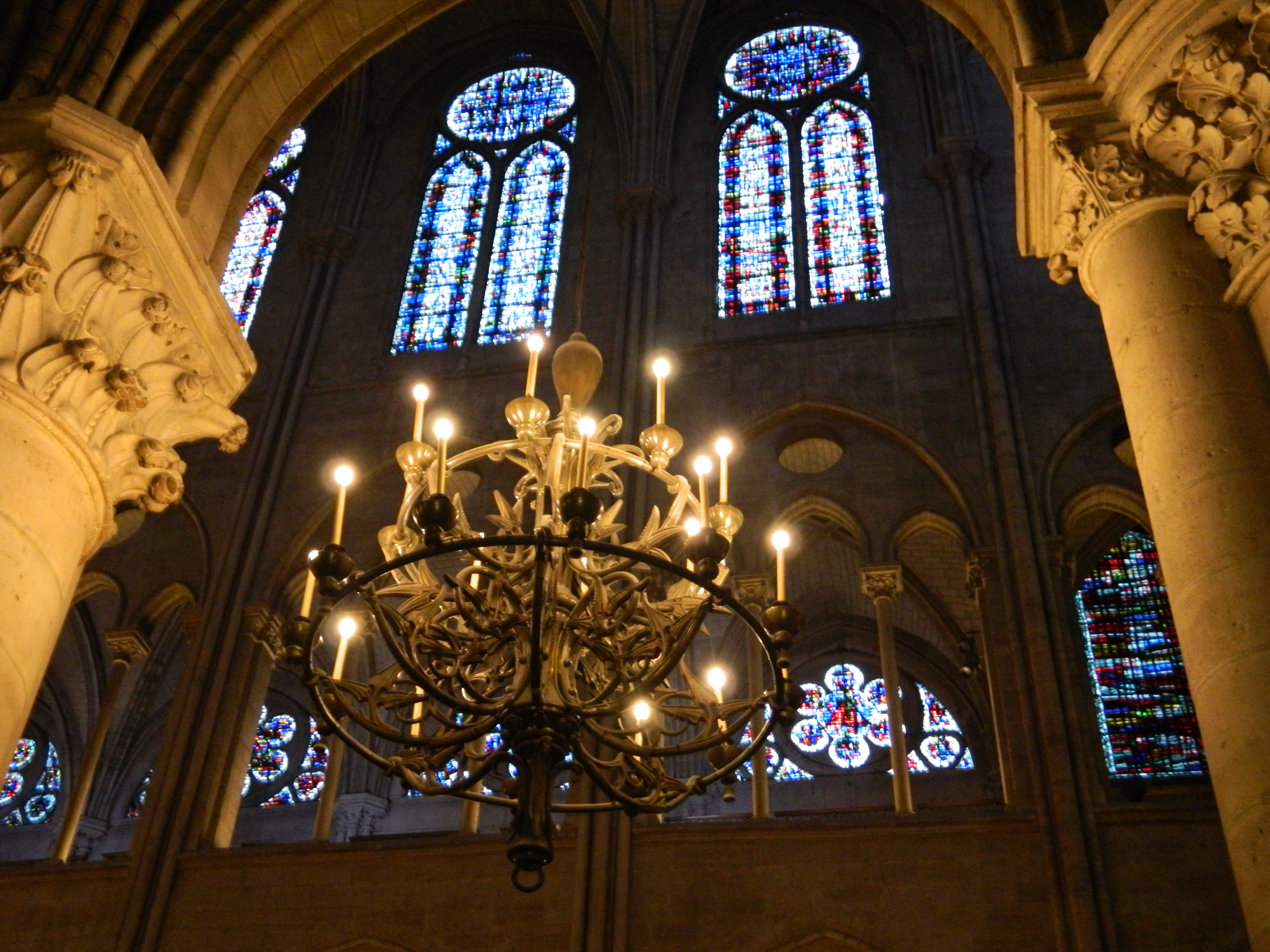
Vetrate della navata e del matroneo

##### Cappelle laterali
Lungo le navate laterali esterne, si aprono varie cappelle, ricavate intorno al 1225 nello spazio tra i contrafforti: nell'area del piedicroce esse sono complessivamente quattordici, sette per lato, a pianta quadrangolare, coperte con volta a crociera a quattro vele e illuminate ciascuna da una bifora o quadrifora esternamente sormontata da una ghimberga. Le vetrate a grisaille (presenti in tutte le cappelle eccetto quella di Sant'Anna) furono realizzate nel 1864-1865 su disegno di Eugène Viollet-le-Duc da Édouard Didron (cappelle di sinistra) e Alfred Gérente (cappelle di destra).
Tra il 1630 e il 1707, quasi ogni anno, la corporazione degli orafi parigini donò alla cattedrale il 1º maggio, come omaggio alla Madonna, un dipinto con scene tratte dagli Atti degli Apostoli; tali pitture, chiamate Mays, erano in totale settantasei e trovavano collocazione nelle cappelle laterali, nelle cappelle radiali e sopra le arcate della navata e del deambulatorio; attualmente rimangono nella cattedrale tredici dipinti, situati nel transetto e nelle cappelle del piedicroce.
Cappelle di sinistra

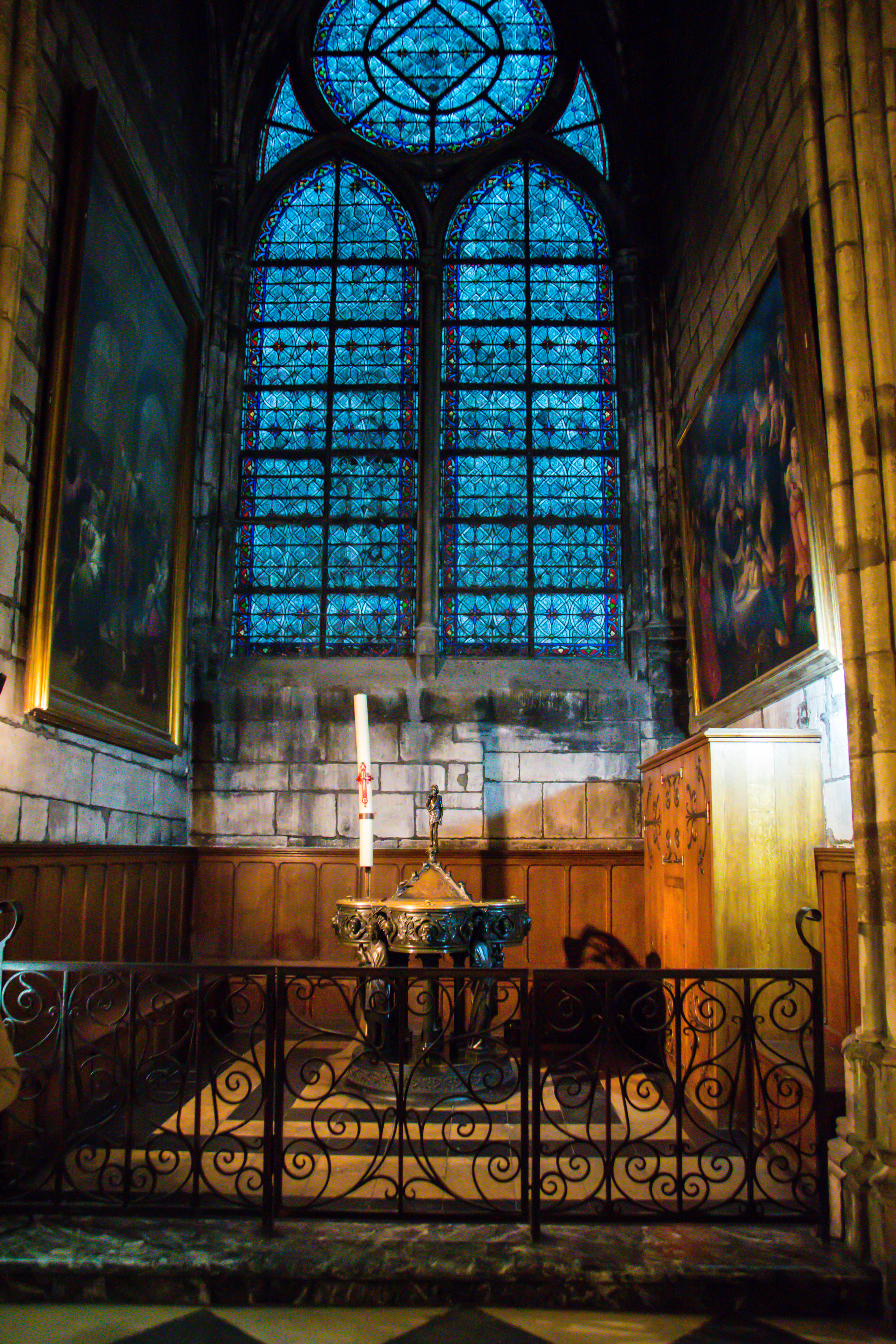
Il battistero (cappella di San Leonardo)

La prima cappella di sinistra, già dedicata a san Leonardo, è il battistero; al centro di essa si trova il fonte battesimale (1860), realizzato in bronzo dallo scultore Louis Bachelet su disegno di Eugène Viollet-le-Duc; caratterizzato dalla forma a quadrilobo della vasca, la quale è sorretta da colonnine, è decorato alla base dalle statue degli Evangelisti ed è sormontato da una statua raffigurante San Giovanni Battista. Di fianco al fonte, si trova il cero pasquale, poggiante su un candelabro in stile moderno, opera di Jean e Sébastien Touret. Sulle pareti laterali dell'ambiente si trovano due dipinti: a sinistra vi è la Discesa dello Spirito Santo di Jacques Blanchard, donata dalla corporazione degli orafi per il maggio 1634; a destra, invece, l'Adorazione dei pastori di Jérome Francken (1585).
La seconda cappella di sinistra è dedicata a san Carlo Borromeo; all'interno di essa si trovano due dipinti: sulla parete di sinistra vi è uno dei quadri dono della corporazione degli orafi, raffigurante San Paolo che acceca il falso profeta Barjesu e converte il proconsole Sergio, di Nicolas Loir (1650); sulla parete di destra, soprastante l'altare, vi è una tavola di Lubin Baugin, raffigurante la Pietà, risalente alla metà del XVII secolo. Davanti alla quadrifora, poggiante su un piedistallo, vi è una statua marmorea raffigurante San Carlo Borromeo realizzata nel 1867 da Adolphe-Victor Geoffroy-Dechaume che prese come modello il canonico e arciprete della cattedrale Claude-Marie-Charles Deplace.

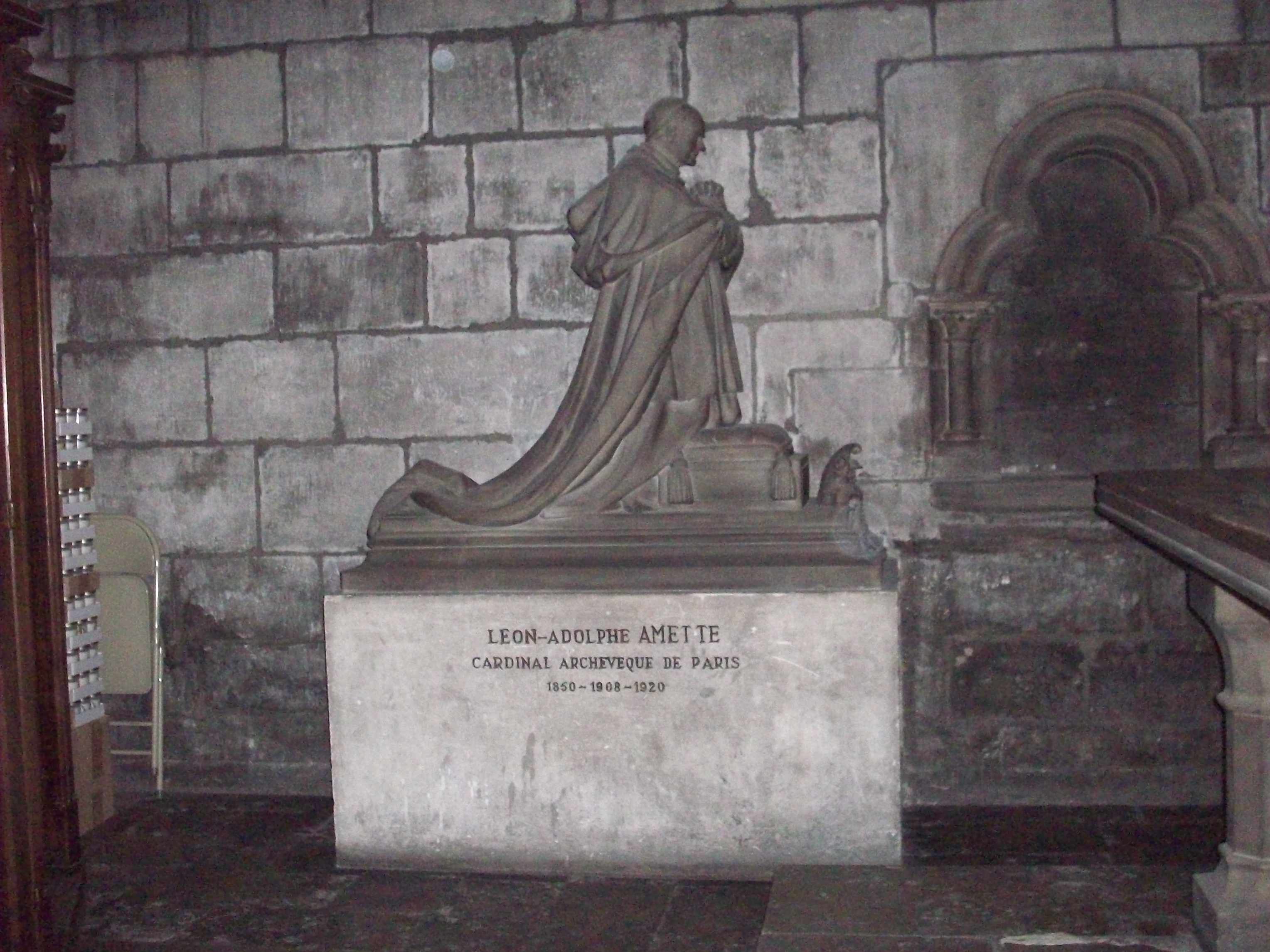
Monumento funebre di Léon-Adolphe Amette di Hippolyte Lefèbvre (1923) nella cappella di San Vincenzo de' Paoli

La terza cappella di sinistra, già dedicata a santa Genoveffa, prende il nome attuale di cappella della Santa Infanzia dall'omonima opera missionaria fondata nel 1843; sopra l'altare vi è un gruppo scultoreo marmoreo raffigurante l'episodio biblico del Sinite parvulos ad me venire, di Adolphe-Victor Geoffroy-Dechaume (1864). Sulla parete opposta, vi è la tavola della Flagellazione di San Pietro e San Silvano, di Louis Testelin, donata dalla corporazione degli orafi nel 1655. Sopra la mensa dell'altare è posta una teca contenente le reliquie di san Paolo Tchen, martire in Cina nel 1861 e canonizzato da Giovanni Paolo II nel 2000, che furono portate nella cattedrale nel 1920; nella cappella sono esposte due tele realizzate dal cinese Yin Xin nel 2017, facenti parte di un ciclo intitolato Métamorphoses e raffiguranti San Paolo Tchen (a lato dell'altare) e Santa Madre con suo Figlio (sotto la quadrifora, secondo l'iconografia di Nostra Signora di Cina).
Segue la cappella dedicata a san Vincenzo de' Paoli. A pavimento, a ridosso della parete di fondo si trova il Monumento funebre di Léon-Adolphe Amette, cardinale e arcivescovo di Parigi dal 1908 al 1920; la statua, realizzata da Hippolyte Lefèbvre nel 1923, raffigura il cardinale inginocchiato rivestito della cappa magna. Sull'altare, la cui mensa è sorretta da due colonnine, vi è una statua, anch'essa marmorea, di San Vincenzo de' Paoli realizzata intorno al 1864 da Adolphe-Victor Geoffroy-Dechaume. Sulla parete opposta vi è il dipinto Sant'Andrea che gioisce alla vista della croce del suo martirio di Louis-Gabriel Blanchard, dono della corporazione degli orafi per il maggio 1670.

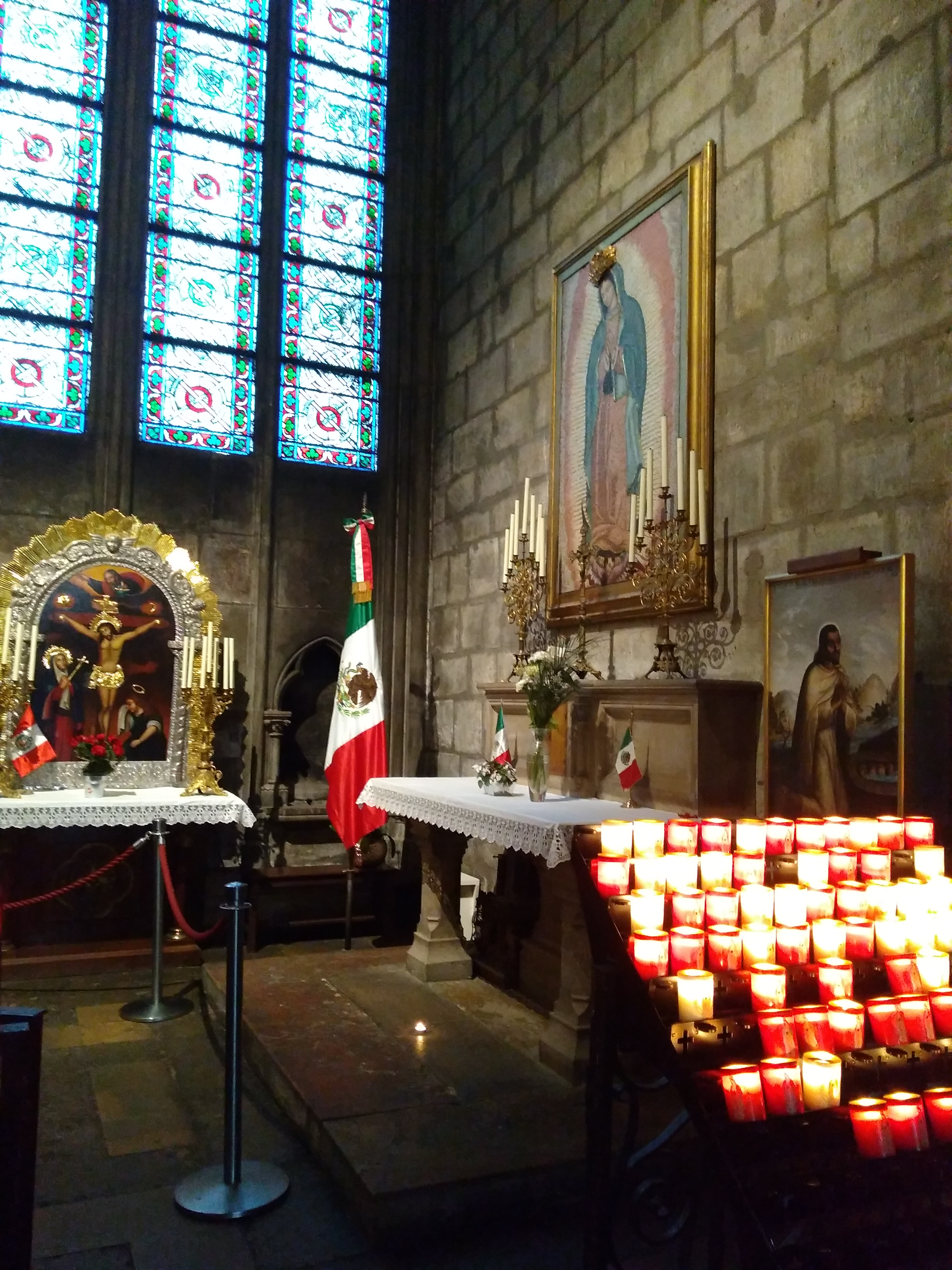
La cappella di Nostra Signora di Guadalupe

La cappella successiva, già intitolata a san Giuliano l'ospitaliere e a santa Maria Egiziaca, è attualmente dedicata a Nostra Signora di Guadalupe, la cui immagine è raffigurata nel mosaico collocato sopra l'altare e realizzato nel 1949 dallo Studio del mosaico vaticano, che venne arricchita di una corona recante sia i gigli francesi, sia i simboli del Messico (quella attuale è una copia dell'originale, custodita nel tesoro della cattedrale). Sulla parete opposta, invece, vi è il dipinto donato dalla corporazione degli orafi per il maggio 1687, il quale raffigura la Predicazione del profeta Agabo a San Paolo, di Louis Chéron. Nella cappella si trovano anche un ritratto di San Juan Diego Cuauhtlatoatzin, che secondo la tradizione avrebbe ricevuto l'apparizione della Madonna di Guadalupe, e una copia di Dante Meza del Señor de Los Milagros, patrono di Lima e del Perù, donata nel 2014.

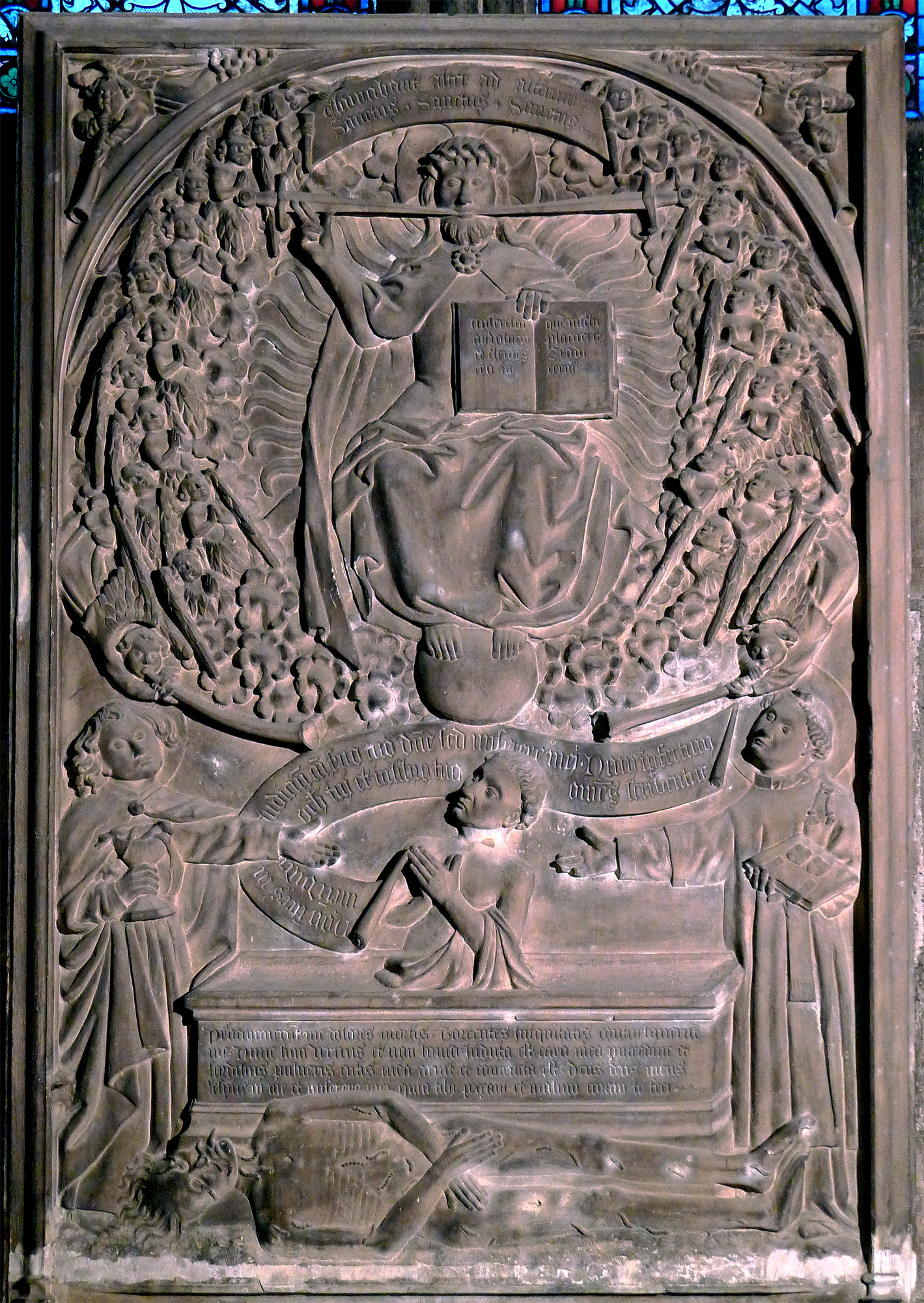
Lapide del canonico Etienne Yver nella cappella di Santa Clotilde

La sesta cappella di sinistra, già di Santa Caterina d'Alessandria, è dedicata a san Landerico, il quale è raffigurato in una statua (di Adolphe-Victor Geoffroy-Dechaume, 1865) in atteggiamento benedicente, con i paramenti liturgici e le insegne episcopali. Nella cappella si trovano due dipinti donati dalla corporazione degli orafi, Il figlio di Sceva percosso dal demonio, di Mathieu Elyas (1702) e la Crocifissione di Sant'Andrea di Charles Le Brun (1647)..
L'ultima cappella di sinistra è dedicata a santa Clotilde, la cui statua policroma, di Claude Anthime Corbon (1864), è posta sopra l'altare. Sotto la quadrifora che si apre nella parete di fondo, trova luogo la Lapide del canonico Etienne Yver, opera di anonimo, risalente al 1468 e monumento storico di Francia dal 1905. Già situata nella demolita cappella di San Nicola adiacente al chiostro, la lastra marmorea è decorata con un bassorilievo raffigurante il cadavere del defunto mangiato dai vermi e, sopra, il canonico nel suo sarcofago affiancato da Santo Stefano e San Giovanni; in alto, Cristo giudice in trono benedicente circondato dalle schiere angeliche mentre con la sinistra tiene il libro della vita e in bocca ha due spade incrociate.
Cappelle di destra

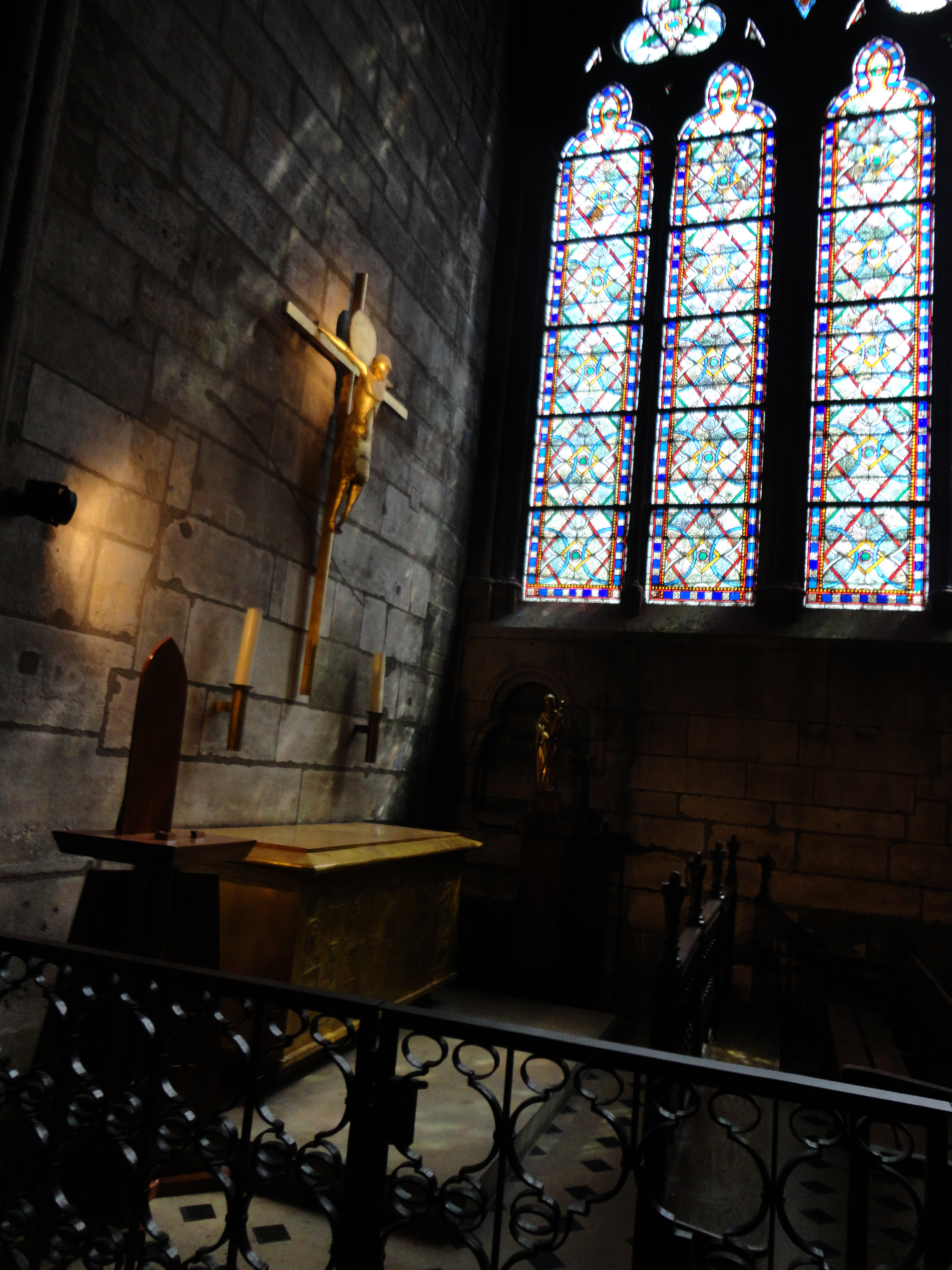
Cappella di Sant'Eligio

La prima cappella di destra, già cappella della corporazione degli orefici, è dedicata al loro patrono, Sant'Eligio di Noyon. Il 1º maggio 1963, gli orefici di Parigi donarono a questa cappella l'altare, il crocifisso e i due candelabri dorati, questi ultimi caratterizzati dal fatto di sporgere dalla parete cui l'altare è addossato, realizzati da Philippe Kaeppelin. In una nicchia posta sotto la quadrifora che dà luce all'ambiente, si trova la statua raffigurante il santo dedicatario, anch'essa donata dagli orafi nel 1963 e dagli stessi restaurata nel 2005 dopo che era stata danneggiata da un atto vandalico; il 13 dicembre di ogni anno, memoria liturgica di sant'Eligio, essa viene portata in processione all'interno della cattedrale. Sulla parete di destra, vi è il dono degli orefici per il maggio del 1651, una tavola raffigurante la Lapidazione di Santo Stefano, opera di Charles Le Brun.
La cappella che segue è dedicata a San Francesco Saverio; l'altare, realizzato come il confessionale su disegno di Eugène Viollet-le-Duc, è sormontato da una statua del 1860 di Adolphe-Victor Geoffroy-Dechaume raffigurante San Francesco Saverio che battezza; questa cappella, come la successiva dedicata a Santa Genoveffa, è adibita a luogo per la Confessione e per il dialogo con i sacerdoti.
La cappella di Santa Genoveffa ospita varie opere d'arte. Sulla parete di destra vi è la Crocifissione di San Pietro, dipinto donato per il maggio 1643 dalla corporazione degli orafi e realizzato da Sébastien Bourdon; la composizione è caratterizzata da un'elevata dinamicità dei personaggi, tipica dello stile barocco. Sulla parete opposta, al centro, vi è una statua marmorea raffigurante la santa dedicataria della cappella, di Adolphe-Victor Geoffroy-Dechaume (1865 circa); questa è affiancata da due dipinti: a sinistra il Martirio di Santa Caterina d'Alessandria di Joseph-Marie Vien (1752) e a destra il Martirio di San Bartolomeo, di Lubin Baugin (1650 circa).

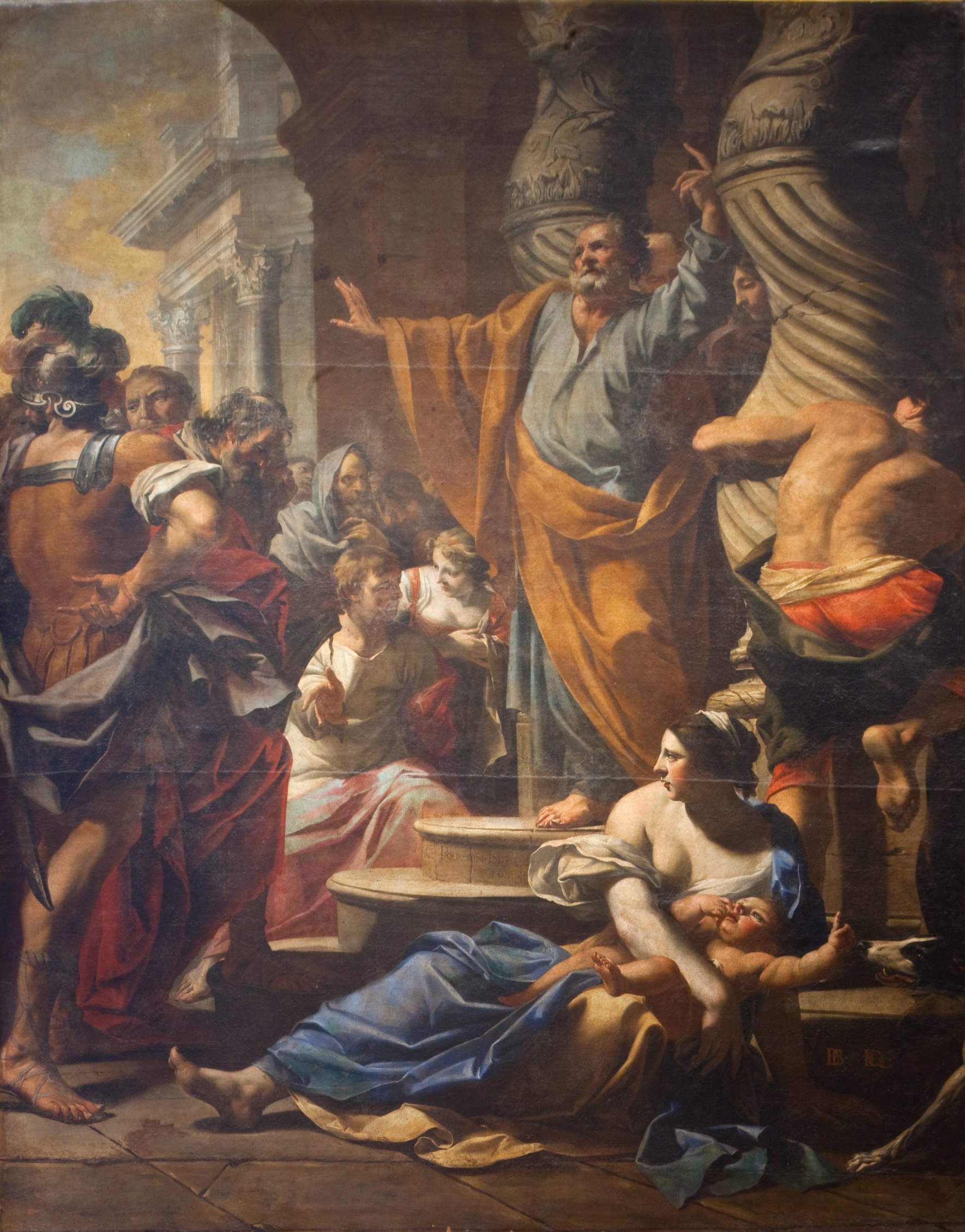
Predicazione di San Pietro a Gerusalemme di Charles Poërson (1642) nella cappella di San Giuseppe

La quarta cappella di destra è dedicata a san Giuseppe, il quale è raffigurato insieme a Gesù fanciullo in una statua policroma di Adolphe-Victor Geoffroy-Dechaume (1865), posta al di sopra dell'altare, sulla parete di sinistra dell'ambiente. Sulla parete opposta vi è un dipinto raffigurante la Predicazione di San Pietro a Gerusalemme, opera di Charles Poërson e dono della corporazione degli orafi per il maggio 1642; San Pietro è raffigurato mentre predica all'interno del Tempio di Gerusalemme, caratterizzato quest'ultimo dalla presenza di due colonne tortili simili a quelle del baldacchino della basilica di San Pietro in Vaticano, di Gian Lorenzo Bernini. Su una mensola addossata alla parete di fondo vi è un ostensorio monumentale, realizzato su disegno di Viollet-le-Duc nel 1868 da Placide Poussielgue-Rusand e donato alla cattedrale degli orafi parigini per il maggio dell'anno 1949.
Segue la cappella di San Pietro apostolo. Il suo altare, addossato alla parete di sinistra, è caratterizzato dalla presenza di una boiserie in legno scuro, risalente al XVI secolo e facente parte dell'arredamento dell'antica sala capitolare della cattedrale; questa presenta una fitta decorazione a bassorilievo, con figure di santi ciascuna all'interno di una propria nicchia con arco a tutto sesto. Sulla sommità, vi è una statua lignea di San Pietro che tiene in mano la croce, simbolo del suo martirio (1865 circa, di Claude Anthime Corbon su disegno di Adolphe-Victor Geoffroy-Dechaume). Sulla parete opposta vi è il dipinto di Aubin Vouet Il centurione Cornelio ai piedi di San Pietro, donato dagli orafi parigini per il maggio 1639.
La sesta cappella che si apre sulla navata laterale di destra è quella dedicata a Sant'Anna, madre di Maria. La vetrata policroma che chiude la quadrifora fu realizzata dal mastro vetraio Édouard Didron su disegno di Viollet-le-Duc nel 1864 e raffigura l'Albero di Iesse. Sulla parete di destra si trova il dipinto del maggio 1637, la Conversione di San Paolo, opera di Laurent de La Hyre. La statua di Sant'Anna con Maria bambina è di Adolphe-Victor Geoffroy-Dechaume (1864) e nella cappella si trova anche un medaglione proveniente dal mausoleo di Charles de la Grange-Trianon (canonico morto nel 1733 e sepolto nella cappella di Santa Clotilde), realizzato nel 1752 da Henri Nicolas Cousinet. Sopra l'altare, il quale è addossato alla parete di sinistra, vi è la Natività della Vergine, pala dei fratelli Le Nain (1640 circa).
La settima e ultima cappella di destra è dedicata al Sacro Cuore di Gesù e ospita la statua di Adolphe-Victor Geoffroy-Dechaume Cristo mostra le sue piaghe (1864) e un dipinto su tela dell'artista contemporaneo Hubert Damon raffigurante Gesù Crocifisso, Albero della Vita (2004), commissionato dall'arcivescovo cardinale Jean-Marie Lustiger in occasione della missione diocesana di quell'anno.

#### Transetto e crociera

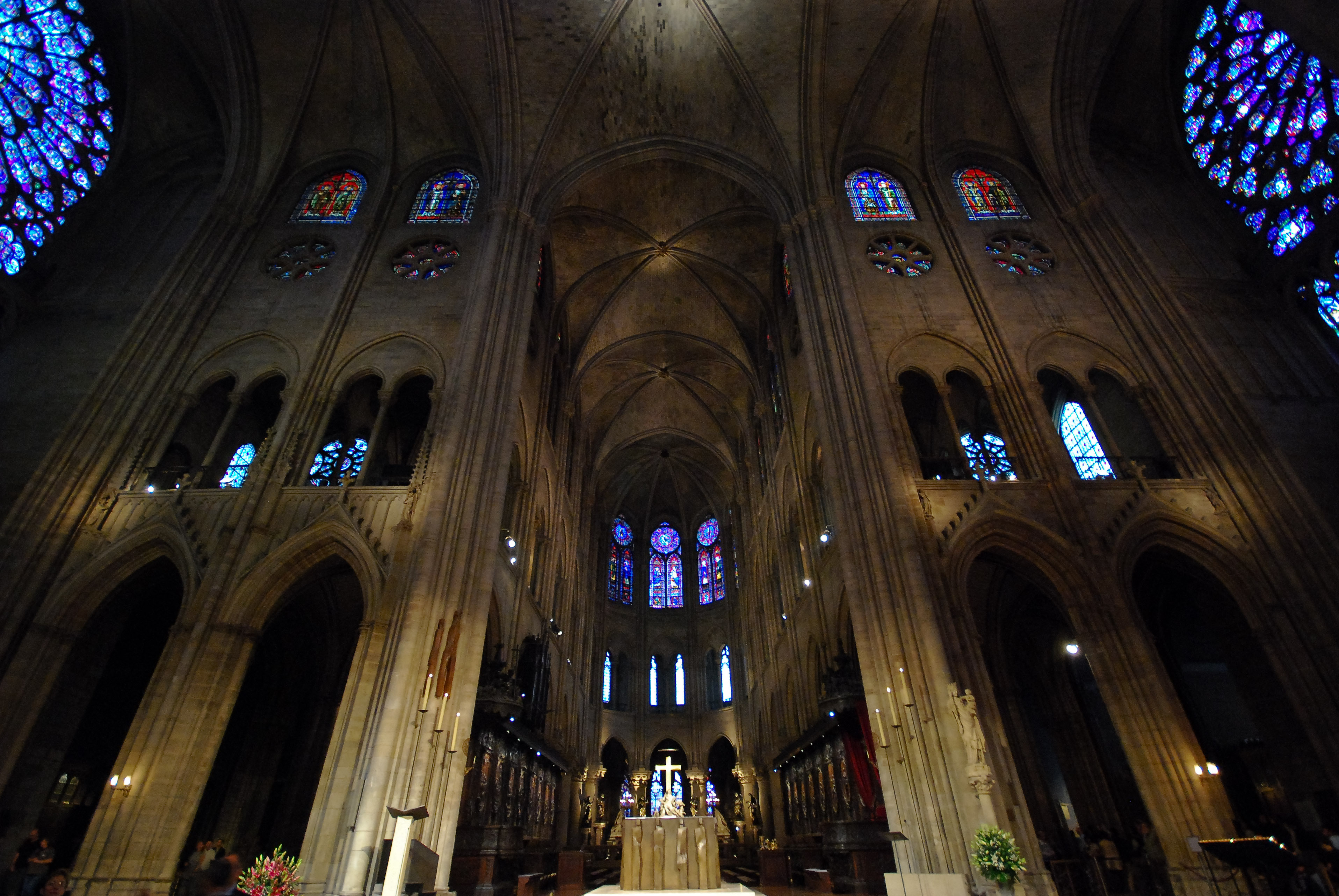
Il transetto e la crociera

Il transetto della cattedrale si compone di due bracci simmetrici e della volta a crociera, per una lunghezza totale di 48 metri e una larghezza di 14 metri (2 metri in più rispetto alla larghezza della navata). Ciascuno dei due bracci laterali si compone di due campate; quella esterna, sporgente dal corpo di fabbrica della cattedrale, è coperta con volta a crociera a quattro vele e, nella parte superiore delle pareti laterali, è decorata con finestre cieche disposte su due ordini, una quadrifora in quello superiore e tre bifore in quello inferiore. Le pareti della campata interna, invece, presentano uno schema analogo a quello della navata, con in basso due arcate che danno sulle navate laterali e sul deambulatorio (queste ultime sormontate da ghimberga); al di sopra di esse il matroneo con trifore nella parete occidentale e bifore in quella orientale; più in alto il cleristorio, composto da due livelli, quello inferiore con monofore e quello superiore con rosoni circolari. La crociera, già sormontata dalla flèche, era coperta da una volta a crociera con quattro vele sorretta da spessi pilasti polistili, in gran parte crollata durante l'incendio del 15 aprile 2019; questa venne integralmente ricostruita nel XVIII secolo ed era caratterizzata dalla presenza, al centro della chiave di volta, di un dipinto raffigurante Nostra Signora di Parigi su fondo stellato, con intorno quattro sculture barocche dorate ciascuna delle quali raffigurava una testa d'angelo.

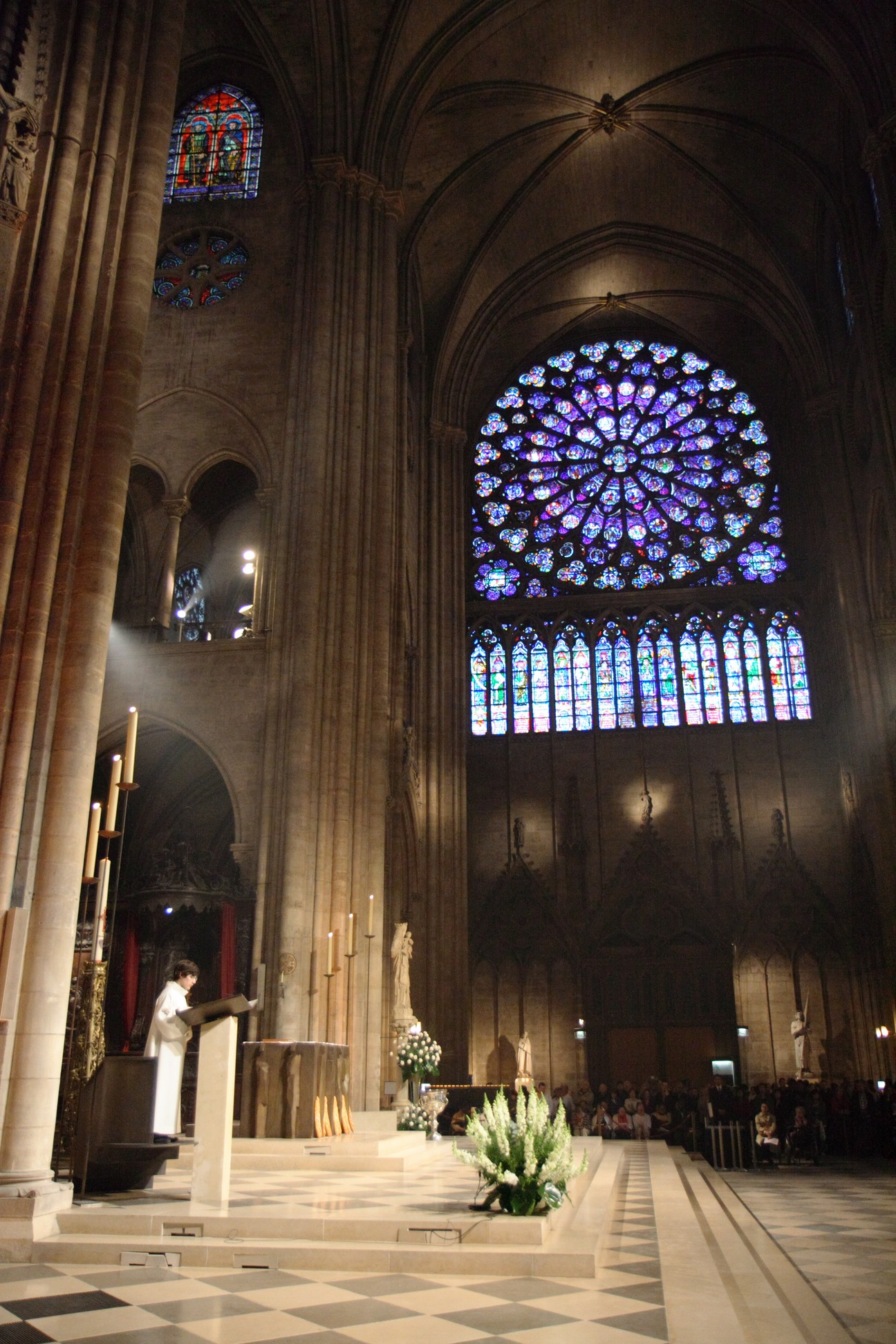
Braccio destro del transetto

Fino agli inizi del XXI secolo, dalla volta della crociera pendeva la Grande corona luminosa (in francese: Grande couronne de lumière), dal 2007 nel deambulatorio settentrionale, un lampadario realizzato dall'orafo Placide Poussielgue-Rusand su disegno di Eugène Viollet-le-Duc.
Al centro della parete di fondo del braccio di destra del transetto, vi è il portale, sormontato da una ghimberga; alla sommità di quest'ultima, vi è una statua marmorea raffigurante Cristo benedicente, risalente al 1260 circa. Ai lati del portale, si trovano, ciascuna sopra un proprio piedistallo, due statue: quella di destra raffigura a grandezza naturale Santa Teresa di Gesù Bambino e venne realizzata in stucco dallo scultore Louis Castex nel 1929; la scultura di destra, raffigurante Santa Giovanna d'Arco, è in marmo ed è opera di Charles Desvergnes, che la fece tra il 1900 e il 1920. Sulla parete di sinistra, vi è un dipinto di Antoine Nicolas, raffigurante San Tommaso d'Aquino (1648), donato dal convento domenicano dell'Annunciazione di Parigi nel 1947, in occasione del settimo centenario della morte del santo; questi è raffigurato seduto su un trono posto sopra un piedistallo sul quale sta scritto l'appellativo di Doctor angelicus e intorno al quale vari religiosi si protendono verso la fonte della saggezza, posta davanti a Tommaso. Su uno dei pilastri polistili, vi è un'iscrizione che ricorda la presa di possesso della cattedra parigina da parte di Jean-Marie Lustiger, avvenuta il 27 febbraio 1981. Nel braccio destro del transetto si trovava la scultura medievale in pietra policroma dell'Adamo, risalente al 1260 e opera di Pierre de Montreuil, che faceva parte dell'antico jubé della cattedrale; considerato uno dei capolavori della scultura gotica e caratterizzato da un forte richiamo all'arte classica, attualmente si trova al Museo di Cluny.

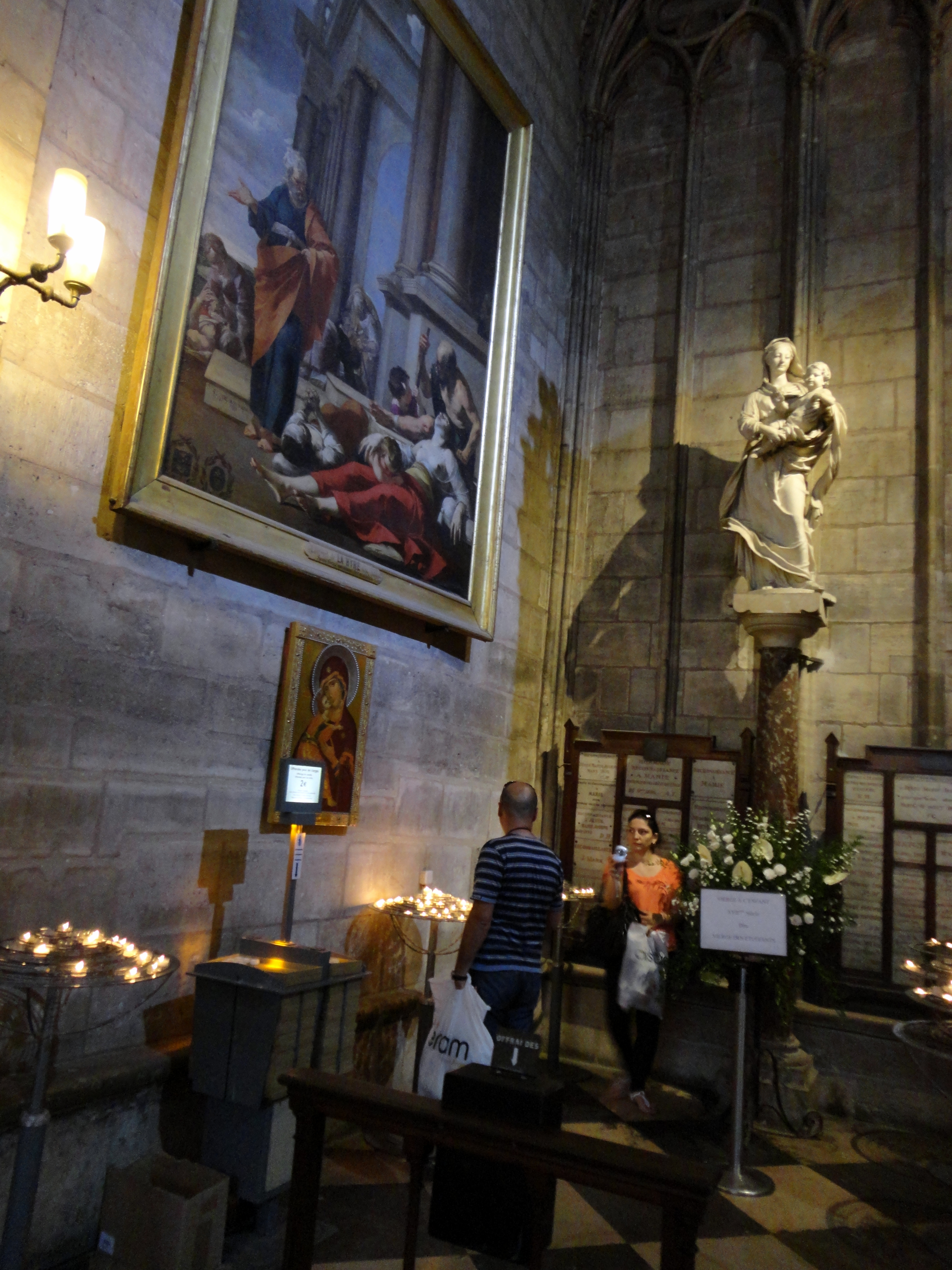
Pietro che guarisce i malati con la sua ombra (a sinistra) e la Madonna degli Studenti (a destra)

Nel braccio sinistro del transetto, sulla parete di sinistra, si trova il quadro che fu donato dalla corporazione degli orafi parigina per il maggio dell'anno 1635: realizzato da Laurent de La Hyre, esso raffigura San Pietro che guarisce i malati con la sua ombra. Sotto di esso vi è un'icona raffigurante la Madonna col Bambino. Davanti alla parete di fondo, alla destra del portale, vi è una statua marmorea raffigurante San Dionigi di Parigi, opera di Nicolas Coustou (1713), in precedenza collocata nella crociera, all'interno dell'area presbiterale, a ridosso del pilastro di sinistra del coro. Ai piedi della statua, vi è il Reliquiario di Santa Genoveffa, pregevole manufatto d'oreficeria in stile neogotico, opera di Placide Poussielgue-Rusand che lo realizzò nel 1850 su disegno di Arthur Martin. Alla sinistra della statua, invece, vi è la Madonna degli Studenti, statua marmorea scolpita da Antoine Vassé nel 1772 e raffigurante la Madonna con in braccio Gesù; collocata nel 1726 nella cappella assiale, acquisì la sua attuale ubicazione nel corso dei restauri diretti da Viollet-le-Duc e nel XIX secolo acquisì il particolare titolo con il quale viene tuttora chiamata. Sulla parete di destra del transetto si trova una tela di Guido Reni, raffigurante il Trionfo di Giobbe. L'opera era stata commissionata al pittore italiano dall'Arte della Seta di Bologna per esser collocata nella propria cappella, all'interno della chiesa di Santa Maria della Pietà; giunse a Parigi in seguito alle spoliazioni napoleoniche e venne collocata all'interno della cattedrale, prima nei pressi della controfacciata, poi nel transetto.

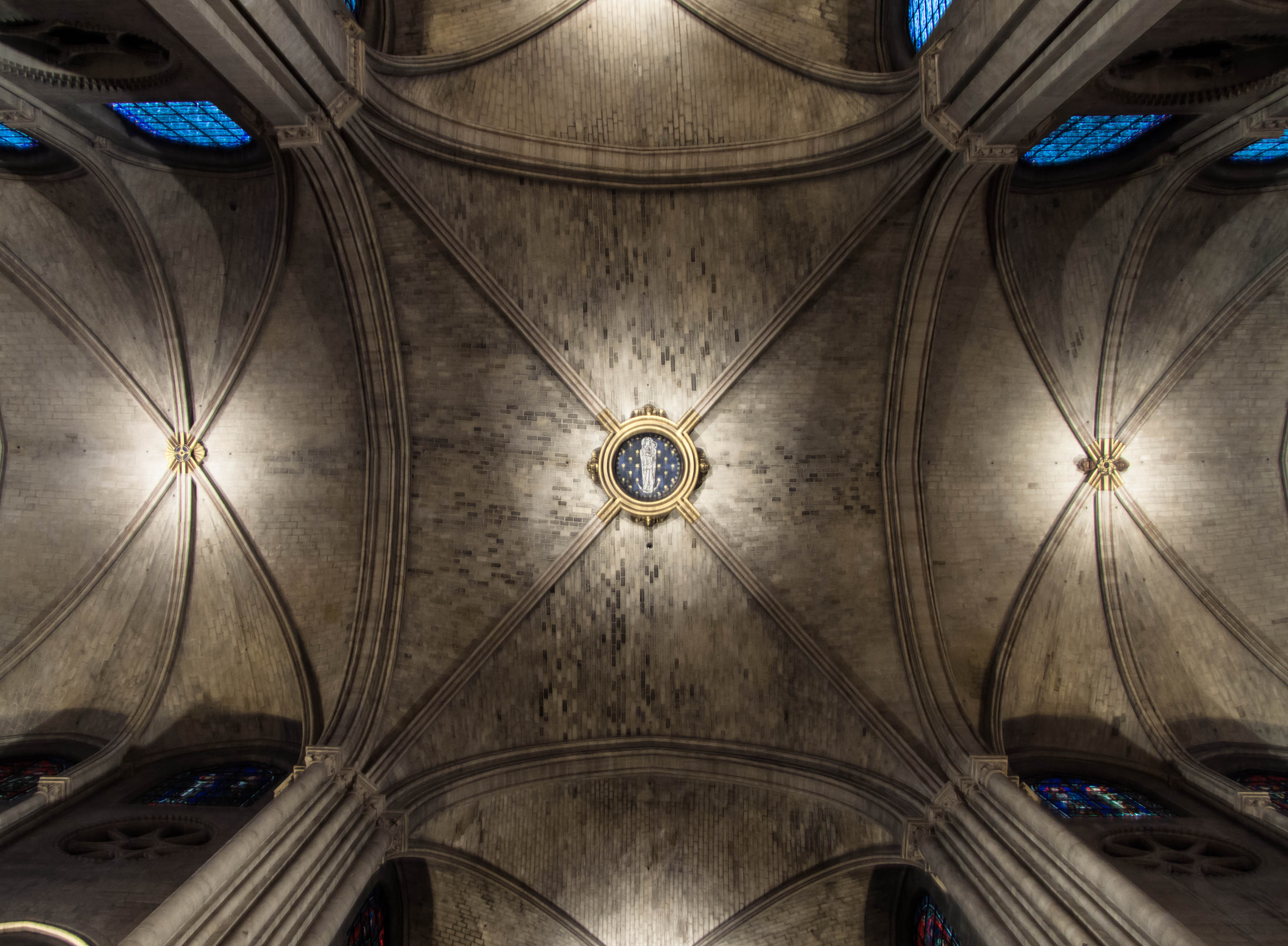
Volta
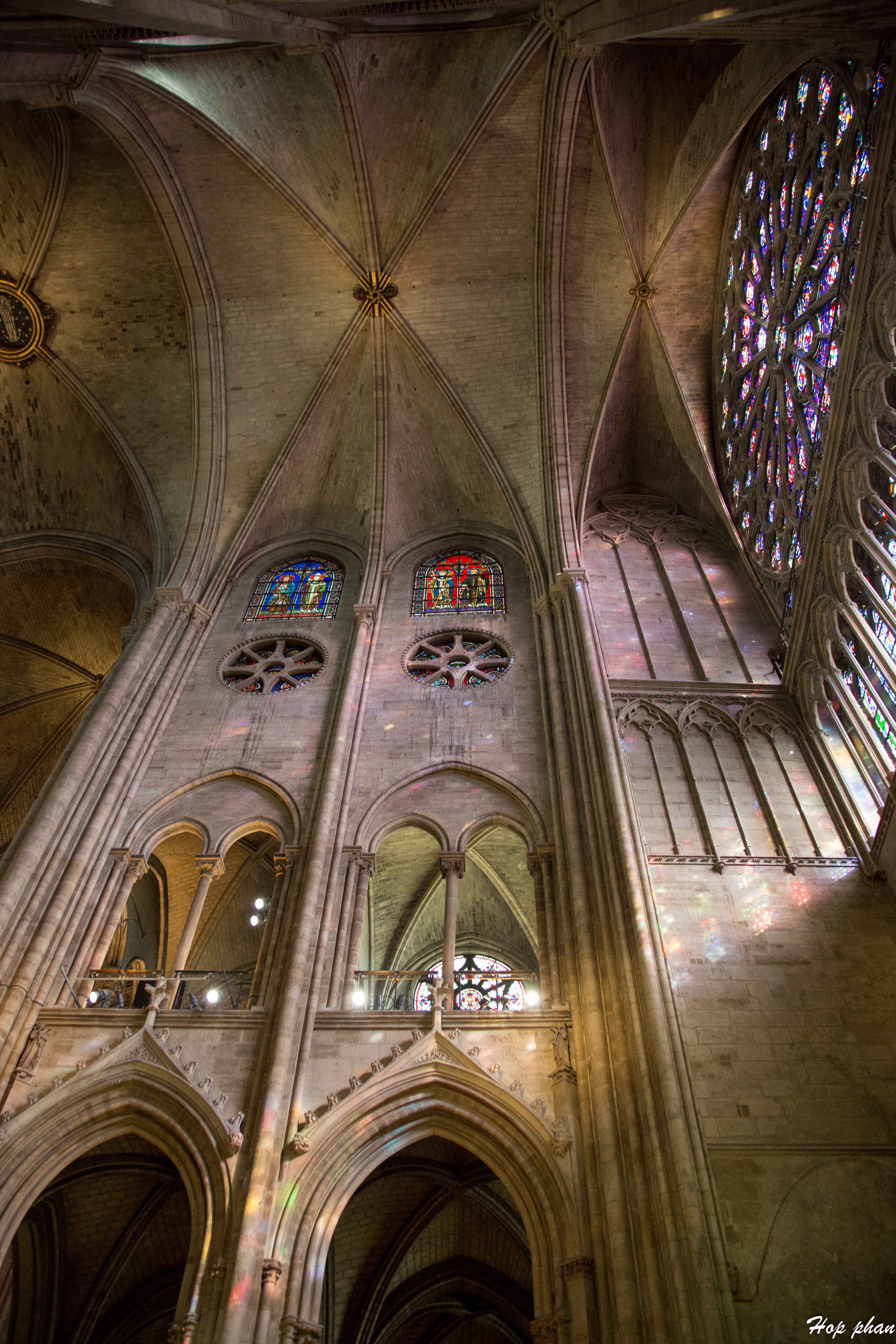
Scorcio del braccio destro con le finestre cieche
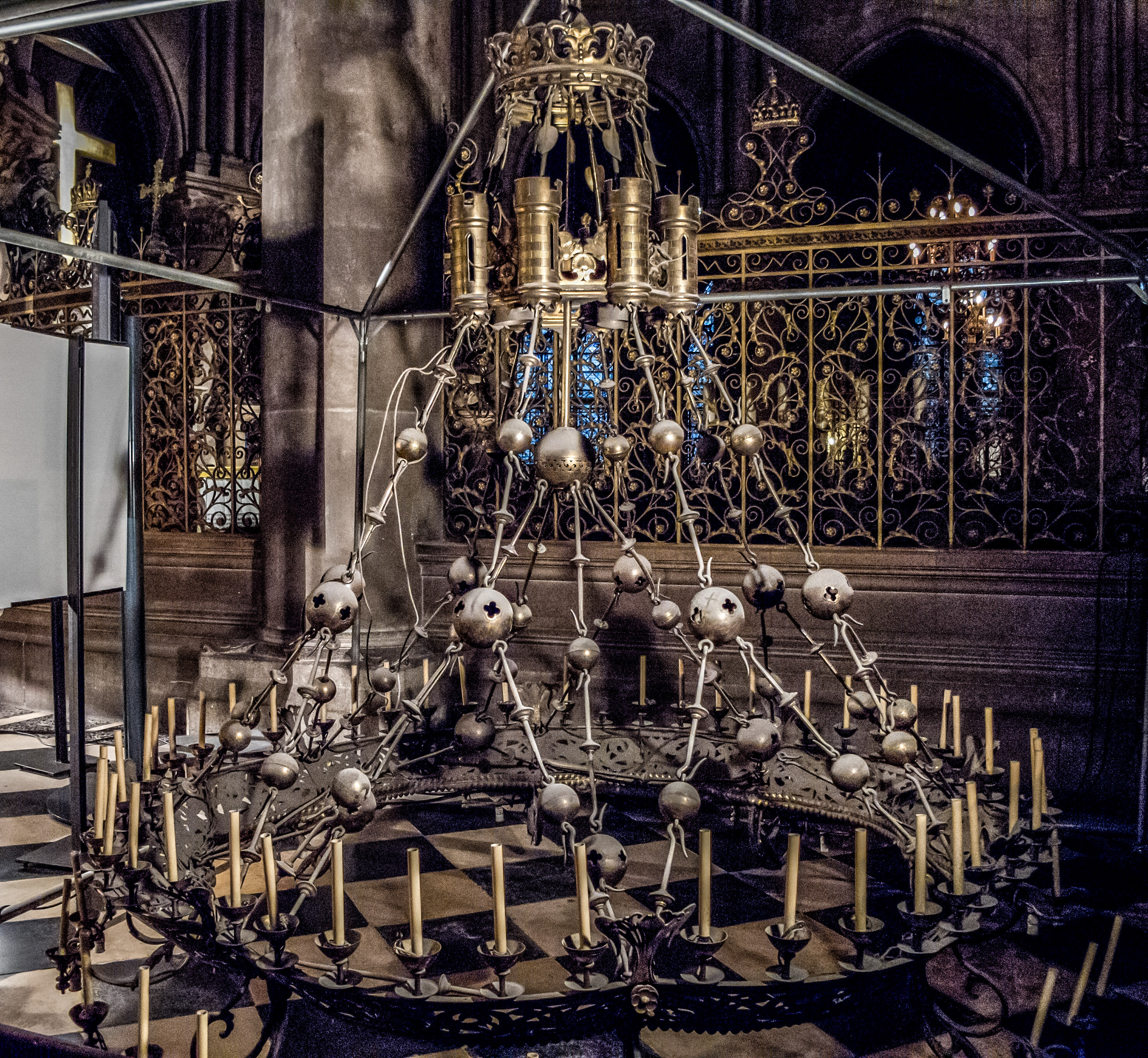
La corona luminosa
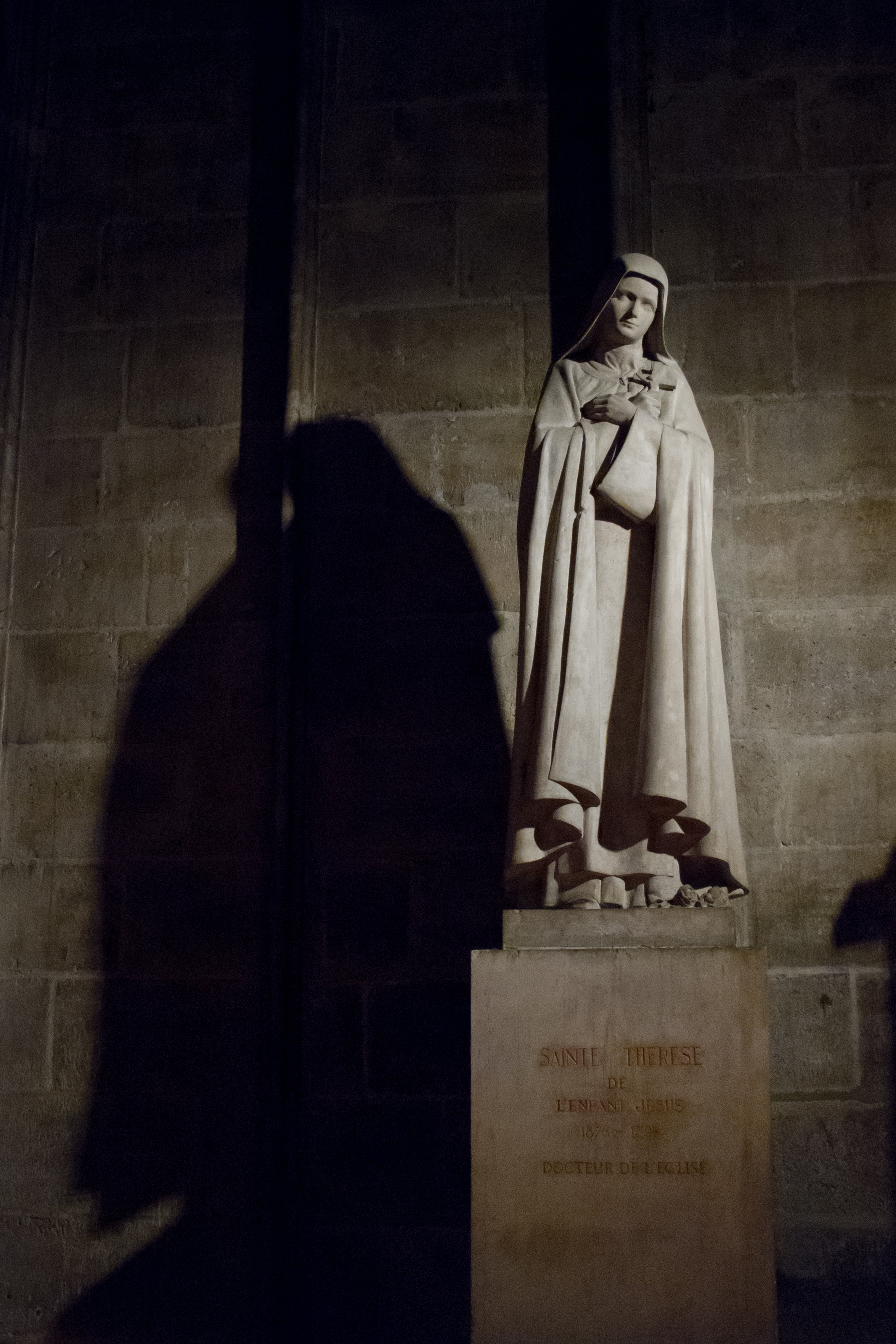
Santa Teresa di Gesù Bambino
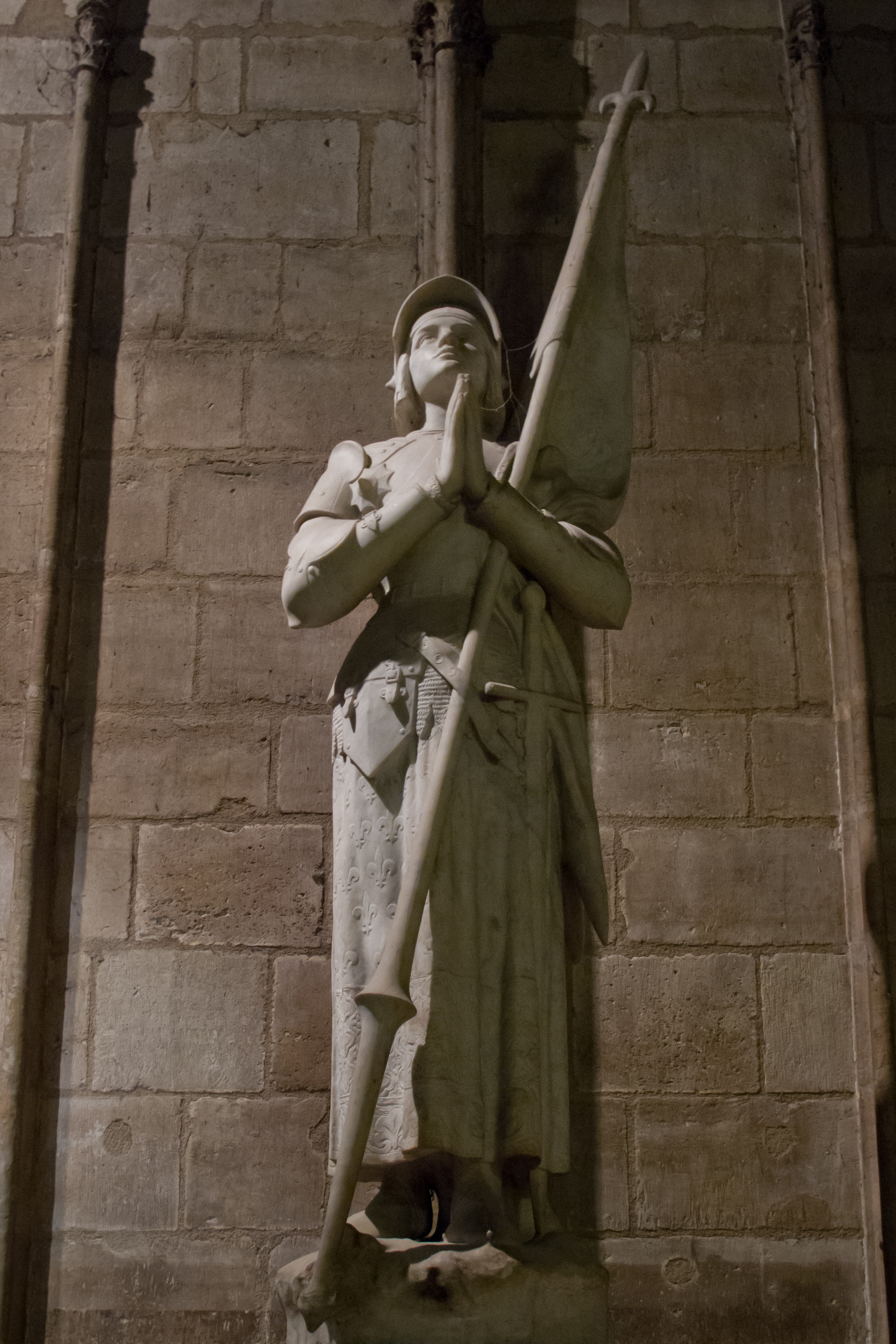
Santa Giovanna d'Arco
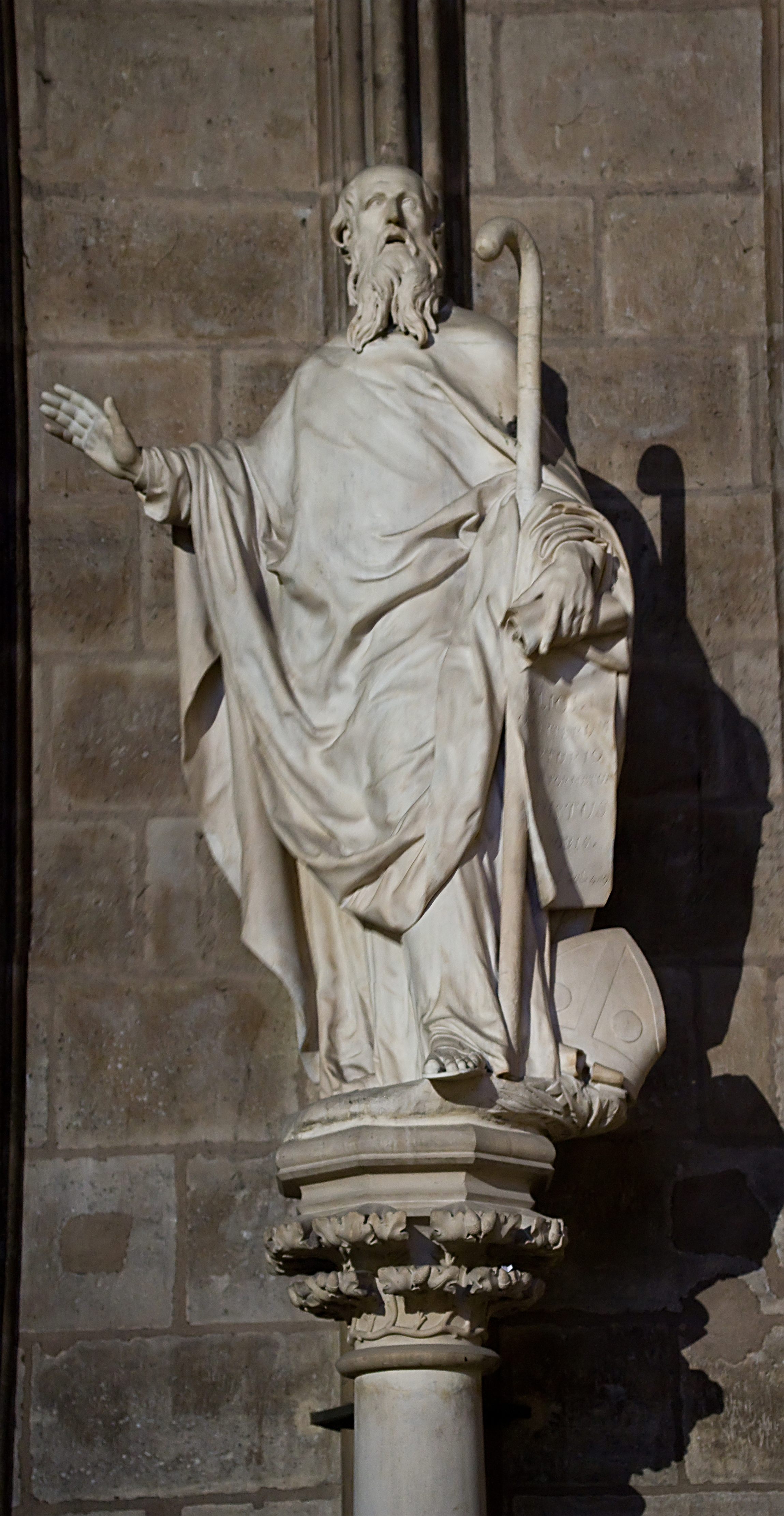
San Dionigi di Parigi
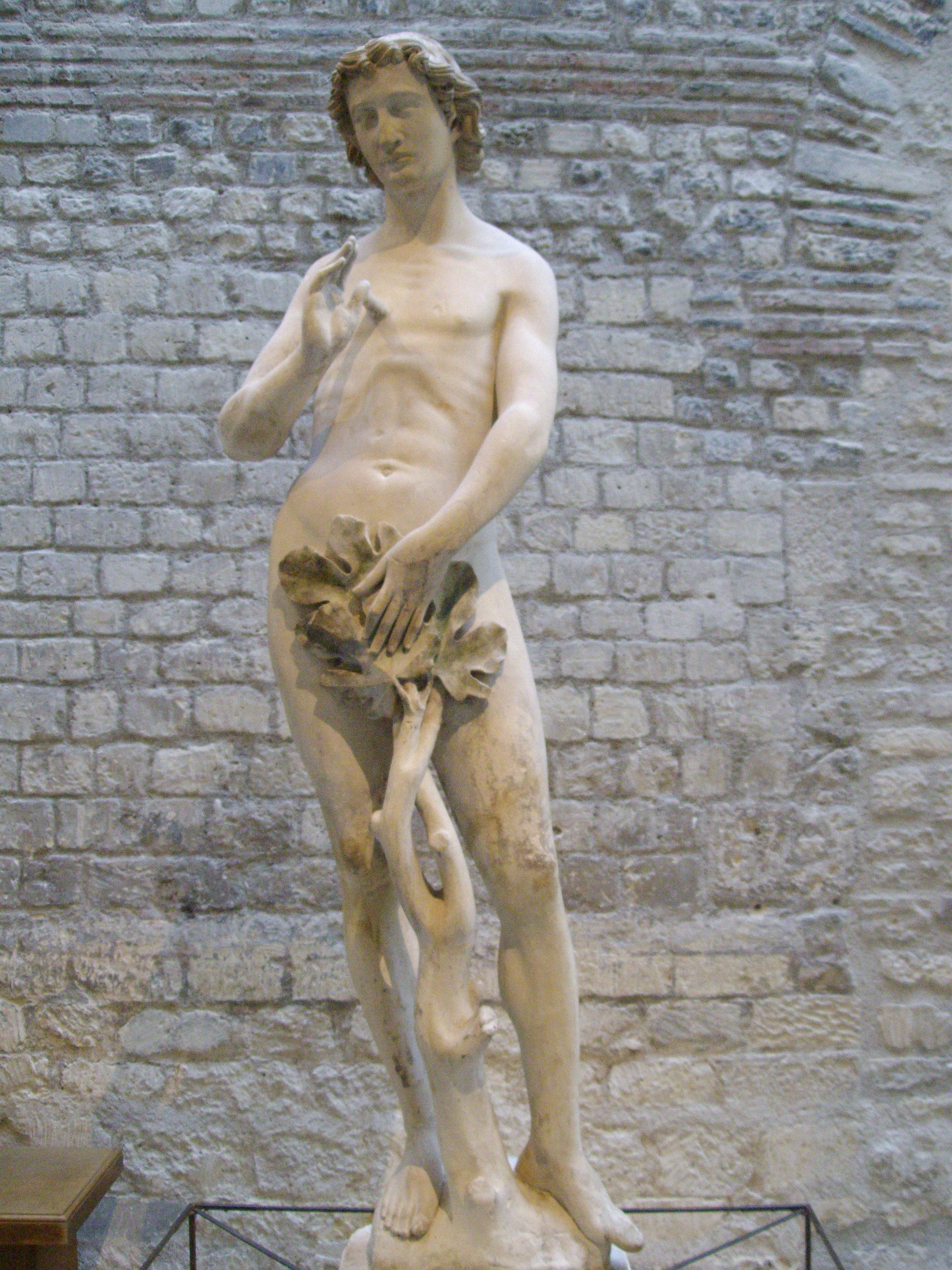
Adamo presso il Museo di Cluny

#### Coro e abside

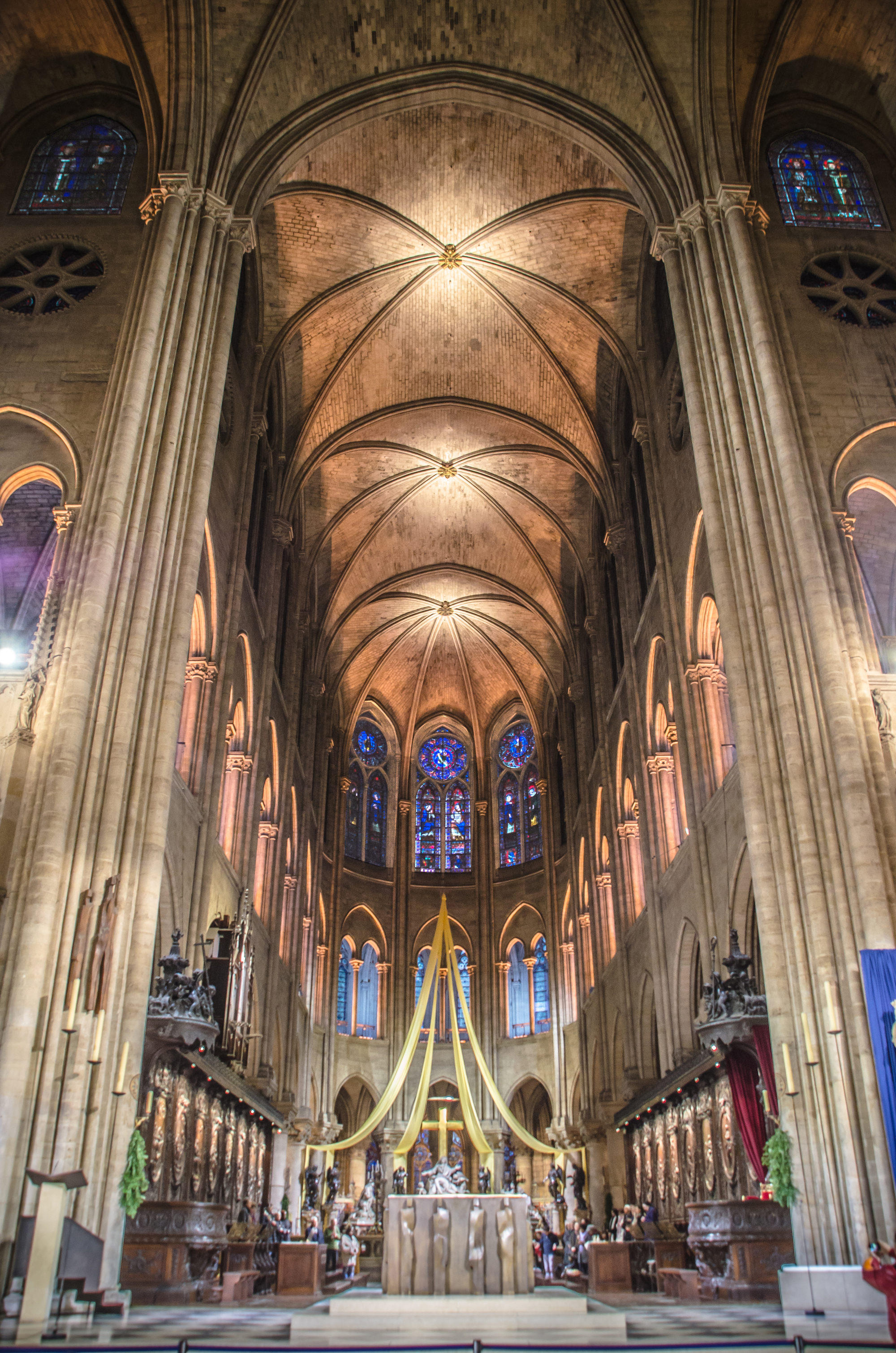
Il coro e l'abside

Il coro, dal punto di vista architettonico, segue lo schema della navata. Esso è composto da due campate, ciascuna delle quali è coperta da volta a crociera con sei vele (parzialmente danneggiate nell'incendio dell'aprile 2019 con la caduta di alcune pietre), e termina con l'abside semicircolare, divisa da pilastri polistili in cinque sezioni, ciascuna delle quali corrisponde a una vela della volta e a una cappella radiale del deambulatorio. Le pareti del coro e dell'abside seguono anch'esse lo schema della navata centrale del piedicroce: in basso si trovano le arcate ogivali poggianti su pilastri cilindrici con capitello che li mettono in comunicazione con il deambulatorio; più in alto vi è il matroneo, che si apre sull'interno della chiesa con delle bifore, particolarità peculiare della cattedrale di Parigi e dell'abbazia di Saint-Remi a Reims, e, sull'esterno, nell'area dell'abside con delle trifore, in quella del coro da rosoni circolari. Il cleristorio è interamente composto da alte bifore, con l'eccezione della coppia composta da monofora e rosone presente nella prima campata del coro. Oltre il transetto, le due coppie di navate laterali continuano fino a congiungersi intorno all'abside formando un doppio deambulatorio; nella sesta campata della navata meridionale interna, a pavimento, si trova il cenotafio del cardinal Luis-Ernest Dubois di Henri Bouchard (1929).
L'attuale assetto del coro e dell'abside è dovuto prevalentemente agli importanti lavori di restauro condotti su progetto di Robert de Cotte tra il 1708 e il 1725 per adempiere al voto di Luigi XIII, con alcune modifiche successive. Nel corso dei restauri settecenteschi, vennero realizzati in stile barocco il nuovo altare maggiore e il rivestimento marmoreo delle arcate intorno a esso. Già nel secolo precedente, su commissione del cardinale Richelieu, erano stati realizzati quattordici arazzi raffiguranti scene della vita della Vergine, poi venduti nel 1739 alla cattedrale di Strasburgo; quattro di essi, raffiguranti l'Annunciazione, la Visitazione, l'Assunzione e l'Incoronazione di Maria, sono stati esposti all'interno del transetto della cattedrale di Parigi dal 27 luglio 2013 all'8 settembre successivo per gli 850 anni dalla fondazione della chiesa. A partire dal 1715, anno in cui vennero realizzate e installate le tre grandi sculture della Pietà, di Luigi XIII e Luigi XIV, il canonico de La Porte commissionò vari artisti otto tele per decorare le pareti del coro: l'Annunciazione a Claude Guy Hallé, la Visitazione a Jean Jouvenet, la Natività e l'Adorazione dei Magi a Charles de La Fosse, l'Assunzione e Gesù nel tempio a Antoine Coypel, la Fuga in Egitto e la Purificazione a Louis Boullogne II. Nel 1753 vennero realizzati i nuovi stalli lignei del coro e venne demolito lo jubé, costruito nel XIV secolo da Raymond du Temple e in seguito modificato con aggiunte barocche. Durante i restauri ottocenteschi, Eugène Viollet-le-Duc eliminò il rivestimento barocco degli archi e sostituì la mensa barocca dell'altare con una nuova in stile neogotico.

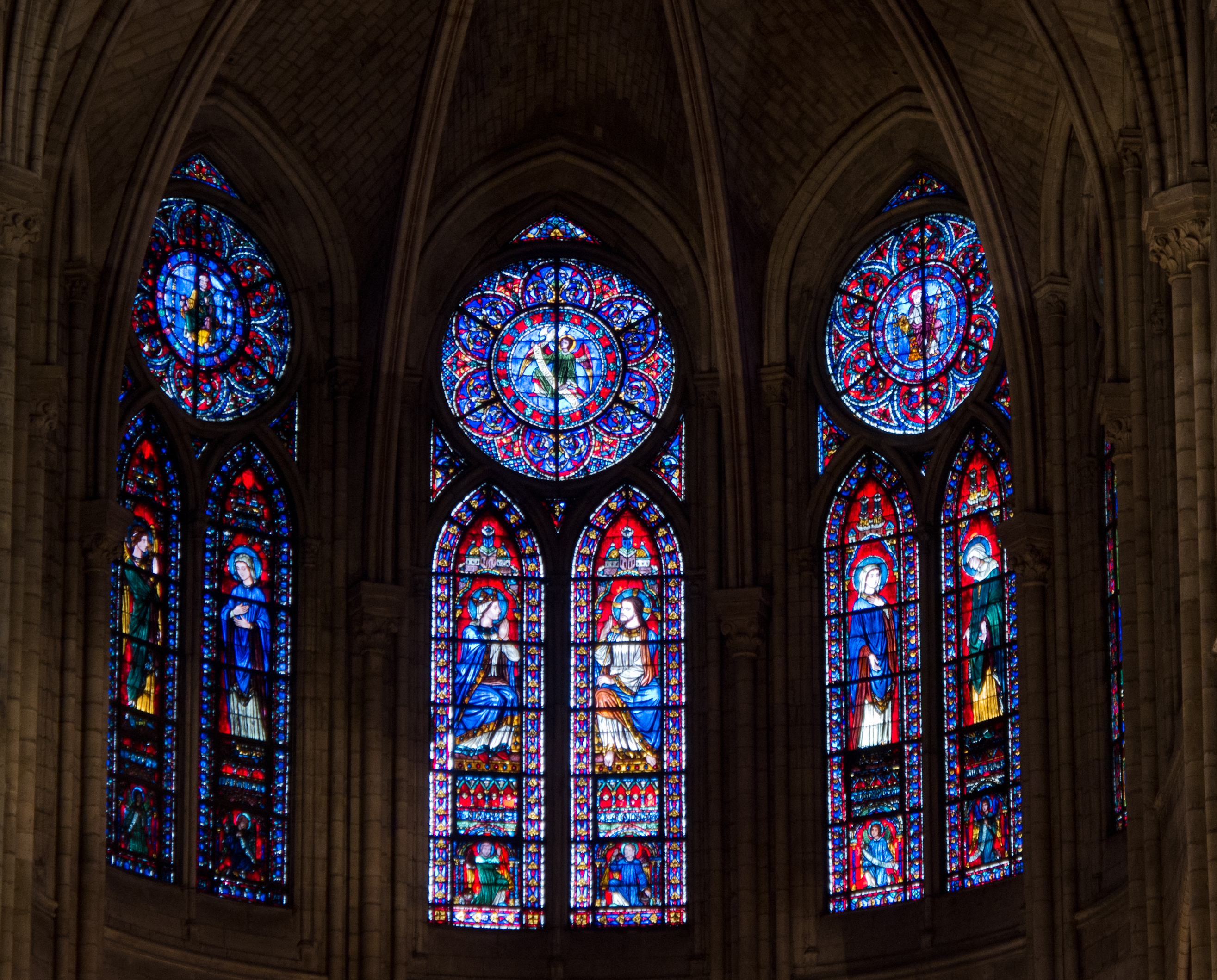
Le vetrate dell'abside

Le vetrate policrome del cleristorio del coro e dell'abside, rimosse precauzionalmente in seguito all'incendio del 15 aprile 2019, vennero installate durante i restauri ottocenteschi sotto la direzione di Eugène Viollet-le-Duc, che volle sostituire tutte le vetrate trasparenti del XVIII secolo per ripristinare lo stato delle cose medievale. La realizzazione delle vetrate che chiudono le tre bifore dell'abside venne affidata a Laurent-Charles Maréchal; esse sono incentrate sulla Madonna e raffigurano la Glorificazione della Vergine (al centro), l'Annunciazione (a sinistra) e la Visitazione (a destra).
Luigi Filippo di Francia, nel 1841, donò alla cattedrale un tappeto monumentale per coprire il pavimento del coro; il manufatto era stato realizzato tra il 1825 e il 1833 su disegno di Jacques-Louis de La Hamayde de Saint-Ange dalle prestigiose manifatture della Savonnerie e dei Gobelins. Esso consiste in una superficie di oltre 200 metri quadrati sulla quale sono raffigurati elementi architettonici, floreali e simboli della Chiesa cattolica. In seguito a un intervento di restauro, l'opera venne esposta per la prima volta dopo trent'anni nel gennaio 2014.
Fino al giugno 2018 nelle celebrazioni feriali venivano utilizzati un semplice altare marmoreo cubico, posto al centro del coro, e l'ambone realizzato da Jean e Sébastien Touret per il presbiterio della crociera, successivamente rimossi. Il coro è attualmente destinato anche alla celebrazione del sacramento del battesimo: infatti, non viene più utilizzato il fonte battesimale ottocentesco situato nella prima cappella laterale di sinistra, ma uno più moderno, mobile, realizzato nel 1987 dall'artista Goudji.

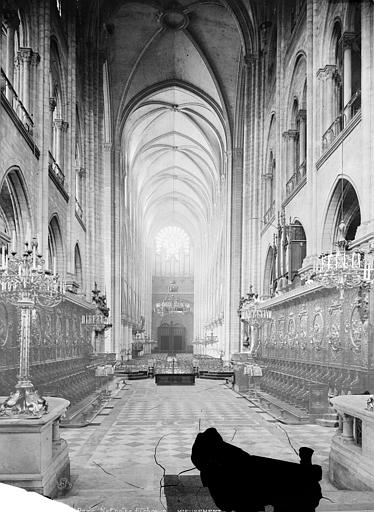
Il coro verso la controfacciata (1892)
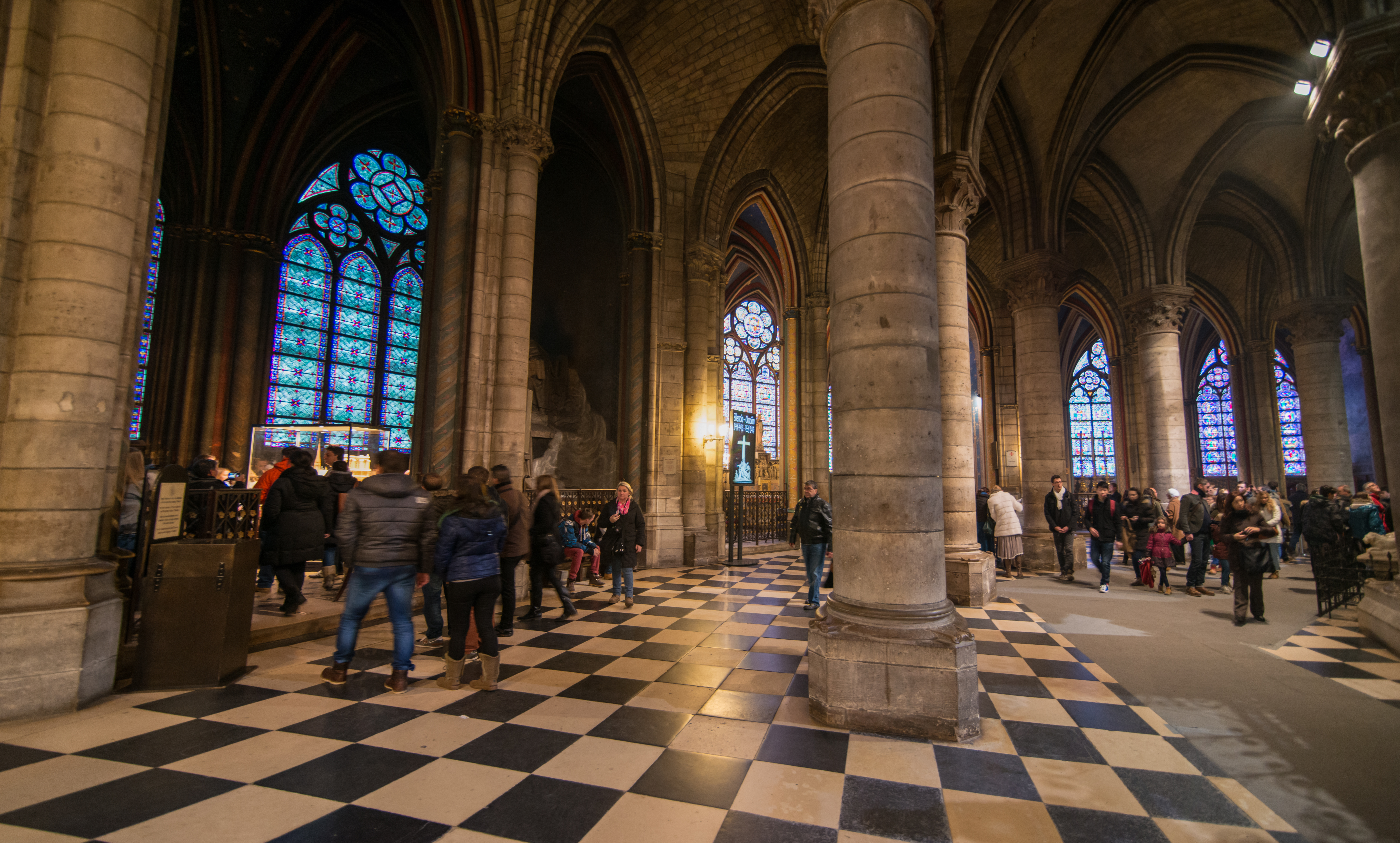
Interno del deambulatorio
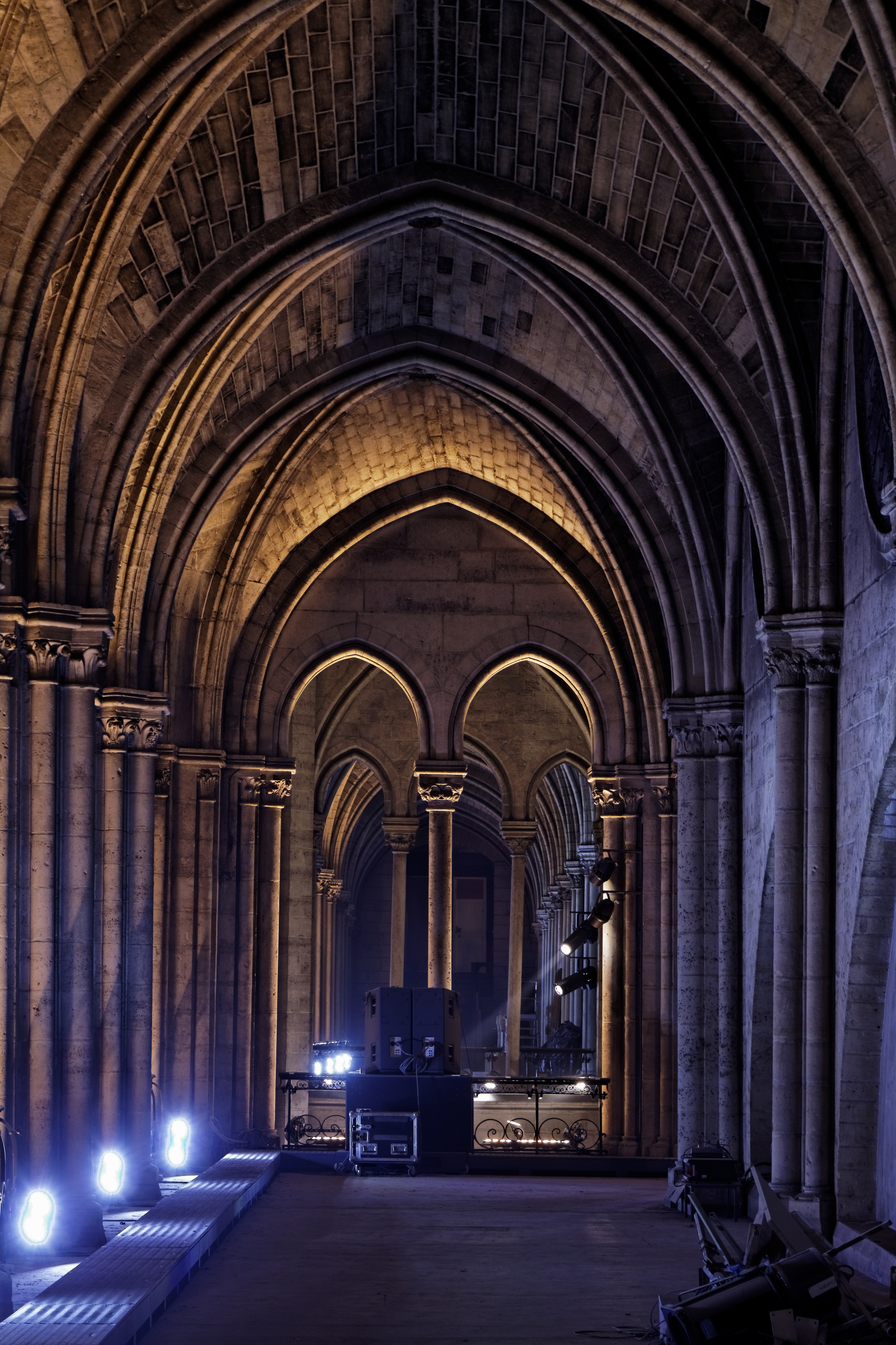
Interno del matroneo sud del coro
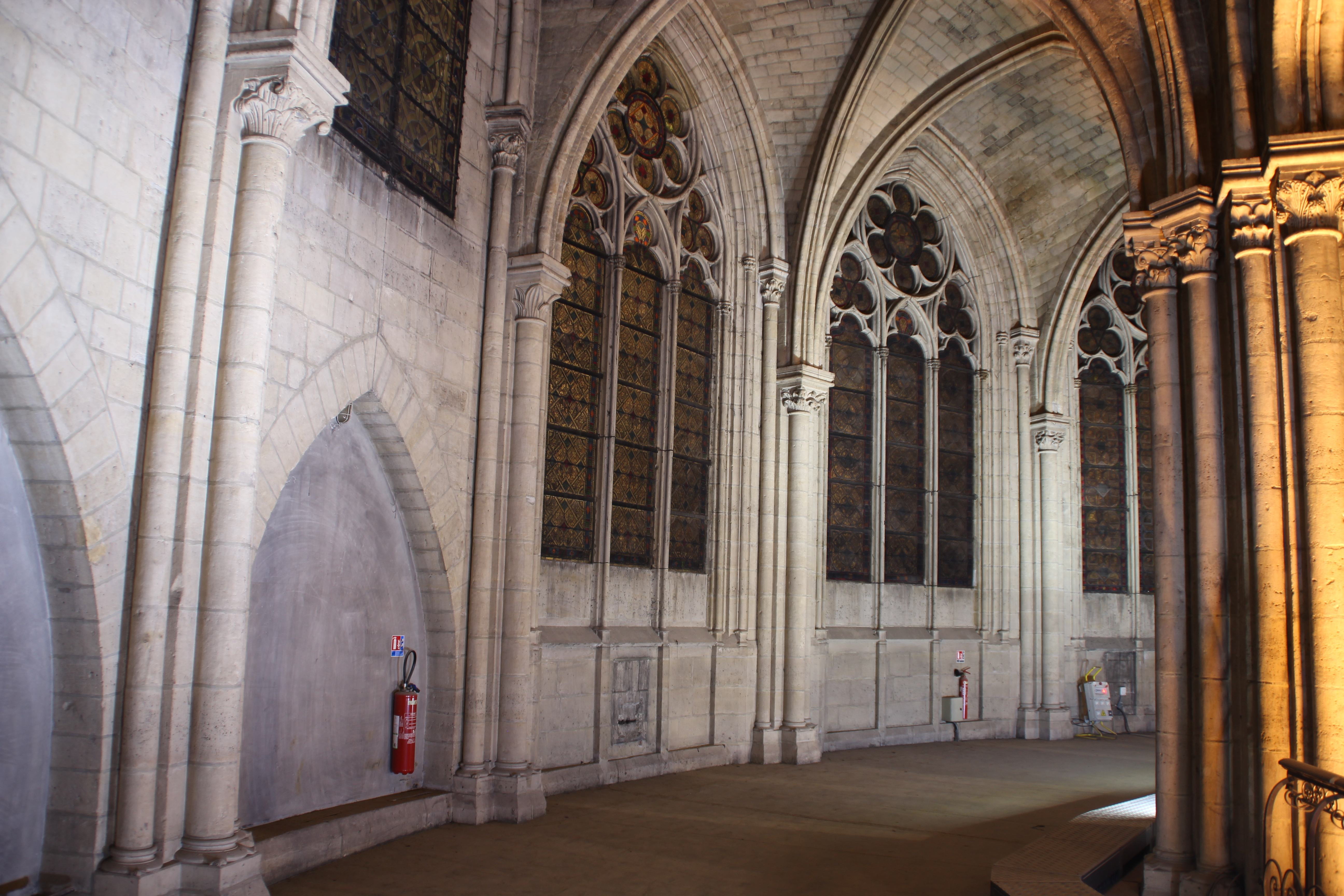
Interno del matroneo dell'abside
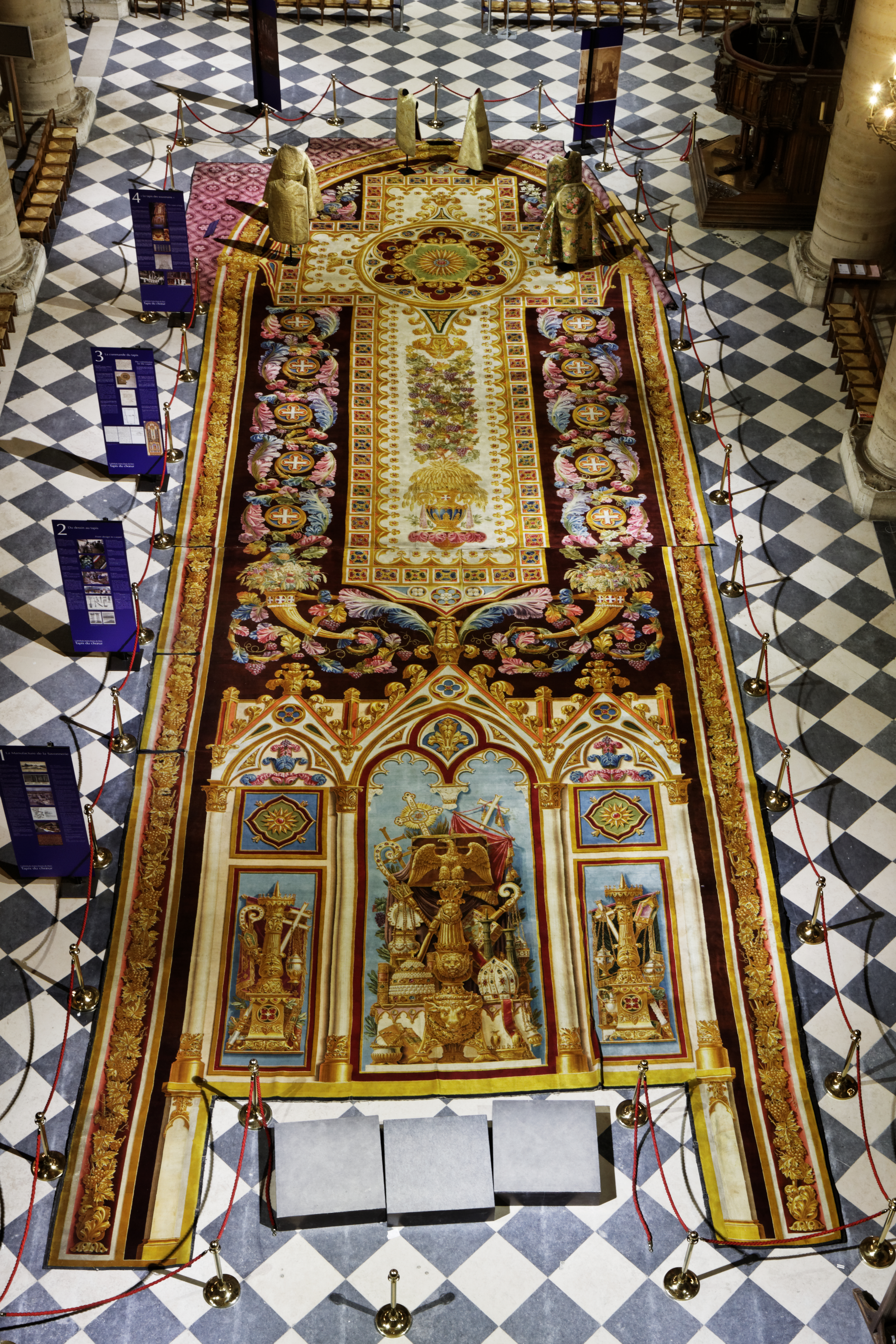
Il tappeto monumentale esposto nella navata (2014)
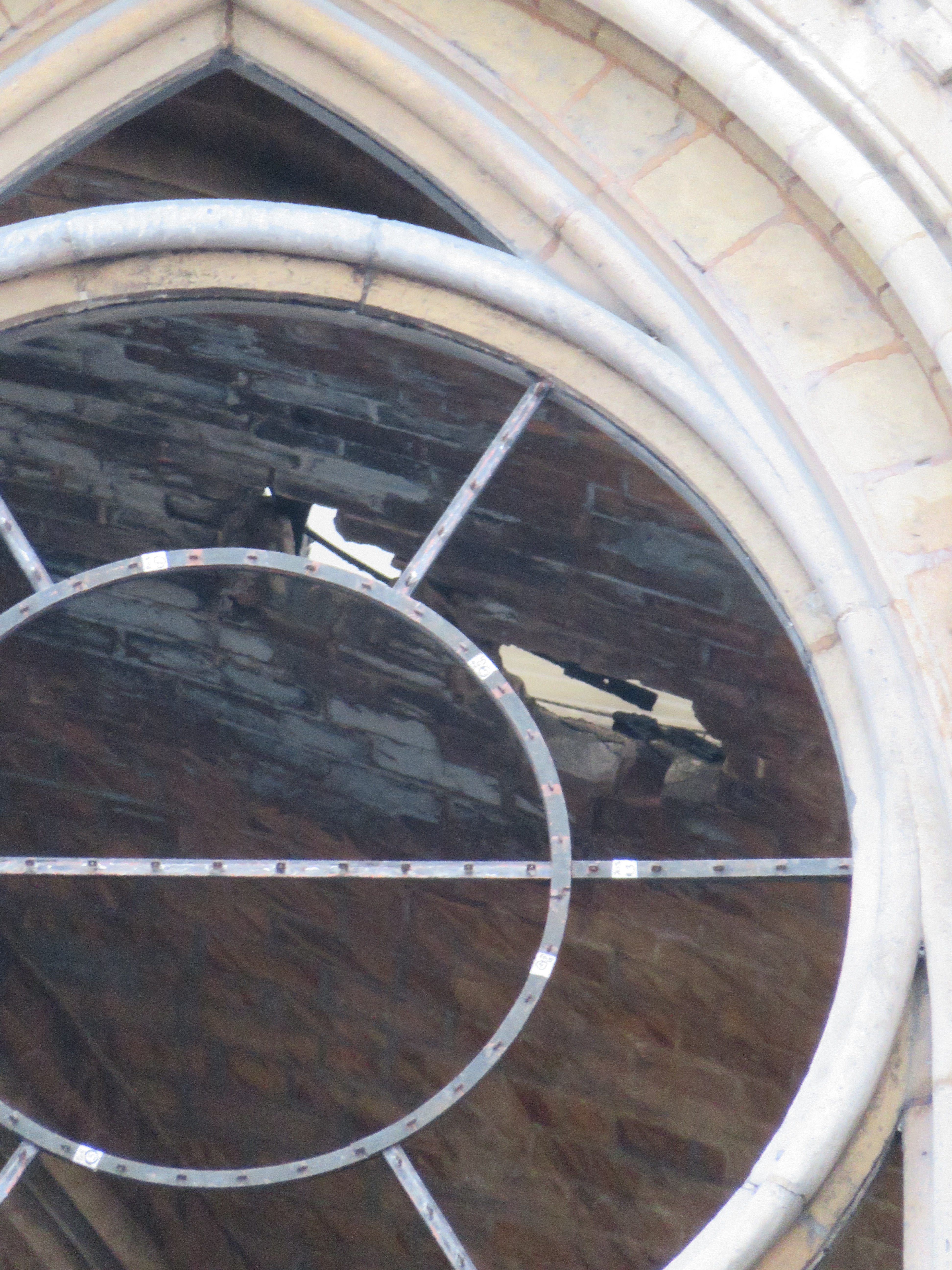
La volta danneggiata dall'incendio

##### Presbiterio
Il presbiterio originario della cattedrale, secondo la ricostruzione di Eugène Viollet-le-Duc, si trovava nell'abside, separato dal coro da una balaustra traforata: l'antico altare maggiore, del XIII secolo, era circondato da una tenda e, dietro a esso, in posizione sopraelevata all'interno di un baldacchino in stile gotico, vi era il reliquiario di San Marcello, al quale si accedeva tramite una scala a chiocciola in legno. Tra il 1698 e il 1700, era stato elaborato da Jules Hardouin Mansart un progetto, mai realizzato, per un nuovo presbiterio da collocarsi non più nell'abside, ma nell'area della crociera; questo sarebbe stato notevolmente sopraelevato rispetto al resto della chiesa con una confessione davanti all'altare maggiore, il quale sarebbe stato sovrastato da un baldacchino simile a quello della chiesa del Val-de-Grâce, opera di François Mansart, prozio di Jules Hardouin, ispirato al baldacchino della basilica vaticana del Bernini. Nel corso dei restauri della prima metà del XVIII secolo condotti da Robert de Cotte, venne costruito un nuovo altare in sostituzione di quello medievale con paliotto raffigurante l'Ultima Cena e, alle sue spalle, il gruppo scultoreo La Pietà con Luigi XIII e Dio Padre (rimosso entro il 1715). Nel 1803, in sostituzione dell'altare distrutto durante la Rivoluzione francese, ne venne costruito uno nuovo, in marmo bianco, decorato con bassorilievi dorati raffiguranti la Resurrezione di Gesù al centro e Angeli con gli strumenti della Passione ai lati e, sul tabernacolo, l'Agnello di Dio. Viollet-le-Duc costruì un nuovo altare in stile neogotico, attualmente in loco.
Dopo il Concilio Vaticano II, su progetto di monsignor Jehan Revert, canonico e maestro di cappella, il presbiterio venne spostato dall'abside, dove tuttavia rimase l'altare antico, alla crociera, dove venne utilizzata stabilmente a tale scopo una struttura provvisoria, già in uso per le celebrazioni minori o per alcune a carattere eccezionale, con un altare in legno sostituito, durante l'episcopato di Jean-Marie Lustiger, arcivescovo di Parigi dal 1981 al 2005, da uno più piccolo, il cui paliotto era costituito da un bassorilievo in pietra riproducente l''Incoronazione della Vergine'' dai bassorilievi del fianco sinistro della cattedrale, attualmente nella chiesa parigina di Saint-Joseph des Nations. Nel 1989 l'allestimento del presbiterio venne ulteriormente cambiato, con nuovi arredi in stile moderno, opera di Jean e Sébastien Touret: l'altare bronzeo, dedicato il 16 giugno dello stesso anno, venne posizionato sopra una pedana ottagonale preceduta da cinque gradini, con sulla destra l'ambone e sul lato opposto sette candelabri; la nuova cattedra era addossata al pilastro di sinistra della crociera, di fianco alla statua marmorea di San Dionigi di Parigi. Successivamente, nel 2004, l'area è stata ulteriormente modificata su progetto di Jean-Marie Duthilleul e Benoît Ferré, con la rimozione della statua di San Dionigi, della cattedra moderna e della cancellata di divisione fra la crociera e il coro, la realizzazione di nuovi ambone e sede e gli spostamento e ulteriore sopraelevazione dell'altare. Nel corso dell'intervento, è stato allestito un presbiterio provvisorio nell'ultima campata della navata centrale, con al centro un altare mobile in legno dipinto.

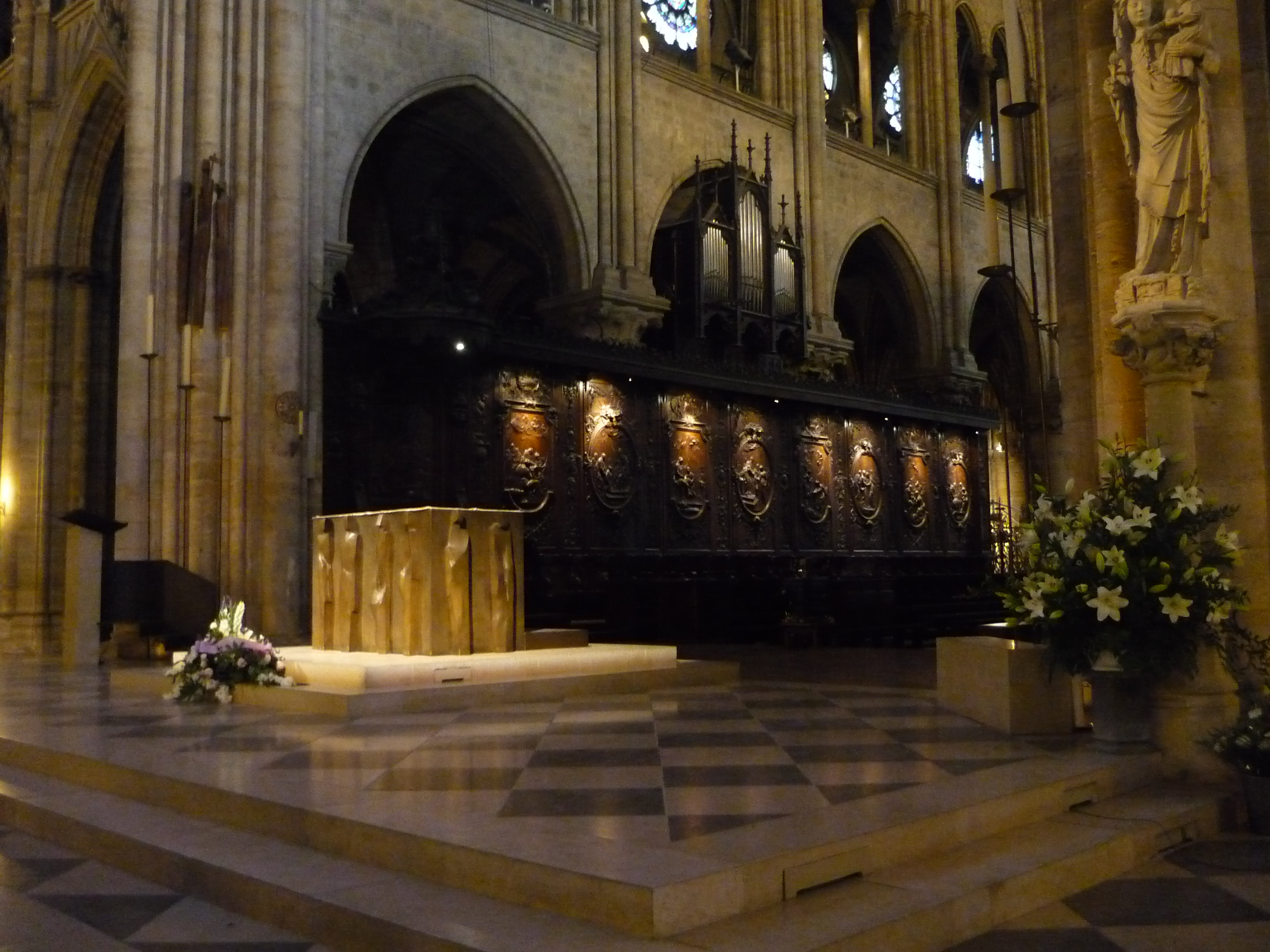
Il presbiterio attuale: al centro l'altare maggiore, a sinistra l'ambone e a destra la sede con la statua di Nostra Signora di Parigi

Il presbiterio della cattedrale occupa la metà orientale della crociera ed è rialzato rispetto al piedicroce, della quale ha la medesima pavimentazione; al centro, ulteriormente sopraelevato da due gradini, si trova l'altare maggiore. Esso venne realizzato da Jean e Sébastien Touret in stile moderno, è integralmente in bronzo, ha la forma di un parallelepipedo rettangolo; ed è alto 1,20 metri; la parte anteriore e le due fiancate sono decorati ad altorilievo con i Quattro Evangelisti (lato anteriore, da sinistra a destra: Matteo, Marco, Luca e Giovanni), Ezechiele e Geremia (fiancata sinistra) e Isaia e Daniele (fiancata destra), mentre quella posteriore è liscia. La croce moderna d'altare, mobile, è appoggiata al centro della mensa e reca al centro un bassorilievo raffigurante la Cena di Emmaus. A ridosso del pilastro di sinistra del coro, vi è l'ambone, dalle semplici forme moderne, costituito da base in marmo e da un leggio in bronzo, al quale si accede mediante alcuni gradini anch'essi in bronzo; esso è sovrastato da tre sculture lignee raffiguranti San Dionigi di Parigi tra i Santi Eleuterio e Rustico, anch'esse dei Touret. L'altare e l'ambone sono stati notevolmente danneggiati durante l'incendio del 15 aprile 2019, schiacciati dalle pietre della volta della crociera crollata per il collasso del tetto e della flèche. Sul lato opposto, di fianco al parallelepipedo marmoreo che costituisce la sede per i celebranti non vescovi, vi è la statua marmorea di Nostra Signora di Parigi, poggiante su una colonna, risalente al XIV secolo e portata nella cattedrale nel 1818 per decorare il trumeau del portale della Vergine, poi collocata da Viollet-le-Duc nella sua posizione attuale, ove nel XII secolo si trovava un altare dedicato alla Vergine. La statua è in marmo e presenta solo alcune tracce dell'originaria policromia sugli ornamenti del manto, ripristinate nel 2004 durante un intervento di ripulitura effettuato in occasione del rifacimento del presbiterio; essa raffigura Maria incoronata che tiene sul braccio sinistro il Gesù Bambino con il globo e nella mano destra un fiore. Durante il periodo pasquale viene posizionato nel presbiterio, tra l'altare e l'ambone il candelabro del cero pasquale, realizzato da Placide Poussielgue-Rusand su disegno di Viollet-le-Duc nella seconda metà del XIX secolo; in bronzo dorato, è caratterizzato da una base triangolare e da una ricca decorazione a girali vegetali in stile neomedioevale.

##### Coro ligneo
In corrispondenza delle prime tre arcate del coro, sui due lati, si trovano gli stalli che compongono il coro ligneo; in totale 78 (52 nell'ordine superiore e 26 in quello inferiore), il loro ordine venne invertito dopo la demolizione dello jubé, che comportò anche l'eliminazione di parte dei seggi, che in origine erano 114. I primi due seggi di entrambe le serie sono sormontati da un baldacchino e circondati da un parapetto; quello di destra ospita la cattedra dell'arcivescovo di Parigi, mentre quello di sinistra viene utilizzato durante le concelebrazioni da vescovi ospiti.
I seggi superiori sono sormontati da un'elaborata boiserie, realizzata su disegni di René Charpentier e Jean Dugoulon da Luois Marteau (a destra) e di Jean Noel (a sinistra); la decorazione si articola all'interno di riquadri con un'iconografia incentrata sulla vita della Vergine, intorno ai quali si trovano dei bassorilievi raffiguranti gli strumenti della Passione di Gesù e i simboli del re di Francia. All'interno dei riquadri di sinistra, a partire dalla crociera sono raffigurate le seguenti scene: la Natività della Vergine, la Presentazione di Maria al Tempio, Sant'Anna che istruisce sua figlia, lo Sposalizio della Vergine con Giuseppe, l'Annunciazione, la Visitazione, la Natività di Gesù, e l'Adorazione dei Magi. All'interno dei riquadri di destra, a partire dall'abside, sono raffigurati i seguenti episodi: Maria ai piedi della Croce, la Deposizione di Gesù dalla Croce, la Discesa dello Spirito Santo sugli apostoli, l'Assunzione della Vergine, l'Allegoria della Religione (raffigurata con una donna inginocchiata), l'Allegoria della Prudenza (rappresentata da una donna con in mano un serpente), l'Allegoria dell'Umiltà (raffigurata con una donna con in mano lo scettro miracoloso) e l'Allegoria del Dolore (rappresentata da una donna con la testa bassa). La boiserie dei due seggi vescovili presenta due bassorilievi: a sinistra San Dionigi e i compagni Rustico ed Eleuterio; a destra la Guarigione di Clodoveo I per intercessione di san Germano. Le parti della boiserie rimosse dopo la demolizione dello jubé si trovano nella torre sud della facciata, nella sala soprastante la prima campata delle due navate laterali.

##### Transenne del coro

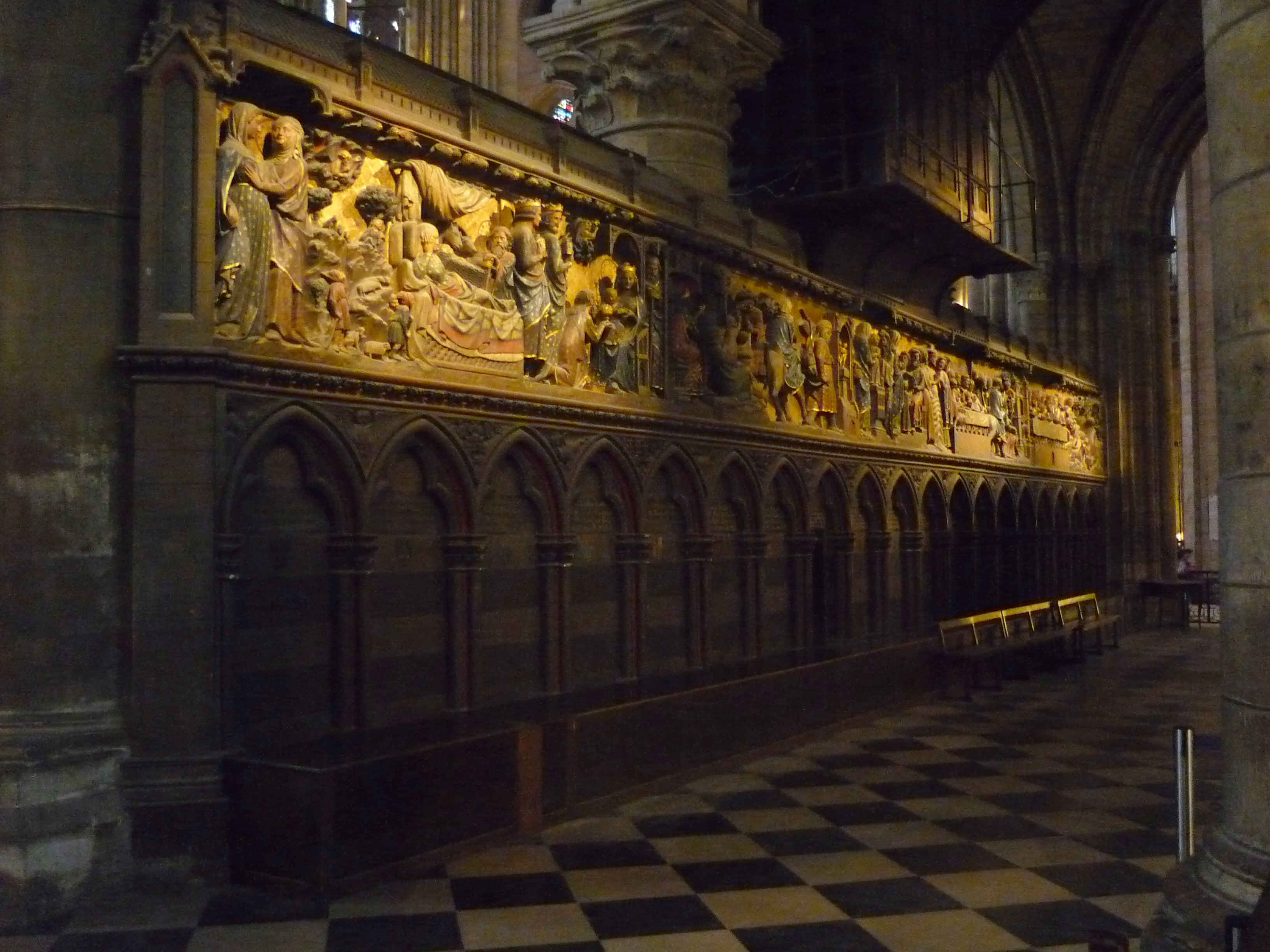
Transenna di sinistra

Esternamente, il coro è chiuso da due transenne, realizzate tra il XIII e il XIV secolo, terminate mentre erano architetti della cattedrale Pierre de Chelles, Pierre de Montreuil e Jean de Chelles; mutilate durante i restauri settecenteschi, sono state restaurate nel secolo successivo nell'ambito dei lavori condotti da Eugène Viollet-le-Duc. Verso il deambulatorio, esse presentano una decorazione policroma a bassorilievo disposta su due fasce: in quella inferiore vi è una serie di archetti con, dipinti, gli stemmi degli arcivescovi di Parigi; in quella superiore, invece, scene tratte dai Vangeli.
La narrazione ha inizio a partire dall'abside nella transenna di sinistra; qui sono raffigurate scene della Natività e della vita di Gesù disposte secondo il seguente ordine: la Visitazione, l'Annuncio ai pastori, la Natività di Gesù, l'Adorazione dei Magi, la Strage degli Innocenti, la Fuga in Egitto, la Presentazione di Gesù al Tempio, Gesù che discute con i dottori, il Battesimo di Gesù, le Nozze di Cana, l'Ingresso di Gesù a Gerusalemme, l'Ultima Cena, la Lavanda dei piedi e Gesù nell'Orto degli Ulivi. La narrazione continua sulla transenna di destra, più antica rispetto a quella di sinistra, saltando la Crocifissione (che si trovava sullo jubé) e trattando le vicende successive alla risurrezione di Gesù: Gesù appare alla Maddalena, Gesù appare alle pie donne, Gesù appare a San Pietro, Gesù appare ai discepoli di Emmaus, Gesù appare ai discepoli nel Cenacolo, Gesù appare a San Tommaso, la Pesca miracolosa, Cristo appare agli apostoli in Galilea, Gesù appare agli apostoli presso il Giardino degli Ulivi.

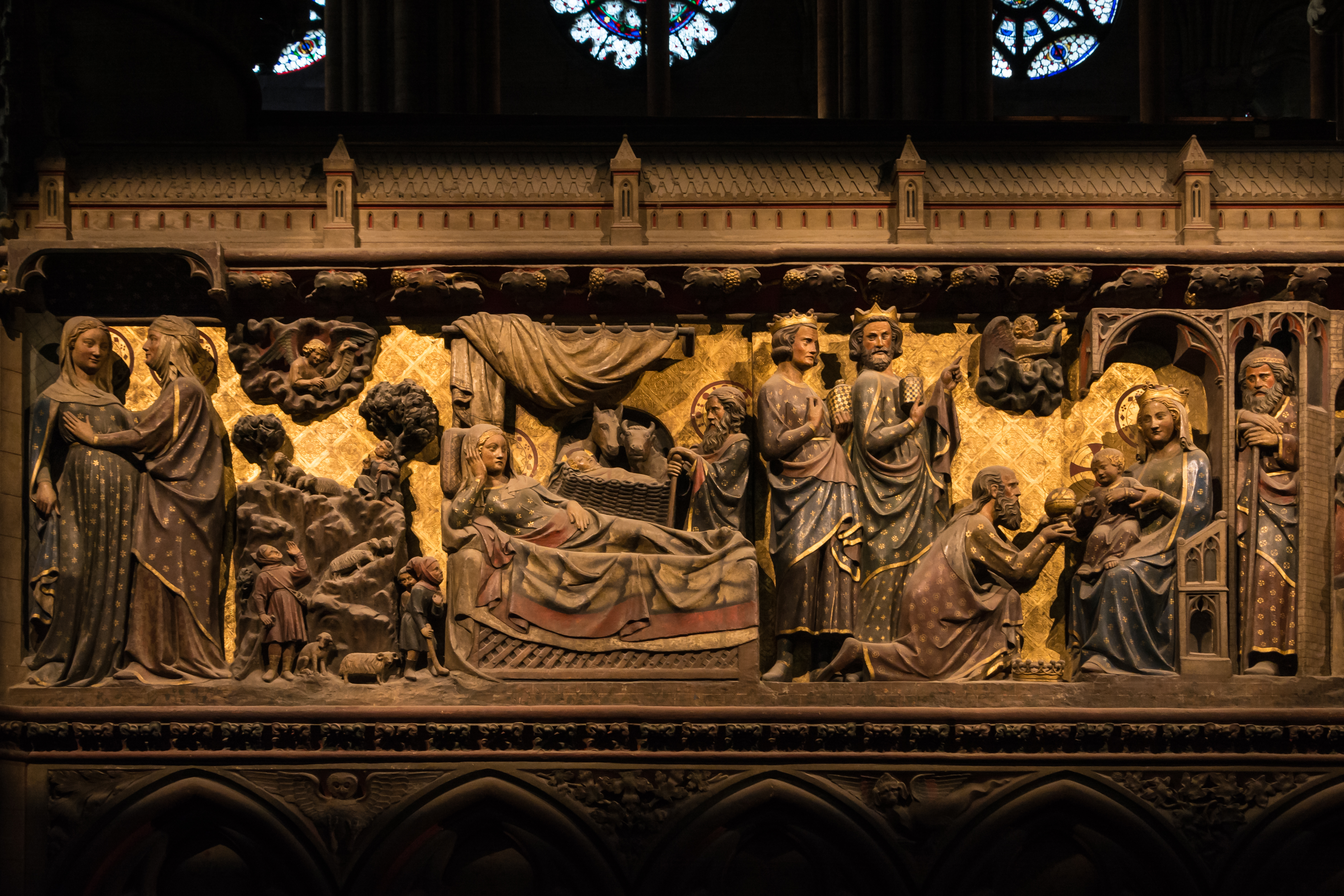
Visitazione, Annuncio ai Pastori, Natività di Gesù, Adorazione dei Magi
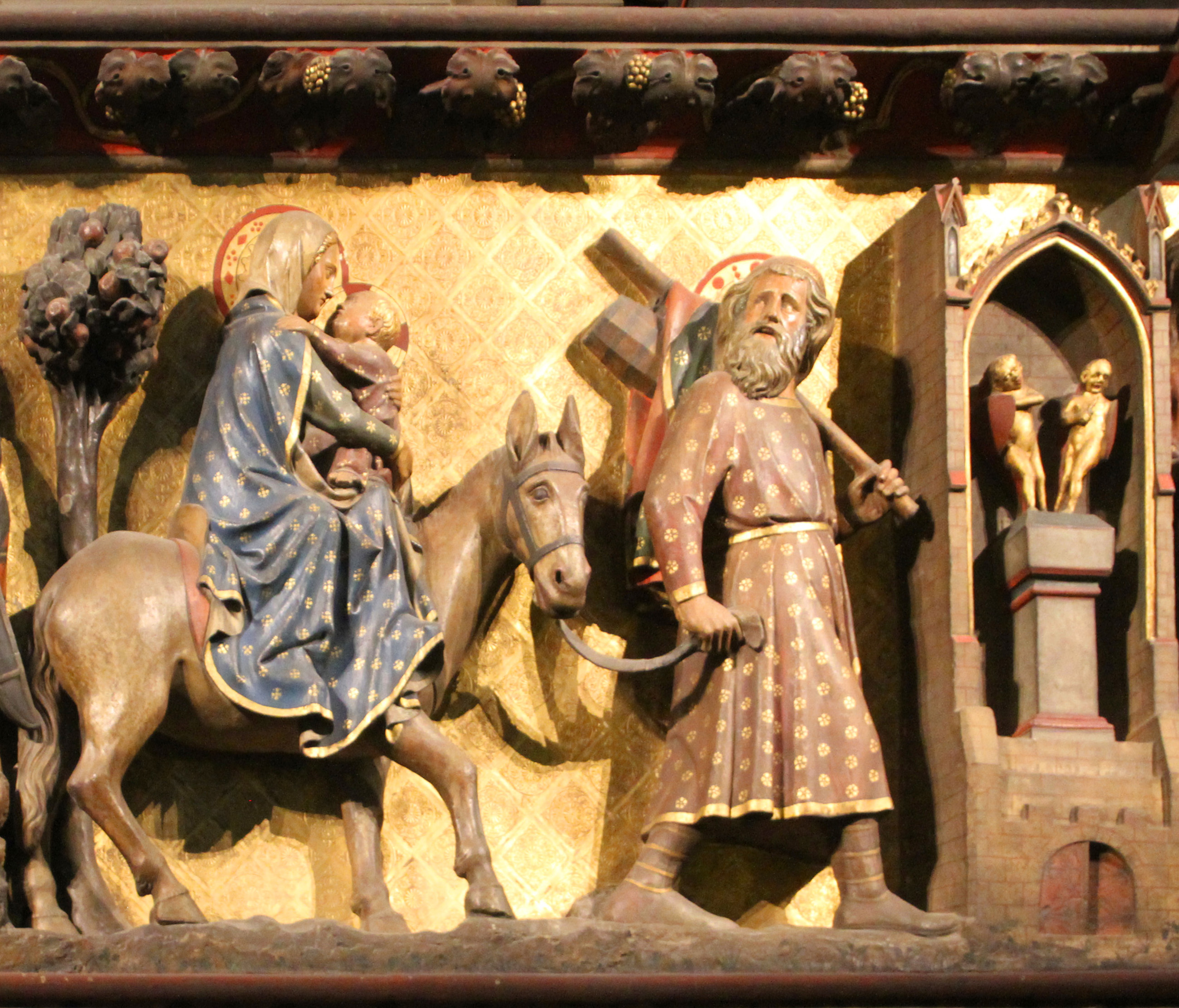
Fuga in Egitto
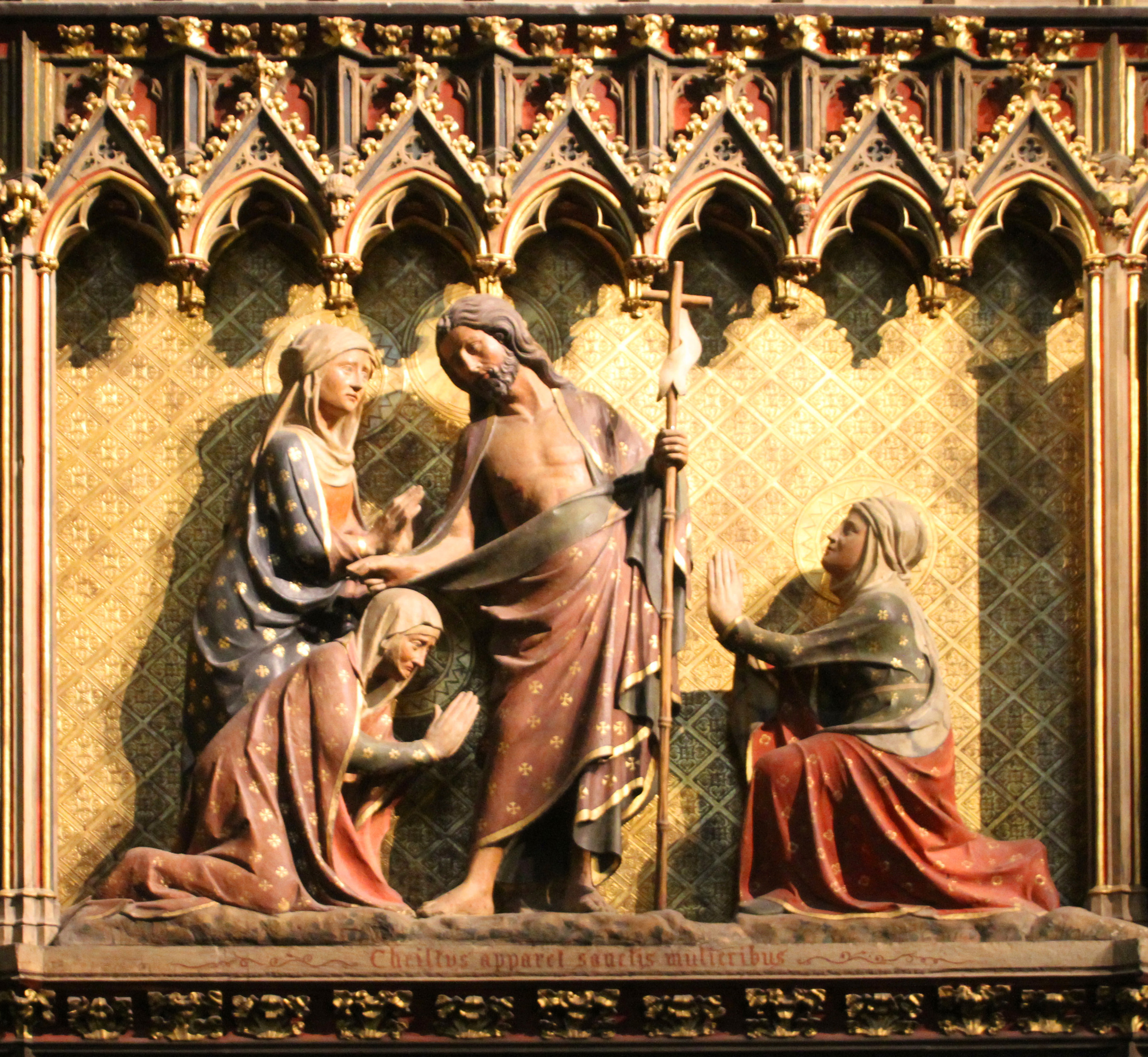
Gesù appare alla pie donne
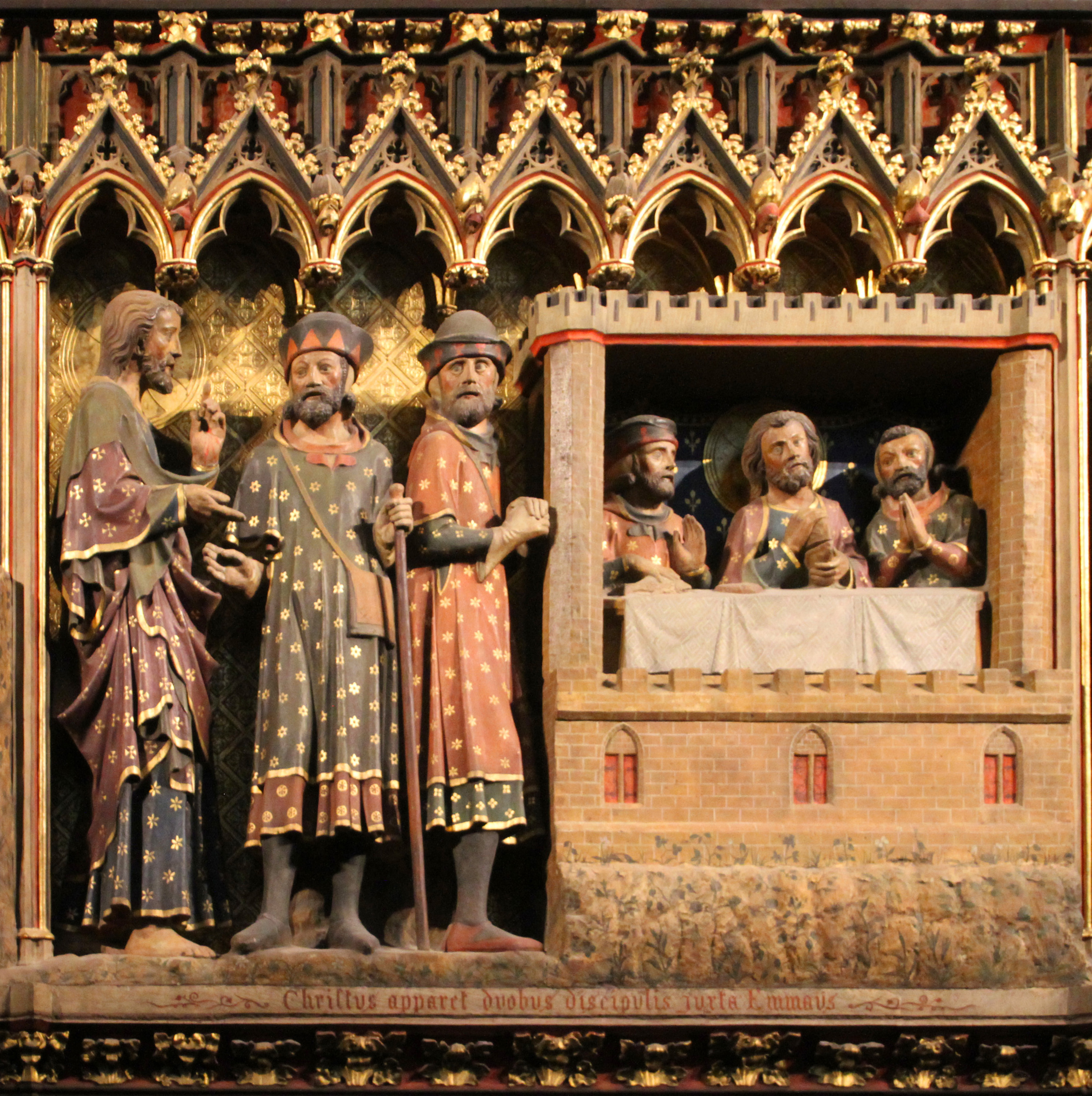
Gesù appare ai discepoli di Emmaus
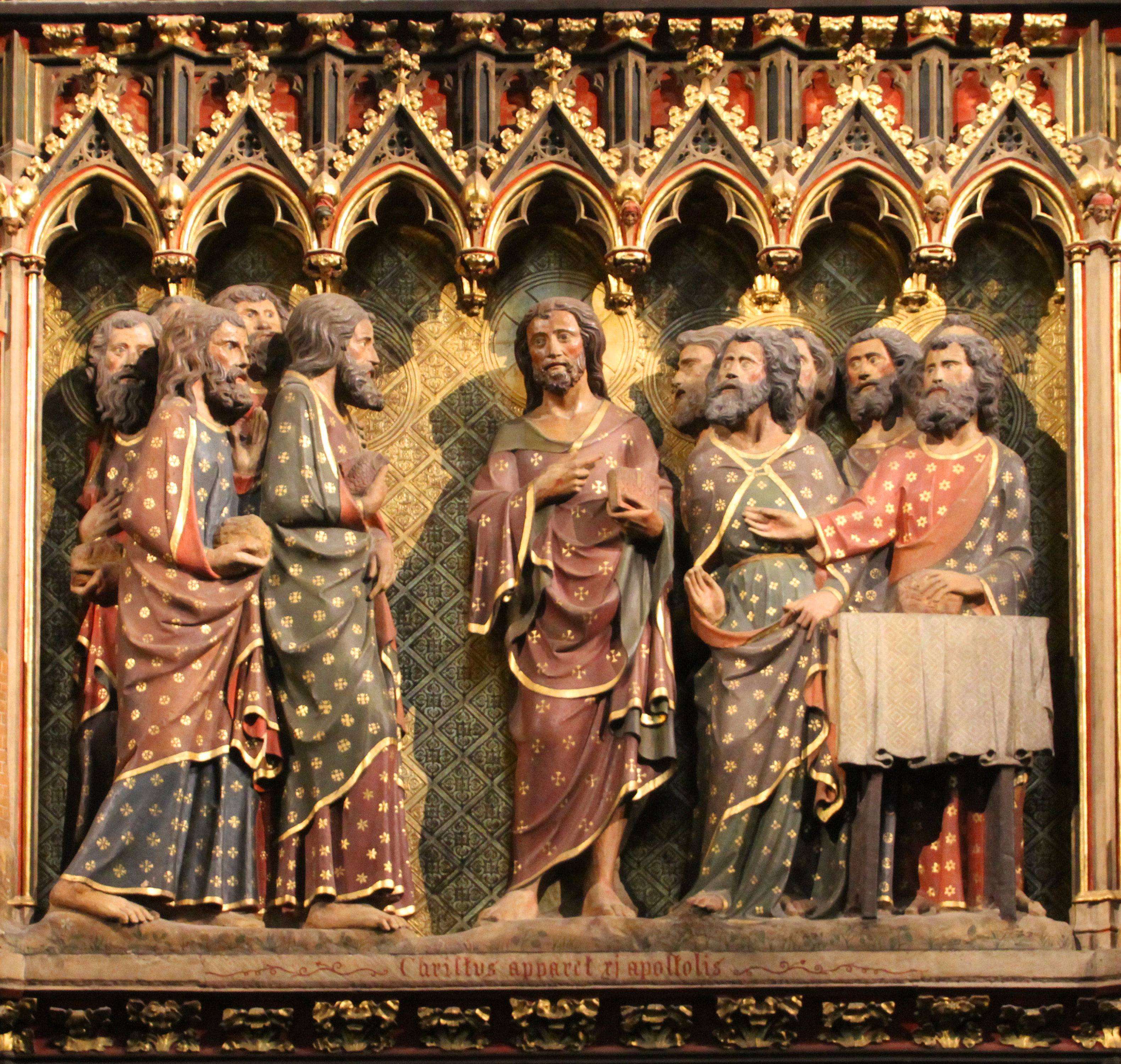
Gesù appare agli apostoli nel Cenacolo
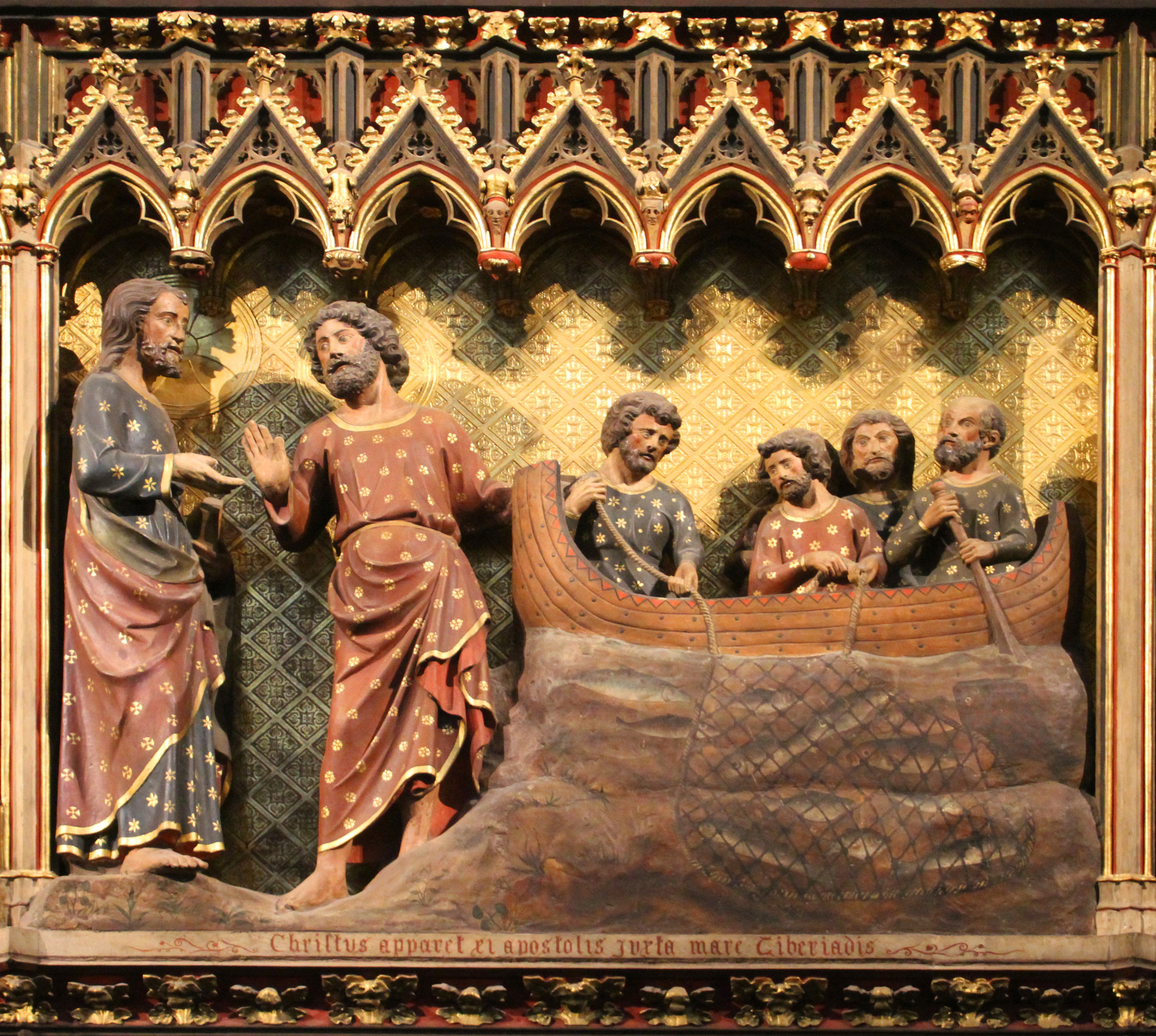
Gesù appare agli apostoli in Galilea

##### Altare della Pietà

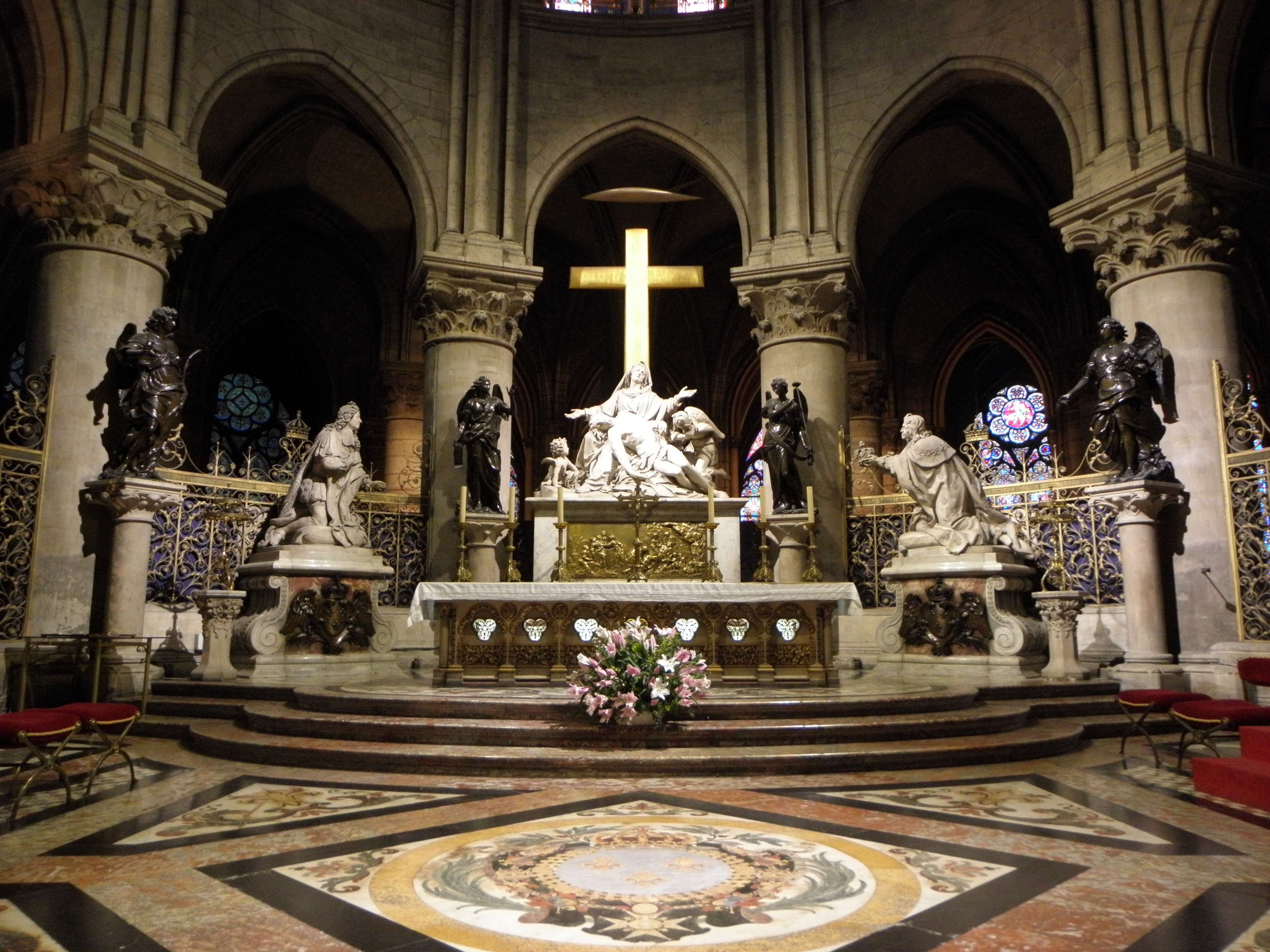
Altare della Pietà

Nell'abside si trova ancora il presbiterio settecentesco, con pavimento in marmi policromi raffigurante lo stemma del re di Francia circondato dal collare dell'Ordine dello Spirito Santo; al centro, vi è il neogotico altare della Pietà, già altare maggiore (attualmente utilizzato per alcune celebrazioni feriali in alternanza con l'odierno altare maggiore), decorato con archetti trilobati poggianti su semicolonnine; originariamente, sopra la mensa, lungo il lato opposto alla navata, vi era un rialzo per collocarvi i candelabri e il crocifisso, con una fitta decorazione vegetale a bassorilievo, rimosso dopo il Concilio Vaticano II. Alla sinistra dell'altare, ove trovava luogo la cattedra fino alla realizzazione dell'attuale presbiterio, vi è il tabernacolo in stile neogotico. I manufatti vennero realizzati su disegno di Viollet-le-Duc, che presentò il progetto nel novembre 1857.
Sotto l'arcata centrale dell'abside, vi è il gruppo scultoreo della Pietà, opera di Nicolas Coustou che lo realizzò tra il 1714 e il 1715. La scultura è in marmo di Carrara e poggia su un basamento decorato da un bassorilievo dorato raffigurante Gesù deposto dalla Croce e portato nel sepolcro; quest'ultimo proviene dalla chiesa dell'ex convento dei cappuccini situato nei pressi di place Vendôme, per la quale lo realizzò François Girardon. Nel gruppo marmoreo di Coustou, Maria appare addolorata per la morte del figlio, il cui corpo lei tiene sulle ginocchia; di fianco a lei si trovano due angeli, l'uno sostiene la mano sinistra di Gesù, l'altro porta la Corona di spine. Alle spalle del gruppo scultoreo, vi è la grande Croce in bronzo dorato realizzata da Marc Couturier nel 1993, sormontata dalla Gloria dello stesso autore (1997). Sotto di essa, nel deambulatorio, vi è il marmoreo monumento funebre del vescovo Simon Matifas de Bucy, degli inizi del XIV secolo restaurato nel 2014 dall'atelier Arcoa, mentre nelle campate limitrofe vi sono due medaglioni bronzei realizzati da Henri Navarre nel 1953 che commemorano rispettivamente i cardinali Jean Verdier (sud) e Emmanuel Célestin Suhard (nord). Nell'abside, ai lati della Pietà vi sono altre due statue in marmo bianco, entrambe del 1715: la statua di sinistra raffigura Luigi XIV inginocchiato, di Antoine Coysevox; la statua di destra, invece, ritrae Luigi XIII nell'atto di offrire la corona alla Vergine, di Guillaume Coustou. Queste ultime due statue e quella della Pietà vennero rimosse nel 1793 e ricollocate nella cattedrale nel 1815, quelle dei sovrani su nuovi piedistalli completati nel 1816 con lo stemma del re di Francia.
Davanti ai sei pilastri dell'abside vi sono altrettante statue in bronzo raffiguranti degli angeli. Ognuno di essi tiene in mano un oggetto specifico di quelli usati durante la Passione di Gesù: da sinistra, il primo porta la Lancia di Longino, il secondo i Chiodi, il terzo la canna per bere, il quarto la Corona di spine, il quinto la spugna e il sesto il Titulus crucis.

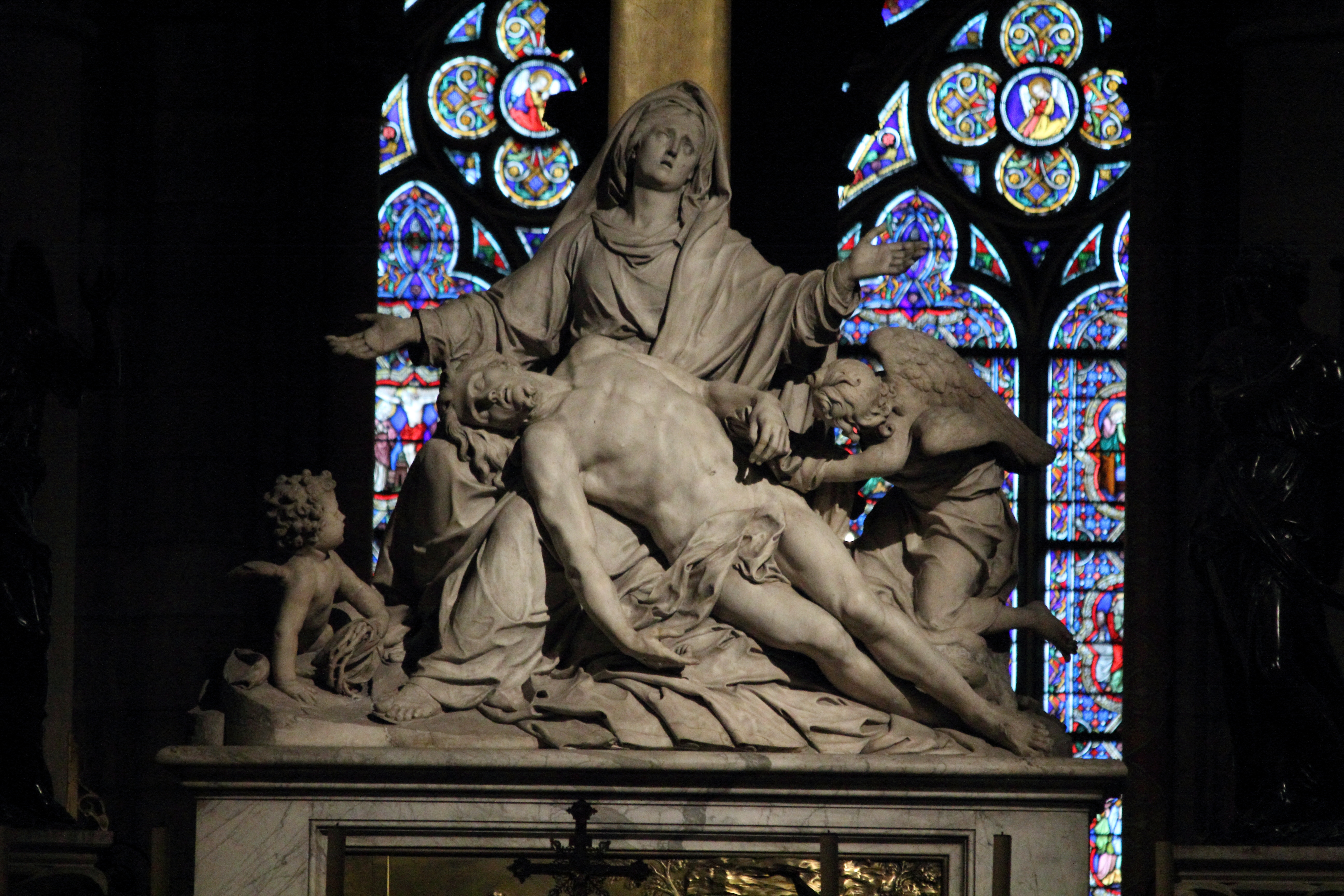
Pietà di Nicolas Coustou
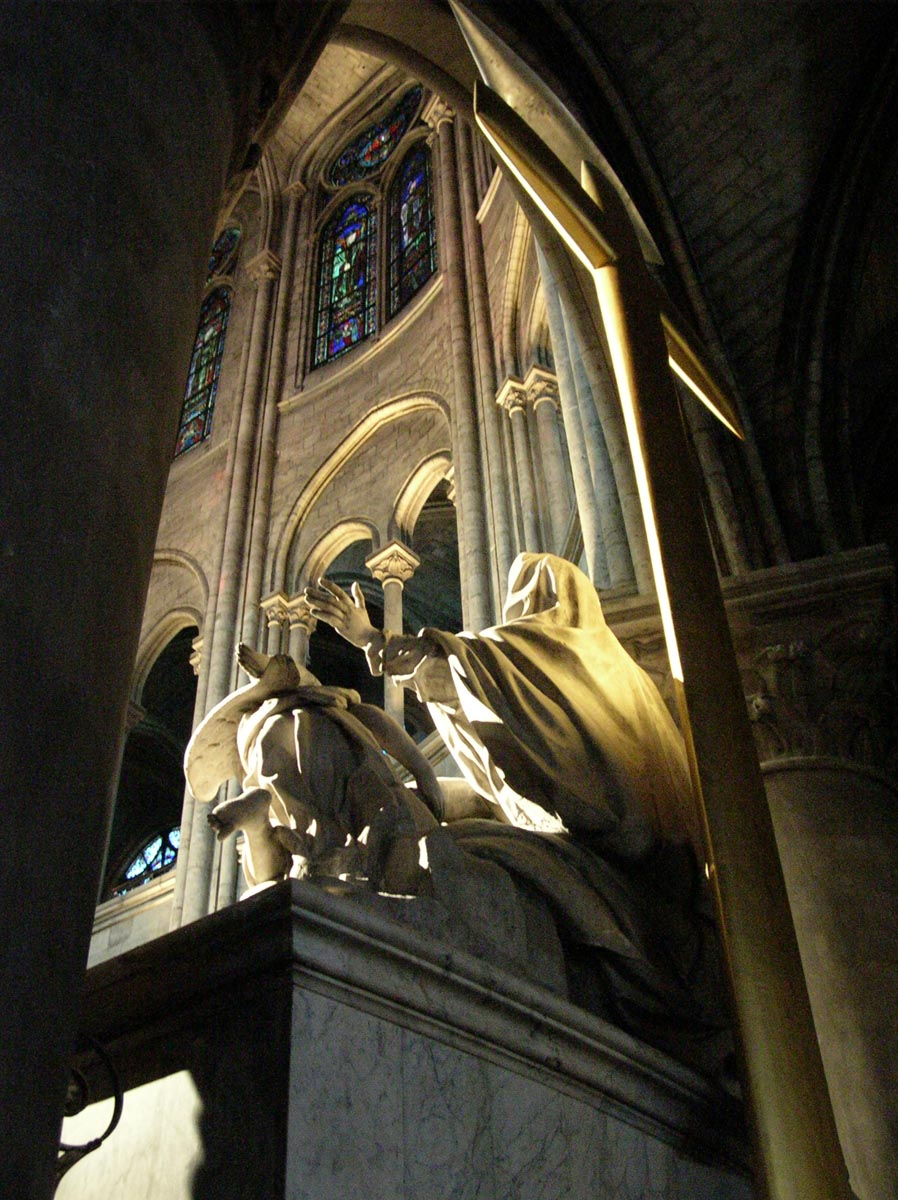
La Pietà e la Croce gloriosa viste dal deambulatorio
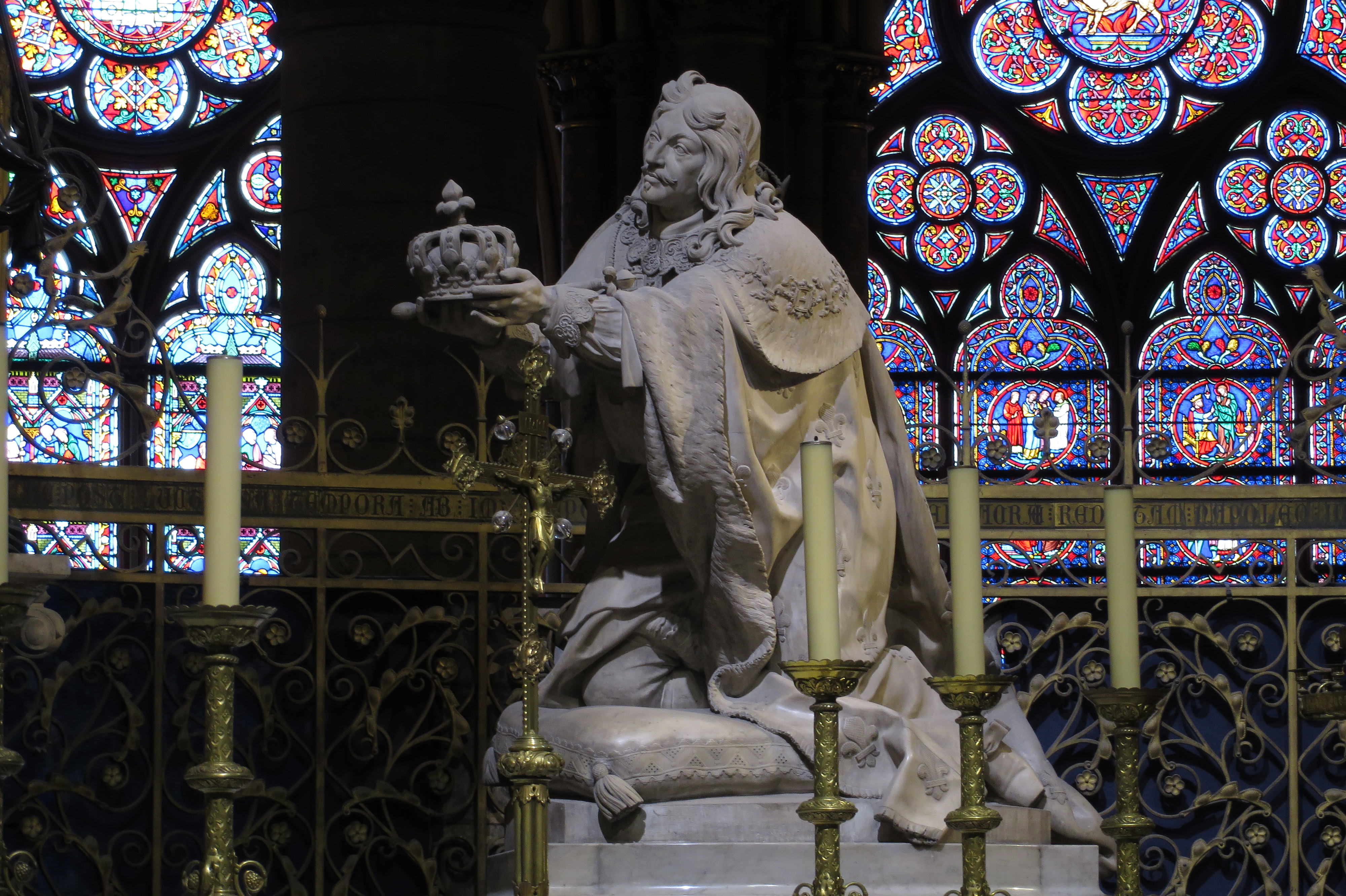
Luigi XIII di Guillaume Coustou
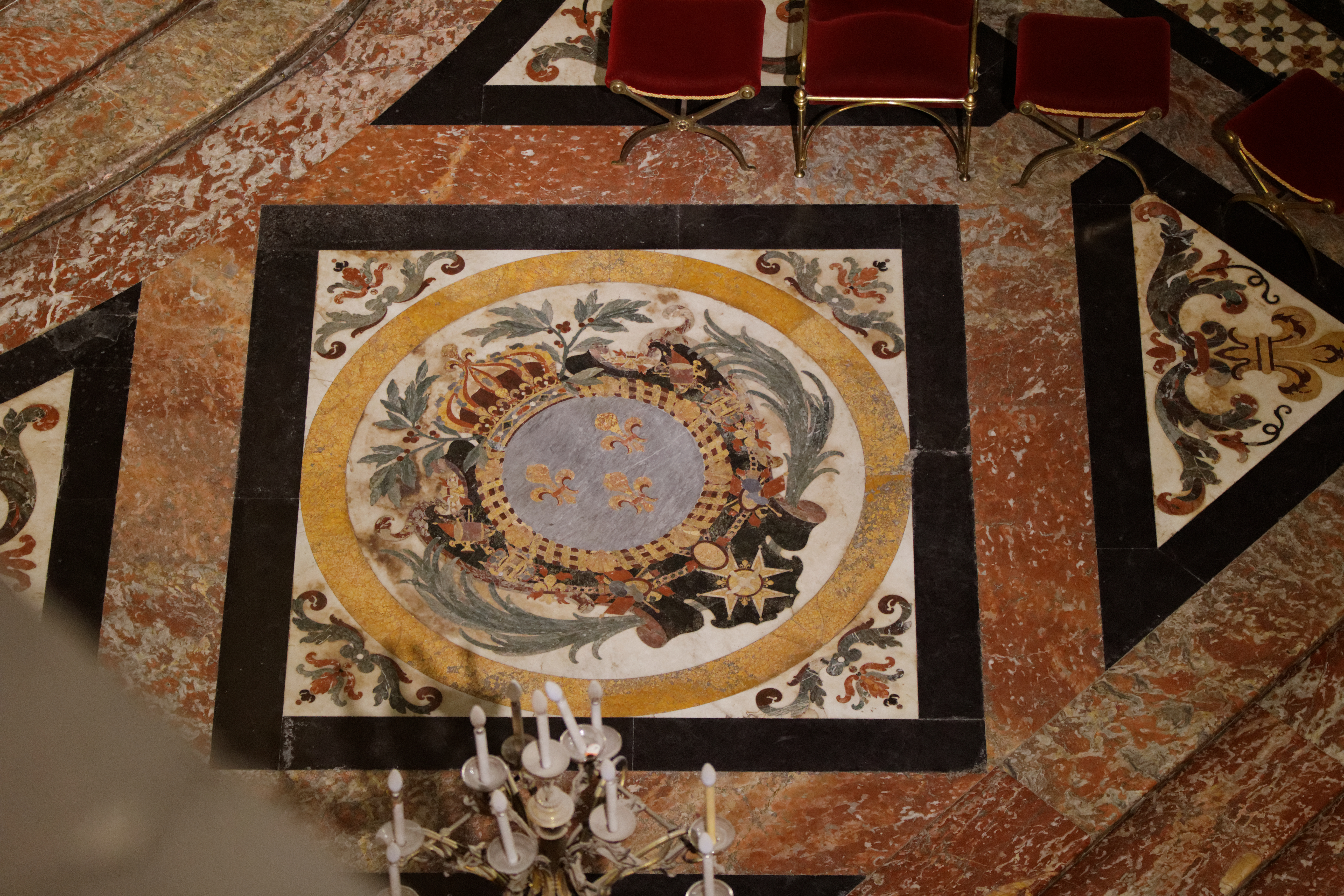
Particolare del pavimento
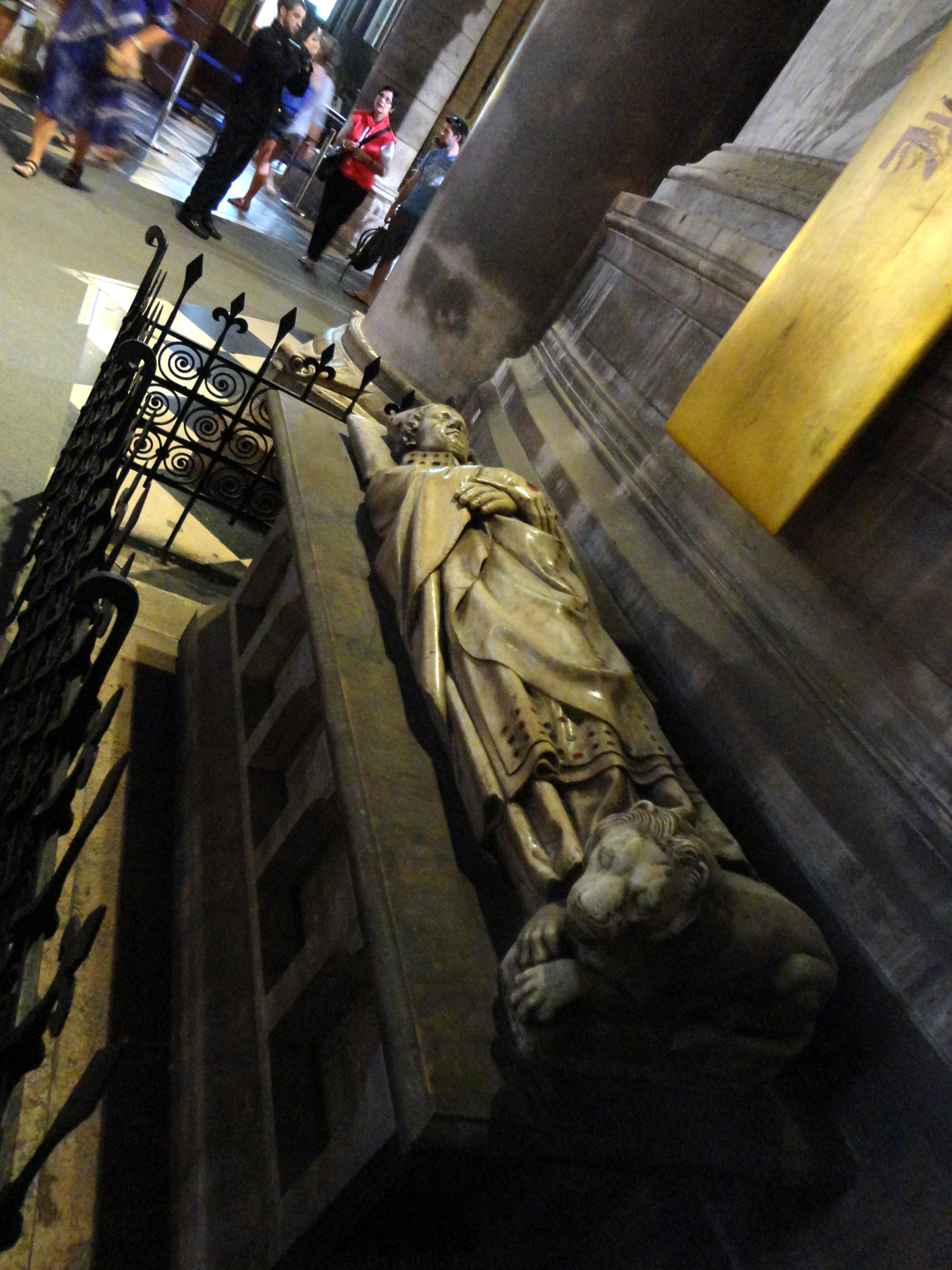
Monumento funebre del vescovo Simon Matifas de Bucy

##### Cappelle del deambulatorio
Lungo il deambulatorio esterno si aprono in corrispondenza del coro cinque cappelle a pianta rettangolare per lato, e la zona dell'abside ha cinque cappelle radiali. Nel progetto originario, secondo la ricostruzione di Eugène Viollet-le-Duc, le cappelle radiali dovevano essere tre e avere forma semicircolare; i loro santi dedicatari sarebbero stati rispettivamente la Vergine, Santo Stefano e la Santissima Trinità. La decorazione ad affresco delle pareti è in stile neomedievale ed è frutto dei restauri ottocenteschi.
Cappelle laterali di sinistra

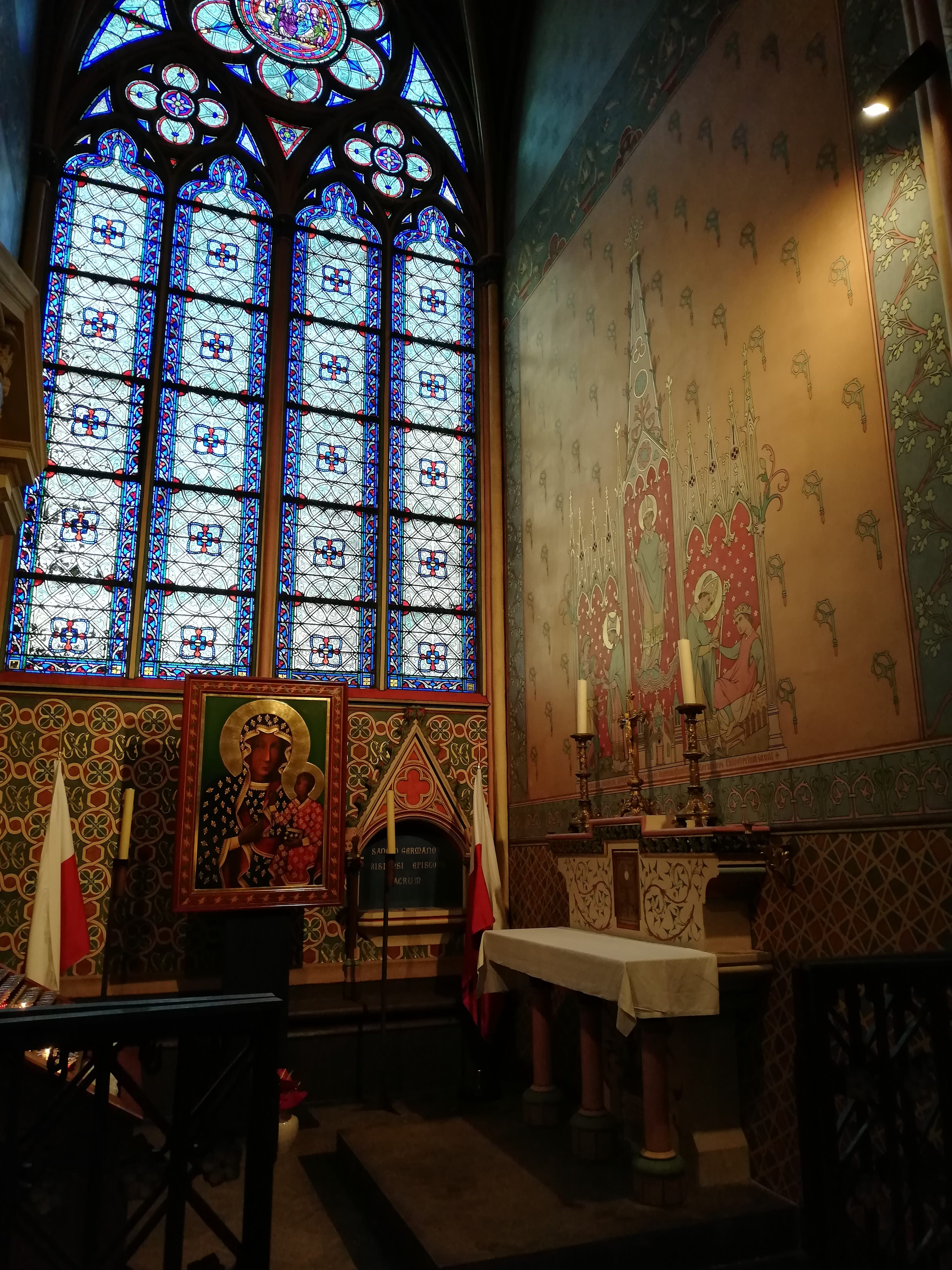
Cappella di San Germano e della Madonna di Częstochowa

Le vetrate a grisaille delle cappelle laterali di sinistra risalgono al 1864 e sono opera di Antoine Lusson che le realizzò su disegno di Viollet-le-Duc.
Le prime due cappelle sono adibite ad ambiente di servizio, mentre la terza corrisponde alla porta rossa.

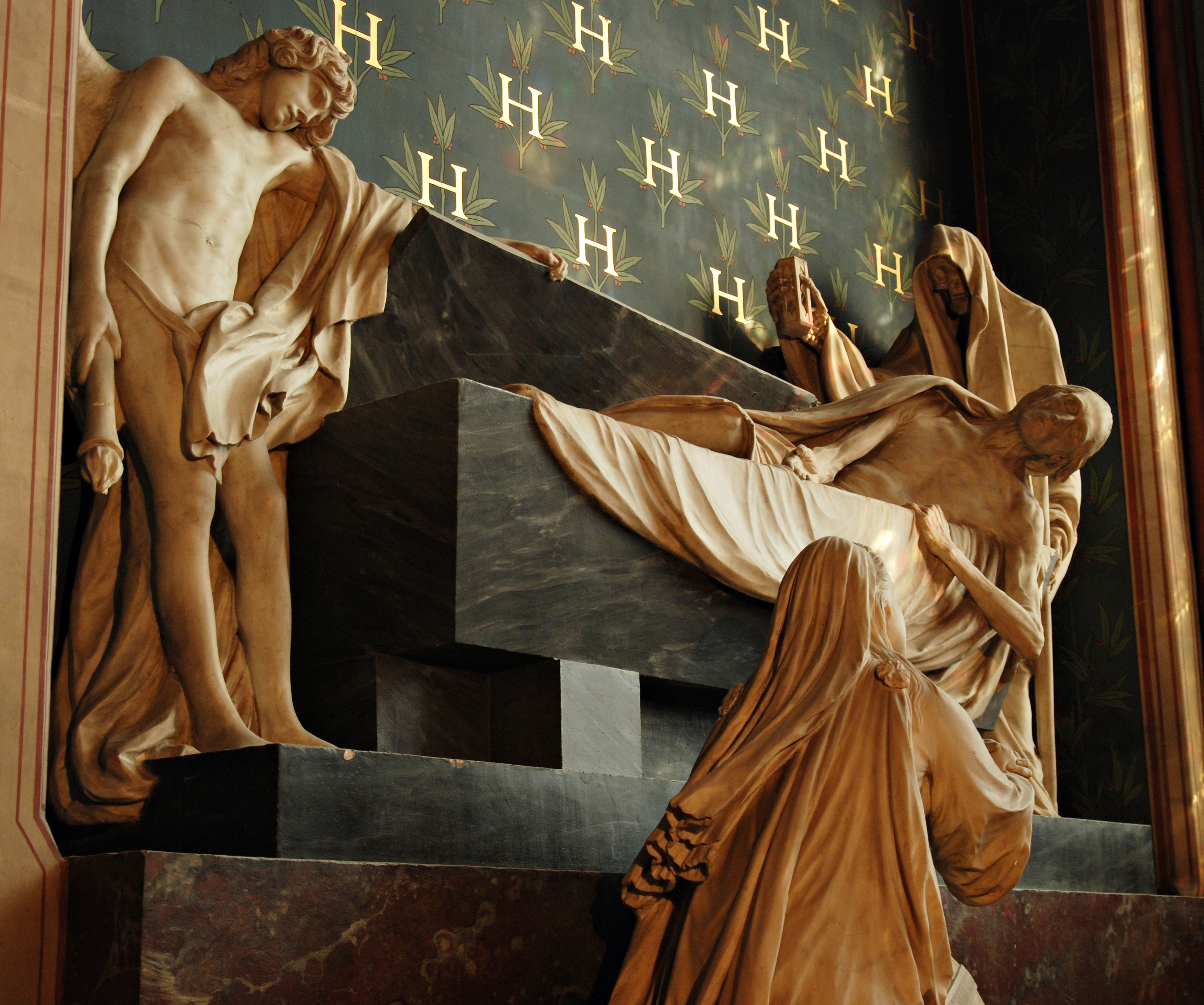
Incontro coniugale di Jean-Baptiste Pigalle

Segue la cappella di San Ferdinando, priva di altare; al suo interno si trovano le tombe dell'arcivescovo di Parigi Christophe de Beaumont du Repaire (di Adolphe-Victor Geoffroy-Dechaume, 1869) e del maresciallo di Francia Jean-Baptiste Budes de Guébriant e di sua moglie Renée du Bec-Crépin (anch'essa di Geoffroy-Dechaume) e il monumento funebre del cardinale François-Nicolas-Madeleine Morlot, il quale è ritratto in posizione orante (di Joseph-Stanislas Lescorné, 1870 circa); sulla parete di destra, affreschi con Scene della vita di san Ferdinando, mentre nel rosone della quadrifora vi è lo stemma della famiglia La Riboisière; la statua lignea di Sant'Antonio di Padova risale al 2013 ed è opera dell'atelier delle suore di Betlemme del monastero di Mougères, nel comune di Caux.
La quinta cappella di sinistra è dedicata a San Germano, dal 2018 dedicata anche alla Madonna di Częstochowa, la cui effigie è posta sotto la quadrifora; essa ospita il monumento funebre dell'arcivescovo Antoine-Eléonore-Léon Le Clerc de Juigné, progettato da Eugène Viollet-le-Duc nel 1865 riutilizzando una statua del prelato opera di Pierre Cartellier risalente al 1824; sulla parete opposta, al di sopra dell'altare, un affresco con Scene della vita di san Germano, mentre nel rosone della quadrifora vi è una vetrata ottocentesca raffigurante la Discesa dello Spirito Santo.
Cappelle radiali di sinistra

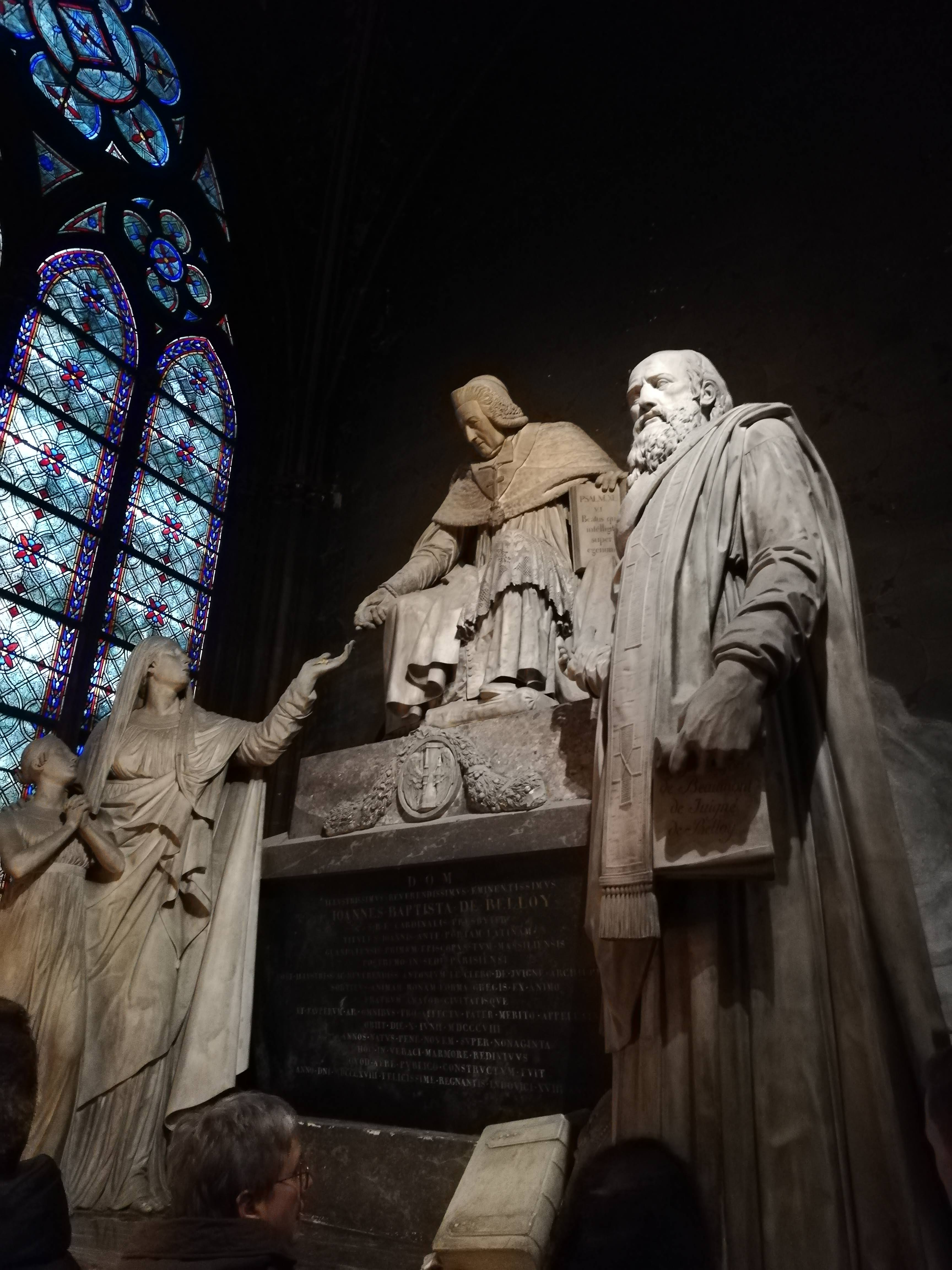
Monumento funebre di Jean-Baptiste de Belloy-Morangle

Le cappelle radiali seguono l'andamento semicircolare del matroneo e sono adornate da affreschi in stile neomedioevale di Viollet-le-Duc; all'architetto si deve anche il disegno delle vetrate a grisaille, realizzate nel 1862-1864 da Antoine Lusson. Le cappelle esterne si compongono di due campate ciascuna, le tre centrali di tre ciascuna.
La prima cappella da sinistra è dedicata a San Luigi IX di Francia e alle pareti presenta affreschi raffiguranti: San Luigi IX, San Clodoaldo, San Ludovico di Tolosa, Carlomagno sulla parete dell'altare; Santa Clotilde, Santa Radegonda, Beata Isabella di Francia e Santa Giovanna di Valois sulla parete opposta. Nella cappella vi sono anche alcune statue di piccole dimensioni realizzate da Claude-Anthime Corbon intorno al 1864 e raffiguranti Gesù Cristo, Maria Vergine, San Giovanni, San Dionigi, San Rustico e Sant'Eleuterio. Di fronte all'altare, a pavimento, è posto il settecentesco monumento funebre del cardinale Louis Antoine de Noailles; esso è costituito dalla figura del cardinale inginocchiata in marmo bianco, posta sopra un sarcofago in marmo nero ed è opera di Germain Boffrand, che lo realizzò dopo il 1729. Di fianco all'altare, poggiante su una colonnina, vi è una moderna statua lignea di Sant'Antonio di Padova. I rosoni di entrambe le quadrifore recano delle vetrate risalenti agli anni 1750 e realizzati da Jean Le Vieil, con gli stemmi dell'arcivescovo di Parigi cardinale Louis-Antoine de Noailles (vetrata est) e del maresciallo di Francia Adrien Maurice de Noailles (vetrata ovest).
Segue la cappella di San Marcello, illuminata da tre quadrifore; le pitture della parete occidentale sono di Théodore Maillot, risalgono al 1868 e rappresentano in alto la Traslazione delle reliquie di san Marcello nella cattedrale di Parigi e San Marcello in gloria, in basso Sant'Eligio, Sant'Aurea di Parigi, Santa Genoveffa e San Germano. Nella cappella trovano posto i monumenti funebri, entrambi in marmo bianco e nero, di due arcivescovi di Parigi: addossato alla parete di sinistra vi è quello di Hyacinthe-Louis de Quélen, opera di Adolphe-Victor Geoffroy-Dechaume che lo fece nel 1852; sulla parete opposta vi è quello del cardinale Jean-Baptiste de Belloy-Morangle, realizzato nel 1819 circa da Louis-Pierre Deseine. Nella cappella si trovano stabilmente due modellini: il primo risale al 1980, fu realizzato sotto la direzione di Marie-Jeanne Coloni e raffigura la Costruzione di una cattedrale; il secondo fu fatto nel 2000 da Michel Devred e rappresenta in scala la cattedrale parigina.

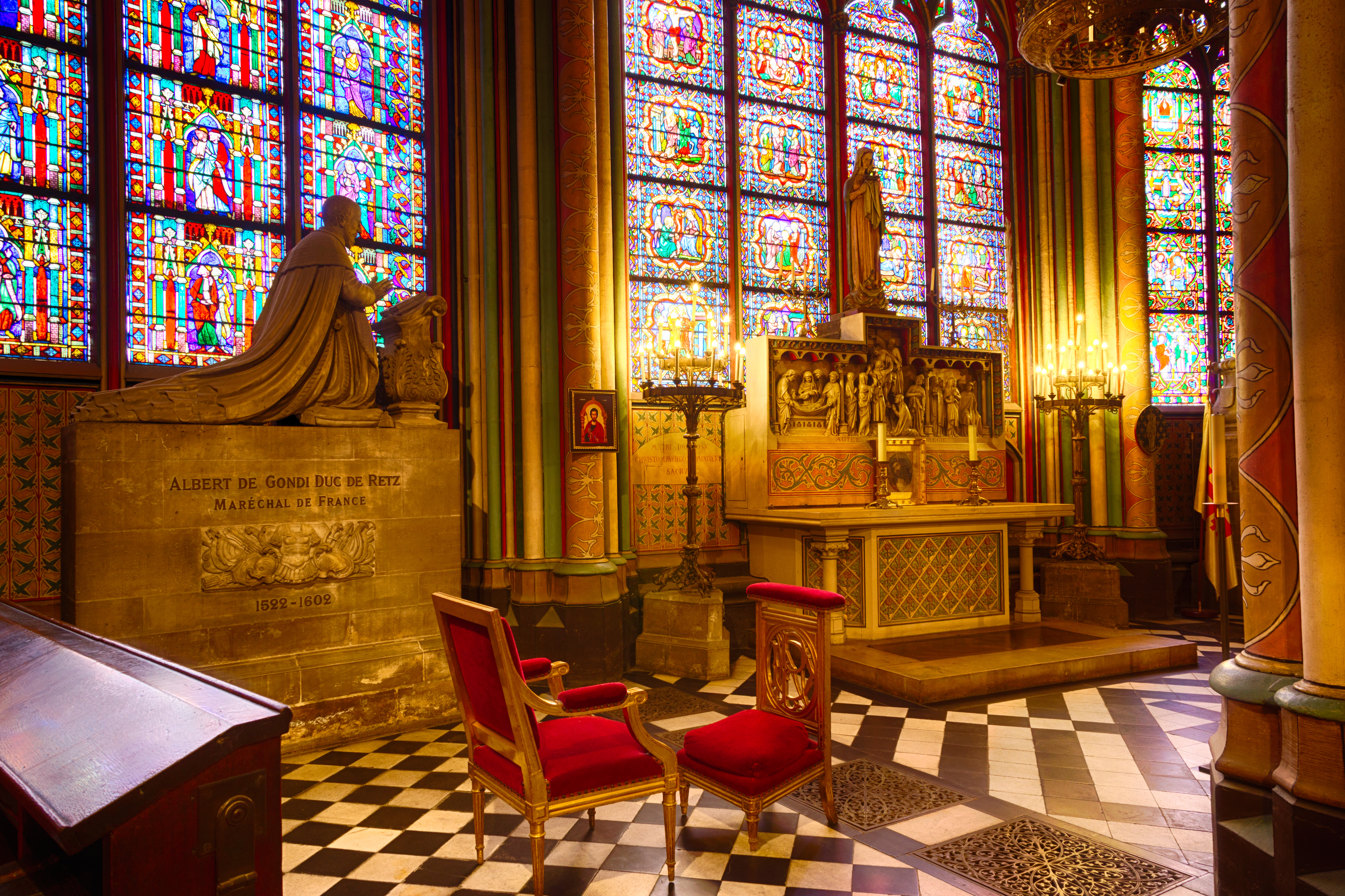
Cappella assiale
La cappella posta in asse con l'altare maggiore è dedicata alla Madonna dei Sette Dolori. Al centro di essa trova luogo l'altare, in stucco dipinto policromo, sulla cui mensa poggia un dipinto di scuola italiana del XIX secolo del Volto di Cristo; mentre sul suo dossale è raffigurata la Deposizione di Gesù dalla Croce, al di sopra di esso vi è la statua della Vergine Addolorata. Alla sua sinistra vi è il seicentesco monumento funebre del maresciallo di Francia Alberto Gondi; posto simmetricamente a esso si trova quello di Pierre de Gondi, cardinale e arcivescovo di Parigi. Sulla parete di destra, vi è un affresco del XIV secolo, di autore ignoto, raffigurante la Madonna in trono col Bambino tra i santi Dionigi e san Nicasio mentre accoglie l'anima del vescovo Simon Matifort de Bucy. Gli stalli lignei risalgono al XVIII secolo e si trovavano in origine nel coro della cattedrale.
In ciascuna delle tre campate della cappella si apre un'ampia quadrifora verso l'esterno; queste sono chiuse da vetrate policrome ottocentesche, realizzate da Alfred Gérente, che riproducono quelle del XIV secolo. I soggetti delle composizioni attuali sono: la Vita della Vergine Maria (vetrata centrale), i Pellegrinaggi a Notre-Dame (vetrata di destra, su disegno di Louis Charles Auguste Steinheil), con nel rosone l'Assunzione di Maria, e Sibille e profeti che annunziarono la venuta di Gesù (vetrata di sinistra).
Dal 2008 all'interno della cappella è custodita la reliquia della Corona di spine. Questa venne portata a Parigi nel 1239 da Luigi IX di Francia, il quale, per custodirla, fece costruire la Sainte-Chapelle, dove la reliquia rimase fino alla Rivoluzione francese, quando venne prima depositata presso l'abbazia di Saint-Denis, poi, in seguito al Concordato del 1801, consegnata nel 1804 all'arcidiocesi di Parigi. Il 6 marzo 2009, con una celebrazione presieduta da Fouad Twal, patriarca di Gerusalemme dei Latini, l'ambiente è divenuto cappella capitolare dell'Ordine equestre del Santo Sepolcro di Gerusalemme, al quale è affidata la reliquia della Corona di Spine, collocata al centro di un anello a sezione circolare in vetro e metallo dorato con pietre preziose, posto all'interno di una moderna teca in vetro rosso e metallo, disegnata da Jean-Marie Dutilleul e Benoit Ferré e realizzata dell'Atelier Duchemin e da Bruno e Nicole Martin nel 2008, che vuole ricordare il mantello fatto indossare a Gesù durante la sua Passione; essa sostituisce il fastoso reliquiario disegnato da Eugène Viollet-le-Duc e realizzato nel 1862 dall'orafo Placide Poussielgue-Rusand, attualmente nel museo del Tesoro della cattedrale.

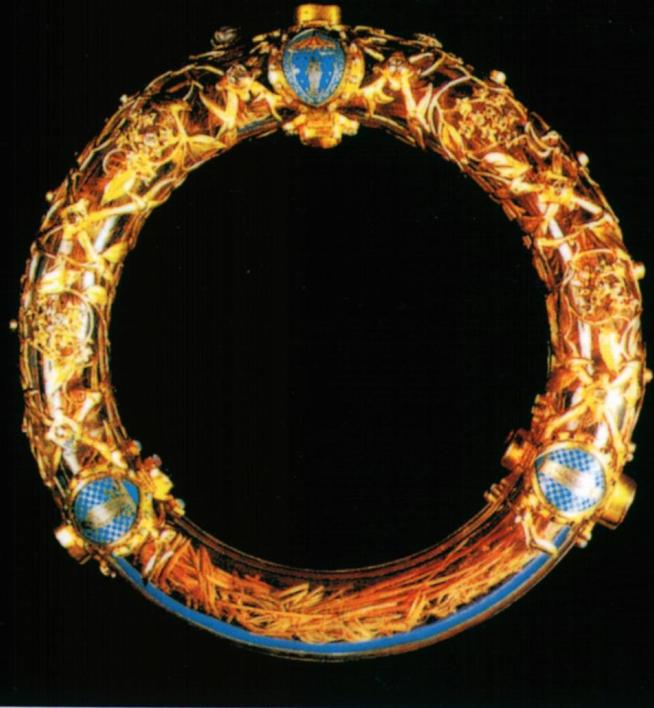
Corona di spine
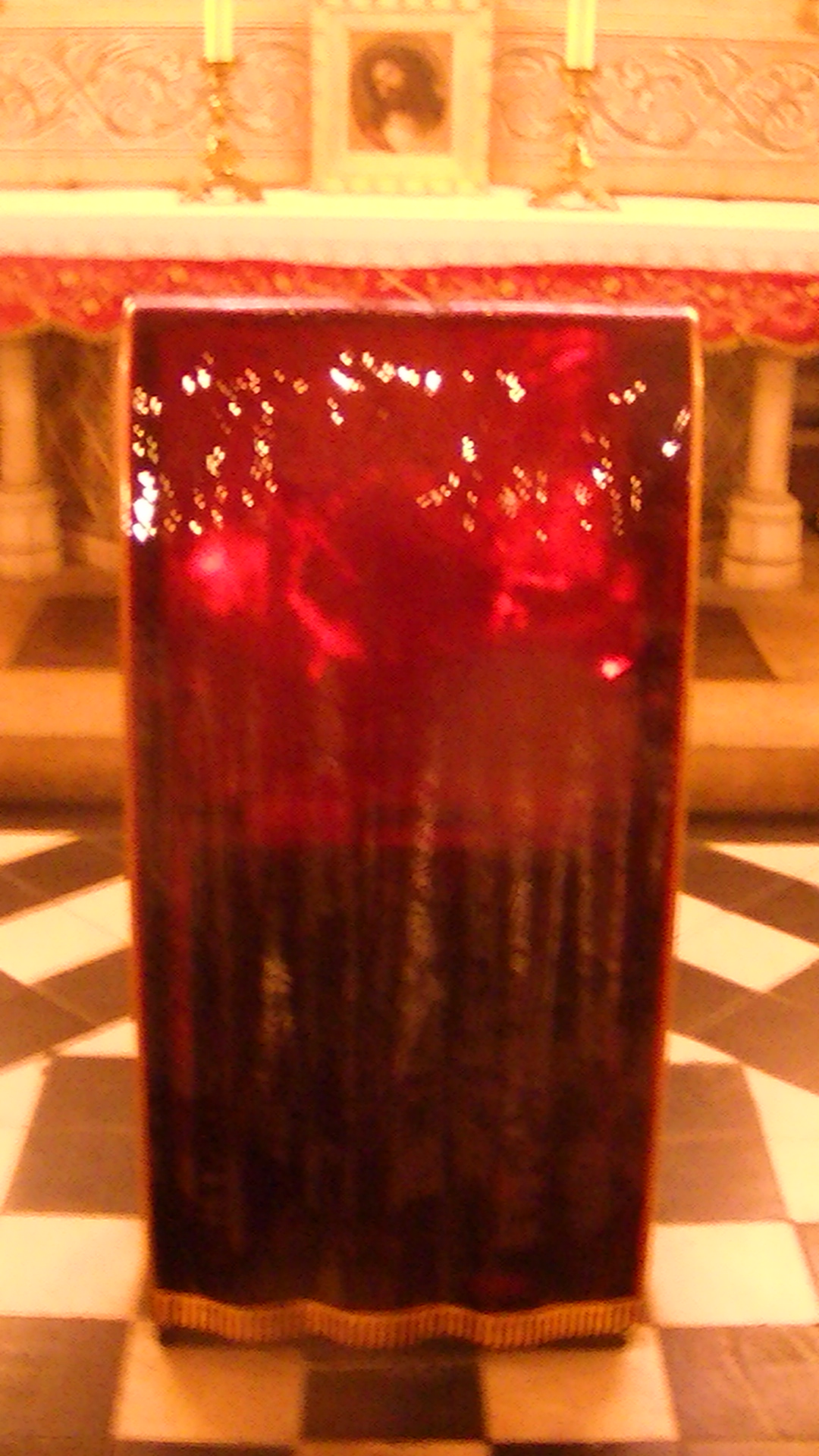
Custodia della corona di spine
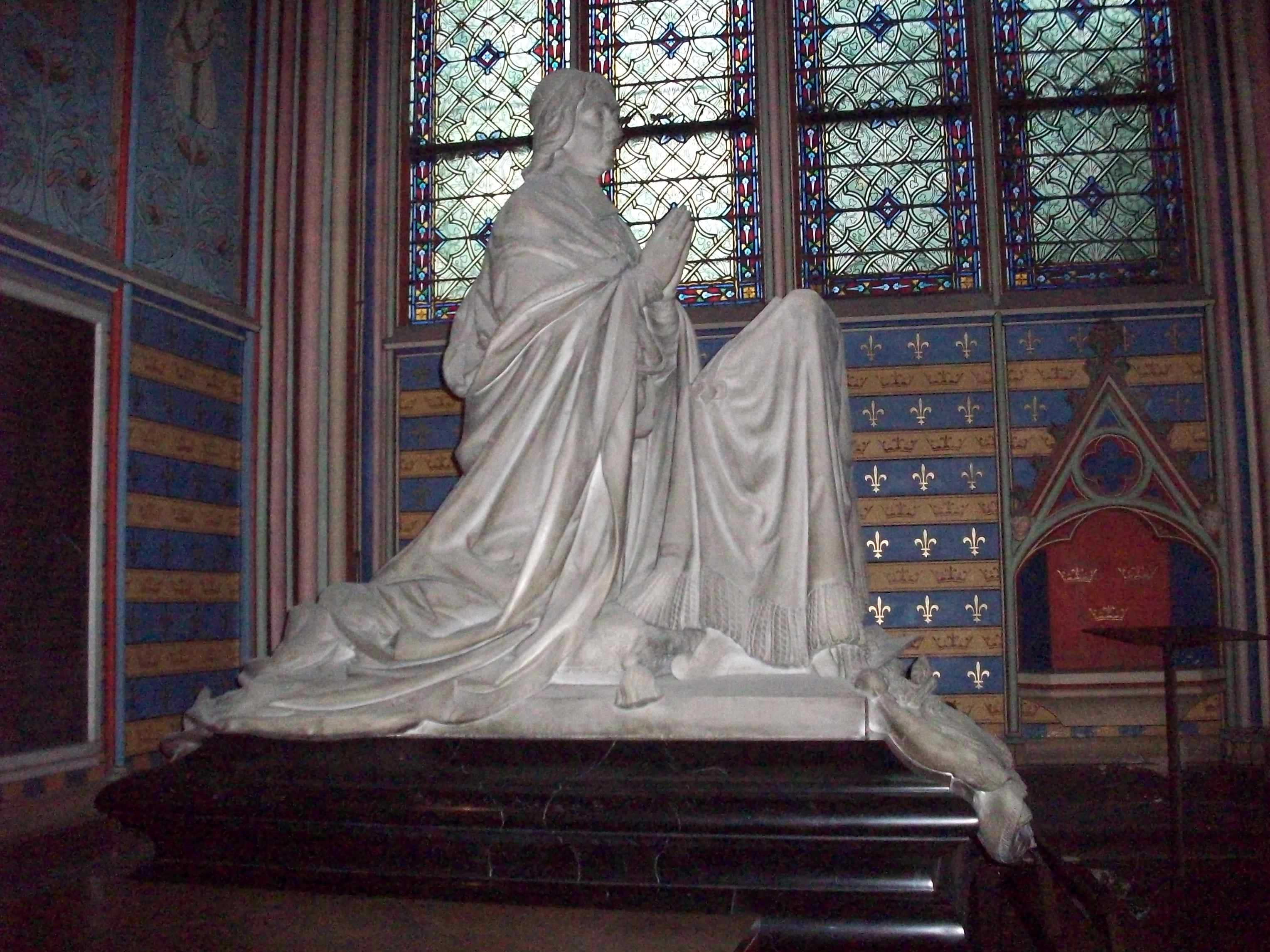
Monumento funebre di Alberto Gondi (XVII secolo)
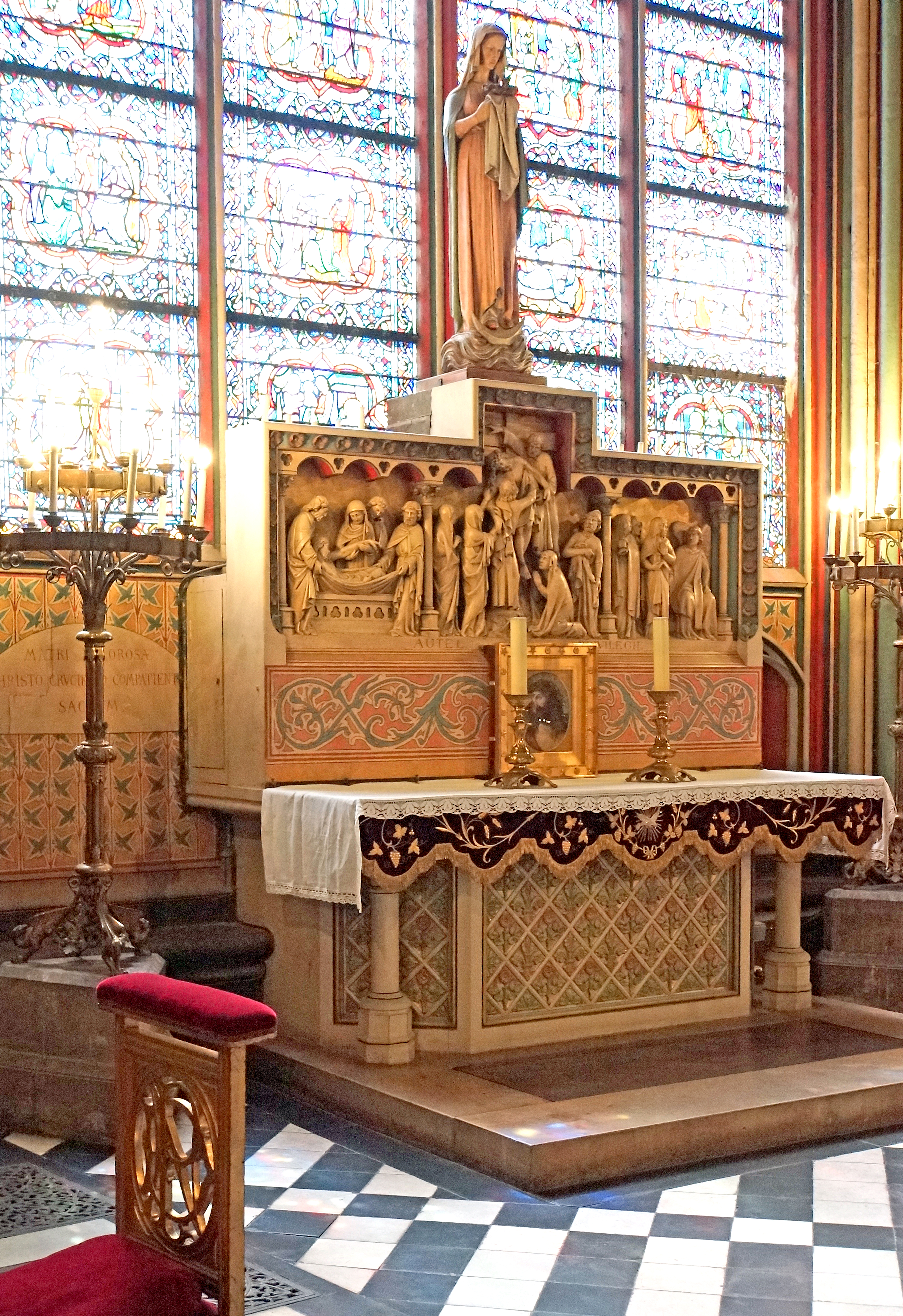
Altare
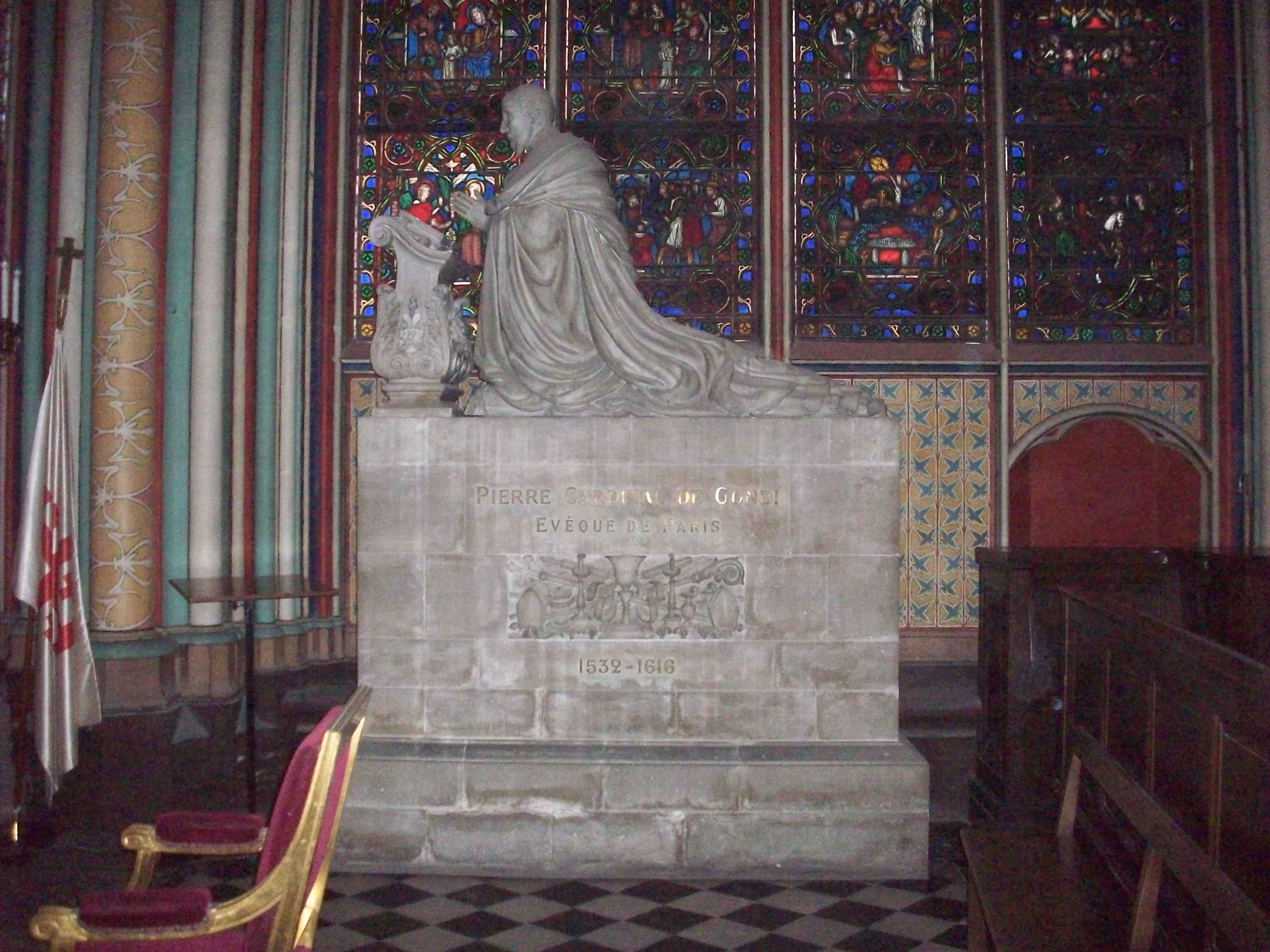
Monumento funebre di Pierre de Gondi (XVII secolo)
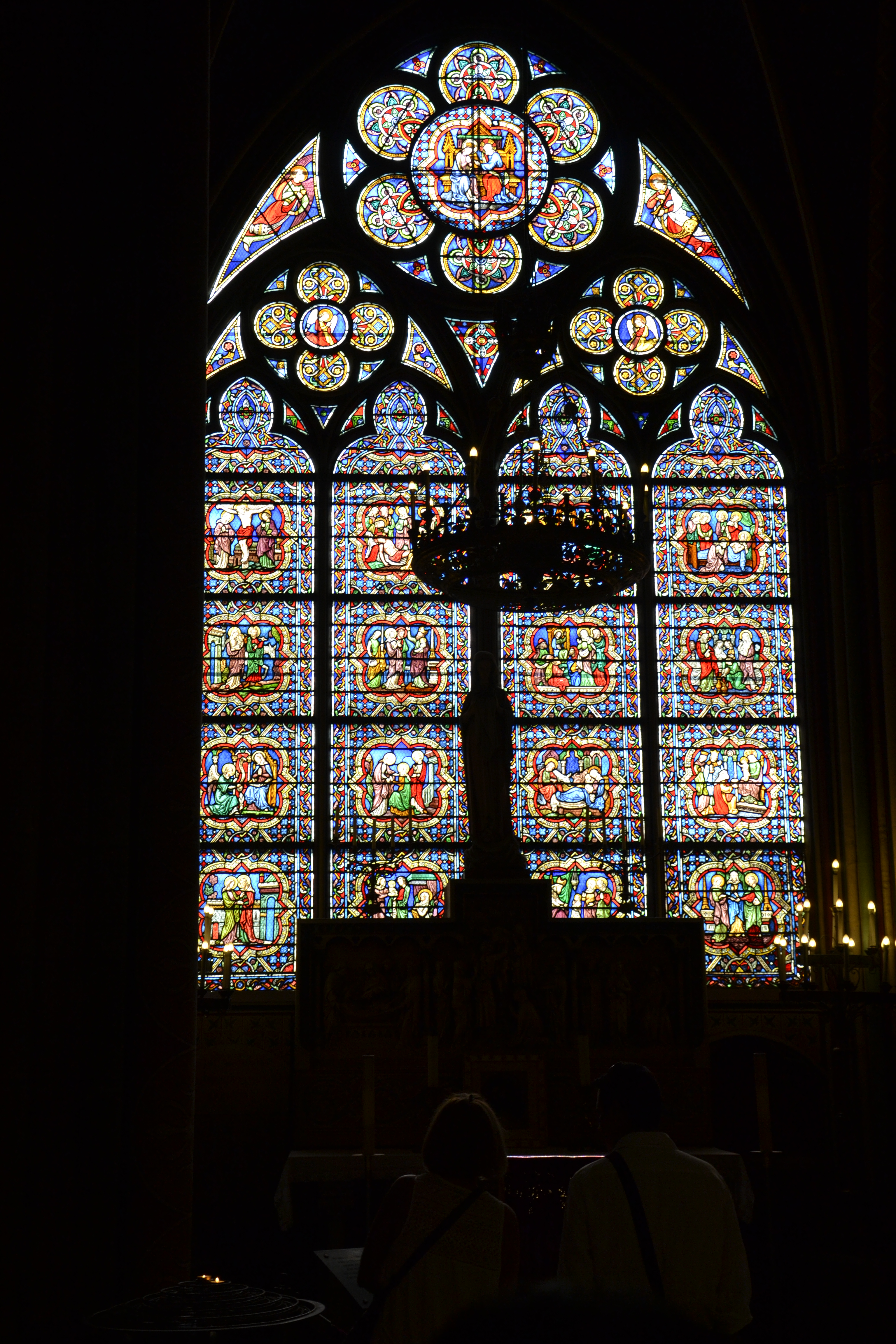
Vetrata con la Vita della Vergine
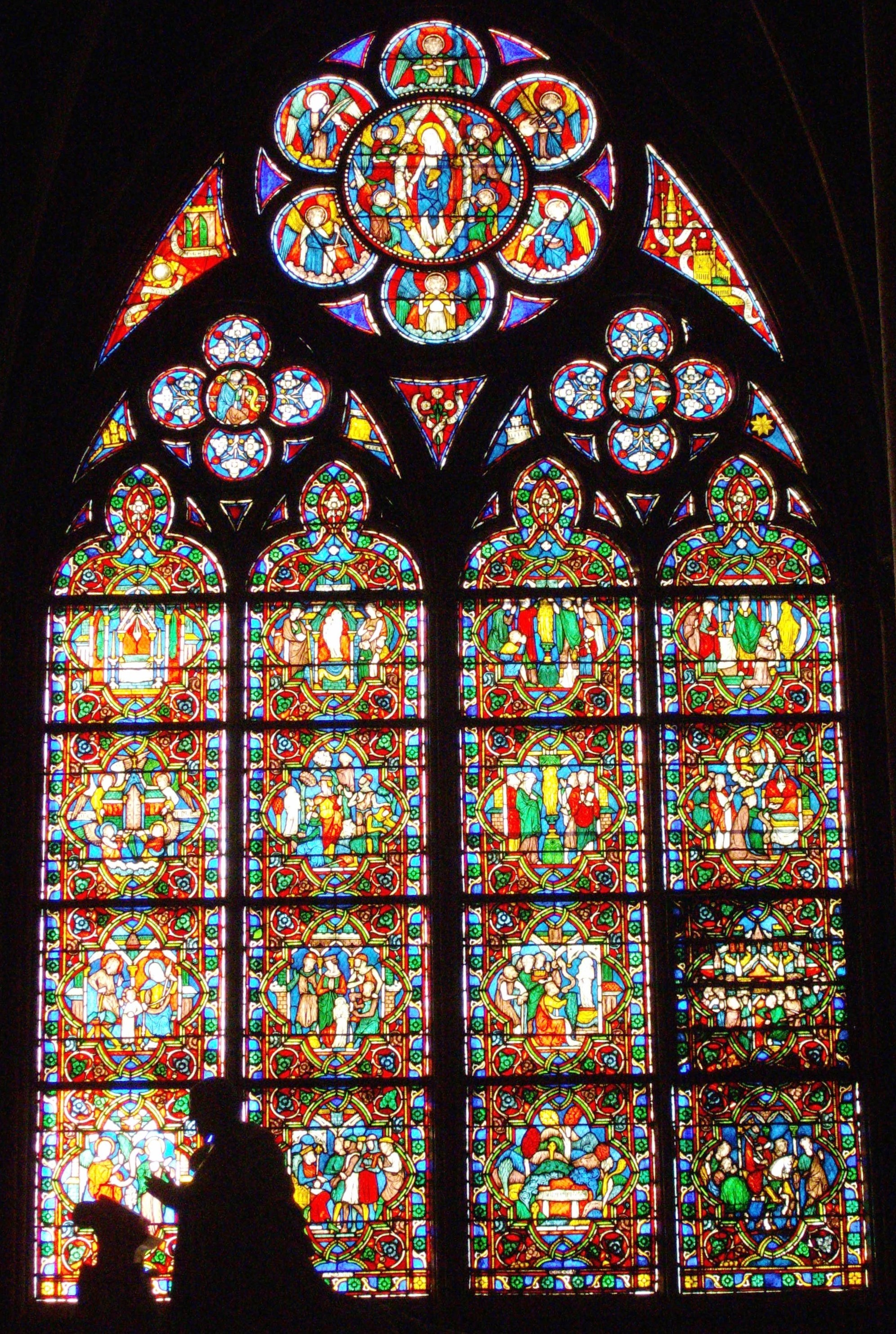
Vetrata con i Pellegrinaggi a Notre-Dame e l'Assunzione

Cappelle radiali di destra

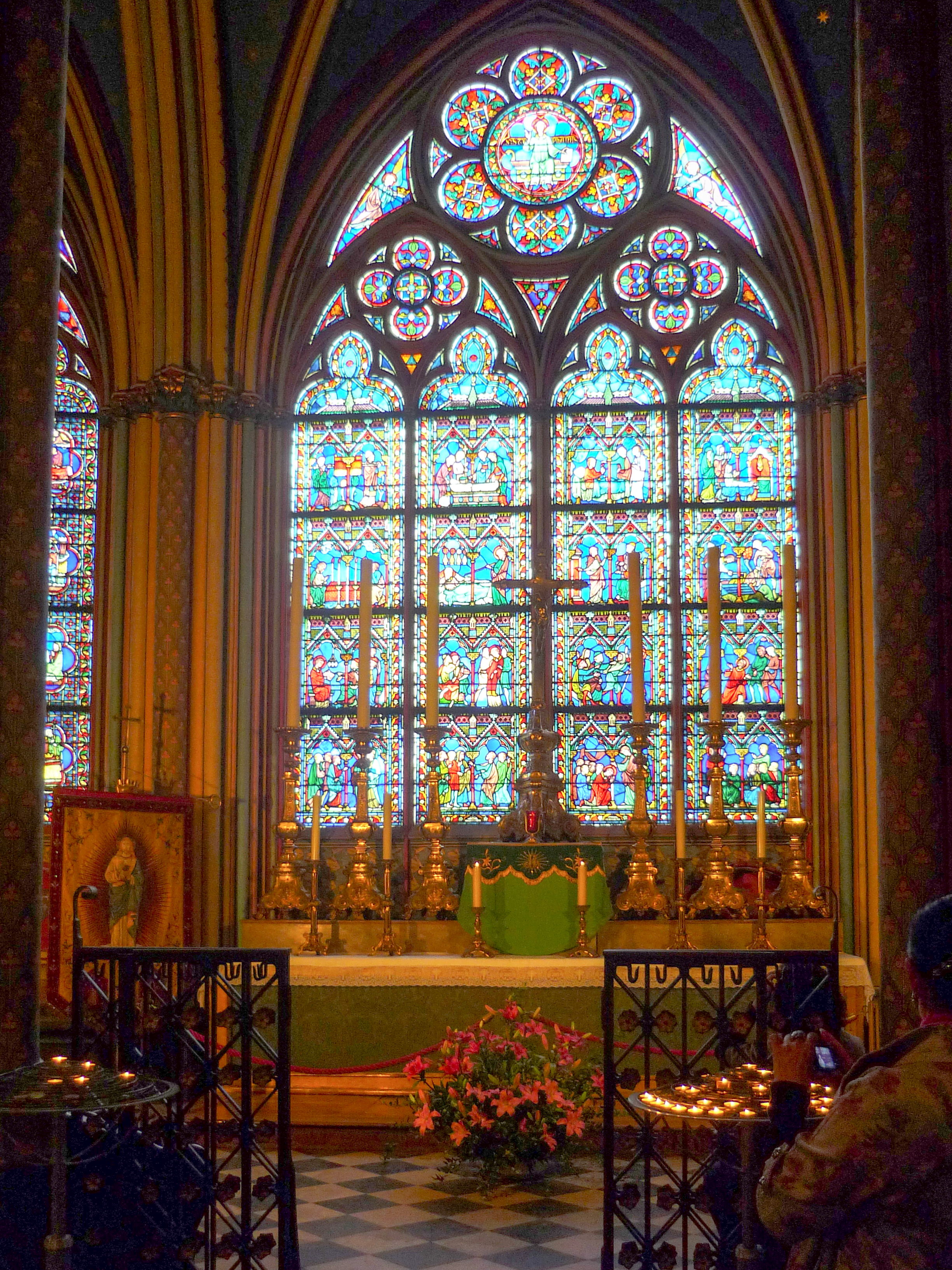
Altare della cappella di San Giorgio

La cappella alla destra di quella della Madonna dei Sette Dolori è adibita a cappella del Santissimo Sacramento: è dedicata a San Giorgio e presenta nelle due campate laterali stalli lignei disposti su più file e, in quella centrale, l'altare marmoreo con tabernacolo; questo è sormontato dai sei candelabri e dal crocifisso che furono utilizzati per ornare l'altare maggiore durante l'incoronazione di Napoleone. All'interno della cappella, il santo titolare è raffigurato in una statua posta nell'angolo nord-orientale dell'ambiente sopra un proprio piedistallo. Gli affreschi che adornano le volte e le pareti sono opera di Louis Charles Auguste Steinheil, al quale si deve anche il disegno la vetrata che chiude la quadrifora centrale, raffigurante la Vita di Santo Stefano, realizzata da Eugène Oudinot; le altre due sono invece opera di Adolphe-Napoléon Didron e raffigurano rispettivamente la Vita di san Luigi (a sinistra) e la Vita di sant'Eustachio (a destra). A ridosso della parete di destra vi è il marmoreo monumento funebre dell'arcivescovo Georges Darboy, di Jean-Marie Bonnassieux (1872 circa).
Segue la cappella di San Guglielmo e del Beato Pietro di Lussemburgo, originariamente era dedicata a san Pietro (campata di sinistra) e ai santi Stefano e Remigio. Nel 1746 essa venne concessa dal capitolo al decano onorario Abraham-Louis d'Harcourt-Beuvron affinché vi collocasse la tomba della sua famiglia; alla morte del conte Charles-Henry d'Harcourt (1769), la moglie volle che fosse collocato all'interno dell'ambiente il suo monumento funebre, la cui realizzazione fu affidata allo scultore Jean-Baptiste Pigalle, che lo iniziò nel 1771 per terminarlo cinque anni più tardi, nel 1776. Il gruppo scultoreo, intitolato Incontro coniugale, si articola su due piani: in quello inferiore è raffigurata la vedova protesa verso il marito; quest'ultimo si trova nel piano superiore, in parte all'interno di un sarcofago in marmo scuro affiancato dalle figure dell'angelo custode (a sinistra) e della morte (a destra). Nella cappella vi sono anche il monumento funebre di Jean Juvenel des Ursins et de Michelle de Vitry, raffigurati inginocchiati, della seconda metà del XV secolo, e la Visitazione di Jean Jouvenet (1716). Le due vetrate risalgono al 1868 e furono realizzate su disegno di Viollet-le-Duc (che progettò anche i dipinti murali) da Alfred Gérente e incorniciano, nei rosoni, vetrate del 1230 circa raffiguranti la Tentazione di Adamo ed Eva (campata est) e il Sacrificio di un toro (campata ovest).
Cappelle laterali di destra

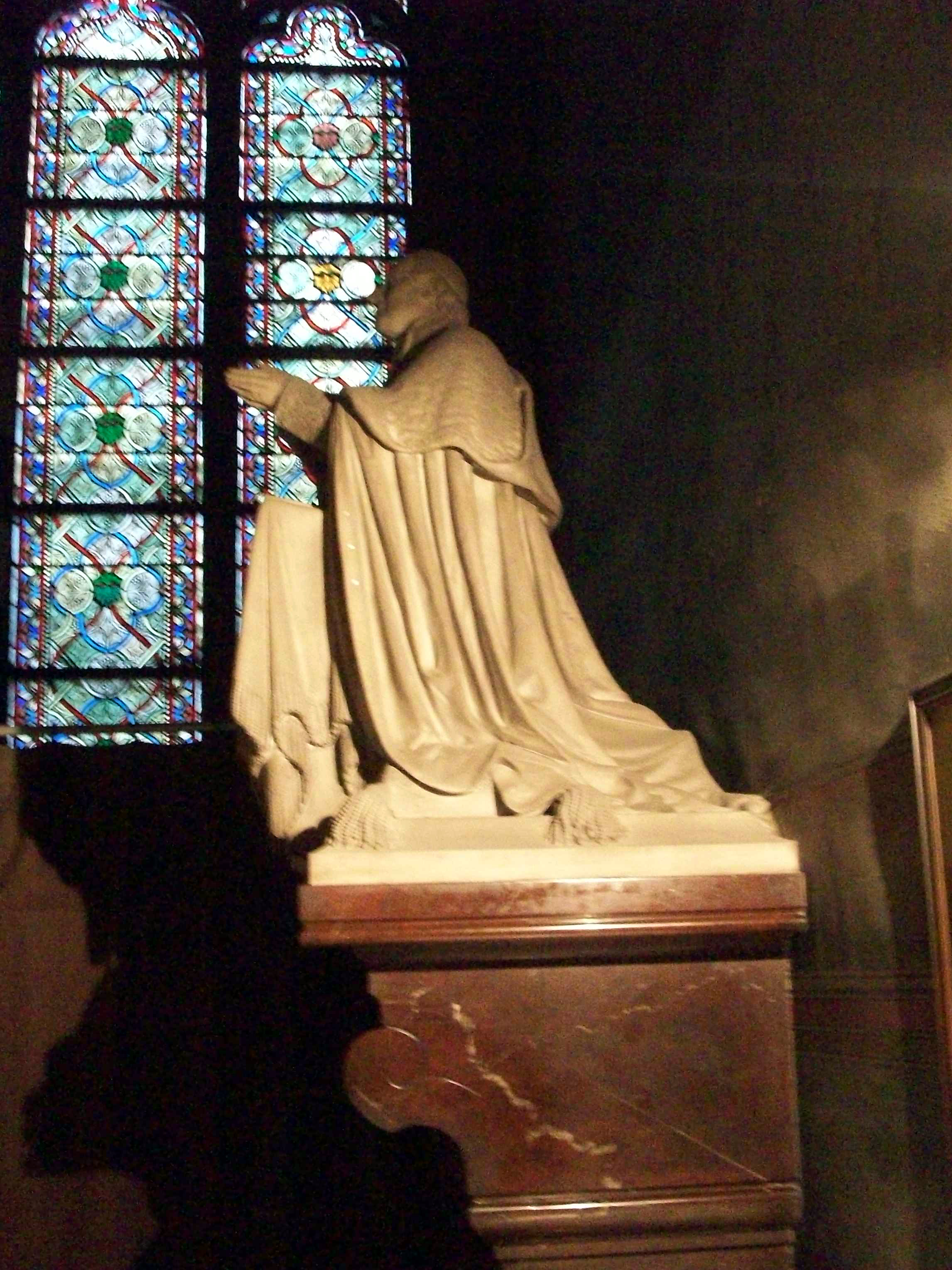
Monumento funebre di Marie-Dominique-Augustin Sibour

Le cappelle laterali del deambulatorio di destra, a differenza delle altre, non presentano quadrifore, ma trifore, chiuse con vetrate a grisaille progettate da Eugène Viollet-le-Duc e realizzate da Alfred Gérente nel 1865 circa.
La prima dalle cappelle radiali a partire dal deambulatorio, è dedicata a Santa Maria Maddalena. Addossato alla parete di destra, poggiante su un proprio piedistallo, vi è il marmoreo monumento funebre dell'arcivescovo Marie-Dominique-Augustin Sibour, risalente al 1862 e opera degli scultori Paul Dubois, Joseph Lescorné e Jospeh-Marius Ramus: il defunto è raffigurato inginocchiato, rivolto verso l'altare, con il proprio stemma sopra il drappo che copre l'inginocchiatoio. Lungo le pareti, affrescate in stile neomedievale su disegno di Viollet-le-Duc con Scene della vita della Maddalena, si trovano diverse lapidi che commemorano alcuni vescovi inumati nella cattedrale: l'arcivescovo di Parigi cardinale Alexandre-Angélique de Talleyrand-Périgord, i due vescovi ausiliari della medesima diocesi Pierre Brot e Claude Frikart, l'arcivescovo di Bogotà Manuel José Mosquera y Arboleda (le cui spoglie mortali trovarono sepoltura in questa cappella fino al 1936); la vetrata che chiude il rosone della trifora reca lo stemma di Antonio Garibaldi, nunzio apostolico in Francia dal 1850 al 1853.
Mentre la cappella più vicina al transetto è adibita a locale di servizio, la seconda e la quarta mettono in comunicazione la chiesa con la sacrestia. La cappella mediana è dedicata a san Dionigi di Parigi. L'altare è in pietra ed è addossato alla parete di sinistra, la quale è decorata da un affresco in stile neomedioeveale progettato da Viollet-le-Duc; questo raffigura scene della vita e del martirio del santo: a destra Il Papa invia Dionigi e i suoi compagni ad evangelizzare la Gallia; al centro Benedizione abbaziale di Dionigi; a sinistra Martirio di Dionigi; al di sopra della scena centrale, vi è San Dionigi in gloria; all'architetto si deve anche il disegno dell'armadio che custodisce gli oli santi, situato sotto la trifora. Sul lato opposto della cappella c'è il monumento funebre dell'arcivescovo Denis-Auguste Affre (il cui stemma episcopale è raffigurato nella vetrata policroma del rosone della trifora), opera di Auguste-Hyacinthe Debay (1860). Nella cappella trovano stabilmente luogo il fonte battesimale mobile di Goudji attualmente in uso e l'analogo candelabro del cero pasquale; entrambi furono realizzati nel 1987 su commissione del cardinale Jean-Marie Lustiger e utilizzati da papa Giovanni Paolo II per amministrare il battesimo presso l'ippodromo di Longchamp durante la giornata mondiale della gioventù 1997; sono in rame argentato con elementi in granito grigio e rosa, granito rosso di Bretagna e orthoceras, e la vasca è esternamente ornata con rilievi di pesci (sopra le maniglie) e di cervi. Nella cappella è inoltre esposta un'icona raffigurante San Dionigi l'Areopagita donata alla cattedrale nel 2002 dall'assemblea dei vescovi ortodossi di Francia in occasione della prima celebrazione dei vespri secondo il rito ortodosso avvenuta nella basilica il 13 ottobre di quell'anno.

### Sagrestia

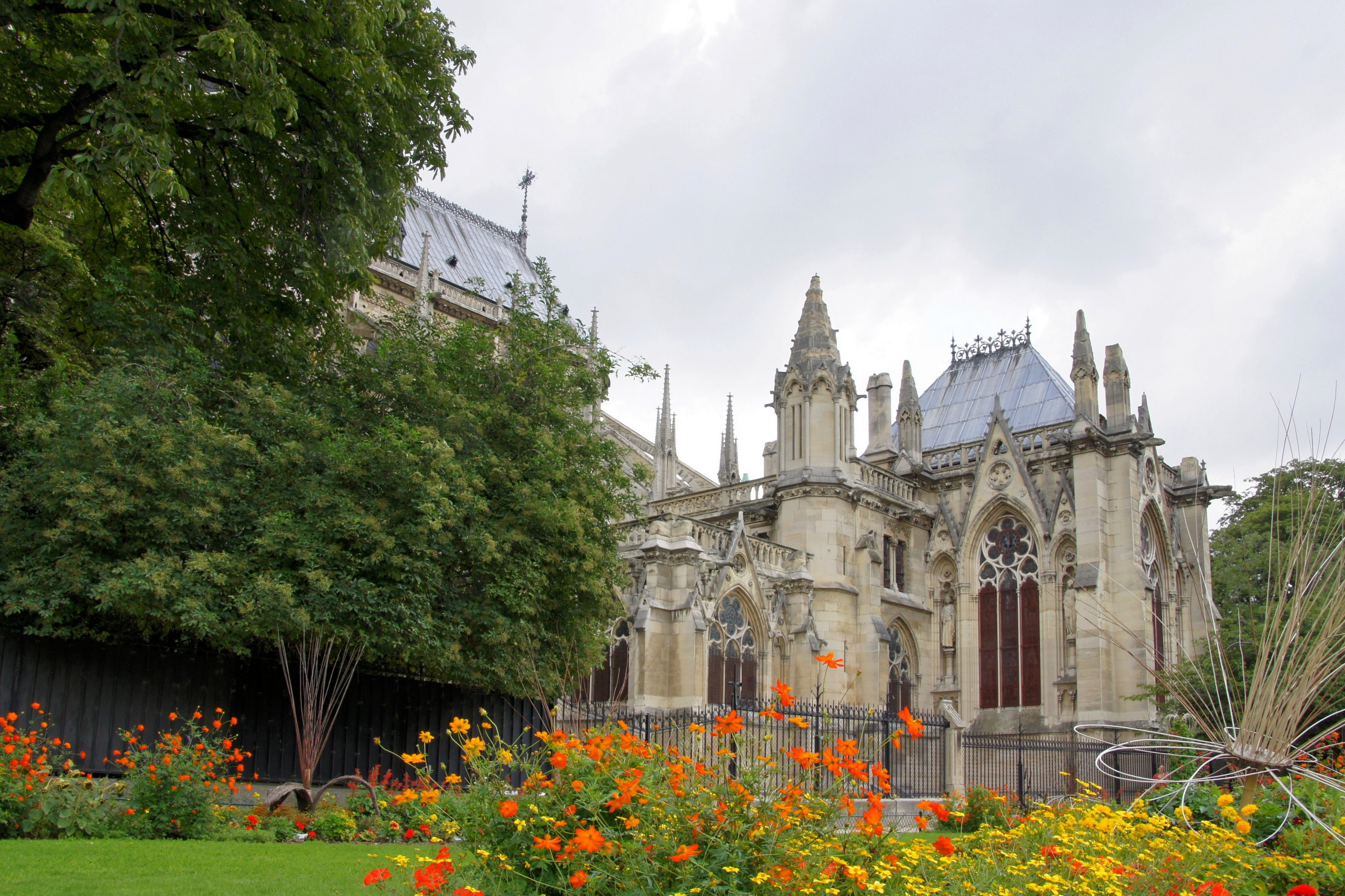
Esterno della sacrestia

Alla sinistra della cattedrale si trova la sagrestia, costruita tra il 1845 e il 1850 su progetto di Eugène Viollet-le-Duc in sostituzione di quella barocca, edificata nel 1758 su disegno di Jacques-Germain Soufflot e andata distrutta durante le sommosse anti-legittimiste del 29 luglio 1830 e del 14 febbraio 1831.
L'edificio è in stile neogotico e, dalla parte della cattedrale, presenta un piccolo chiostro, con tre gallerie coperte con volte a crociera e che si aprono sul cortile centrale con bifore; queste presentano delle vetrate policrome raffiguranti la Storia di santa Genoveffa e vennero realizzate nel 1860 da Alfred Gérente basandosi su cartoni di Louis Steinheil. Nel rosone della bifora principale è raffigurata l'Incoronazione della Vergine. Esternamente le gallerie sono sormontate da statue raffiguranti San Luigi e Santa Clotilde (ovest), San Dionigi e San Landerico (sud), Santa Genoveffa e San Marcello (sud). L'ambiente più vasto dell'edificio è costituito dalla Sacrestia del capitolo, ampia sala di due campate voltata anch'essa a crociera e illuminata da due trifore (sulle pareti laterali) e una quadrifora (sulla parete di fondo) con vetrate policrome di Laurent-Charles Maréchal raffiguranti numerosi Vescovi di Parigi; entro altrettante nicchie, quattro busti marmorei raffiguranti arcivescovi di Parigi del XIX secolo (Denis-Auguste Affre, Marie Dominique Auguste Sibour e Georges Darboy) e il cardinale Jean Verdier. Accanto a essa vi è la Sala capitolare, costituita da un ambiente di due campate coperte con volta a crociera e illuminato da quattro trifore, con gli stalli lignei del canonici disposti lungo tre pareti; essa ospita tre ritratti del XVIII secolo raffiguranti rispettivamente il Canonico Antoine de la Porte (di Jean Jouvenet), il Cardinale Louis-Antoine de Noailles (di autore ignoto) e il Canonico Guillot de Montjoye (di Joseph Duplessis). La Sagrestia delle messe è situata all'angolo sud-occidentale dell'edificio e ospita i ritratti dell'Arcivescovo Hyacinthe-Louis de Quélen (1839), dell'Arcivescovo Marie Dominique Auguste Sibour (1852) e dell'Arciprete de Place (anni 1860).
Sopra il tetto della sacrestia, dalla primavera del 2013, è ospitato un alveare di Apis mellifera x Buckfast, installato e gestito dall'apicultore Nicolas Géant.

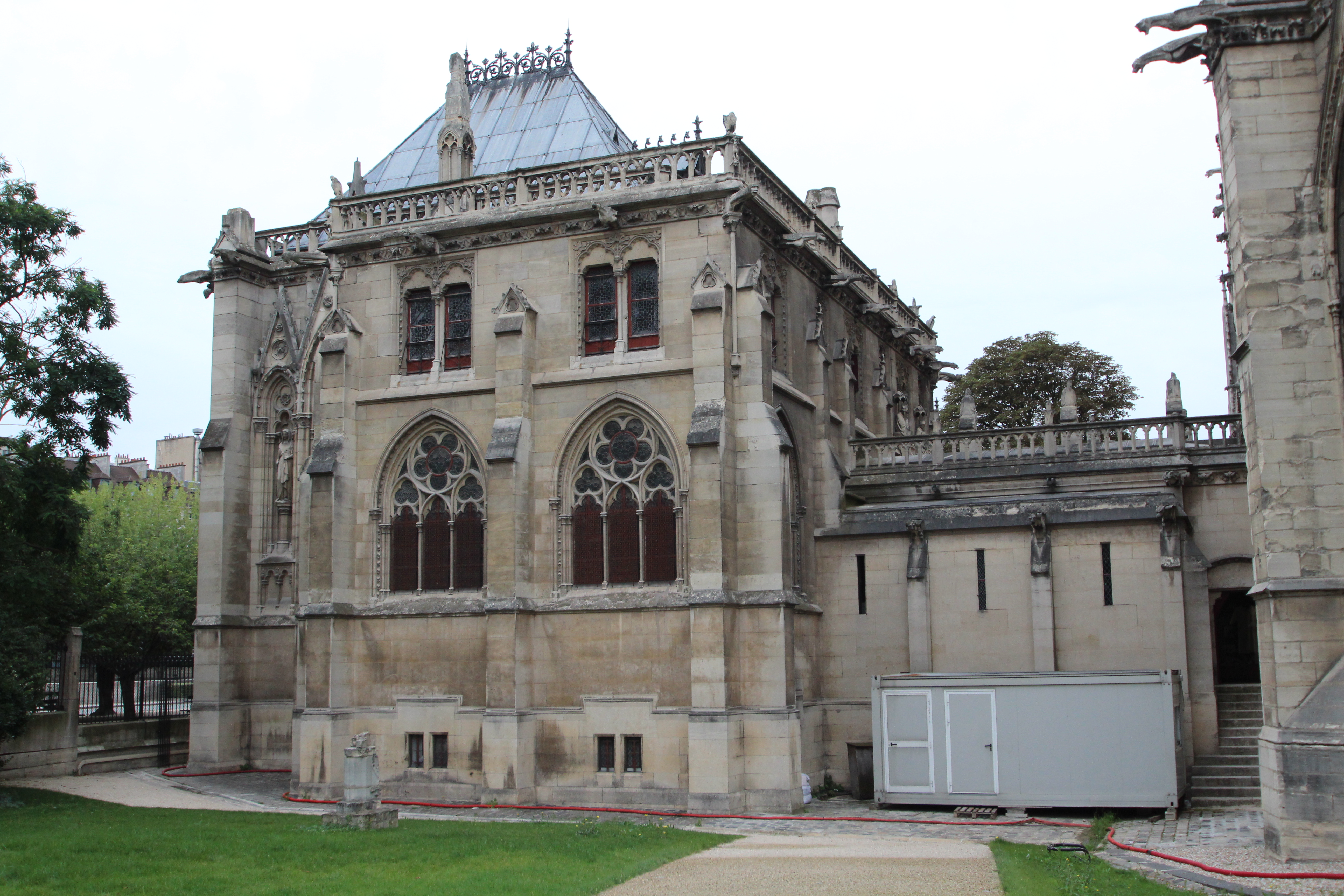
Prospetto orientale
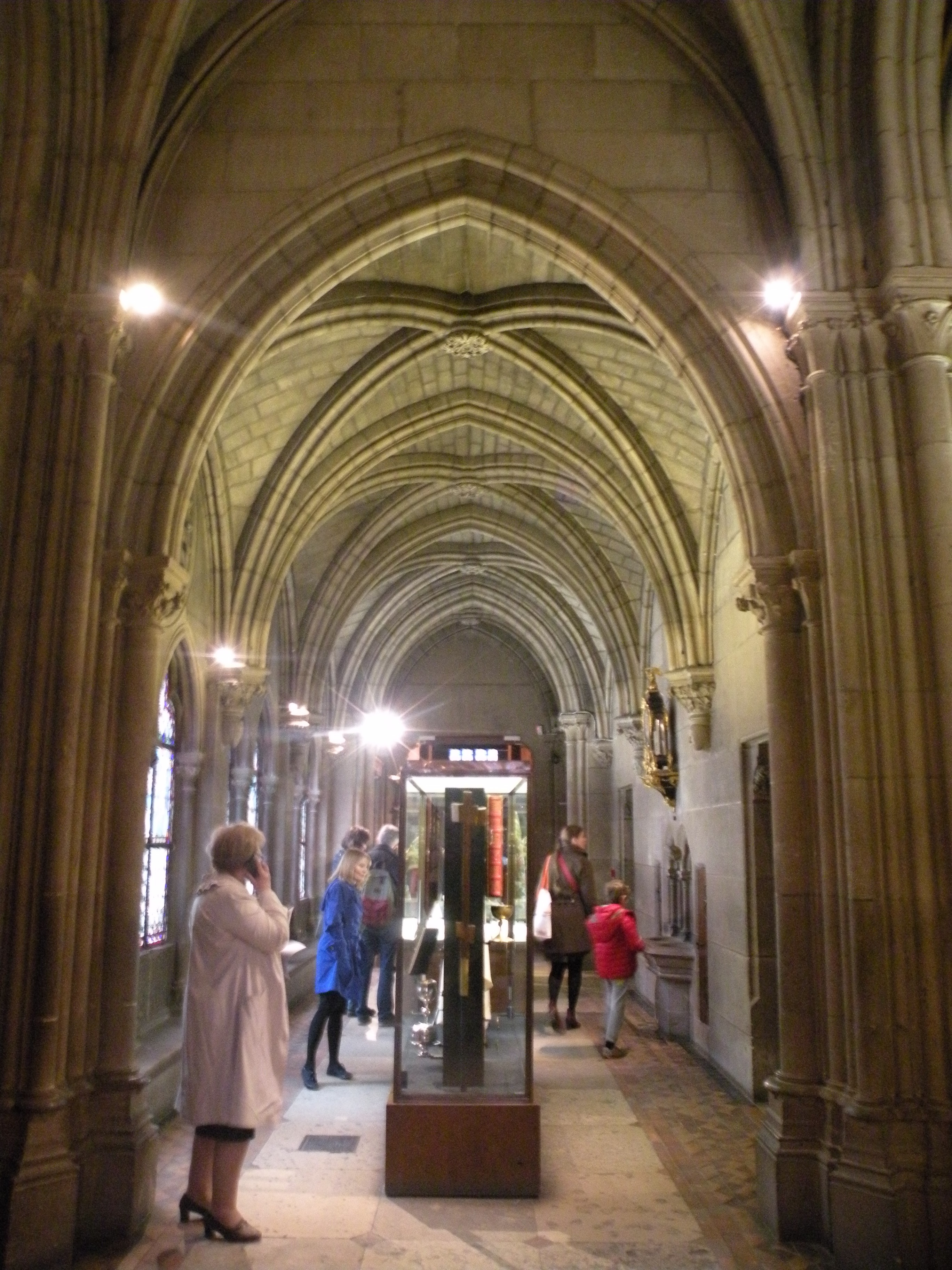
Galleria orientale del chiostro
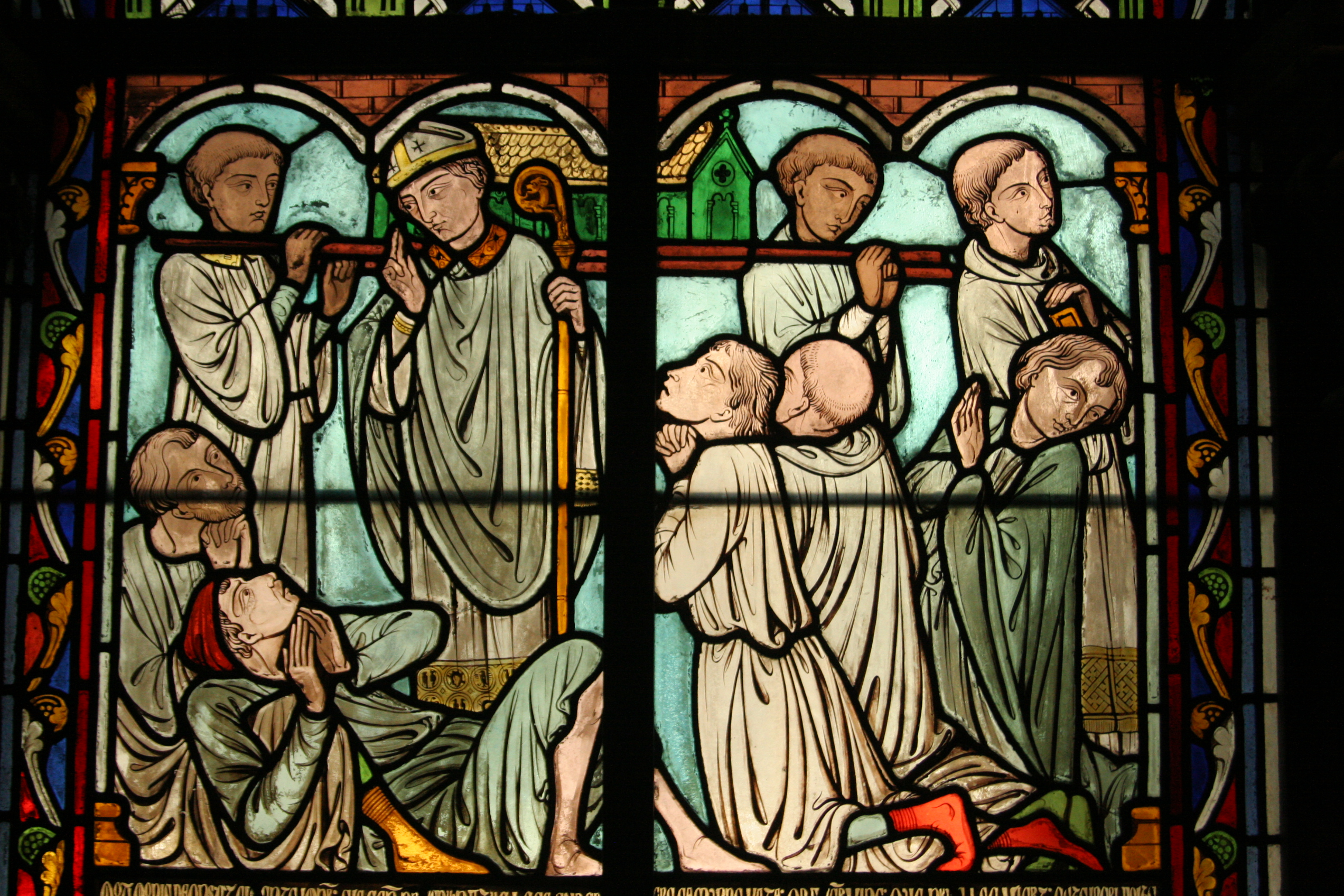
Vetrata con la Traslazione delle reliquie di santa Genoveffa
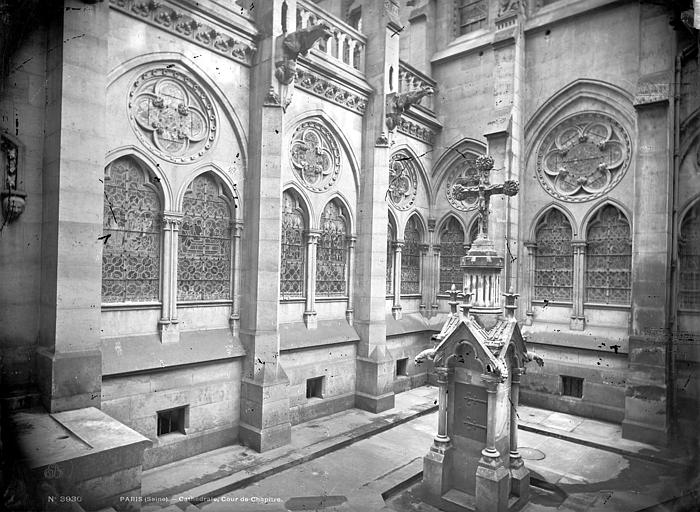
Il chiostro
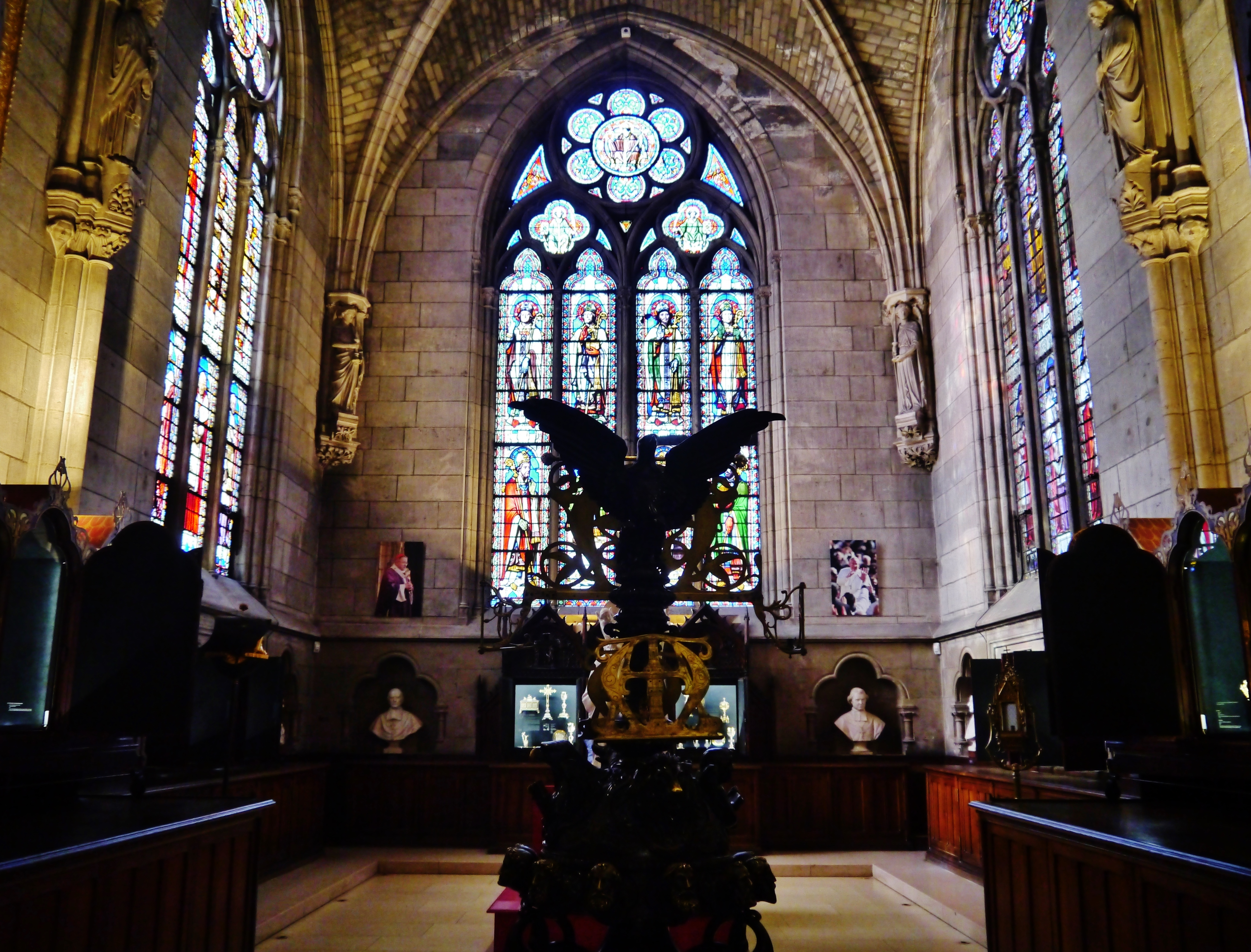
Sacrestia dei canonici
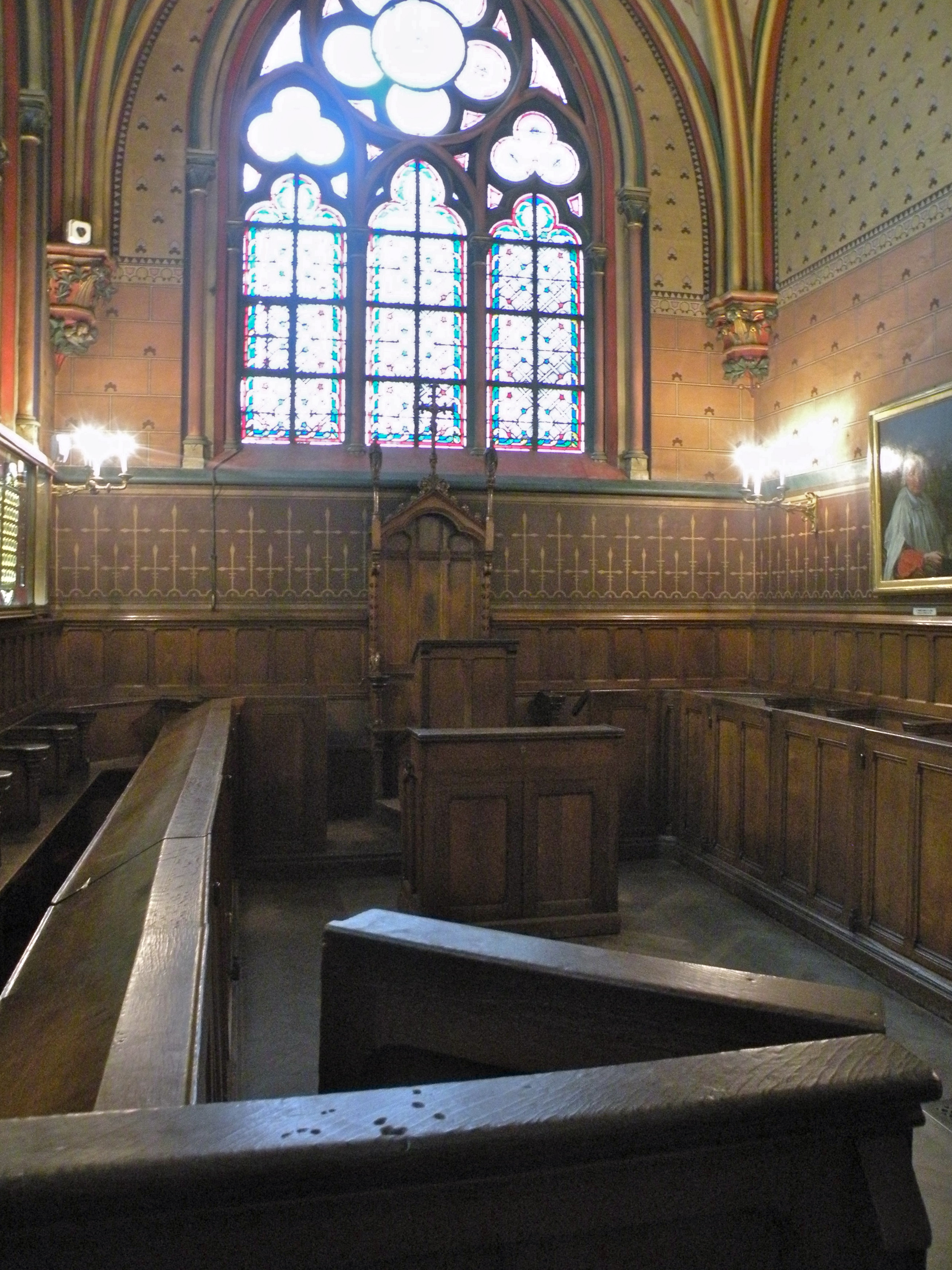
Sala capitolare

#### Museo del Tesoro

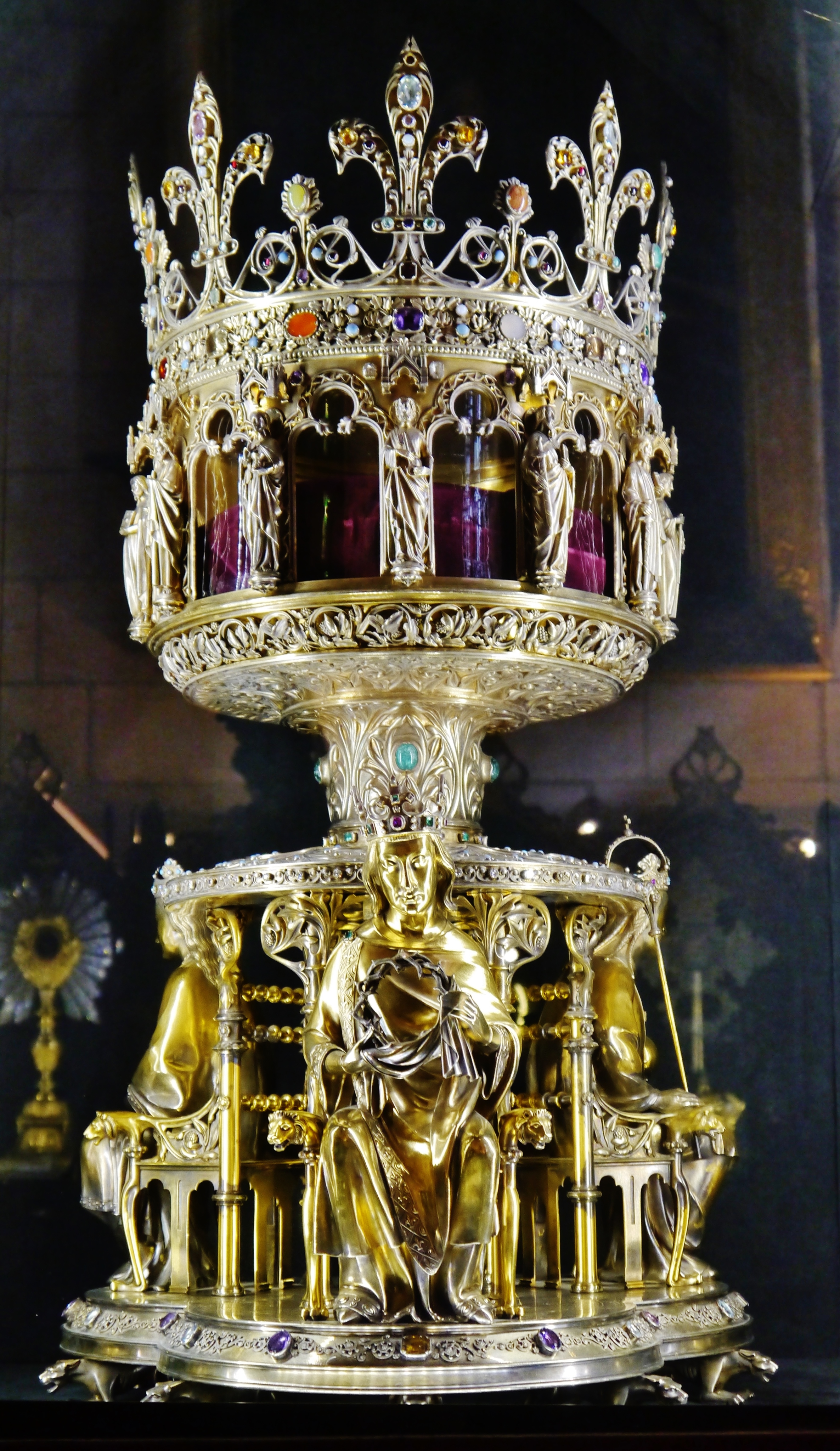
Reliquiario della Corona di spine (1862)

Nella galleria orientale del chiostro, nella Sacrestia del capitolo e nella Sala capitolare si trova il museo del Tesoro, il cui ultimo allestimento risale ai mesi di gennaio-febbraio dell'anno 2013. Al suo interno, si trovano oggetti liturgici, paramenti (tra cui i completi donati da Carlo X e Napoleone III) e alcune reliquie.
Tra di esse sono di notevole importanza quelle, custodite nella Sacrestia del capitolo, della Passione di Gesù costituite dalla punta di uno dei chiodi e dalla pregevole Croce della Principessa Palatina, stauroteca ottocentesca all'interno della quale si trova un frammento della croce di Cristo, donata da Anna Maria di Gonzaga-Nevers nel 1683 all'abbazia di Saint-Germain-des-Prés e facente parte del tesoro della cattedrale dal 1828; vi è anche un altro reliquiario della Croce, donato nel 1900 e in stile neogotico, opera dell'orafo Placide Poussielgue-Rusand, alla cui base sono raffigurati Renato d'Angiò e San Claudio di Besançon. Fanno parte del Tesoro anche i due Reliquiari della Corona di spine, quello fatto nel 1806 da Charles Cahier, e quello realizzato nel 1862 su disegno di Viollet-le-Duc in oro, argento, bronzo dorato, diamanti e pietre preziose da Placide Poussielgue-Rusand, con sculture di Adolphe-Victor Geoffroy-Dechaume; queste ultime sono poste alla base del manufatto e raffigurano Sant'Elena, Baldovino II di Gerusalemme e San Luigi IX di Francia; la parte superiore, che costituisce il vero e proprio reliquiario all'interno del quale fino al 2008 era custodita la Corona di Spine, è decorata con le statue dei Dodici Apostoli, ciascuna all'interno di una nicchia. Nella stessa sala vi sono anche il grande Ostensorio (disegnato da Viollet-le-Duc e realizzato da Placide Poussielgue-Rusand nel 1867), l'artistico badalone in bronzo degli stessi autori (1868). Nella galleria del chiostro è esposta la statua argentea della Vergine col Bambino, realizzata nel 1819 da Jean-Baptiste-Claude Odiot e donata nel 1826 da Carlo X di Francia, che viene portata in processione ogni anno per le vie della città in occasione della solennità dell'Assunzione di Maria.
All'interno della sala capitolare sono esposti oggetti liturgici in argento precedenti alla Rivoluzione francese e la collezione dei Cammei dei Papi, costituita 268 cammei raffiguranti i papi da Pietro e Benedetto XVI: i primi 258 (fino a Pio IX) vennero realizzati dagli artisti di Torre del Greco e donati al capitolo della cattedrale di Parigi nel 1887; i restanti (da Leone XIII a Benedetto XVI) sono stati fatti in occasione della visita di quest'ultimo a Parigi (settembre 2008) dall'orafo Goudji e dall'incisore Pierre Rouge-Pullon.

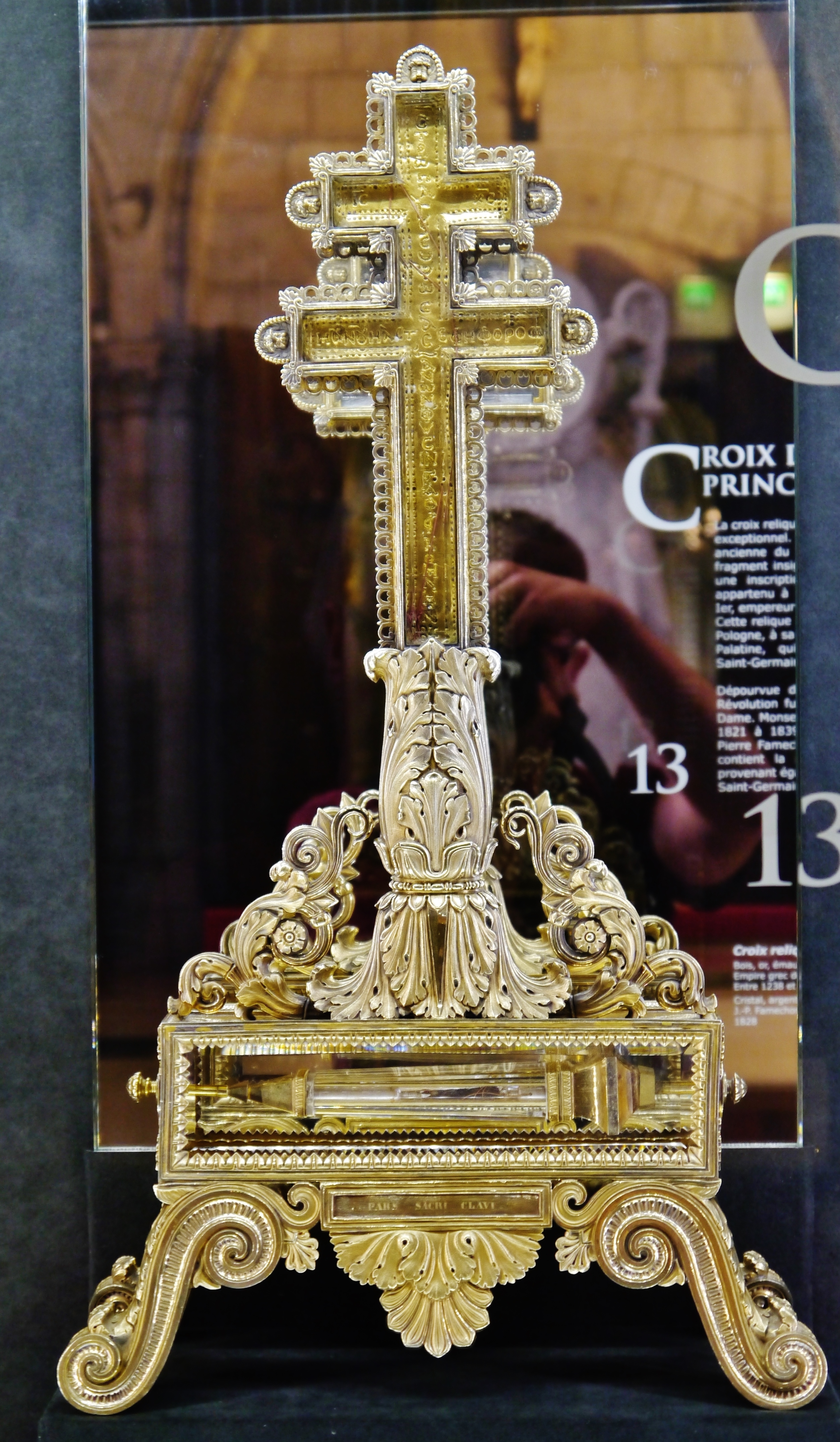
Croce della Principessa Palatina (1828)
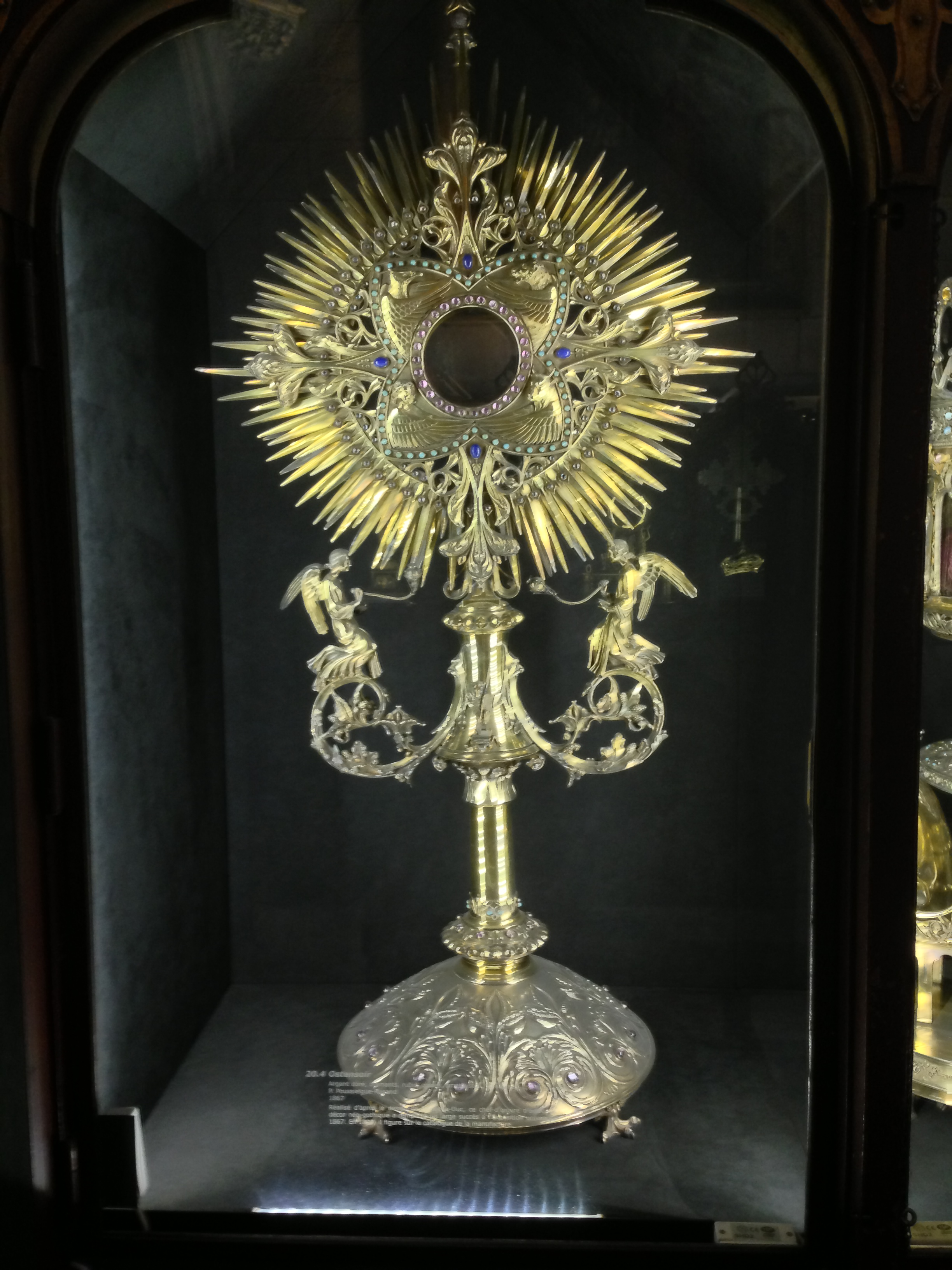
Il grande ostensorio (1867)
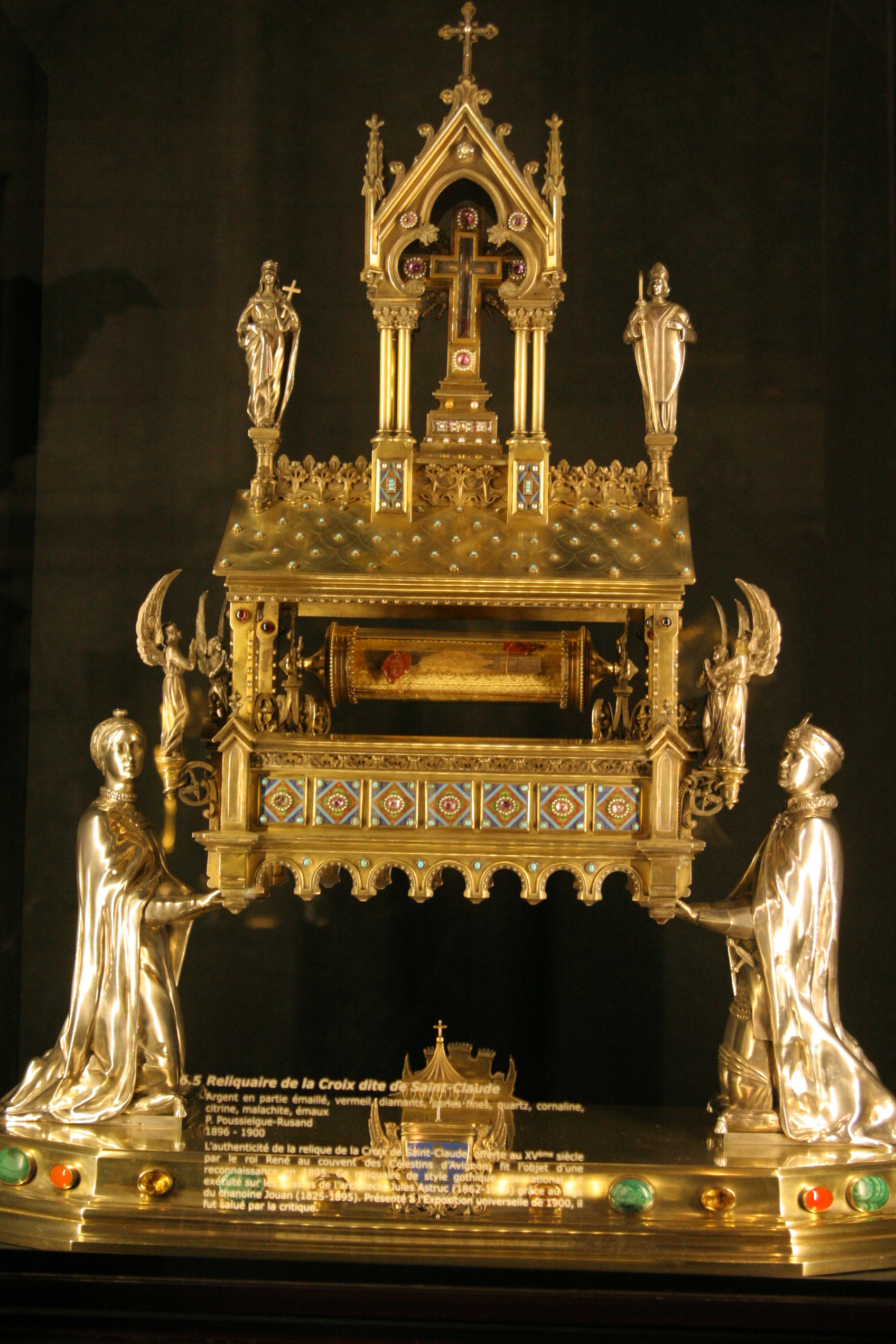
Reliquiario della Croce (donato nel 1900)
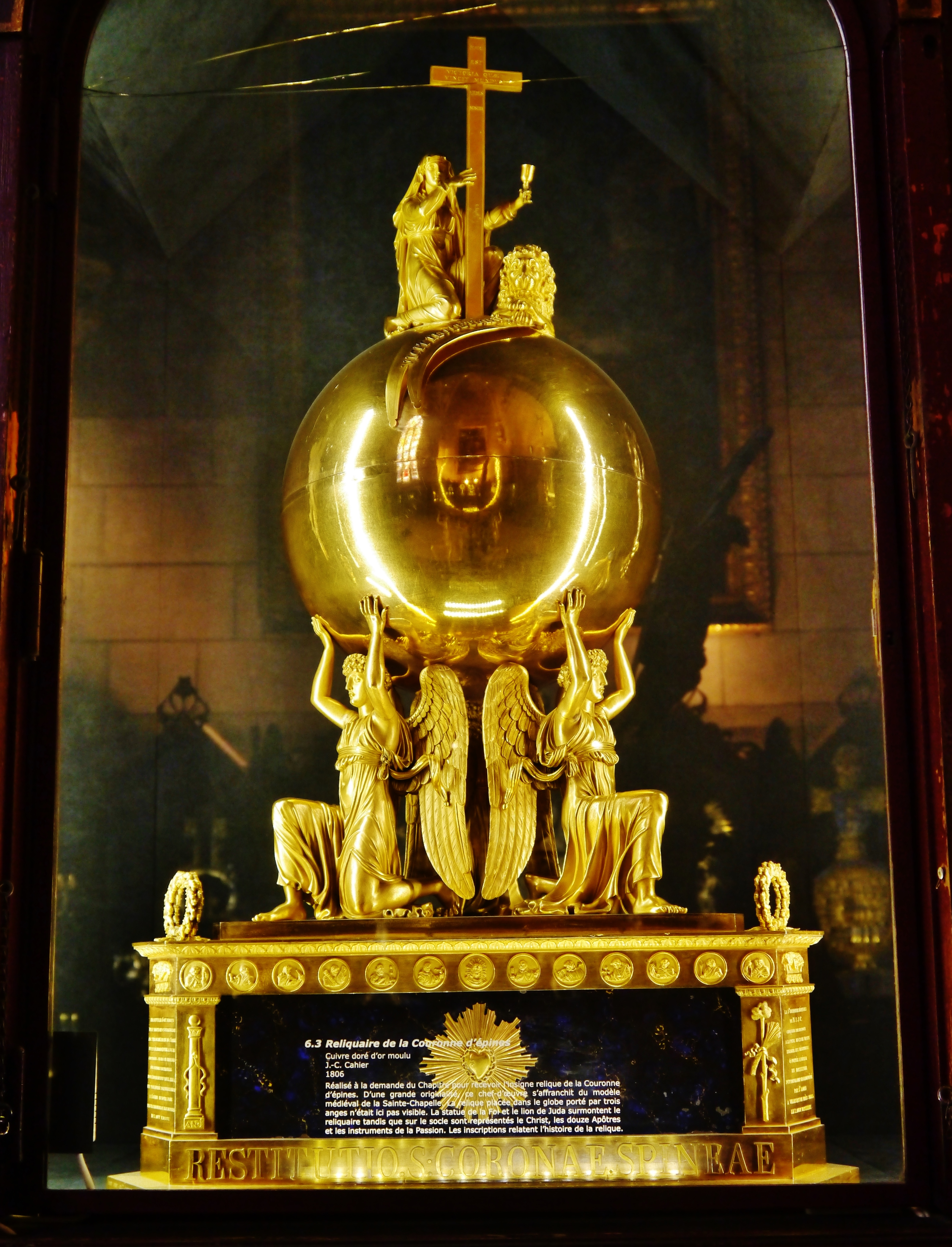
Reliquiario della Corona di Spine del 1806
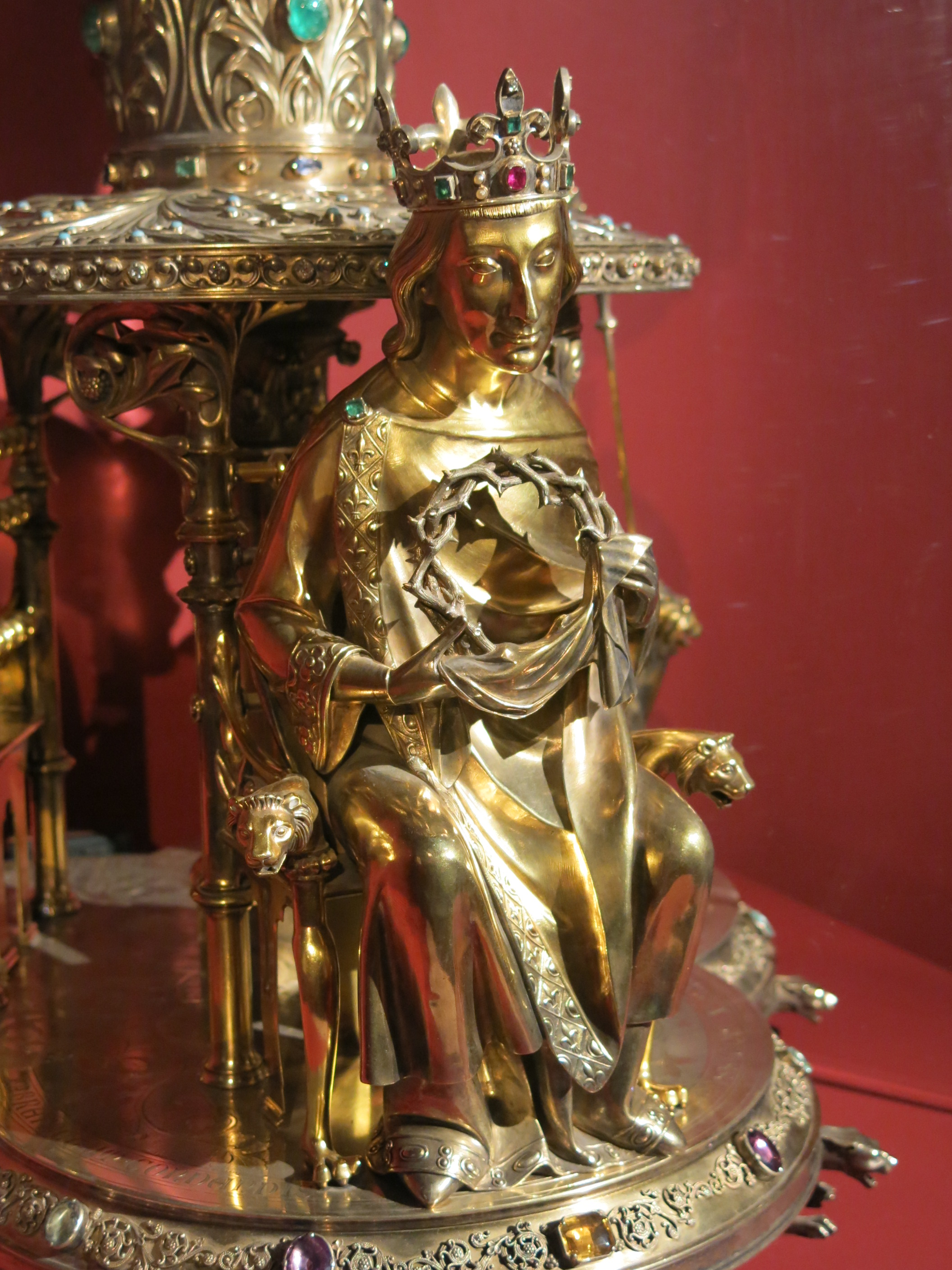
San Luigi (dal reliquiario della Corona di Spine del 1862)
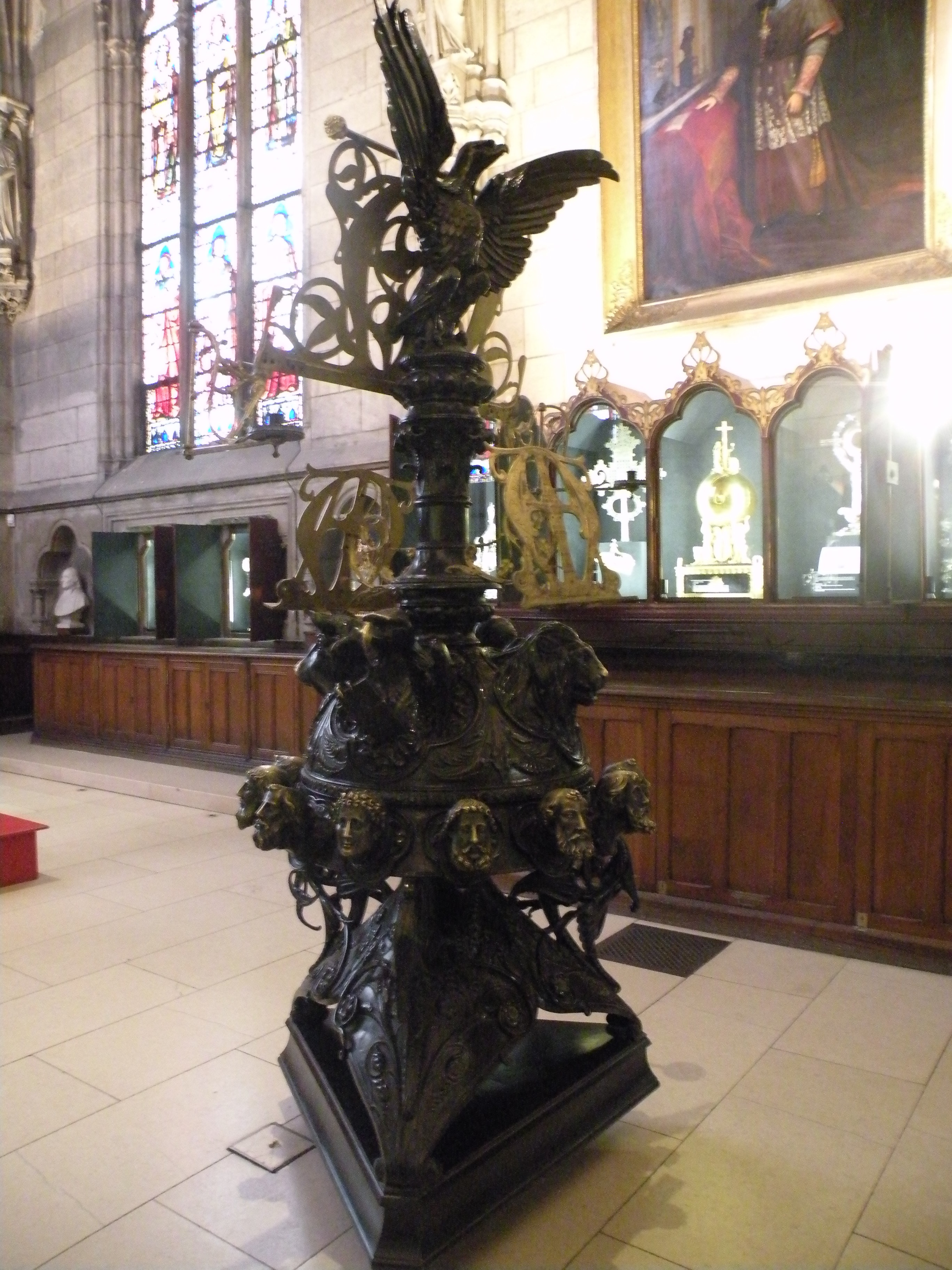
Badalone bronzeo
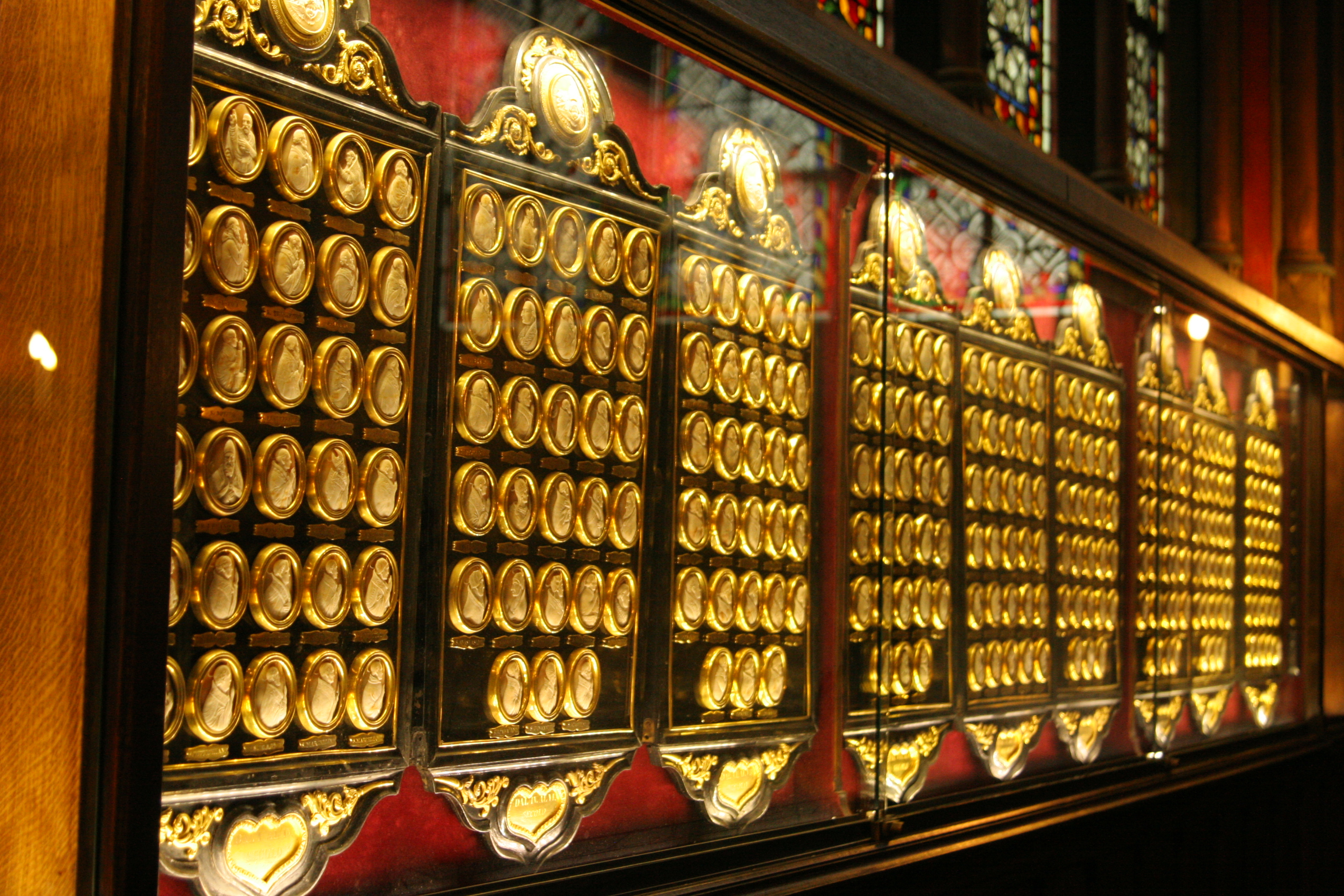
I Cammei dei Papi
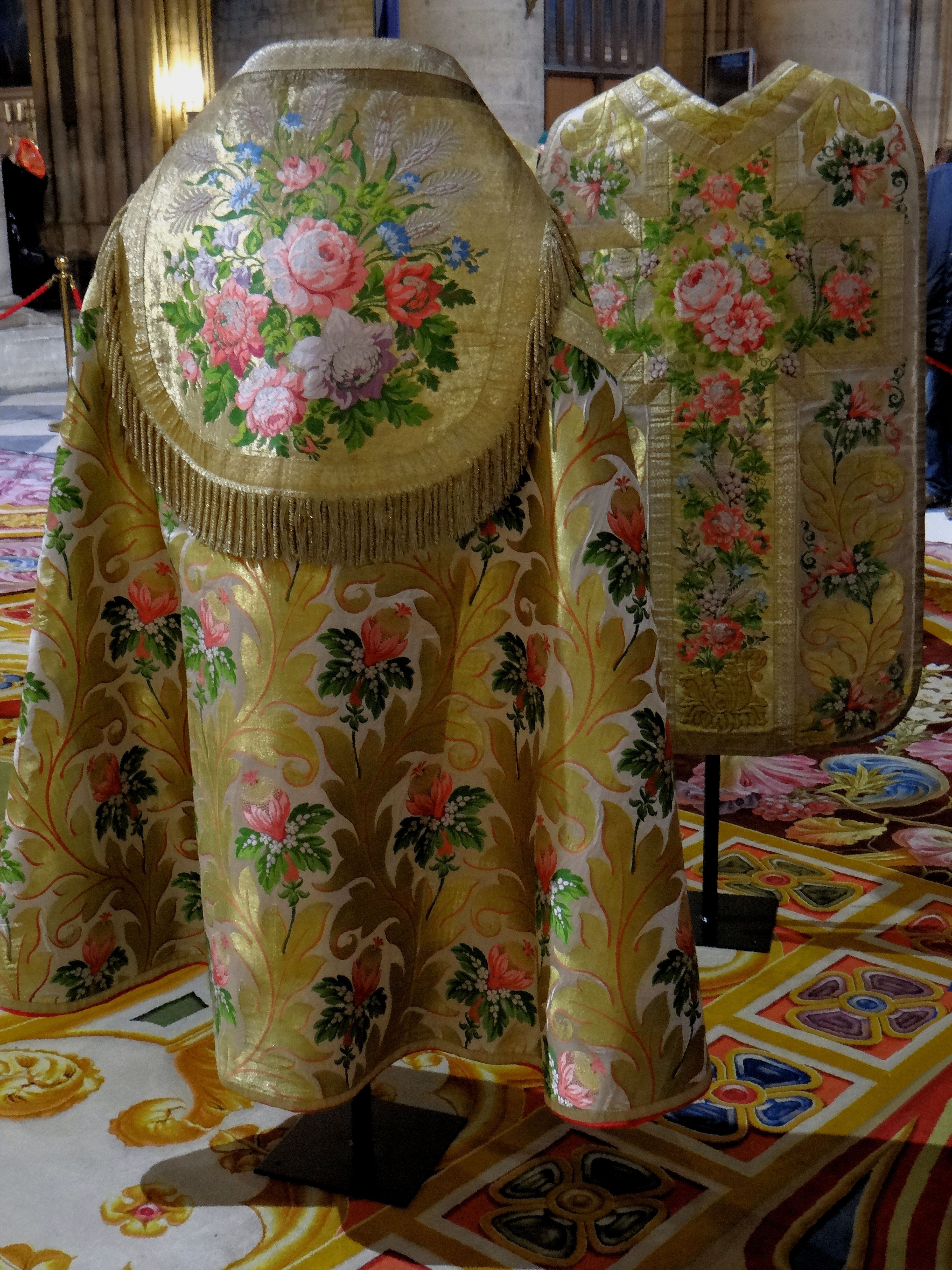
Paramenti donati da Napoleone III

## Musica

### Musica vocale
Un coro a servizio della cattedrale di Parigi esisteva prima della costruzione dell'edificio gotico ed era legato alla scuola vescovile, nata intorno al 350 per volere del vescovo San Marcello, dove venivano insegnate le sette arti liberali; nei secoli successivi, fecero parte della schola personaggi importanti, come Pietro Abelardo. Nella seconda metà del XIII secolo, dopo l'inizio della costruzione della cattedrale, la Scuola di Notre-Dame, anche grazie al vicino Collegio della Sorbona fondato nel 1257 dal canonico della cattedrale Robert de Sorbon, ebbe una notevole fioritura caratterizzata dalla nascita della polifonia e dalla presenza dei compositori Léonin e Pérotin, inventori rispettivamente dell'organum e del discanto; nell'ambito della Scuola nacque anche il mottetto, del quale Filippo il Cancelliere è considerato uno degli iniziatori.

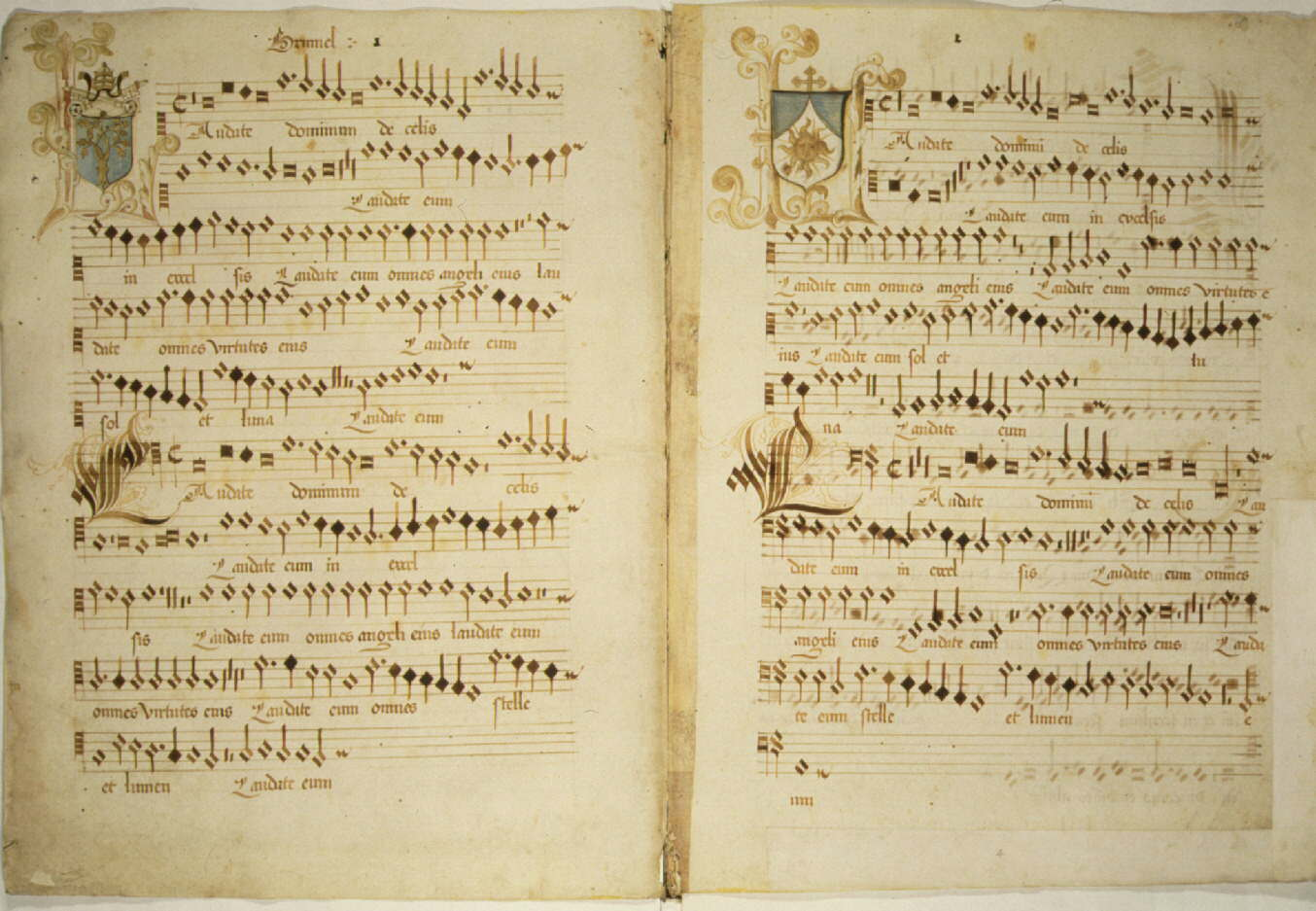
Laudate dominum di Antoine Brumel

Nel XIV secolo, la scuola vescovile fu oggetto di un'importante riforma che, dal punto di vista musicale, vide l'abbandono del discanto in favore del canto gregoriano e del contrappunto; assunse maggiore importanza l'organo a canne, con la costruzione del primo strumento di cospicue dimensioni, mentre fino ad allora erano stati utilizzati soltanto organi portativi. Inoltre, con Antoine Brumel, nominato maestro di cappella nel 1498, venne introdotta la polifonia franco-fiamminga. I secoli XVII e XVIII furono caratterizzati dall'organo che acquisiva sempre più importanza e spazio all'interno della liturgia, spesso con musiche di carattere profano.
Dopo la Rivoluzione francese, nel 1807, venne fondata la nuova scuola musicale della cattedrale, finanziata dallo Stato: questa aveva sia il compito di educare i suoi allievi in tutte le discipline, sia quello di prestare servizio presso la cattedrale. Con la Legge francese sulla separazione tra Stato e Chiesa del 1905, i finanziamenti pubblici vennero diminuiti e la scuola, mantenuta in parte dalla diocesi, in parte dal capitolo e in parte dalle famiglie degli studenti, divenne una sorta di preseminario.

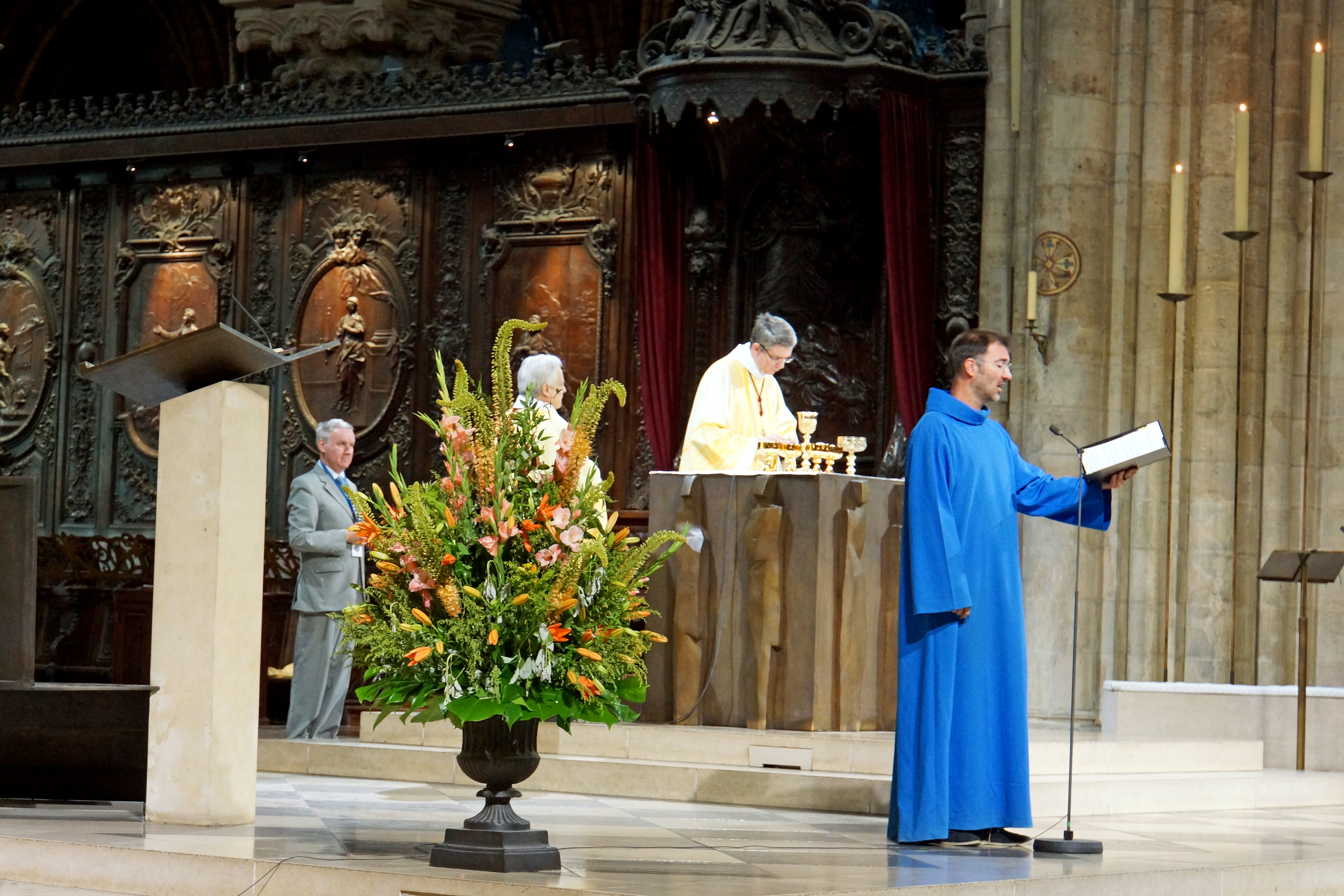
Cantore durante una celebrazione eucaristica

Il 1991 è l'anno di fondazione, da parte di Michel-Marc Gervais, dell'associazione Musique sacrée à Notre-Dame de Paris, il cui ruolo è quello di gestire il coro e gli avvenimenti musicali della cattedrale.
Presta servizio presso la cattedrale la Maîtrise Notre-Dame de Paris, sia maschile, sia femminile, la quale è così composta: Chœur d'Enfants, formato da 35-40 bambini dagli 8 ai 14 anni; Jeune Ensemble, formata da 15-20 studenti e studentesse; Chœur d'adultes, formato da una ventina di adulti; Ensemble vocal de Notre-Dame de Paris, costituita da cantori professionisti e specializzata nella musica medioevale.

### Strumenti musicali

#### Organi a canne

##### Storia

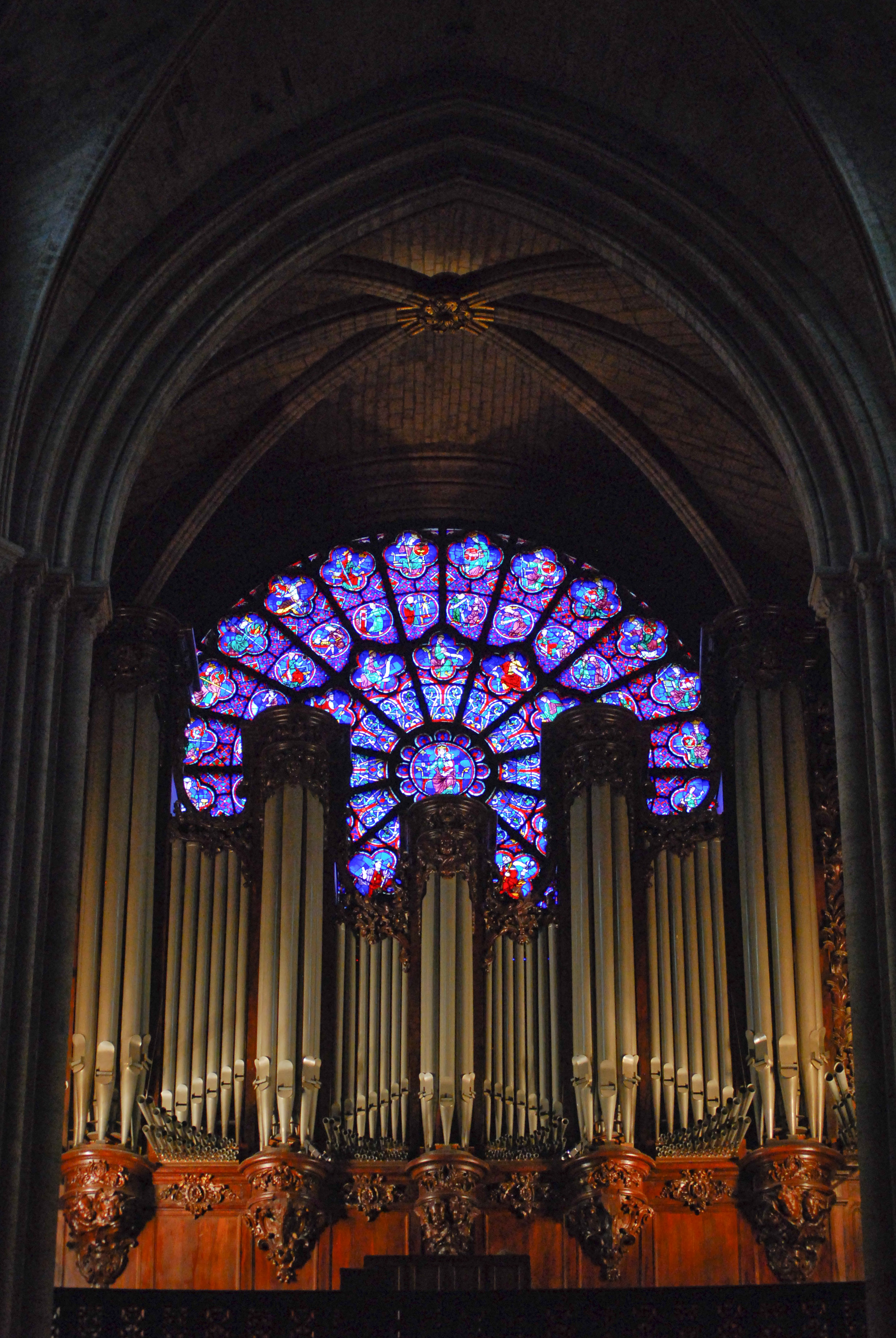
L'organo maggiore

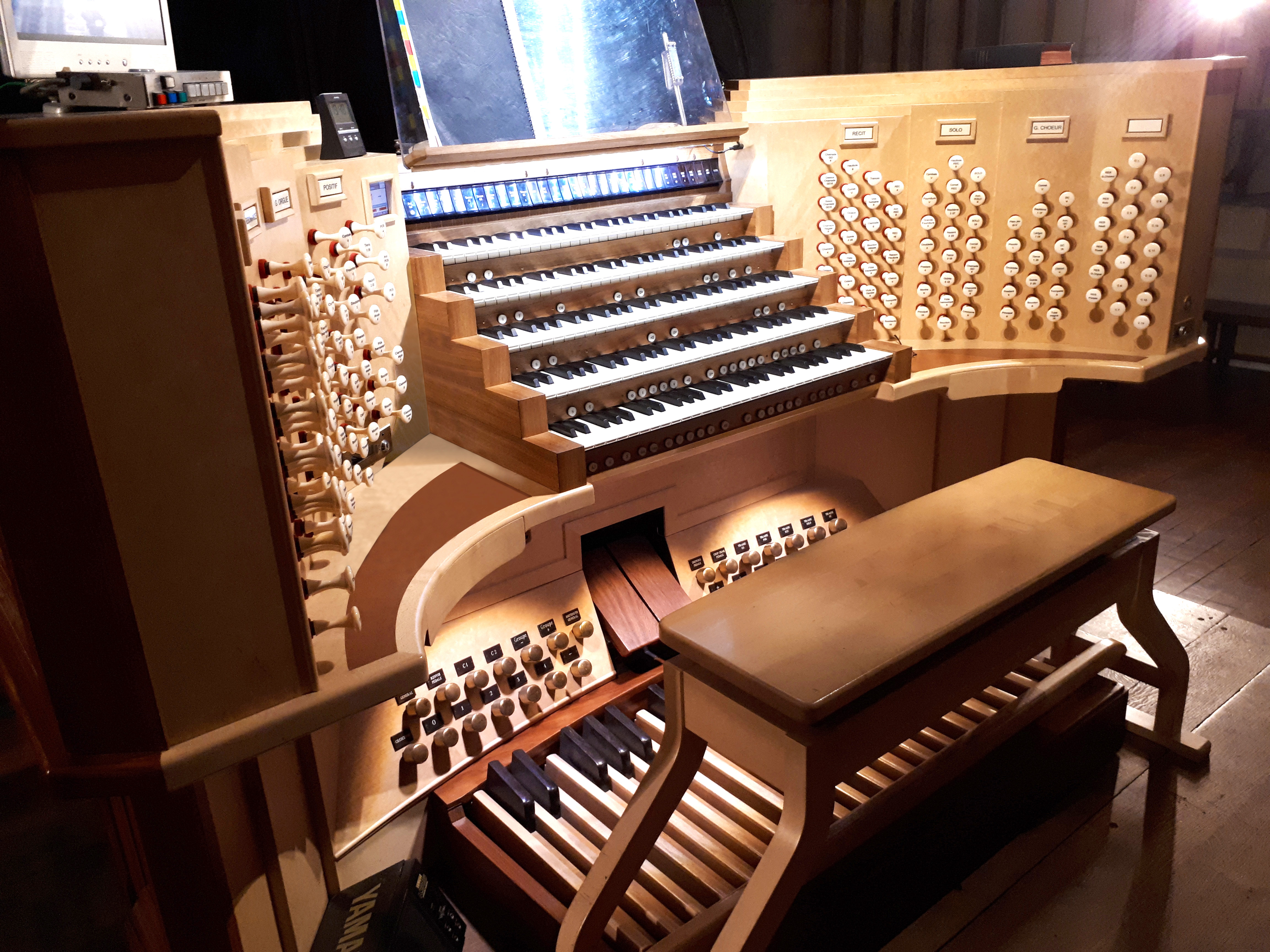
La consolle dell'organo maggiore

La prima volta in cui è registrata la presenza di un organo a canne all'interno della cattedrale di Parigi risale al 1299 quando lo strumento, avente un'unica tastiera e collocato sopra una cantoria a nido di rondine su una parete laterale della navata centrale, venne suonato dal compositore e teorico della musica Petrus de Cruce. Questo strumento, ritenuto inadeguato, venne affiancato nel 1403 e poi sostituito nel 1425 da uno nuovo, opera di Frédéric Schambantz, posto sulla cantoria in controfacciata e con blockwerk per l'unica tastiera e pedaliera costantemente unita alla prima. Nei secoli successivi, l'organo quattrocentesco venne più volte restaurato e notevolmente ampliato nel 1609 da Valéran de Héman che aggiunse una nuova tastiera e nuovamente nel 1620, quando lo stesso organaro dotò lo strumento di un'ulteriore tastiera, portandolo a 20 registri. Nel medesimo secolo l'organo fu interessato da due ulteriori ampliamenti, quello del 1672 per opera di Jacques Carouge, che aggiunse una quarta tastiera e rese indipendente la pedaliera con registri propri, e quello condotto da Alexandre Thierry e Hippolyte Ducastel tra il 1689 e il 1691.
Nell'ambito dei restauri in stile barocco della cattedrale, nel 1730 François Thierry fu incaricato della costruzione di un nuovo strumento mantenendo di quello precedente soltanto la cassa e parte del materiale fonico del positivo tergale. Il nuovo organo, terminato nel 1733, aveva 47 registri su cinque tastiere e pedaliera, con ripieno su base di 32'. Restaurato e ulteriormente ampliato nel 1788 da François-Henri Clicquot, durante la Rivoluzione francese non subì danneggiamenti, ma venne utilizzato nell'ambito delle cerimonie del culto della Ragione e patriottiche. Dopo la riapertura al culto dell'edificio, l'organo venne restaurato e adeguato ai nuovi canoni da Louis-Paul Dallery (1833-1838) e affiancato da uno strumento costruito dalla ditta Daublaineet et Callinet per l'accompagnamento del coro durante le liturgie.
Nel luglio 1863, l'organaro Aristide Cavaillé-Coll venne incaricato della costruzione di un nuovo strumento per la cattedrale riutilizzando la cassa di quello barocco; la sua costruzione, caratterizzata da un cambio di progetto in corso d'opera, terminò nel 1867; l'organo, inaugurato il 6 marzo 1868, aveva 86 registri su cinque tastiere e pedaliera. Nel 1863 l'organaro Joseph Merklin, che nel 1862 era stato interpellato per la costruzione dell'organo maggiore, sostituì l'organo Daublaineet et Callinet con uno nuovo, posizionato sul lato sinistro del coro, con 17 registri su due tastiere e pedaliera. L'organo Cavaillé-Coll subì, nel corso del Novecento, una serie di restauri e rifacimenti, i più importanti nel 1931-1932 per opera di Joseph Beuchet (che cambiò l'ordine dei manuali e modificò la disposizione fonica su progetto di Louis Vierne), mentre nel 1963 avvenne l'elettrificazione della trasmissione e il conseguente cambio della consolle originale di Cavaillé-Coll con una nuova di concezione americana. I lavori, sotto la direzione di Pierre Cochereau, vennero eseguiti dall'organaro Jean Hermann. Nel 1991-1992 da parte di Jean-Loup Boisseau e Bertrand Cattiaux è avvenuto il restauro con l'introduzione della trasmissione elettronica, una nuova consolle e la riarmonizzazione di tutto lo strumento. Tra il 2012 e il 2013 lo strumento è stato ulteriormente restaurato e dotato di una nuova consolle e di una sezione Résonance, assegnabile ai vari manuali e al pedale; il lavoro è stato condotto da Bertrand Cattiaux e Pascal Quoirin.

##### Organo maggiore
L'organo a canne principale della cattedrale è situato in controfacciata, sulla cantoria appositamente costruita su progetto di Eugène Viollet-le-Duc.
Lo strumento è composto da 8000 canne le quali sono situate all'interno della cassa lignea in stile barocco costruita nel 1733 su progetto di François Thierry e in seguito modificata; la mostra, dell'ordine dei 24', è composta da canne di principale, con ance en chamade. La consolle è anch'essa in cantoria ed ha cinque tastiere di 56 note ciascuna e pedaliera dritta di 32 note. L'organo dispone di una doppia trasmissione: elettronica numerica per i manuali e il pedale e MIDI per i registri.

##### Organo del coro

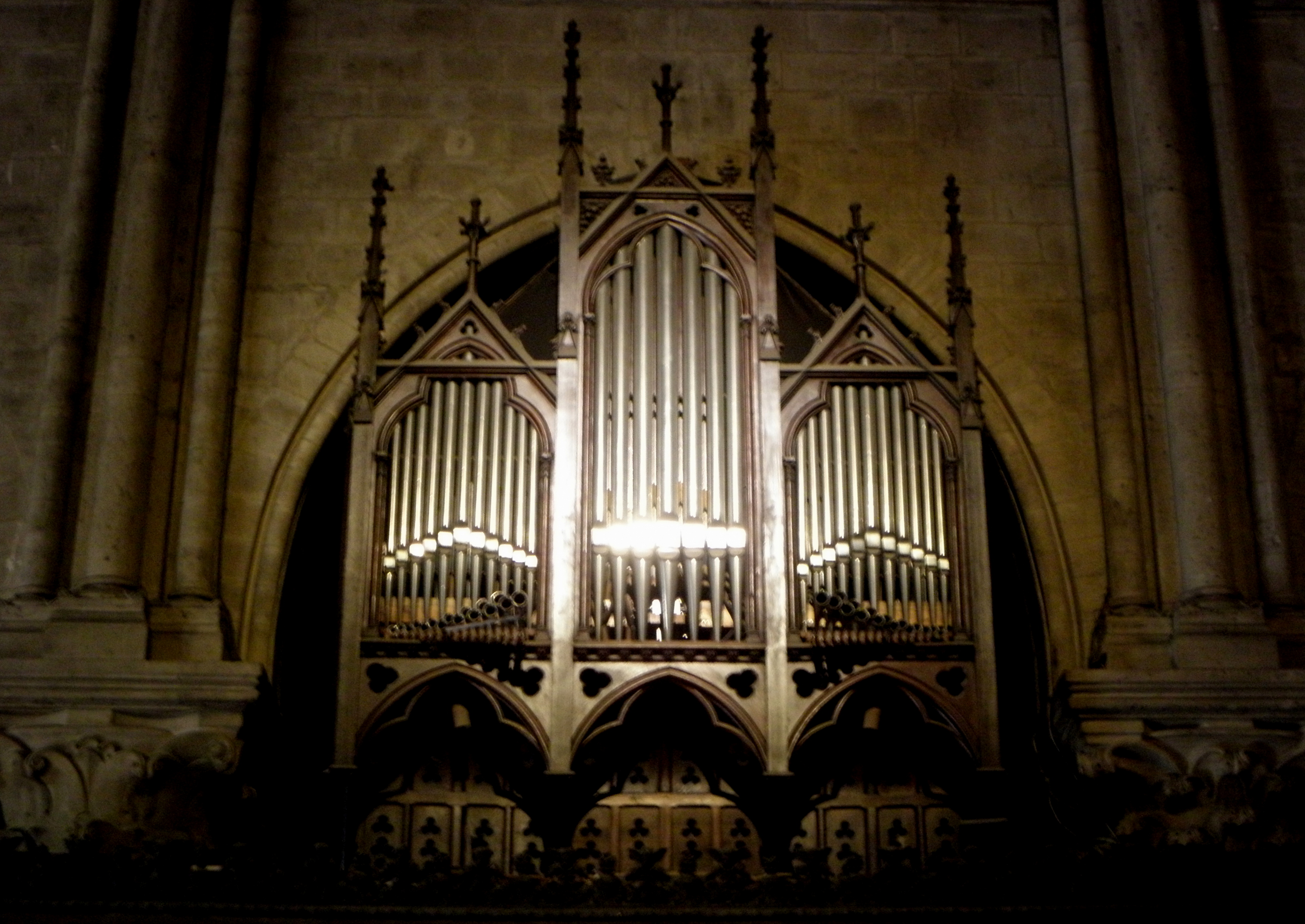
Organo del coro

L'organo del coro è situato sotto la seconda arcata di sinistra, al di sopra degli stalli lignei settecenteschi.
Lo strumento attuale, integralmente ricostruito nel 1969 da Robert Boisseau e successivamente ampliato, è a trasmissione mista, meccanica per i manuali e il pedale ed elettronica per i registri e le combinazioni; dispone di 30 registri per un totale di circa 2000 canne. Il materiale fonico è situato all'interno di una cassa in stile neogotico, mentre la consolle, avente due tastiere di 56 note ciascuna e pedaliera dritta di 30 note, si trova a pavimento, tra gli stalli di sinistra del coro.

#### Campane

##### Storia

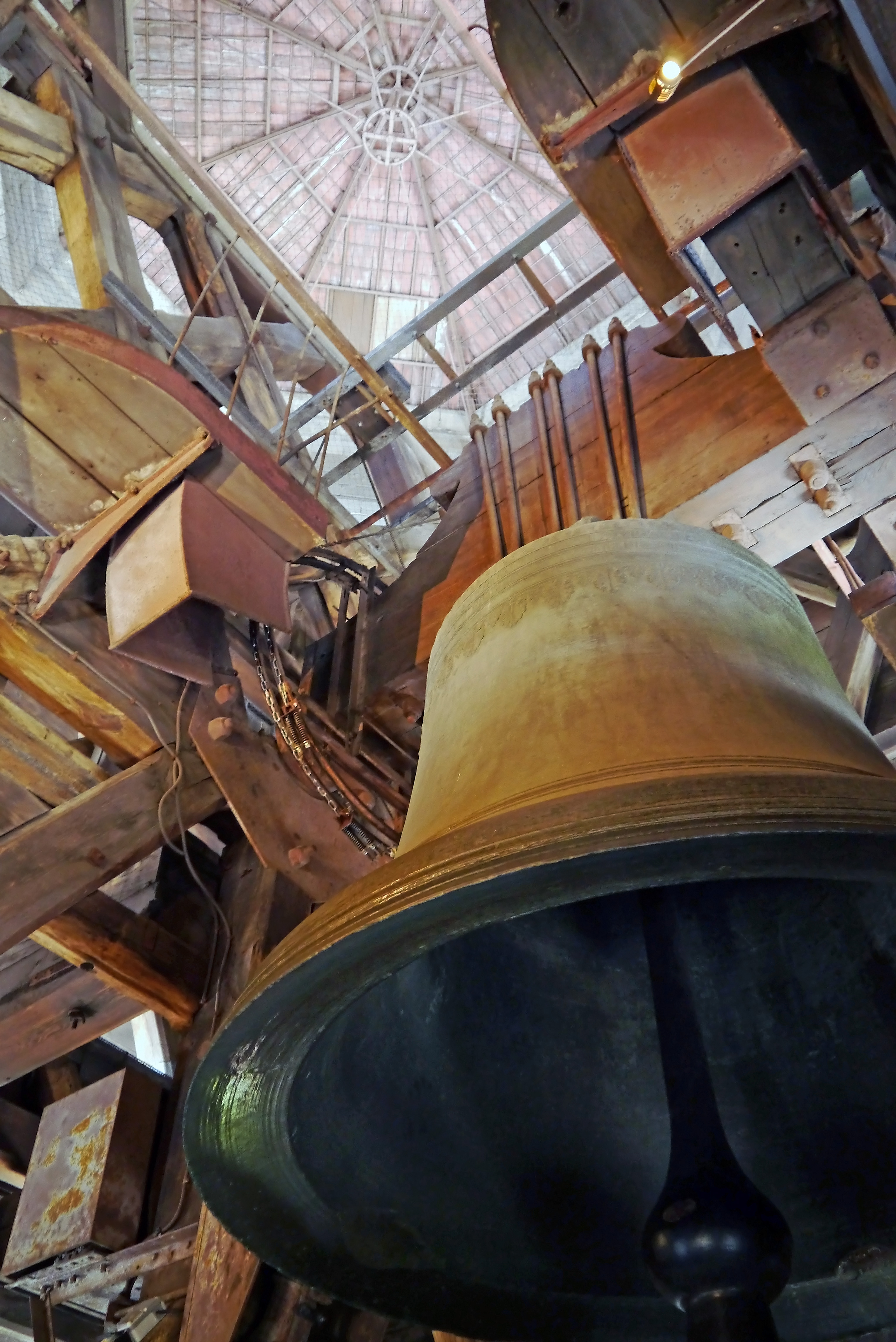
Interno della torre sud con la campana Emmanuel

La presenza di campane all'interno del complesso della cattedrale di Parigi è testimoniata fin dal XII secolo. Alla fine del XIV secolo nella torre sud si trovavano le due campane con il suono più grave, chiamate rispettivamente Jacqueline (donata nel 1400 da Jean de Montaigu, ciambellano di Carlo VI di Francia, che successivamente verrà denominata Emmanuel) e Marie (fusa per la prima volta nel 1378); in quella nord, invece, vi erano quattro campane chiamate, Chambellan, Guillaume, Pasquier e Pugnèse. Nel corso dei secoli il concerto venne accresciuto di numero tanto che nel 1769 esso contava venti bronzi: i due della torre sud, otto in quella nord e sette nella flèche; l'orologio posto sul transetto di destra disponeva di tre campane. Durante la Rivoluzione francese, tra il 1791 e il 1792, andarono perdute tutte le campane con l'eccezione dell'Emmanuel. In sostituzione delle altre, nel 1856 vennero realizzate per la torre nord dalla fonderia Fonderia Guillaume-Besson di Angers quattro campane in Re♭ maggiore:
| Nome                 | Nota  | Peso    |
| -------------------- | ----- | ------- |
| Angélique Françoise  | Re♭3  | 1765 kg |
| Antoinette Charlotte | Mi♭3  | 1185 kg |
| Hyacinte Jeanne      | Fa3   | 813 kg  |
| Denise David         | Sol♭3 | 670 kg  |

Nel 1867 vennero aggiunte tre campane nella flèche e altre tre nel sottotetto.
In occasione dell'850º anniversario della fondazione della cattedrale, è stato deciso di dotare la cattedrale di un nuovo concerto e le quattro campane della torre nord sono state rimosse il 20 febbraio 2012 facendole passare attraverso un'apertura circolare della volta sotto la torre appositamente ideata da Eugène Viollet-le-Duc. La realizzazione delle nuove otto campane per la torre nord è stata affidata alla fonderia Cornille-Havard di Villedieu-les-Poêles e a Virginie Bassetti per le decorazioni, mentre quella per la campana Marie, da collocarsi nella torre sud, è opera della fonderia olandese Royal Eijsbouts.
Le nuove campane sono arrivate nella cattedrale il 31 gennaio 2013 e sono state posizionate lungo la navata centrale per la benedizione, presieduta dall'arcivescovo di Parigi, cardinale André Armand Vingt-Trois, il 2 febbraio 2013. Successivamente sono state installate nelle torri e inaugurate il successivo 23 marzo, vigilia della domenica delle Palme, alla presenza di autorità politiche e religiose. Il costo complessivo della rimozione delle vecchie campane, della realizzazione di quelle nuove e della loro installazione è stato di 3,5 milioni di dollari.
Nell'incendio del 2019 sono andati perduti i due concerti, di tre campane ciascuno, che erano collegati all'orologio situato nel sottotetto del transetto sud, realizzato nel 1867 da Armand-François Collin, i cui quattro quadranti si trovavano sugli spioventi della navata trasversa: quello situato all'interno del secondo piano della base della flèche (installato nel 1866) e quello posto nel sottotetto immediatamente al di sopra della volta della crociera, udibile dall'interno della chiesa. I due concerti erano così composti:
| Nome               | Nota | Anno di fusione | Fonditore         | Peso   | Diametro |
| ------------------ | ---- | --------------- | ----------------- | ------ | -------- |
| Flèche             |      |                 |                   |        |          |
| HF 1               | Sol3 | 1864            | Dubuisson-Gallois | 450 kg | 91,5 cm  |
| HF 2               | Si♭3 | 1864            | Dubuisson-Gallois | 250 kg | 74,5 cm  |
| Cloche du Chapitre | Re4  | 1864            | Dubuisson-Gallois | 130 kg | 63,5 cm  |
| Sottotetto         |      |                 |                   |        |          |
| HC 1               | La4  | 1867            |                   |        |          |
| HC 2               | Do#5 | 1867            |                   |        |          |
| HC 3               | Re5  | 1867            |                   |        |          |

##### Campane attuali
Attualmente la cattedrale dispone di dieci campane (in passato ve ne erano 20): due nella torre sud e otto nella torre nord. Le campane situate all'interno delle due torri della facciata principale, sono sorrette da un'intelaiatura lignea che è soltanto appoggiata su una rientranza della muratura situata all'altezza della base della galleria delle chimere, così da evitare la vibrazione delle torri.
Le nove campane installate nel 2013 hanno ciascuna un nome proprio, riferito a personaggi e a santi legati alla storia dell'arcidiocesi di Parigi e della Chiesa cattolica. Le attuali campane della cattedrale sono le seguenti:
| Nome           | Nota          | Anno di fusione | Fonditore         | Peso     | Diametro | Dedicatario                | Immagine |
| -------------- | ------------- | --------------- | ----------------- | -------- | -------- | -------------------------- | -------- |
| Torre sud      |               |                 |                   |          |          |                            |          |
| Emmanuel       | Fa#2 calante  | 1685            | Florentin Le Guay | 13271 kg | 262 cm   | Gesù                       |          |
| Marie          | Sol#2 calante | 2012            | Royal Eijsbouts   | 6023 kg  | 206,5 cm | Vergine Maria              |          |
| Torre nord     |               |                 |                   |          |          |                            |          |
| Gabriel        | La#2 calante  | 2012            | Cornille-Havard   | 4162 kg  | 182,8 cm | Arcangelo Gabriele         |          |
| Anne-Geneviève | Si2 calante   | 2012            | Cornille-Havard   | 3477 kg  | 172,5 cm | Sant'Anna, Santa Genoveffa |          |
| Denis          | Do#3 calante  | 2012            | Cornille-Havard   | 2502 kg  | 153,6 cm | San Dionigi di Parigi      |          |
| Marcel         | Re#3 calante  | 2012            | Cornille-Havard   | 1925 kg  | 139,3 cm | San Marcello di Parigi     |          |
| Étienne        | Mi#3 calante  | 2012            | Cornille-Havard   | 1494 kg  | 126,7 cm | Santo Stefano              |          |
| Benoît-Joseph  | Fa#3 calante  | 2012            | Cornille-Havard   | 1309 kg  | 120,7 cm | Papa Benedetto XVI         |          |
| Maurice        | Sol#3 calante | 2012            | Cornille-Havard   | 1011 kg  | 109,7 cm | Maurice de Sully           |          |
| Jean-Marie     | La#3 calante  | 2012            | Cornille-Havard   | 782 kg   | 99,7 cm  | Jean-Marie Lustiger        |          |

Le campane della cattedrale suonano non soltanto prima delle celebrazioni liturgiche, ma anche, tra le 8 e le 21, ogni quarto d'ora. L'Emmanuel e la Marie, oltre che nell'ambito del Grand Solemnel, del Gros Solemnel e del Grand Vésperal, suonano in occasione delle ordinazioni nel momento dell'imposizione delle mani: insieme per le ordinazioni episcopali, l'Emmanuel per quelle presbiterali, la Marie per quelle diaconali. Inoltre, quando muore una personalità, una delle campane della cattedrale, in base all'importanza del defunto, suona tanti rintocchi quanti gli anni di vita della persona morta.

## Nelle arti

### Pittura

L'incoronazione di Napoleone di Jacques-Louis David

Le più antiche raffigurazioni pittoriche della cattedrale sono presenti nel Libro d'Ore di Étienne Chevalier di Jean Fouquet (1452-1460), in particolare nelle scene La mano di Dio che protegge i fedeli, la Discesa dello Spirito Santo (entrambe al Metropolitan Museum of Art di New York) e il Miracolo di San Verano (al Musée Marmottan Monet di Parigi); la cattedrale appare anche nelle Très riches heures du Duc de Berry dei Fratelli Limbourg (inizi del XV secolo).
Successivamente, la cattedrale è stata raffigurata in varie opere. Tra queste, la Messa del canonico de La Porte di Jean Jouvenet (1708-1711), dipinto in cui si vede l'allestimento del presbiterio barocco prima della realizzazione delle tre statue marmoree della Pietà, di Luigi XIII e di Luigi XIV, risalenti al 1714-1715.
All'interno della cattedrale è ambientata la scena raffigurata ne L'incoronazione di Napoleone, di Jacques-Louis David (1805-1807), conservata al Museo del Louvre: i personaggi si trovano nell'abside, ancora con le sovrastrutture barocche e l'altare del 1803.
La cattedrale è presente nelle opere di vari artisti della seconda metà dell'Ottocento e del Novecento: viene raffigurata in alcune opere degli impressionisti Albert Lebourg e Eugène Galien-Laloue e da Honoré Daumier ne Il pittore davanti a Notre-Dame.

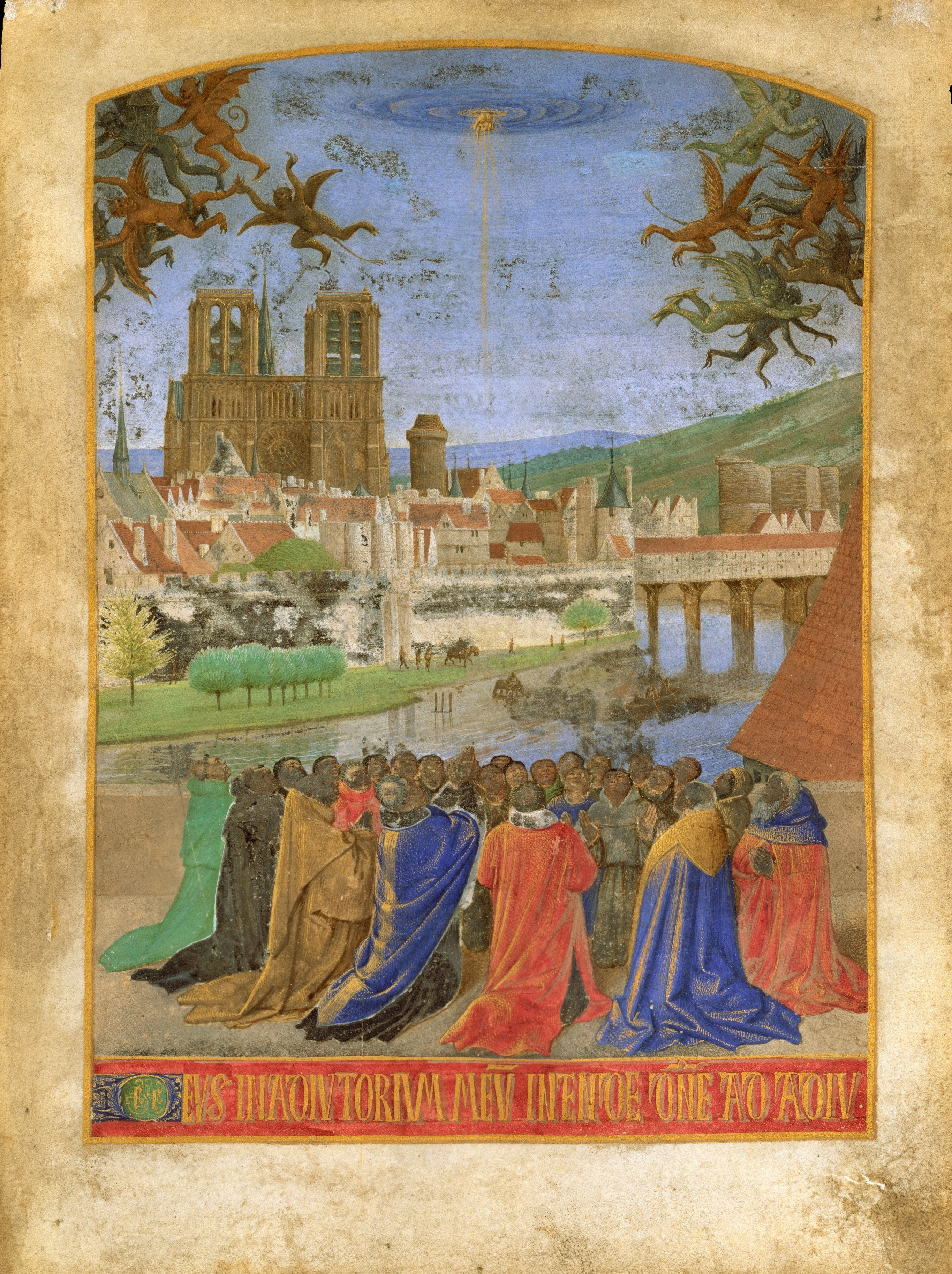
Discesa dello Spirito Santo (dal Libro d'Ore di Étienne Chevalier)
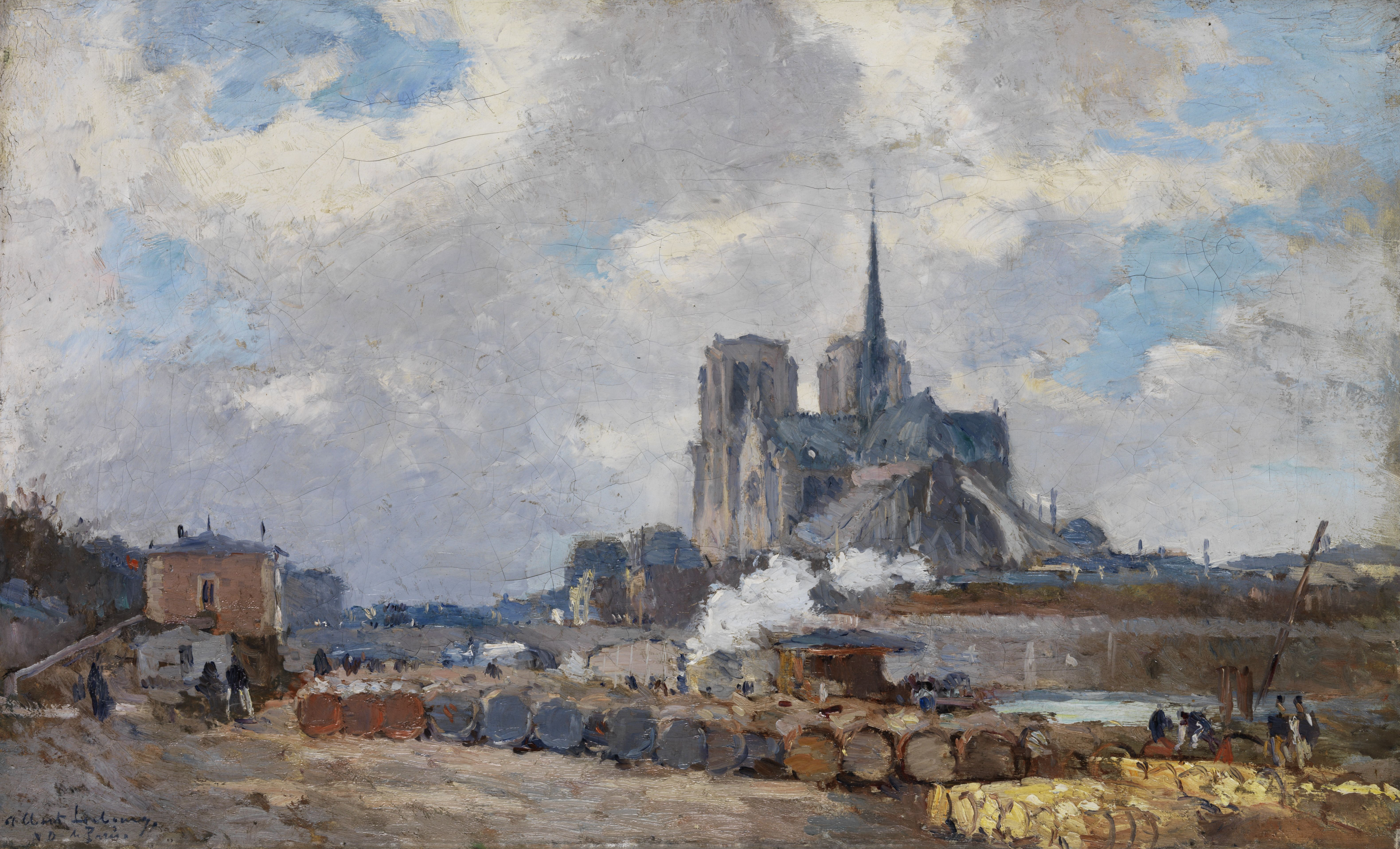
Notre-Dame di Parigi, veduta da Quai de la Tournelle di Albert Lebourg
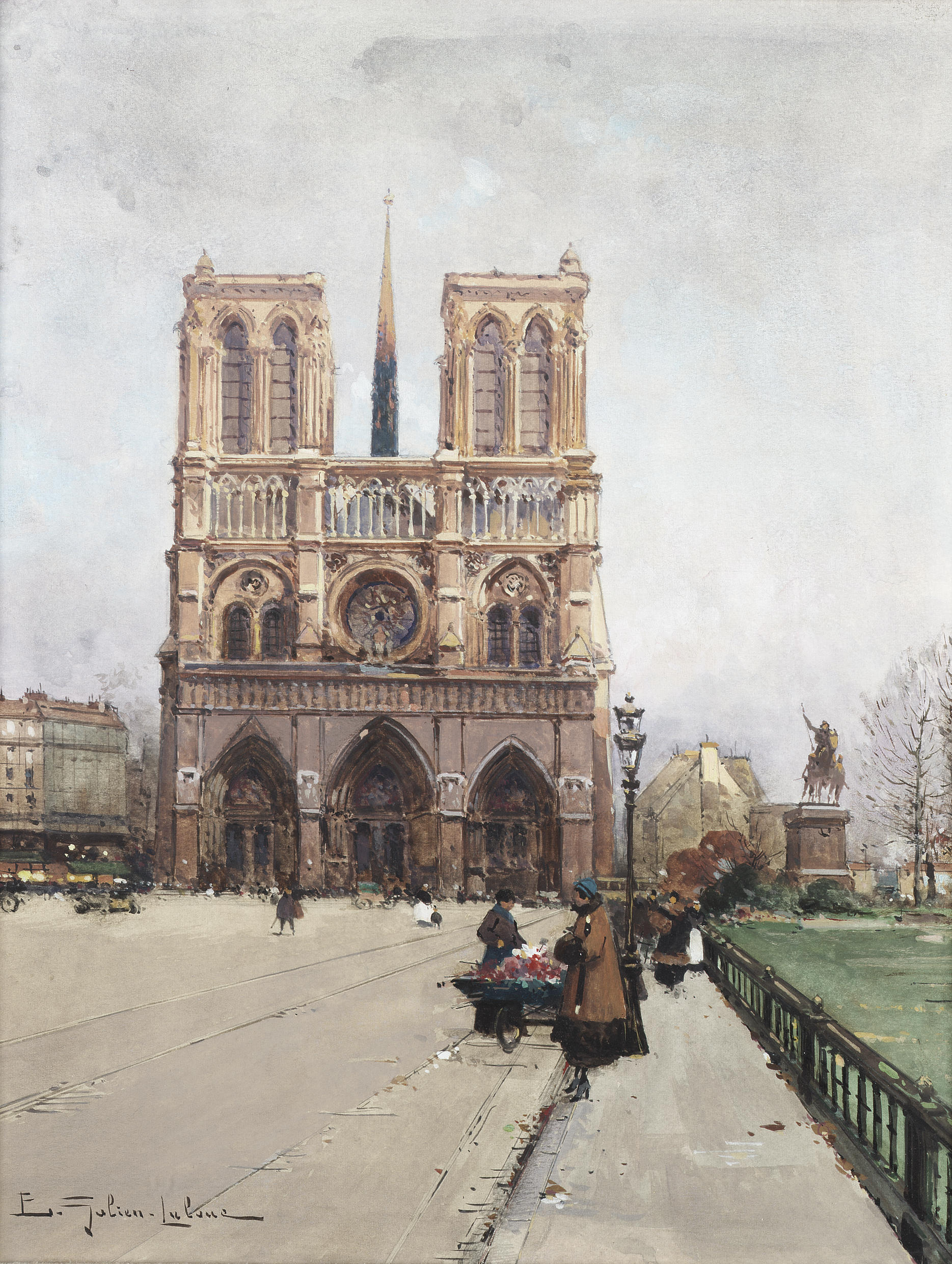
La donna dei fiori a Notre-Dame di Eugène Galien-Laloue
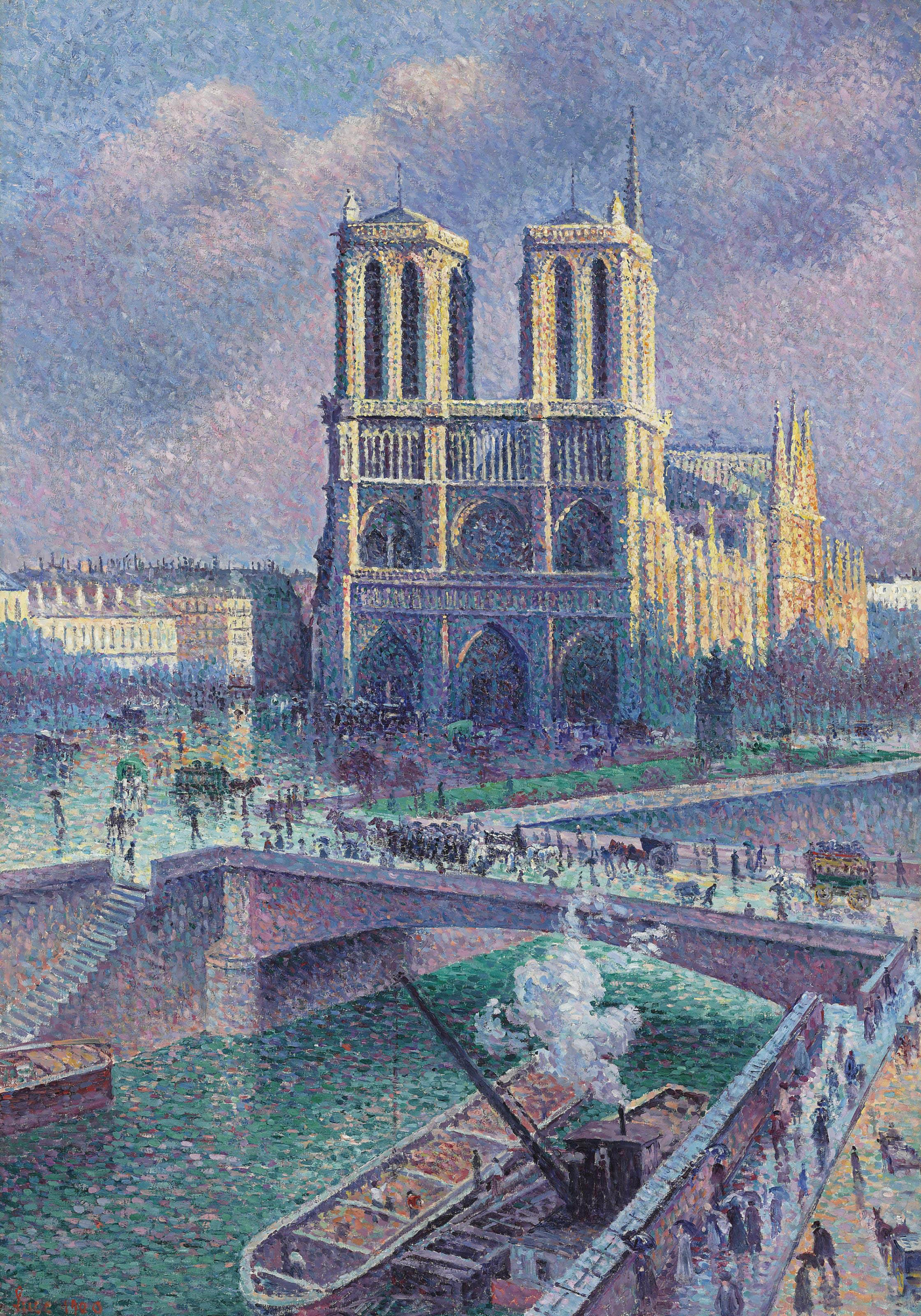
Notre-Dame de Paris di Maximilien Luce
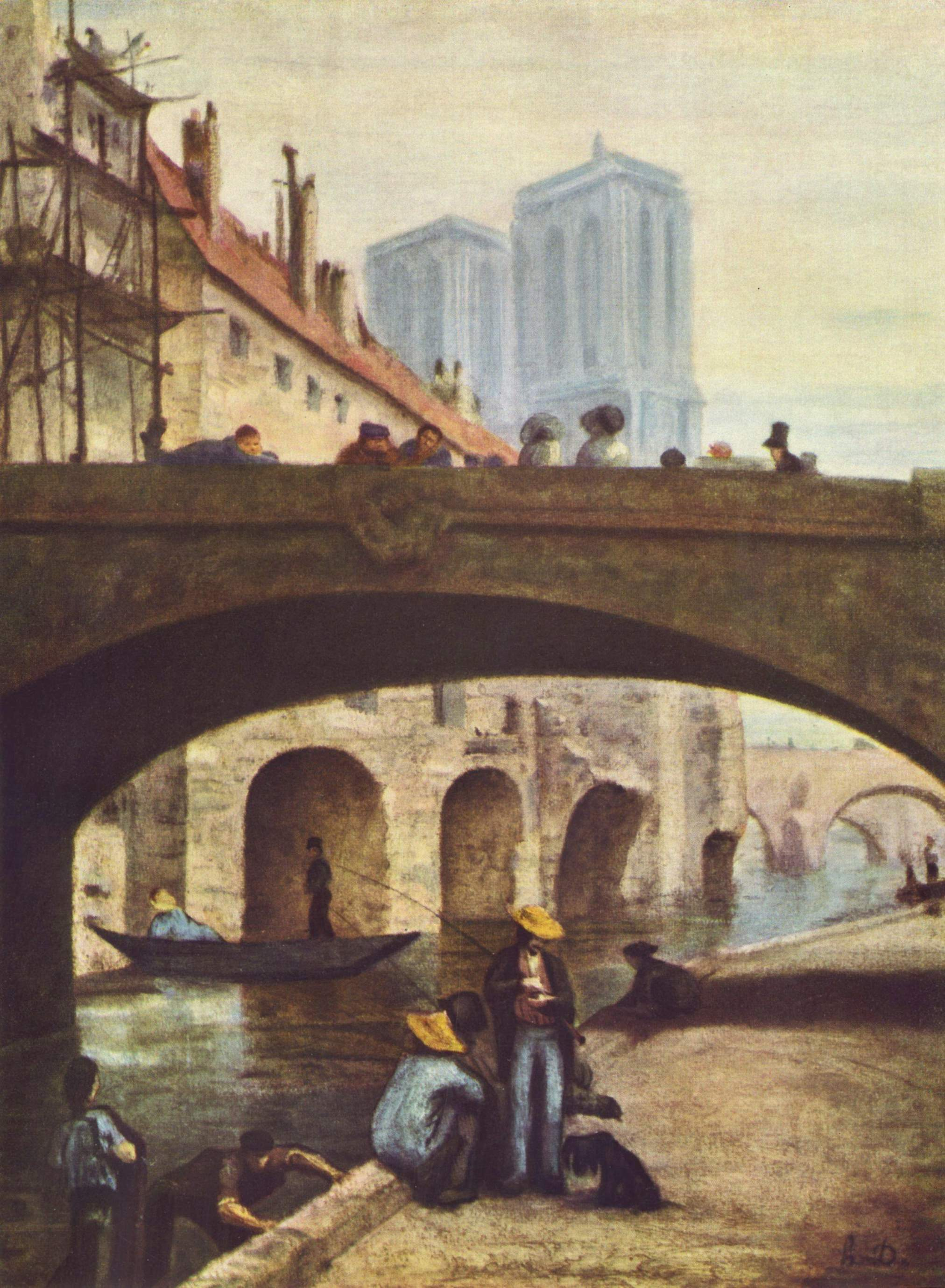
Il pittore davanti a Notre-Dame di Honoré Daumier

### Letteratura

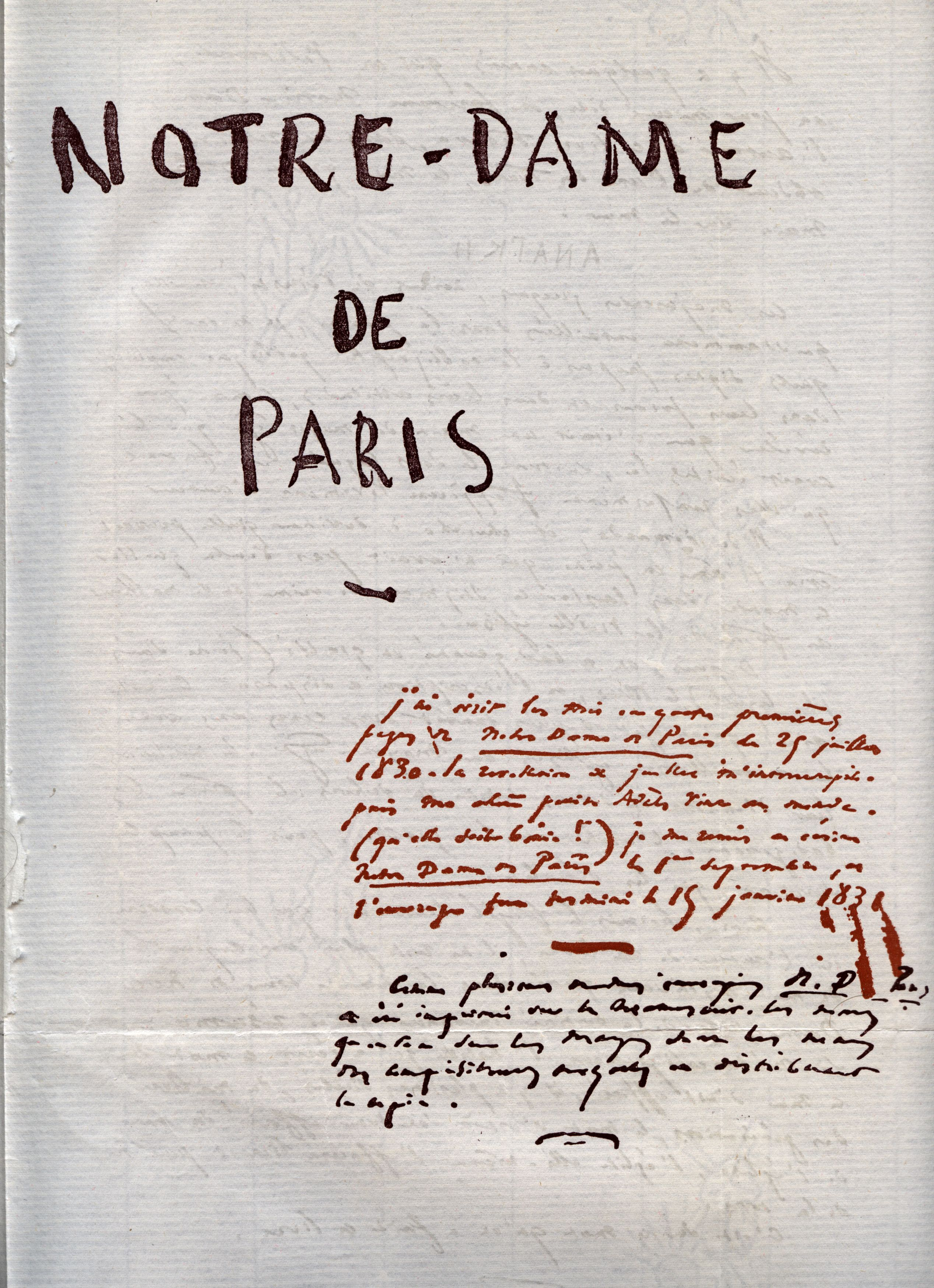
Prima pagina manoscritta di Notre-Dame de Paris

La cattedrale di Parigi dà il titolo al romanzo storico Notre-Dame de Paris, scritto da Victor Hugo e pubblicato nel 1831: l'autore, infatti, vi ambienta gran parte della vicenda presente nella sua opera, che volle scrivere per sensibilizzare l'opinione pubblica circa la necessità di restaurare l'edificio che, dopo la Rivoluzione francese, versava in pessime condizioni. Tra i protagonisti del romanzo compaiono il campanaro deforme della cattedrale (Quasimodo) e l'arcidiacono (Claude Frollo).
La chiesa appare anche in altre opere letterarie: fra queste, Les Proscrits (1831) e L'Envers de l'histoire contemporaine (1848) di Honoré de Balzac, entrambe ambientate nei pressi della cattedrale; Les pigeons de Notre-Dame (2001) di Patrick Virelles, con scene che si svolgono sulle torri della chiesa; i Colloqui di Poissy di Agostino di Bondeno (2018), dove è descritto lo scenario delle guerre di religione del Cinquecento, al tempo in cui le chiese cittadine e le immagini sacre erano fatte oggetto di devastazione da parte degli Ugonotti.

### Musica
La cattedrale di Parigi è presente nell'opera popolare di Luc Plamondon e Riccardo Cocciante Notre-Dame de Paris, tratta dall'opera di Victor Hugo. È inoltre citata nelle seguenti canzoni:
- Notre-Dame de Paris (Paul Burani et Alfred Isch-Wall);
- Notre-Dame de Paris, chanson (Édith Piaf);
- Au Pied Des Tours De Notre-Dame (Francis Carco);
- Les cloches de Notre-Dame (Léo Ferré);
- Les oiseaux de Notre-Dame (Suzy Solidor);
- Oct. 61 (La Tordue).